# 明治時代の日本の勅令一覧
明治時代の日本の勅令一覧（めいじじだいのにほんのちょくれいいちらん）では、明治年間に出された勅令の一覧を掲載する。
（）内は各年の勅令番号。なお、明治40年に公式令が制定施行されるまでは、条約は勅令として公布されていた（番号は付されない)。例えば勅令として公布された最初の条約であるメートル条約の官報（明治19年4月20日官報第837号）でも「勅令」と明示されている。従って公布の年の最後に勅令として公布された条約を掲げることとする。

## 明治19年
- メートル条約 - 明治19年勅令第0号 - メートル条約 - e-Gov法令検索
- 公文式（勅令第1号） - s:公文式 - 明治40年勅令第6号（公式令）により廃止
- 各省官制（外務省、内務省、大蔵省、陸軍省、海軍省、司法省、文部省、農商務省、逓信省）（勅令第2号）
  - 外務省（官制） - 明治23年勅令第109号（外務省官制）により全改
  - 内務省（官制） - 明治23年勅令第108号（内務省官制）により全改
  - 大蔵省（官制） - 明治23年勅令第106号（大蔵省官制）により全改
  - 陸軍省（官制） - 明治20年勅令第19号（陸軍省官制）により全改
  - 海軍省（官制） - 明治22年勅令第29号（海軍省官制）により全改
  - 司法省（官制） - 明治23年勅令第100号（司法省官制）により全改
  - 文部省（官制） - 明治23年勅令第101号（文部省官制）により全改
  - 農商務省（官制） - 明治23年勅令第102号（農商務省官制）により全改
  - 逓信省（官制） - 明治20年勅令第4号（逓信省官制）により全改
- 帝国大学令（勅令第3号） - 大正8年勅令第12号（帝国大学令）により全改
- 陸軍武官官等表ノ改正（勅令第4号） - 明治24年勅令第28号（陸軍武官官等表）により全改
- 交際官及領事官制（勅令第5号） - 明治23年勅令第257号（外交官及領事官官制）により廃止
- 高等官官等俸給令（勅令第6号） - 明治24年勅令第82号（高等官任命及俸給令）により廃止
- 参謀本部条例（勅令無号） - 明治21年勅令第24号（参軍官制）により廃止
- 税関官制（勅令第7号） - 明治23年勅令第142号（税関官制）により全改
- 地方逓信官官制（勅令第8号） - 明治22年勅令第96号（郵便及電信局官制）により廃止
- 帝国大学職員官等（勅令第9号） - 明治23年勅令第270号（帝国大学職員官等定員）により全改
- 内閣賞勲局職員及官等年俸（勅令第10号） - 実効性喪失
- 元老院官制ノ改正（勅令第11号） - 実効性喪失
- 元老院議長副議長議官書記官官等年俸ノ改正（勅令第12号） - 実効性喪失
- 師範学校令（勅令第13号） - 明治30年勅令第346号（師範教育令）により廃止
- 小学校令（勅令第14号） - 第1次小学校令 - 明治23年勅令第215号（（第2次）小学校令）により廃止
- 中学校令（勅令第15号） - 明治32年勅令第28号（中学校令）により全改　※日本の高等学校設立年表参照
- 諸学校通則（勅令第16号） - 明治33年勅令第136号（寄附財産ヲ以テ設置スル官立公立学校ニ関スル件）により廃止
- 造幣局官制、印刷局官制（勅令第17号）
  - 造幣局官制 - 明治20年勅令第60号（造幣局官制）により全改
  - 印刷局官制 - 明治23年勅令第141号（印刷局官制）により全改
- 駒場農学校官制、東京山林学校官制、大小林区署官制（勅令第18号）
  - 駒場農学校官制 - 明治19年勅令第56号（東京農林学校官制）により廃止
  - 東京山林学校官制 - 明治19年勅令第56号（東京農林学校官制）により廃止
  - 大小林区署官制 - 明治23年勅令第127号（大小林区署官制）により全改
- 商船学校官制、電信修技学校官制（勅令第19号）
  - 商船学校官制 - 明治23年勅令第197号（商船学校官制）により全改
  - 電信修技学校官制 - 実効性喪失
- 会計検査院官制（勅令第20号） - 実効性喪失
- 軍用通信ニ係ル妨害者処分ノ件（勅令第21号）
- 明治十九年度歳計予算（勅令第22号）
- 逓信管理局名称位置及管轄区域（勅令第23号） - 実効性喪失
- 海軍条例（勅令第24号） - 明治26年勅令第49号（海軍条例海軍参謀部条例海軍会計監督部条例海軍編修官官制及海軍中央文庫官制廃止ノ件）により廃止
- 鎮守府官制（勅令第25号） - 明治22年勅令第72号（鎮守府条例）により廃止
- 海軍水路部官制（勅令第26号） - 明治21年勅令第49号（水路部条例）により廃止
- 海軍督買部官制（勅令第27号） - 実効性喪失
- 海軍衛生部官制（勅令第28号） - 明治22年勅令第48号（海軍衛生会議条例）により廃止
- 海軍医学校官制（勅令第29号） - 明治22年勅令第49号（海軍軍医学校官制）により廃止
- 海軍会計検査部官制（勅令第30号） - 実効性喪失
- 海軍兵器製造所官制（勅令第31号） - 明治22年勅令第51号（海軍造兵廠官制）により廃止
- 海軍火薬製造所官制（勅令第32号） - 明治22年勅令第52号（海軍火薬工廠官制）により廃止
- 無任所外交官年俸（勅令第33号） - 明治24年勅令第33号（公使館領事官費用条例）により廃止
- 華族世襲財産法（勅令第34号） - 大正5年法律第45号（華族世襲財産法）により全改
- 高等師範学校高等中学校東京商業学校官制（勅令第35号） - 明治20年勅令第51号（高等師範学校高等中学校高等商業学校東京職工学校東京高等女学校東京美術学校東京音楽学校東京盲唖学校官制）により題名改正、明治23年勅令第233号（高等師範学校女子高等師範学校高等中学校高等商業学校東京工業学校東京美術学校東京音楽学校東京盲唖学校官制）により全改
- 判任官官等俸給令（勅令第36号） - 明治24年勅令第83号（判任官俸給令）により廃止
- 陸軍海軍武官官等（勅令第37号） - 実効性喪失
- 技術官官等官等俸給令（勅令第38号） - 明治24年勅令第84号（技術官俸給令）により廃止
- 第二海軍区及第三海軍区鎮守府位置（勅令第39号） - 実効性喪失
- 裁判所官制（勅令第40号） - 実効性喪失
- 裁判官検察官大審院控訴院書記官年俸（勅令第41号） - 実効性喪失
- 警視庁官制（勅令第42号） - 明治24年勅令第34号（警視庁官制）により全改
- 福島県下越後国東蒲原郡管轄替ノ件（勅令第43号） - 実効性喪失
- 陸軍軍人軍属違警罪処分例（勅令第44号） - 昭和16年法律第84号（陸軍軍人軍属等犯罪即決法）により題名改正、昭和21年勅令第564号（昭和二十年勅令第五百四十二号ポツダム宣言の受諾に伴ひ発する命令に関する件に基く軍用電気通信法等を廃止する勅令）により廃止
- 裁判所管轄区画表中改正ノ件（勅令第45号） - 明治23年法律第62号（裁判所位置及管轄区域改定ノ件）により改正
- 罰金及追徴ニ係ル上告予納金ノ件（勅令第46号） - 明治33年法律第27号（罰金及追徴ニ係ル上告予納金廃止法律）により廃止
- 海軍公債証書条例（勅令第47号） - 実効性喪失
- 陸軍将校服制ノ改正（勅令第48号） - 明治33年勅令第364号（陸軍服制）により廃止
- 交際官並領事費用条例ノ改正（勅令第49号） - 明治24年勅令第33号（公使館領事官費用条例）により廃止
- 拾銭紙幣通用禁止ノ件（勅令第50号） - 実効性喪失
- 本初子午線経度計算方及標準時ノ件（勅令第51号） - 本初子午線経度計算方及標準時ノ件 - e-Gov法令検索
- 海軍武官官等表ノ改正（勅令第52号） - 明治24年勅令第157号（海軍武官官階ノ件）により廃止
- 海軍高等武官俸給令（勅令第53号） - 実効性喪失
- 地方官官制（勅令第54号） - 明治23年勅令第225号（地方官官制）により全改
- 地方官官等俸給令（勅令第55号） - 明治23年勅令第226号（地方官官等俸給令）により全改
- 東京農林学校官制（勅令第56号） - 明治23年勅令第92号（東京農林学校ヲ帝国大学ノ分科大学トナスノ件）により廃止
- 陸軍検閲条例ノ改正（勅令第57号） - 実効性喪失
- 陸軍武官進級条例ノ改正（勅令第58号） - 明治22年勅令第61号（陸軍武官進級令）により廃止
- 臨時建築局ニ副総裁ヲ置クコト（勅令第59号） - 実効性喪失
- 酒造税則附則改正ノ件（勅令第60号） - 明治29年法律第29号（自家用酒税法）により廃止
- 朝鮮国ニ於テ製造シテ我国ニ輸入スル日本酒ニ海関税ヲ徴収スルノ件（勅令第61号） - 実効性喪失
- 裁判所位置及管轄区画表中改正ノ件（勅令第62号） - 明治23年法律第62号（裁判所位置及管轄区域改定ノ件）により改正
- 海軍検閲条例（勅令第63号） - 明治23年勅令第147号（海軍検閲条例）により全改
- 海軍高等武官進級条例ノ改正（勅令第64号） - 明治22年勅令第22号（海軍高等武官進級条例）により全改
- 尋常師範学校官制（勅令第65号） - 明治24年勅令第217号（師範学校官制）により全改
- 整理公債条例（勅令第66号） - 現行法令
- 火薬取締規則中改正削除ノ件（勅令第67号） - 明治32年法律第106号（銃砲火薬類取締法）により廃止
- 陸軍及海軍教官（勅令第68号） - 大正15年勅令第343号（陸軍及海軍文官教官制）により題名改正、昭和21年勅令第565号（軍用電気通信法施行令等を廃止する勅令）により廃止
- 中央衛生会官制（勅令第69号） - 明治23年勅令第154号（中央衛生会官制）により全改
- 旧銅貨天保通宝通用禁止延期ノ件（勅令第70号） - 実効性喪失
- 神宮職員官等改正（勅令第71号） - 明治29年勅令第372号（神宮司庁職員官等俸給ノ件）により全改
- 売薬規則中営業免許期限廃止ノ件（勅令第72号） - 明治33年法律第14号（売薬規則中改正法律）により改正
- 徴兵令中改正追加ノ件（勅令第73号） - 明治22年法律第1号（徴兵令）により改正
- 戒厳令中追加ノ件（勅令第74号） - 昭和22年政令第52号（ポツダム宣言の受諾に伴い発する命令に関する件に基く陸軍刑法を廃止する等の政令）により廃止
- 警備隊条例（勅令第75号） - 明治29年勅令第385号（警備隊条例廃止ノ件）により廃止
- 臨時砲台建築部官制（勅令第76号） - 実効性喪失
- 集治監官制（勅令第77号） - 明治23年勅令第153号（集治監仮留監官制）により全改
- 陸軍武官進級条例中追加ノ件（勅令第78号） - 明治22年勅令第61号（陸軍武官進級令）により廃止
- 酒造税則中改正ノ件（勅令第79号） - 明治29年法律第28号（酒造税法）により廃止
- 臘虎並膃肭獣猟獲及其生皮輸入販売規則（勅令第80号） - 明治28年法律第10号（臘虎膃肭獣猟法）により廃止
- 海軍懲罰令中改正ノ件（勅令第81号） - 明治22年勅令第134号（海軍懲罰令）により改正
- 明治十四年度歳計決算（勅令第82号）
- 北海道庁官制ノ改正（勅令第83号） - 明治23年勅令第119号（北海道庁官制）により全改
- 札幌農学校官制（勅令第84号） - 明治24年勅令第142号（札幌農学校官制）により全改
- メートル条約 - 4月20日勅令 - メートル条約 - e-Gov法令検索- s:メートル條約 - 現行法令

## 明治20年
- 海軍公債証書条例第五条第九条改正ノ件（勅令第1号）
- 理事録事官等俸給（勅令第2号）
- 明治二十年度歳計予算（勅令第3号）
- 逓信省官制ノ改正（勅令第4号）
- 所得税法（勅令第5号）
- 北海道水産税則（勅令第6号）
- 鹿児島県下分郡ノ件（勅令第7号）
- 専売特許条例中改正ノ件（勅令第8号）
- 商標条例中改正ノ件（勅令第9号）
- 叙位条例（勅令第10号） - 位階参照
- 取引所条例（勅令第11号）
- 私設鉄道条例（勅令第12号）
- 学位令（勅令第13号） - 学位・博士・専門職学位等参照
- 東京電信学校官制（勅令第14号） - 電信修技学校廃止（ただし電信修技学校官制への言及なし）
- 食塩無税輸出ノ件（勅令第15号）
- 黄綬褒章臨時制定ノ件（勅令第16号）
- 衛生試験所官制（勅令第17号）
- 監軍部条例（勅令第18号） - 教育総監参照
- 陸軍省官制ノ改正（勅令第19号）
- 軍事参議官条例（勅令第20号）
- 帝国ト朝鮮国トノ間ニ於ケル漂民経費償還法（勅令第21号）
- 陸軍将校馬具制ノ改正（勅令第22号）
- 海軍参謀将校及伝令使馬具制（勅令第23号）
- 登記事務費国庫支出ノ件（勅令第24号）
- 陸軍士官学校官制（勅令第25号）
- 陸軍幼年学校官制（勅令第26号）
- 陸軍各兵科現役士官補充条例（勅令第27号）
- 鎮守府ニ達スル道路ヲ国道ニ編入ノ件（勅令第28号）
- 横浜正金銀行条例（勅令第29号）
- 師範学校令中追加ノ件（勅令第30号）
- 交際官及領事官制中改正ノ件（勅令第31号）
- 交際官並領事費用条例中追加ノ件（勅令第32号）
- 無任所外交官年俸中追加ノ件（勅令第33号）
- 愛知岐阜両県内管轄替ノ件（勅令第34号）
- 海軍機関学校官制（勅令第35号）
- 漉入紙製造取締規則（勅令第36号）
- 文官試験試補及見習規則（勅令第37号）
- 文官試験委員官制（勅令第38号）
- 官吏服務紀律ノ改正（勅令第39号） - 行政官吏服務紀律（明治15年太政官第44号達）廃止
- 高等中学校経費支弁ノ件（勅令第40号）
- 気象台測候所条例（勅令第41号） - 昭和18年勅令第835号により気象事業令に題名改正
- 逃亡犯罪人引渡条例（勅令第42号） - 逃亡犯罪人引渡法（昭和28年法律第68号）により廃止
- 海軍服制ノ改正（勅令第43号） - 軍服 (大日本帝国海軍)参照 - 海軍服装令（大正3年勅令第24号）により廃止
- 海軍掌砲兵掌水雷兵条例（勅令第44号）
- 海軍下士卒教員加俸ノ件（勅令第45号）
- 高等中学校設置区域内府県委員会規則（勅令第46号）
- 陸海軍武官恩給特例中改正ノ件（勅令第47号）
- 府県立医学校費用ノ件（勅令第48号）
- 警視庁官制中刪除ノ件（勅令第49号）
- 文部省官制中改正ノ件（勅令第50号）
- 高等師範学校高等中学校東京商業学校官制中改正追加ノ件（勅令第51号）
- 薬用阿片売買並製造規則中改正ノ件（勅令第52号）
- 陸軍大学校条例（勅令第53号）
- 陸軍戸山学校条例（勅令第54号）
- 主理録事官等俸給（勅令第55号）
- 地方税ニ関スル寄附及雑収入ノ件（勅令第56号）
- 試補及見習ノ待遇並ニ任用ノ件（勅令第57号）
- 教官技術官ノ資格ヲ有スル者ヲ以テ行政官ニ任用スルノ件（勅令第58号）
- 奈良県設置ノ件（勅令第59号）
- 造幣局官制ノ改正（勅令第60号）
- 司法省官制中改正ノ件（勅令第61号）
- 裁判所官制中改正ノ件（勅令第62号）
- 陸海軍士官並同等官以上ノモノ文官ニ任用ノ件（勅令第63号）
- 判任官高等試験ヲ受クルコトヲ得ルノ件（勅令第64号）
- 海軍准士官並服役満期下士判任文官ニ任用ノ件（勅令第65号）
- 三等郵便局長任用ノ件（勅令第66号）
- 保安条例（勅令第67号）
- 造神宮使庁官制（勅令第68号）
- 税関官制中改正追加ノ件（勅令第69号）
- 税関鑑定官鑑定吏官等俸給ノ件（勅令第70号）
- 陸軍砲兵射的学校条例（勅令第71号）
- 海軍兵器製造所官制第三条改正ノ件（勅令第72号）
- 特許局官制（勅令第73号） - 農商務省専売特許局廃止
- 特許局審査官及審査官補官等俸給（勅令第74号）
- 新聞紙条例改正ノ件（勅令第75号） - 新聞紙条例（明治16年太政官第12号布告）改正
- 出版条例（勅令第76号）改正ノ件（勅令第76号） - 出版条例（明治8年太政官第135号布告）改正
- 版権条例（勅令第77号）
- 脚本楽譜条例（勅令第78号） - 著作権法（明治32年法律第39号）により廃止
- 写真版権条例改正ノ件（勅令第79号） - 写真条例（明治9年太政官第90号布告）改正、著作権法（明治32年法律第39号）により廃止
- 第三回内国勧業博覧会事務局官制（勅令第80号）
- 陸軍将校生徒試験委員条例（勅令第81号）
- 営林主事補及森林監主任用ノ件（勅令第82号）
- 陸軍下士文官採用規則（勅令第83号） - 明治28年勅令第147号により陸軍准士官下士文官採用規則に題名改正
- 海上法ノ要義ヲ確定スル為メ西暦1856年4月16日巴里公会ニ於テ決定セシ宣言（3月24日勅令） 海上法ノ要義ヲ確定スル為メ西暦1856年4月16日巴里公会ニ於テ決定セシ宣言 - e-Gov法令検索
- 海底電信線保護万国連合条約ノ説明書（12月22日勅令） - 海底電信線保護万国連合条約ノ説明書 - e-Gov法令検索

## 明治21年
- 各種ノ勲章等級製式及ヒ大勲位菊花章頸飾ノ製式（勅令第1号） - 勲章参照 - 宝冠章及大勲位菊花章頸飾ニ関スル件 - e-Gov法令検索
- 明治十五年度歳計決算（勅令第2号）
- 海軍督買部海軍会計検査部廃止及海軍省会計局ニ検査課ヲ置キ艦費課ヲ廃スルノ件（勅令第3号）
- 陸軍大学校条例中改正ノ件（勅令第4号）
- 陸軍戸山学校条例中改正ノ件（勅令第5号）
- 電信料及手数料納付ノ件（勅令第6号）
- 「参謀本部条例中追加」（2月24日勅令号外）
- 車税規則ヘ附則追加ノ件（勅令第7号）
- 菓子税則中改正ノ件（勅令第8号）
- 陸軍士官候補生検査ノ件（勅令第9号）
- 理事主理ノ試験及試補ノ練習ニ関スルノ件（勅令第10号）
- 明治二十一年度歳計予算（勅令第11号）
- 沖縄県酒類出港税則（勅令第12号）
- 陸軍乗馬学校条例（勅令第13号）
- 陸軍乗馬飼養条例（勅令第14号）
- 軍馬育成所官制（勅令第15号）
- 陸軍現役下士上等兵再服役条例（勅令第16号）
- 陸軍各兵科現役下士補充条例（勅令第17号）
- 在外国公使館附陸軍武官俸給令（勅令第18号）
- 文部省直轄学校収入金規則（勅令第19号）
- 煙草税則改正ノ件（勅令第20号）
- 海底電信線保護万国聯合条約及罰則施行ノ件（勅令第21号）
- 枢密院官制及事務規程（勅令第22号）
  - 枢密院官制
  - 枢密院事務規程
- 枢密院議長及顧問官年俸（勅令第23号）
- 参軍官制（勅令第24号） - 参謀本部条例廃止
- 陸軍参謀本部条例陸軍参謀職制陸地測量部条例制定ノ件（勅令第25号） - 参謀本部・参謀本部 (日本)参照
  - 陸軍参謀本部条例
  - 陸軍参謀職制
  - 陸地測量部条例
- 海軍参謀本部条例（勅令第26号）
- 師団司令部条例（勅令第27号） - 鎮台条例廃止 - 師団参照
- 旅団司令部条例（勅令第28号）
- 大隊区司令部条例（勅令第29号） - 連隊区司令部条例（明治29年勅令56号）により廃止
- 衛戍条例（勅令第30号）
- 陸軍常備団隊配備表（勅令第31号）
- 陸軍管区表（勅令第32号）
- 陸軍高等官衛副官条例（勅令第33号）
- 陸軍大学校条例中改正（勅令第34号）
- 沖縄県及小笠原島ニ於ケル裁判官検察官職務ノ件（勅令第35号）
- 監軍部条例中改正（勅令第36号）
- 商品見本ニ関スル約定施行（勅令第37号）
- 砲兵会議条例（勅令第38号）
- 工兵会議条例（勅令第39号）
- 海軍参謀本部高等武官定員ノ件（勅令第40号）
- 枢密院ニ属ヲ置クノ件（勅令第41号） - s:樞密院ニ屬ヲ置クノ件
- 陸軍蹄鉄学舎条例（勅令第42号）
- 陸軍乗馬飼養条例中改正（勅令第43号）
- 海軍兵学校官制（勅令第44号）
- 三等電信局長ノ選任及手当ノ件（勅令第45号）
- 整理公債条例中追加（勅令第46号）
- 醤油税則（勅令第47号）
- 陸軍武官官等表中改正ノ件（勅令第48号）
- 水路部条例（勅令第49号）
- 陸軍重症病馬治療所官制（勅令第50号）
- 千住製絨所官制（勅令第52号）
- 陸軍将校及下士以下服制中改正ノ件（勅令第53号）
- 輸出酒類戻税規則（勅令第54号）
- 海軍大学校官制（勅令第55号）
- 石炭無税輸出ノ件（勅令第56号）
- 警備隊條例中改正ノ件（勅令第57号）
- 測量標規則（勅令第58号）
- 兌換銀行券條例中改正ノ件（勅令第59号）
- 陸軍軍隊検閲条例（勅令第60号）
- 地方税中警察費ニ対スル国庫下渡金ノ件（勅令第61号）
- 東京市区改正条例（勅令第62号）
- 陸軍懲罰令中改正ノ件（勅令第63号）
- 治安裁判所出張所設置ノ件（勅令第64号）
- 裁判所管轄区画表中改正ノ件（勅令第65号）
- 登記印紙規則（勅令第66号）
- 航路標識条例（勅令第67号）
- 地方官官等俸給令中改正ノ件（勅令第68号）
- 警視庁官制中改正ノ件（勅令第69号）
- 海軍軍楽生礼服（勅令第70号）
- 清国並朝鮮国駐在領事裁判規則（勅令第71号）
- 内閣臨時修史局廃止ノ件（勅令第72号）
- 諸公債証書元金償還其他取扱手続等変更ノ件（勅令第73号）
- 貨幣条例中追加改正ノ件（勅令第74号）
- 米商会所税率改正ノ件（勅令第75号）
- 勲章佩用式（勅令第76号） - 勲章佩用式 - e-Gov法令検索
- 陸軍省法官部官制（勅令第77号）
- 鉄道所属電信電話線公衆ノ通信取扱規則（勅令第78号）
- 香川県設置ノ件（勅令第79号） - 香川県参照 - s:香川縣設置ノ件
- 明治十四年第六十四号布告廃止ノ件（勅令第80号）
- 天象観測及暦書調製ノ件（勅令第81号）
- 内務省官制中改正ノ件（勅令第82号）
- 薬材其他無税輸出ノ件（勅令第83号）
- 特許条例（勅令第84号）
- 意匠条例（勅令第85号）
- 商標条例（勅令第86号）
- 特許局官制中改正ノ件（勅令第87号）
- 東京府区内清酒輸入規則（勅令第88号）
- 海軍葬式（勅令第89号）
- 明治十六年度歳計決算（勅令第90号）
- 陸海軍将校分限令（勅令第91号）
- 陸軍衛生部現役看護手補充条例（勅令第92号）
- 陸軍衛生部現役下士補充条例（勅令第93号）
- 陸軍衛生部現役士官補充条例（勅令第94号）
- 陸軍衛生会議条例（勅令第95号）
- 陸軍調剤手及看護手服制ノ件（勅令第96号）
- 陸軍軍医学校条例（勅令第97号）
- 文官試験試補及見習規則中削除ノ件（勅令第98号）

## 明治22年
- 町村制ヲ施行セサル島嶼指定ノ件（勅令第1号） - 島嶼町村制参照
- 町村制ヲ施行セサル島嶼ノ戸長以下給料旅費並浦役場費ノ件（勅令第2号）
- 陸軍工兵監護補充条例（勅令第3号）
- 札幌農學校官制中改正ノ件（勅令第4号）
- 東京市区改正土地建物処分規則（勅令第5号）
- 鉄道費補充公債条例（勅令第6号）
- 陸軍現役下士上等兵再服役条例中追加改正ノ件（勅令第7号）
- 陸軍各兵科現役下士補充条例中改正ノ件（勅令第8号）
- 北海道庁官制中改正ノ件（勅令第9号）
- 横浜正金銀行条例中改正ノ件（勅令第10号）
- 貴族院令（勅令第11号）
- 憲法ヲ発布スルニ当リ大赦ヲ行ハシムルノ件（勅令第12号）
- 徴兵事務条例（勅令第13号）
- 陸軍一年志願兵条例（勅令第14号）
- 海軍大学校官制中改正ノ件（勅令第15号）
- 海軍主計学校官制（勅令第16号）
- 海軍軍楽練習所官制（勅令第17号）
- 海軍省主計候補生採用規則（勅令第18号）
- 海軍准士官服役条例（勅令第19号）
- 陸軍戸山学校条例中改正ノ件（勅令第20号）
- 東京図書館官制（勅令第21号）
- 海軍高等武官進級条例（勅令第22号）
- 明治二十二年度歳入歳出総予算（勅令第23号）
- 警視庁官制中改正ノ件（勅令第24号）
- 参謀本部条例（勅令第25号） - 参謀本部 (日本)#参謀本部（明治22年-昭和20年）参照
- 陸軍参謀職制中改正ノ件（勅令第26号）
- 陸軍大学校条例中改正ノ件（勅令第27号）
- 陸地測量部条例中改正ノ件（勅令第28号）
- 海軍省官制（勅令第29号）
- 海軍参謀部条例（勅令第30号）
- 陸軍将校生徒試験委員条例中改正ノ件（勅令第31号）
- 栃木県寒川郡廃止ノ件（勅令第32号）
- 市町村ヲシテ国税ノ徴収ヲ為サシムルノ件（勅令第33号）
- 陸地測量官官制（勅令第34号）
- 陸地測量官任用規則（勅令第35号）
- 陸地測量官官等俸給ノ件（勅令第36号）
- 陸軍輜重輸卒現役期限及入営期限ノ件（勅令第37号）
- 勲章還納ノ件（勅令第38号）
- 土地台帳規則（勅令第39号）
- 水路部条例中改正ノ件（勅令第40号）
- 衆議院議員選挙法及貴族院令ニ於テ直接国税ト称スル種目ノ件（勅令第41号）
- 要塞砲兵幹部練習所条例（勅令第42号）
- 憲兵条例（勅令第43号）
- 衞戍条例中病院武庫監獄各職官表改正ノ件（勅令第44号）
- 陸地測量部条例中改正ノ件（勅令第45号）
- 海兵団条例（勅令第46号）
- 水雷隊条例（勅令第47号）
- 海軍衛生会議条例（勅令第48号）
- 海軍軍医学校官制（勅令第49号）
- 鎮守府官制中改正ノ件（勅令第50号）
- 海軍造兵廠官制（勅令第51号）
- 海軍火薬工廠官制（勅令第52号）
- 海軍技術会議条例（勅令第53号）
- 海軍会計監督部条例（勅令第54号）
- 海軍中央文庫官制（勅令第55号）
- 海軍下士服役条例（勅令第56号）
- 海軍下士卒再服役条例（勅令第57号）
- 海軍卒職名等級表（勅令第58号）
- 陸軍懲罰令中改正ノ件（勅令第59号）
- 会計規則（勅令第60号）
- 陸軍武官進級令（勅令第61号）
- 医術開業試験委員組織権限（勅令第62号）
- 国税事務取扱ノ件（勅令第63号）
- 徴兵事務条例中徴募区及市長市書記市徴兵参事員ニ関スル件（勅令第64号）
- 明治十七年度歳計決算（勅令第65号）
- 陸軍砲兵射的学校条例中改正ノ件（勅令第66号）
- 治安裁判所出張所裁判仮規程（勅令第67号）
- 海軍志願兵徴募規則（勅令第68号）
- 陸軍予備後備将校補充条例（勅令第69号）
- 陸軍各兵科予備後備下士補充条例（勅令第70号）
- 明治二十二年徴集新兵員数表（勅令第71号）
- 鎮守府条例（勅令第72号）
- 海軍機関学校官制（勅令第73号）
- 海軍造船工学校官制（勅令第74号）
- 海軍将官会議条例（勅令第75号）
- 陸軍砲工学校条例（勅令第76号）
- 陸軍憲兵上等兵及獣医部一年志願兵服制同騎兵軍吏部、衛生部、獣医部、一年志願兵徽章、同各兵各部下士上等兵等夏衣外套袖章ノ件（勅令第77号）
- 貴族院伯子男爵議員選挙規則（勅令第78号）
- 貴族院多額納税者議員互選規則（勅令第79号） - 貴族院多額納稅者議員互選規則
- 会計検査官資格ノ件（勅令第80号）
- 陸軍士官学校条例（勅令第81号）
- 陸軍幼年学校条例（勅令第82号）
- 西洋形船海員雇入雇止手数料ノ件（勅令第83号）
- 物品会計規則（勅令第84号）
- 海軍軍人俸給令（勅令第85号）
- 海軍軍人手当金規則（勅令第86号）
- 交際官並領事費用条例中追加ノ件（勅令第87号）
- 陸軍衛生部予備後備下士補充条例（勅令第88号）
- 仕払命令委任規程（勅令第89号）
- 陸軍幼年学校生徒召募条例（勅令第90号）
- 海軍高等武官任用条例（勅令第91号）
- 陸軍各兵科現役士官補充条例（勅令第92号）
- 監獄則（勅令第93号）
- 工兵方面条例（勅令第94号）
- 会計年度開始前現金支出規則（勅令第95号）
- 郵便及電信局官制（勅令第96号）
- 海軍上等技工技工及工夫手当金加俸ノ件（勅令第97号）
- 海軍武官官等表中改正ノ件（勅令第98号）
- 軍艦条例（勅令第99号）
- 艦隊条例（勅令第100号）
- 官吏非職条例中改正ノ件（勅令第101号）
- 屯田兵条例（勅令第102号）
- 帝国憲法発布記念章制定ノ件（勅令第103号） - 帝国憲法発布記念章制定ノ件 - e-Gov法令検索
- 特別輸出港規則施行ノ件（勅令第104号）
- 札幌農学校官制中改正ノ件（勅令第105号）
- 会計検査院事務章程（勅令第106号）
- 明治十年第八十号布告廃止ノ件（勅令第107号）
- 勲章佩用式中追加ノ件（勅令第108号）
- 師団司令部条例職官表旅団司令部条例及衞戍条例監獄職官表中改正ノ件（勅令第109号）
- 東京農林学校及旧駒場農学校卒業生任用ノ件（勅令第110号）
- 海軍旗章条例（勅令第111号）
- 明治十八年度歳入歳出総決算（勅令第112号）
- 臨時帝国議会事務局設置ノ件（勅令第113号）
- 特別輸出港規則施行ノ件（勅令代114号）
- 西洋形船海員雇入雇止手数料ニ関スル件（勅令第115号）
- 第三回内国勧業博覧会事務局官制中追加ノ件（勅令第116号）
- 陸軍戸山学校条例中改ノ件（勅令第117号）
- 陸軍懲罰令中改正ノ件（勅令第118号）
- 参謀職制中追加ノ件（勅令第119号）
- 海軍生徒手当金規則（勅令第120号）
- 旅費其外概算渡前金渡ノ件（勅令第121号）
- 警察官及消防官帯剣ノ制（勅令第122号）
- 陸軍乗馬飼養条例中改正ノ件（勅令第123号）
- 交際官並領事費用條例中改正ノ件（勅令第124号）
- 陸海軍將校分限令中追加ノ件（勅令第125号）
- 金庫規則（勅令第126号）
- 陸軍重症病馬治療所官制中改正ノ件（勅令第127号）
- 陸軍衞生部現役士官補充條例中改正ノ件（勅令第128号）
- 陸軍軍医学校条例中改正ノ件（勅令第129号）
- 高等水兵練習艦条例（勅令第130号）
- 砲術練習艦条例（勅令第131号）
- 水雷術練習艦条例（勅令第132号）
- 傷痍恩給ヲ受ケ文官ニ任シタル者恩給支給ノ件（勅令第133号）
- 海軍懲罰令（勅令第134号）
- 内閣官制（勅令第135号） - 内閣官制中改正ノ件（明治40年勅令第7号）による改正を経て、内閣法（昭和22年法律第5号）制定により廃止
- 地方官官制中追加ノ件（勅令第136号）
- 札幌農学校卒業生任用ノ件（勅令第137号）
- 東宮武官官制（勅令第138号） - 東宮武官参照
- 公文式中改正ノ件（勅令第139号） - s:公文式中改正ノ件
- 各省官制通則中改正ノ件（勅令第140号）
- 沖縄県及東京府管轄小笠原島伊豆七島ノ国税徴収ノ件（勅令第141号）
- 警備隊区司令部条例（勅令第142号）
- 陸軍予備後備将校服役条例（勅令第143号）
- 陸軍予備後備下士兵卒服役条例（勅令第144号）
- 海軍将校同相当官予備後備服役年期ノ件（勅令第145号）

## 明治23年
- 神宮職員官等表中追加ノ件（勅令第1号）
- 政府ニ於テ保管ノ義務ヲ有スル公有私有金ニ関スル件（勅令第2号）
- 衆議院議員選挙法施行規則（勅令第3号）
- 出納官吏身元保証金納付ノ件（勅令第4号）
- 裁判所位置及管轄区画表中改正ノ件（勅令第5号）
- 海軍下士服役条例中改正ノ件（勅令第6号）
- 第五海軍区鎮守府位置設定ノ件（勅令第7号）
- 文官試験ノ件（勅令第8号）
- 郡区長任用ノ件（勅令第9号）
- 巡査奉職満五年以上ノ者ヲ警部補ニ任用スル件（勅令第10号）
- 金鵄勲章ノ等級製式佩用式（勅令第11号） - 金鵄勲章参照
- 陸軍武官官等表中追加（勅令第12号）
- 陸軍下士以下服制中改正（勅令第13号）
- 海軍糧食条例（勅令第14号）
- 海軍在外国学生学資金規則（勅令第15号）
- 海兵団条例中改正追加ノ件（勅令第16号）
- 市町村ヲシテ徴収セシムル国税ニ関スル件（勅令第17号）
- 第三回内国勧業博覧会事務局官制中改正ノ件（勅令第18号）
- 参謀本部条例中追加ノ件（勅令第19号）
- 国債ニ関スル仕払及収入金決算ノ件（勅令第20号）
- 陸軍予備後備下士兵卒服役条例中追加ノ件（勅令第21号）
- 陸軍現役ニ服スヘキ者ノ徴集及服役ニ関スル件（勅令第22号）
- 東京郵便電信学校官制（勅令第23号）
- 陸海軍将校同相当官退役ノ際名誉進級ノ件（勅令第24号）
- 海軍卒職名等級表中削除ノ件（勅令第25号）
- 海軍造船工学校官制中改正ノ件（勅令第26号）
- 海軍造船工学校生徒ニ手当金給与ノ件（勅令第27号）
- 官幣大社熱田神宮神職増置ノ件（勅令第28号）
- 陸軍武官進級令中改正ノ件（勅令第29号）
- 陸軍被服工長学舎条例（勅令第30号）
- 陸軍現役縫工長靴工長補充条例（勅令第31号）
- 在外公館経費中前金払ノ件（勅令第32号）
- 作業及鉄道会計規則（勅令第33号）
- 鎮守府造船材料資金会計規則（勅令第34号）
- 政府ニ属スル歳入歳出外ノ現金ヲ取扱フ出納官吏ニ関スル件（勅令第35号）
- 高等官官等俸給令中改正追加ノ件（勅令第36号）
- 沖縄県及小笠原島地方費ノ件（勅令第37号）
- 判任官ニシテ特ニ官等俸給ノ規定アル者ニ関スル件（勅令第38号）
- 工兵会議条例中改正ノ件（勅令第39号）
- 新原採炭所官制（勅令第40号）
- 海軍軍楽練習所官制廃止ノ件（勅令第41号）
- 女子高等師範学校設置ノ件（勅令第42号）
- 高等師範学校等官制中改正ノ件（勅令第43号）
- 第三回内国勧業博覧会出品ニ属スル意匠登録ノ件（勅令第44号）
- 師団司令部条例中改正ノ件（勅令第45号）
- 近衛司令部条例（勅令第46号） - 近衛兵#大日本帝参照
- 陸軍教導団条例（勅令第47号）
- 文官試験委員官制（勅令第48号）
- 臨時建築局ヲ廃シ其事務ヲ内務省ニ属サシムルノ件（勅令第49号）
- 各省官制通則（勅令第50号）
- 陸軍省官制（勅令第51号）
- 海軍省官制（勅令第52号）
- 官立学校及図書館会計規則（勅令第53号）
- 朝鮮国貿易ニ関スル船舶出入及貨物積卸許可ノ件（勅令第54号）
- 北海道官有未開ノ土地払下貸下ノ件（勅令第55号）
- 近衛師団監督部条例（勅令第56号）
- 陸軍司計部条例（勅令第57号）
- 陸軍被服廠条例（勅令第58号）
- 陸軍経営部条例（勅令第59号）
- 陸軍獣医部現役士官補充条例（勅令第60号）
- 軍馬育成所官制（勅令第61号）
- 試補及判任官見習並非職休職ノ官吏ニシテ一年志願兵トナル者服役ノ件（勅令第62号）
- 鎮守府条例中改正ノ件（勅令第63号）
- 海軍兵備品会計規則（勅令第64号）
- 海軍被服条例（勅令第65号）
- 府県委託金ヲ地方税経済ニ移スノ件（勅令第66号）
- 陸軍給与令（勅令第67号）
- 整理公債条例ニ依リ募集又ハ償還スル公債金政府紙幣交換基金鎖店銀行紙幣交換基金特別会計ノ件（勅令第68号）
- 官有森林原野及産物特別処分規則（勅令第69号）
- 海軍服制中改正ノ件（勅令第70号）
- 行政又ハ司法区域ニ関スル市ノ所属ノ件（勅令第71号）
- 褒賞条例中改正ノ件（勅令第72号）
- 陸軍後備各兵隊下士兵卒被服記号ノ件（勅令第73号）
- 警部消防司令等官等俸給改正ノ件（勅令第74号）
- 収税属官等俸給ノ件（勅令第75号）
- 屯田兵移住給与規則（勅令第76号）
- 中央備荒儲蓄黄金会計規則（勅令第77号）
- 監軍部条例中改正ノ件（勅令第78号）
- 要塞砲兵配備表（勅令第79号）
- 日本帝国領事規則（勅令第80号）
- 大隊区司令部条例中改正ノ件（勅令第81号）
- 陸軍管区表中改正ノ件（勅令第82号）
- 要塞砲兵ノ服制ニ関スル件（勅令第83号）
- 佐世保軍港境域ノ件（勅令第84号）
- 屯田兵条例中追加ノ件（勅令第85号）
- 陸軍下士文官採用規則中改正ノ件（勅令第86号）
- 明治二十三年徴集新兵員数表（勅令第87号）
- 地方官ヲシテ御料地ヲ管理セシムルノ件（勅令第88号）
- 陸軍編修官官制（勅令第89号）
- 海軍編修官官制（勅令第90号）
- 法制局官制（勅令第91号）
- 東京農林学校ヲ帝国大学ノ分科大学トナスノ件（勅令第92号）
- 帝国大学令中改正ノ件（勅令第93号） - s:帝國大學令中改正ノ件
- 陸軍将校馬具制中改正ノ件（勅令第94号）
- 参謀本部條例中改正ノ件（勅令第95号）
- 陸軍乗馬飼養条例中改正ノ件（勅令第96号）
- 呉軍港境域ノ件（勅令第97号）
- 文官判任以上ノ者退官賜金ノ件（勅令第98号）
- 陸海軍軍人現役定限年令ノ件（勅令第99号）
- 司法省官制（勅令第100号）
- 文部省官制（勅令第101号）
- 農商務省官制（勅令第102号）
- 地質調査所官制（勅令第103号）
- 貨幣鋳造ニ要スル地金買入ノ件（勅令第104号）
- 郵便為替金及郵便貯金ヲ取扱フ出納官吏ニ関スル件（勅令第105号）
- 大蔵省官制（勅令第106号）
- 技手官等俸給改正ノ件（勅令第107号）
- 内務省官制（勅令第108号）
- 外務省官制（勅令第109号）
- 陸軍武官官等表中改正ノ件（勅令第110号）
- 行政裁判所評定官ノ員数並書記ノ員数及職務ノ件（勅令第111号）
- 逓信省官制（勅令第112号）
- 郵便為替貯金局官制（勅令第113号）
- 内閣所属職員官制（勅令第114号）
- 海軍監獄則（勅令第115号）
- 富岡製糸所官制（勅令第116号）
- 出雲大社神職増置ノ件（勅令第117号）
- 陸軍乗馬本分ノ将校ヘ官馬払下ノ件（勅令第118号）
- 北海道庁官制（勅令第119号）
- 陸軍砲兵工科学舎条例（勅令第120号）
- 貴族院事務局官制（勅令第121号）
- 衆議院事務局官制（勅令第122号）
- 警察官及消防官服制（勅令第123号）
- 富岡製糸所製糸ニ依ル荷為換金処分ノ件（勅令第124号）
- 官吏遺族扶助法納金収入規則（勅令第125号）
- 褒賞条例中追加ノ件（勅令第126号）
- 大小林区署管制（勅令第127号）
- 大小林区署判任官俸給ノ件（勅令第128号）
- 郵便及電信局官制中改正追加ノ件（勅令第129号）
- 郵便及電信並郵便為替貯金局書記補任用ノ件（勅令第130号）
- 郵便及電信局並ニ郵便為替貯金局書記補俸給ノ件（勅令第131号）
- 明治二十三年度歳出予算中第一予備金ヲ以テ補充シ得ヘキ費途ノ件（勅令第132号）
- 商業及ヒ船舶ノ登記ニ関スル件（勅令第133号）
- 日本帝国領事規則中改正ノ件（勅令第134号）
- 官有地特別処分規則（勅令第135号）
- 陸軍武官進級令中改正ノ件（勅令第136号）
- 陸軍軍楽学舎条例（勅令第137号）
- 陸軍軍楽部下士兵卒補充条例（勅令第138号）
- 官吏非職条例中改正ノ件（勅令第139号）
- 造幣局官制（勅令第140号）
- 印刷局官制（勅令第141号）
- 税関官制（勅令第142号）
- 税関監吏補俸給ノ件（勅令第143号）
- 税関監吏及監吏補任用ノ件（勅令第144号）
- 供託規則（勅令第145号）
- 看守奉職満五年以上ノ者ヲ看守長看守副長ニ任用スル件（勅令第146号）
- 海軍検閲条例（勅令第147号）
- 海軍軍人俸給令中改正追加ノ件（勅令第148号）
- 海軍軍人手当金規則中改正ノ件（勅令第149号）
- 艦船乗員ノ俸給及糧食料前渡ノ件（勅令第150号）
- 坑業ニ関スル手数料徴収ノ件（勅令第151号）
- 海軍下士任用進級条例（勅令第152号）
- 集治監仮留監官制（勅令第153号）
- 中央衛生令官制（勅令第154号）
- 衛生試験所官制（勅令第155号）
- 中央気象台官制（勅令第156号）
- 土木監督署官制（勅令第157号）
- 判事検事官等俸給令（勅令第158号）
- 裁判所書記長書記官等俸給（勅令第159号）
- 華族懲戒令廃止ノ件（勅令第160号）
- 非職官吏俸給ノ件（勅令第161号）
- 三等郵便及電信局長手当金並退官死亡賜金ノ件（勅令第162号）
- 監軍部条例第六条中改正ノ件（勅令第163号）
- 衞戍条例監獄職官表中改正ノ件（勅令第164号）
- 判任官等俸給令中改正ノ件（勅令第165号）
- 海軍高等武官進級条例中改正ノ件（勅令第166号）
- 海軍火薬工廠官制廃止ノ件（勅令第167号）
- 海軍造兵廠官制（勅令第168号）
- 東京市区改正条例中削除ノ件（勅令第169号）
- 東京市区改正条例、東京市区改正土地建物処分規則及東京府区内清酒輸入規則ニ関スル件（勅令第170号）
- 砲兵方面条例（勅令第171号）
- 砲兵工廠条例（勅令第172号）
- 陸軍砲兵監護諸同工下士補充条例（勅令第173号）
- 陸軍砲台監守補充条例（勅令第174号）
- 陸軍下士以下服制中改正ノ件（勅令第175号）
- 海軍公債証書条例中削除ノ件（勅令第176号）
- 被服陸軍工長学舎条例中改正ノ件（勅令第177号）
- 陸軍現役縫工長靴工長補充条例中改正ノ件（勅令第178号）
- 水雷隊配備表（勅令第179号）
- 臨時帝国議会事務局廃止ノ件（勅令第180号）
- 屯田兵条例（勅令第181号） - 明治18年制定屯田兵条例の第2次改正 - 明治37年廃止 - 屯田兵参照
- 屯田兵司令部条例（勅令第182号）
- 屯田兵監督部条例（勅令第183号）
- 陸軍各兵科現役士官補充条例中改正ノ件（勅令第184号）
- 陸軍各兵科現役下士補充条例中改正ノ件（勅令第185号）
- 陸軍予備後備将校補充条例中改正ノ件（勅令第186号）
- 陸軍各兵科予備後備下士補充条例中改正ノ件（勅令第187号）
- 陸軍現役下士上等兵再服役条例中改正ノ件（勅令第188号）
- 陸軍予備後備将校服役条例中改正ノ件（勅令第189号）
- 陸軍予備後備下士兵卒服役条例中改正ノ件（勅令第190号）
- 東京郵便電信学校官制中改正ノ件（勅令第191号）
- 行政裁判所処務規定（勅令第192号） - s:行政裁判所處務規程
- 政府ノ工事又ハ物件ノ売買貸借ニ関スル隨意契約ノ件（勅令第193号）
- 陸軍給与令中改正ノ件（勅令第194号）
- 志願軍吏生志願獣医生ヲ陸軍軍吏部並獣医部予備士官ニ補任スルノ件（勅令第195号）
- 徴発事務条中改正ノ件（勅令第196号）
- 商船学校官制（勅令第197号）
- 鉄道局改称並管轄ノ件（勅令第198号）
- 鉄道庁官制（勅令第199号）
- 鉄道庁駅長任用ノ件（勅令第200号）
- 屯田兵給与令（勅令第201号）
- 屯田兵下士中服役及給与ニ関スル件（勅令第202号）
- 税関規則（勅令第203号）
- 税関管轄区域ノ件（勅令第204号）
- 会計ヲ異ニセル学校ノ教官ヲ兼ヌル者俸給支給方ノ件（勅令第205号）
- 海軍武官官等表中改正ノ件（勅令第206号）
- 商業及船舶ノ登記ニ関スル追加ノ件（勅令第207号）
- 省令庁令府県令及警察令ニ関スル罰則ノ件（勅令第208号）
- 賞勲局官制（勅令第209号）
- 監軍部条例中改正ノ件（勅令第210号）
- 砲兵会議条例中改正ノ件（勅令第211号）
- 陸軍砲工学校条例中改正ノ件（勅令第212号）
- 埼玉県庁位置改定ノ件（第213号）
- 税関監視及監吏服制（勅令第214号）
- 小学校令（勅令第215号） - 第2次小学校令 - （第3次）小学校令（明治33年勅令第344号）により廃止
- 枢密院官制及事務規程中改正ノ件（勅令第216号）
- 弁済提供規則（勅令第217号）
- 税関監吏補賞罰規則（勅令第218号）
- 船籍規則（勅令第219号）
- 貴族院成立規則・衆議院成立規則（勅令第220号）
- 貴族院議員資格及選挙争訟判決規則（勅令第221号）
- 司法省官制中追加ノ件（勅令第222号）
- 千住製絨所官制（勅令第223号）
- 会計検査院ニ試補ヲ置クノ件（勅令第224号）
- 地方官官制（勅令第225号）
- 地方官官等俸給令（勅令第226号）
- 府県参事官典獄特別任用令（勅令第227号）
- 集治監仮留監看守人員及俸給ノ件（勅令第228号）
- 庁府県看守俸給ノ件（勅令第229号）
- 陸軍蹄鉄学舎条例中改正ノ件（勅令第230号）
- 陸軍蹄鉄工下長補充条例（勅令第231号）
- 間接国税犯則者処分ニ関スル書類送達ノ件（勅令第232号）
- 文部省直轄諸学校官制（勅令第233号）
- 東京図書館官制中改正ノ件（勅令第234号）
- 軍艦団隊定員表（勅令第235号）
- 鎮守府条例中改正ノ件（勅令第236号）
- 横須賀鎮守府呉鎮守府佐世保鎮守府定員ノ件（勅令第237号）
- 艦隊司令長官及幕僚定員ノ件（勅令第238号）
- 鎮守府艦隊司令長官旗艦増加定員表（勅令第239号）
- 海軍参謀部条例中改正追加ノ件（勅令第240号）
- 水路部条例中改正追加ノ件（勅令第241号）
- 海軍技術会議条例中改正ノ件（勅令第242号）
- 海軍中央衛生会議鎮守府衛生会議海軍病院定員ノ件（勅令第243号）
- 海軍衛生会議条例中削除ノ件（勅令第244号）
- 海軍会計監督部条例中改正ノ件（勅令第245号）
- 海軍各軍法会議主理録事服務並定員ノ件（勅令第246号）
- 海軍中央文庫官制中改正ノ件（勅令第247号）
- 造船造兵監督官条例（勅令第248号）
- 海軍大学校条例（勅令第249号）
- 海軍兵学校条例（勅令第250号）
- 海軍軍医学校条例（勅令第251号）
- 海軍主計学校条例（勅令第252号）
- 海軍機関学校条例（勅令第253号）
- 裁判官検察官裁判所書記ノ官名及裁判官休職ニ係ル件（勅令第254号）
- 元老院廃止ノ件（勅令第255号）
- 元老院議長副議長議官特別賞与ノ件（勅令第256号）
- 外交官及領事官官制（勅令第257号）
- 領事手数料及出張入費外国貨幣ヲ以テ納入ノ件（勅令第258号）
- 外国旅費規則中追加ノ件（勅令第259号）
- 判事検事裁判所書記及執達吏服制ノ件（勅令第260号）
- 軍艦条例中追加ノ件（勅令第261号）
- 外国通航ノ郵船ヲ下ノ関福江両港ニ廻船スルノ件（勅令第262号）
- 帝国議会議長副議長議員歳費及旅費支給規則（勅令第263号）
- 東京学士会院規程（勅令第264号）
- 陸軍経理学校条例（勅令第265号）
- 現役屯田下士兵卒食料給与ノ件（勅令第266号）
- 陸軍定員令（勅令第267号）
- 海軍服制中改正ノ件（勅令第268号）
- 帝国大学令中改正ノ件（勅令第269号）
- 帝国大学職員官等定員（勅令第270号）
- 印紙類売下売捌規則（勅令第271号）
- 工兵方面條例中改正ノ件（勅令第272号）
- 金庫ヲシテ大蔵省預金局ノ保管ニ要スヘキ金銭及証券ノ取扱ヲ為サシムルノ件（勅令第273号）
- 明治十九年度歳入歳出総決算ノ件（勅令第274号）
- 官有財産管理規則（勅令第275号） - 旧国有財産法（大正10年法律43号）により廃止 - 国有財産法参照
- 官有地取扱規則（勅令第276号）
- 鉄道事業ニ要スル物件ノ売買貸借随意契約ノ件（勅令第277号）
- 郵便貯金利子割合ノ件（勅令第278号）
- 参謀本部条例中改正ノ件（勅令第279号）
- 監軍部条例中改正ノ件（勅令第280号）
- 外交官及領事官俸給旅費支給ノ件（勅令第281号）
- 官有森林原野及産物特別処分規則中追加ノ件（勅令第282号）
- 外交官、領事官及書記生定員ノ件（勅令第283号）
- 陸軍給与令中改正追加ノ件（勅令第284号）
- 神宮職員官等表中改正ノ件（勅令第285号）
- 技術官ノ休職ニ関スル件（勅令第286号）
- 陸軍将校服制中改正ノ件（勅令第287号）
- 陸軍戸山学校教官補服制（勅令第288号）
- 陸軍下士以下服制中改正ノ件（勅令第289号）
- 陸軍軍楽舎生徒服制（勅令第290号）
- 陸軍々吏部衞生部獸醫部一年志願兵ニ係ル服制中削除ノ件（勅令第291号）
- 陸軍将校馬具制中改正ノ件（勅令第292号）
- 海軍卒職員等級表中改正ノ件（勅令第293号）
- 海軍志願兵徴募規則中改正ノ件（勅令第294号）
- 海軍艦船用石炭ヲ外国軍艦ニ譲渡スルノ件（勅令第295号）
- 船籍規則施行延期ノ件（勅令第296号）

## 明治24年
- 在外国難民貸与金一時繰替支弁ノ件（勅令第1号）
- 海軍高等武官任用條例中追加ノ件（勅令第2号）
- 民事訴訟法第十四条ニ依リ国ヲ代表スルニ付テノ規定（勅令第3号）
- 釧路国釧路特別輸出港規則施行ノ件（勅令第4号）
- 小学校令ノ施行ニ関スル件（勅令第5号）
- 札幌農学校官制中改正ノ件（勅令第6号）
- 海軍軍人手当金規則中削除ノ件（勅令第7号）
- 海軍糧食条例中追加ノ件（勅令第8号）
- 理事及理事試補服制（勅令第9号）
- 陸軍乗馬学校条例中改正ノ件（勅令第10号）
- 海軍武官官等表中追加ノ件（勅令第11号）
- 海軍服制中追加ノ件（勅令第12号）
- 海軍被服条例中追加ノ件（勅令第13号）
- 故内大臣正一位大勲位公爵三条実美国葬ノ件（勅令第14号）
- 帝国議会ノ用ニ供スル官有財産ニ関スル件（勅令第15号）
- 高等水兵練習艦条例廃止ノ件（勅令第16号）
- 砲術練習艦条例中改正ノ件（勅令第17号）
- 水雷術練習艦条例中改正ノ件（勅令第18号）
- 小学校令（明二三勅二一五）ノ施行ニ際シ従来ノ市町村立小学校一時存続ノ件（勅令第19号）
- 陸軍獣医部現役士官補充条例中改正ノ件（勅令第20号）
- 第三回内国勧業博覧会事務局官制廃止ノ件（勅令第21号）
- 陸軍兵備品会計規則（勅令第22号）
- 官吏非職条例中削除ノ件（勅令第23号）
- 在外海軍用地租税前金払ノ件（勅令第24号）
- 海軍造兵庁条例（勅令第25号）
- 土木工事起業者保証金ノ件（勅令第26号）
- 六年大蔵省達第百六十一号弁当料改定ノ件及二十二年閣令第四号文具料支給規則廃止ノ件（勅令第27号）
- 陸軍武官官等表（勅令第28号）
- 陸軍将校服制中改正ノ件（勅令第29号）
- 陸軍下士以下服制中改正ノ件（勅令第30号）
- 海軍下士任用進級条例中改正ノ件（勅令第31号）
- 行政裁判所長官並評定官年俸ノ件（勅令第32号）
- 公使館領事館費用条例（勅令第33号）
- 警視庁官制（勅令第34号）
- 警視庁高等官俸給令（勅令第35号）
- 巡査本部警察署警察分署詰警部及消防士消防機関士監獄書記看守長俸給令（勅令第36号）
- 警察署長ニ補スヘキ警視特別任用ノ件（勅令第37号）
- 陸軍衞生部現役士官補充條例中改正ノ件（勅令第38号）
- 内閣所屬職員官制中改正ノ件（勅令第39号）
- 法制局官制中改正ノ件（勅令第40号）
- 北海道庁所轄札幌農学校教官俸給ノ件（勅令第41号）
- 陸軍定員令中改正ノ件（勅令第42号）
- 海軍省所轄各庁ノ属ヲ廃シ書記ヲ置クノ件（勅令第43号）
- 林務官林務官補営林主事営林主事補及森林監守制服並帯剣ノ件（勅令第44号）
- 商船学校官制（勅令第45号）
- 新聞紙雑誌又ハ文書図画ニ関スル件（勅令第46号）
- 海軍大学校条例中改正追加ノ件（勅令第47号）
- 明治二十四年徴集新兵員数表ノ件（勅令第48号）
- 縫工靴工入営期限（勅令第49号）
- 公使館領事館費用条例中追加ノ件（勅令第50号）
- 兵備品出納取扱武官身元保証金ニ関スル件（勅令第51号）
- 臨時博覧会事務局官制（勅令第52号）
- 海軍造船工学校生徒手当金規則（勅令第53号）
- 訴訟書類郵便送達手数料ノ件（勅令第54号）
- 政府ノ債務ニ対シ差押命令ヲ受クル場合ニ於ケル会計上ノ規程（勅令第55号）
- 陸軍砲兵会議条例（勅令第56号）
- 陸軍工兵会議条例（勅令第57号）
- 陸軍定員令中改正ノ件（勅令第58号）
- 府県会議員定数規則（勅令第59号）
- 軍艦団隊定員表中改正ノ件（勅令第60号）
- 東宮武官官制（勅令第61号）
- 警備隊条例中追加ノ件（勅令第62号）
- 陸軍乗馬飼養条例中改正ノ件（勅令第63号）
- 日本帝国領事規則中改正ノ件（勅令第64号）
- 海外諸港ヨリ来ル船舶ニ対シ検疫ノ件（勅令第65号）
- 官有森林原野及産物特別處分規則中追加ノ件（勅令第66号）
- 在外国本邦郵便電信局長郵便局長以下局員月手当金ノ件（勅令第67号）
- 明治十七年度中山道鉄道公債金歳入歳出決算ノ件（勅令第68号）
- 明治十八年度中山道鉄道公債金歳入歳出決算ノ件（勅令第69号）
- 明治十九年度中山道鉄道公債金歳出決算ノ件（勅令第70号）
- 明治十九年度整理公債金歳入歳出決算ノ件（勅令第71号）
- 呉鎮守府定員表中改正ノ件（勅令第72号）
- 市町村立小学校長及教員名称及待遇（勅令第73号）
- 外交官領事官貿易事務官公使館書記生及領事館書記生賜暇帰朝規則（勅令第74号）
- 外国公使館敷地ノ為官有地ヲ貸渡ス場合ニ競争ヲ要セサル件（勅令第75号）
- 明治二十四年度歳出予算中第一予備金ヲ以テ補充シ得ヘキ費目ノ件（勅令第76号）
- 物品会計規則中削除ノ件（勅令第77号）
- 海軍会計監督部条例（勅令第78号）
- 海軍将校分限令（勅令第79号）
- 造船造兵監督官条例（勅令第80号）
- 各省官制通則中改正ノ件（勅令第81号）
- 高等官任命及俸給令（勅令第82号）
- 判任官俸給令（勅令第83号）
- 技術官俸給令（勅令第84号）
- 内閣所属職員官制中改正ノ件（勅令第85号）
- 法制局官制中改正ノ件（勅令第86号）
- 外務省官制（勅令第87号）
- 内務省官制（勅令第88号）
- 大蔵省官制（勅令第89号）
- 陸軍省官制中改正ノ件（勅令第90号）
- 海軍省官制（勅令第91号）
- 司法省官制（勅令第92号）
- 文部省官制（勅令第93号）
- 農商務省官制（勅令第94号）
- 逓信省官制（勅令第95号）
- 枢密院議長副議長顧問官並書記官長書記官年俸（勅令第96号）
- 会計検査院高等官年俸ノ件（勅令第97号）
- 行政裁判所長官並評定官年俸ノ件（勅令第98号）
- 貴族院事務局官制中改正ノ件（勅令第99号）
- 衆議院事務局官制中改正ノ件（勅令第100号）
- 貴族院衆議院書記官長並書記官年俸ノ件（勅令第101号）
- 外交官及領事官官制中改正ノ件（勅令第102号）
- 公使、領事館費用条例中改正ノ件（勅令第103号）
- 土木監督署官制中改正ノ件（勅令第104号）
- 衛生試験所官制中改正ノ件（勅令第105号）
- 中央気象台官制中改正ノ件（勅令第106号）
- 集治監仮留監官制中改正ノ件（勅令第107号）
- 北海道集治監官制（勅令第108号）
- 鉄道庁官制中改正ノ件（勅令第109号）
- 警視庁官制中改正ノ件（勅令第110号）
- 北海道庁官制（勅令第111号）
- 地方官官制中改正ノ件（勅令第112号）
- 北海道集治監分監長及北海道庁典獄特別任用ノ件（勅令第113号）
- 土木監督署、衛生試験所、中央気象台高等官俸給ノ件（勅令第114号）
- 集治監仮留監高等官俸給ノ件（勅令第115号）
- 集治監仮留監看守人員及俸給ニ関スル条項中追加ノ件（勅令第116号）
- 鉄道庁高等官俸給ノ件（勅令第117号）
- 警視庁高等官俸給令（勅令第118号）
- 北海道庁高等官俸給ノ件（勅令第119号）
- 地方高等官俸給令（勅令第120号）
- 造幣局官制中改正ノ件（勅令第121号）
- 印刷局官制中改正ノ件（勅令第122号）
- 税関官制中改正ノ件（勅令第123号）
- 造幣局印刷局税関職員俸給ノ件（勅令第124号）
- 陸軍給与令中改正ノ件（勅令第125号）
- 理事録事俸給ノ件（勅令第126号）
- 千住製絨所高等官俸給ノ件（勅令第127号）
- 陸軍海軍諸学校文官教授俸給ノ件（勅令第128号）
- 陸軍編修俸給ノ件（勅令第129号）
- 陸地測量官俸給ノ件（勅令第130号）
- 海軍軍人俸給令（勅令第131号）
- 主理録事俸給ノ件（勅令第132号）
- 海軍編習俸給ノ件（勅令第133号）
- 判事検事俸給令（勅令第134号）
- 裁判所書記長書記俸給（勅令第135号）
- 帝国大学職員定員ノ件（勅令第136号）
- 文部省直轄諸学校官制（勅令第137号）
- 東京図書館官制（勅令第138号）
- 帝国大学文部省直轄諸学校及図書館高等官俸給令（勅令第139号）
- 帝国大学教授助教授ノ人員ニ関スル件（勅令第140号）
- 文部省直轄諸学校教官ノ人員ニ関スル件（勅令第141号）
- 札幌農学校官制（勅令第142号）
- 札幌農学校高等官俸給ノ件（勅令第143号）
- 大小林区署官制（勅令第144号）
- 鉱山監督署官制（勅令第145号）
- 富岡製糸所大小林区署鉱山監督署職員俸給ノ件（勅令第146号）
- 郵便及電信局官制（勅令第147号）
- 郵便為替貯金管理所官制（勅令第148号）
- 航路標識管理所官制（勅令第149号）
- 船舶司検所官制（勅令第150号）
- 電信建築署官制（勅令第151号）
- 電話交換局官制（勅令第152号）
- 商船学校官制中改正ノ件（勅令第153号）
- 東京郵便電信学校官制（勅令第154号）
- 郵便及電信局郵便為替貯金管理所船舶司検所航路標識関理所職員俸給ノ件（勅令第155号）
- 逓信省所管学校職員俸給ノ件（勅令第156号）
- 海軍武官官階ノ件（勅令第157号）
- 海軍造船工学校官制中改正ノ件（勅令第158号）
- 海軍造船工学校生徒手当金規則中改正ノ件（勅令第159号）
- 収税属俸給ノ件（勅令第160号）
- 乗馬飼養令廃止ノ件（勅令第161号）
- 予備後備ノ軍籍ニアル文官陸軍召集条例ニ依リ召集中俸給支給方ノ件（勅令第162号）
- 北海道庁ニ於テ種畜ヲ貸渡ストキハ随意契約ニ依ルコトヲ得ルノ件（勅令第163号）
- 陸軍給与令中改正ノ件（勅令第164号）
- 官制及俸給令改正ノ際俸給支給方ノ件（勅令第165号）
- 内国旅費規則中改正ノ件（勅令第166号）
- 陸軍戸山学校条例中改正ノ件（勅令第167号）
- 公使館領事館費用条例中追加ノ件（勅令第168号）
- 巡査俸給令（勅令第169号）
- 巡査看守待遇ノ件（勅令第170号）
- 陸軍大学校条例（勅令第171号）
- 府県立師範学校長任命及俸給令（勅令第172号）
- 府県立師範学校長特別任用令（勅令第173号）
- 地方衛生会規則（勅令第174号）
- 陸地測量部条例（勅令第175号）
- 陸軍衛生部現役下士補充条例中改正追加ノ件（勅令第176号）
- 度量衡器ノ制限、其ノ製作、修覆及販売ノ免許並其ノ検定ニ関スル規則（勅令第177号）
- 海軍高等武官進級条例（勅令第178号）
- 帝国議会議長副議長議員歳費及旅費支給規則中改正ノ件（勅令第179号）
- 橫須賀、呉、佐世保、鎭守府定員中改正ノ件（勅令第180号）
- 水路部定員中改正ノ件（勅令第181号）
- 海軍機関学校定員中改正ノ件（勅令第182号）
- 警察官及消防官服制中改正ノ件（勅令第183号）
- 陸軍給与令中改正ノ件（勅令第184号）
- 屯田兵給与令中改正ノ件（勅令第185号）
- 戦時陸軍郵便部ノ配達卒其他諸卒ノ服制（勅令第186号）
- 陸軍軍吏部現役下士補充条例（勅令第187号）
- 陸軍軍吏部予備後備下士補充条例（勅令第188号）
- 陸地測量部条例附則追加ノ件（勅令第189号）
- 島嶼所属名称ノ件（勅令第190号）
- 技術官タルノ資格ヲ有スル者ヲ直チニ本官ニ任用スルノ件（勅令第191号）
- 東京郵便電信学校卒業生任用ノ件（勅令第192号）
- 砲兵方面条例中改正ノ件（勅令第193号）
- 陸軍定員令中改正ノ件（勅令第194号）
- 鎮守府造船材料資金会計規則中改正ノ件（勅令第195号）
- 府県参時会ノ職務ニ関スル件（勅令第196号）
- 将校演習旅行条例（勅令第197号）
- 軍艦団隊定員表中改正ノ件（勅令第198号）
- 昆布木材及板ヲ不開港ヨリ外国ニ輸出スルノ件（勅令第199号）
- 陸軍各兵科現役士官補充条例中追加スルノ件（勅令第200号）
- 理事及理事試補服制中改正スルノ件（勅令第201号）
- 官有森林原野及産物特別処分規則中改正追加スルノ件（勅令第202号）
- 度量衡器ノ制限製作等免許証検定ニ関スル規則中追加ノ件（勅令第203号）
- 帝国大学及文部省直轄諸学校教官俸給ノ件（勅令第204号）
- 岐阜愛知二県下震災地方人民ノ非常ナル不幸ヲ救済スルカ為メニ又破壊セル河川堤防ノ工事緊急ヲ要スルカ為メニ内閣ノ上奏ニ依リ並ニ臨時支出ノ件（勅令第205号）
- 貴族院事務局官制中改正ノ件（勅令第206号）
- 衆議院事務局官制中改正ノ件（勅令第207号）
- 貴族院及衆議院守衛待遇ノ件（勅令第208号）
- 砲兵工廠条例中改正ノ件（勅令第209号）
- 陸軍会葬式及表喪式制定ノ件（勅令第210号）
- 陸軍給与令中改正ノ件（勅令第211号）
- 中央備荒諸蓄金ヲ以テ購入シタル公債証書ヲ売却スルニ当リ随意契約ニ依ルコトヲ得ルノ件（勅令第212号）
- 会計検査院蜀定員ノ件（勅令第213号）
- 鉱山監督署官制施行期限変更ノ件（勅令第214号）
- 文武高等官官職等級表（勅令第215号）
- 師範学校令中改正ノ件（勅令第216号）
- 尋常師範学校官制改正ノ件（勅令第217号）
- 市町村立小学校長及教員名称及待遇改正ノ件（勅令第218号）
- 陸軍軍医学校条例中削除ノ件（勅令第219号）
- 陸軍蹄鉄学舎条例中削除ノ件（勅令第220号）
- 陸軍被服工長学舎条例中改正ノ件（勅令第221号）
- 郵便及電信局郵便為替貯金管理所等官制中改正ノ件（勅令第222号）
- 明治二十四年度歳出予算中第一予備金ヲ以テ補充シ得ヘキ費途ノ件（勅令第223号）
- 陸軍砲工学校条例中改正ノ件（勅令第224号）
- 陸軍士官学校条例中改正ノ件（勅令第225号）
- 陸軍幼年学校条例中改正ノ件（勅令第226号）
- 陸軍戸山学校条例中改正ノ件（勅令第227号）
- 陸軍乗馬学校条例中改正ノ件（勅令第228号）
- 陸軍砲兵射的学校条例中改正ノ件（勅令第229号）
- 林務官林務官補等制服並帯剣ノ制追加改正ノ件（勅令第230号）
- 屯田兵移住給与規則中改正ノ件（勅令第231号）
- 陸軍定員令中改正ノ件（勅令第232号）
- 屯田兵給与令中改正ノ件（勅令第233号）
- 海軍将官会議条例中改正ノ件（勅令第234号）
- 海軍服制中改正ノ件（勅令第235号）
- 二十三年勅令第二百六十二号中改正ノ件（勅令第236号）
- 郡区長府県参事官典獄警視特別任用ノ件（勅令第237号）
- 造幣規則中改正ノ件（勅令第238号）
- 貴族院並衆議院守衛懲罰ノ件（勅令第239号）
- 税関監吏及監吏補服制表中改正ノ件（勅令第240号）
- 近衛司令部條例中改正ノ件（勅令第241号）
- 陸軍定員令中改正ノ件（勅令第242号）
- 中学校令中改正ノ件（勅令第243号）
- 公立中学校専門学校技芸学校職員名称待遇及任免ノ件（勅令第244号）
- 登記印紙ヲ以テ手数料ヲ納ムルノ件（勅令第245号）
- 第三師管下明治二十四年徴集新兵補欠ノ件（勅令第246号）
- 愛知岐阜富山福岡四県土木費補助トシテ明治二十四年度予算外支出ノ件（勅令第247号）
- 府県制郡制又ハ市町村制ヲ施行セサル地方ニ於テ府県立師範学校長俸給並公立学校職員退隠料及遺族扶助料法及市町村立小学校教員退隠料及遺族扶助料ノ施行ニ関スル件（勅令第248号）
- 文武判任官等級表（勅令第249号）

## 明治25年
- 近衛師団監督部条例中改正ノ件（勅令第1号）
- 陸軍経営部条例中改正ノ件（勅令第2号）
- 陸軍定員令中改正ノ件（勅令第3号）
- 外交官領事官貿易事務官公使館領事官書記生本俸支給ニ関スル件（勅令第4号）
- 府県立師範学校長俸給並公立学校職員退隠料及遺族扶助料法納金収入規則（勅令第5号）
- 民事訴訟法ニ依リ国ヲ代表スルニ付テノ規定中改正ノ件（勅令第6号）
- 明治二十年度歳入歳出総決算（勅令第7号）
- 陸軍高等官衛副官条例中追加ノ件（勅令第8号）
- 海軍大佐及同等官海軍大尉及同等官ノ恩給支給方（勅令第9号）
- 明治二十四年度歳出予算中第一予備金ヲ以テ補充シ得ヘキ費途ノ件（勅令第10号）
- 予戒令（勅令第11号）
- 「コロンブス」世界博覧会ニ関スル物件ノ売買貸借及工事請負ハ随意契約ニ依リ処分スルヲ得ルノ件（勅令第12号）
- 副領事特別任用令（勅令第13号）
- 朝鮮国在勤警部巡査任用及支給規則（勅令第14号）
- 明治二十年度中山道鉄道公債金歳出決算（勅令第15号）
- 明治二十年度整理公債金歳入歳出決算（勅令第16号）
- 府県立師範学校長俸給並公立学校職員退隠料及遺族扶助料法ニ於ケル学校職員ノ資格及其在職年数算定ニ関スル件（勅令第17号）
- 市町村立小学校教員退隠料等ノ支給ニ関スル在職年数算定方（勅令第18号）
- 憲兵隊高知県派遣費予算外支出ノ件（勅令第19号）
- 札幌農学校教官俸給ノ件（勅令第20号）
- 陸軍省官制職員定員表中改正ノ件（勅令第21号）
- 屯田歩兵隊家屋其他焼失品再給費及憲兵隊派遣費トシテ明治二十四年度予算外支出ノ件（勅令第22号）
- 臨時博覧会事務局官制中改正追加ノ件（勅令第23号）
- 学習院卒業生高等試験並ニ任用ノ件（勅令第24号）
- 判検事俸給令中改正ノ件（勅令第25号）
- 鉱業ニ関スル手数料納付方（勅令第26号）
- 陸軍定員令中改正ノ件（勅令第27号）
- 明治二十五年度予算不成立ニ附キ前年度予算施行ノ件（勅令第28号）
- 明治二十四年徴集新兵員数表中縫工靴工ハ徴集セサルノ件（勅令第29号）
- 軍艦団隊定員表中改正ノ件（勅令第30号）
- 外務省留学生任用ノ件（勅令第31号）
- 府県立師範学校公立中学校ノ学校長正教員及市町村立小学校正教員ノ退隠料遺族扶助料ニ関スル権利ノ障害出訴方（勅令第32号）
- 徴兵事務条例中改正ノ件（勅令第33号）
- 徴兵事務条例中徴募区及市長市書記市徴兵参事員ニ関スル規定中改正ノ件（勅令第34号）
- 公使館領事館費用条例中改正ノ件（勅令第35号）
- 電話交換局官制中改正ノ件（勅令第36号）
- 逓信省官制中改正ノ件（勅令第37号）
- 税関規則中追加ノ件（勅令第38号）
- 公立学校職員等級配当ノ件（勅令第39号）
- 市制町村制ヲ施行セサル地方ノ小学教育規程（勅令第40号）
- 海軍准士官服役令（勅令第41号）
- 明治二十五年度歳出予算中第一予備金ヲ以テ補充シ得ヘキ費途ノ件（勅令第42号）
- 明治二十一年度整理公債金歳入歳出決算（勅令第43号）
- 海軍省官制中改正ノ件（勅令第44号）
- 日本帝国領事規則中改正ノ件（勅令第45号）
- 陸軍給与令中改正ノ件（勅令第46号）
- 二十四年勅令第四十六号失効力ノ件（勅令第47号）
- 明治二十五年徴集新兵員数表（勅令第48号）
- 明治二十五年徴募陸軍縫工靴工入営期限（勅令第49号）
- 海軍懲罰令中改正ノ件（勅令第50号）
- 鉄道会議規則（勅令第51号）
- 土木会規則（勅令第52号）
- 臨時横浜築港局官制（勅令第53号）
- 臨時横浜築港局次長俸給ノ件（勅令第54号）
- 震災予防調査会官制（勅令第55号）
- 文部省官制中改正ノ件（勅令第56号）
- 小包郵便物ノ郵便料保険料賠償金額容積重量及価額登記制限ノ件（勅令第57号）
- 逓信省官制中改正ノ件（勅令第58号）
- 郵便及電信局郵便為替貯金管理所官制中改正ノ件（勅令第59号）
- 二十四年勅令第百五十五号中改正ノ件（勅令第60号）
- 検査官補特別任用方（勅令第61号）
- 海軍被服条例中改正ノ件（勅令第62号）
- 農商務省地質調査所ニ於テ為ス分析試験ニ関スル手数料徴収ノ件（勅令第63号）
- 葡萄牙政府ト締結ノ条約中領事裁判権ニ関スル条款無効ノ件（勅令第64号）
- 第三十三国立銀行発行紙幣通用禁止ノ件（勅令第65号）
- 内務省官制中改正ノ件（勅令第66号）
- 逓信省官制中改正ノ件（勅令第67号）
- 鉄道庁官制中改正ノ件（勅令第68号）
- 鉄道会議規則中改正ノ件（勅令第69号）
- 明治二十五年度歳出予算中第一予備金ヲ以テ補充シ得ヘキ費途ノ件（勅令第70号）
- 第四回内国勧業博覧会開催延期ノ件（勅令第71号）
- 鉄道庁官制中改正ノ件（勅令第72号）
- 明治二十一年度歳入歳出総決算（勅令第73号）
- 海軍炭庫在勤官吏俸給前金渡ニ関スル勅令（勅令第74号）
- 帝国大学令中改正ノ件（勅令第75号）
- 府県会議員定数規則中追加ノ件（勅令第76号）
- 神戸港船舶碇繋所区域拡張ノ件（勅令第77号）
- 軍艦吉野定員及軍艦団隊定員表中艦名並人員挿入ノ件（勅令第78号）
- 陸軍定員令中改正ノ件（勅令第79号）
- 官吏療治料給与ノ件（勅令第80号）
- 二十五年徴集ス可キ新兵員数改正ノ件（勅令第81号）
- 海軍会計監督部条例（勅令第82号）
- 明治二十一年度鉄道公債金歳入歳出決算（勅令第83号）
- 狩猟規則（勅令第84号）
- 狩猟免状有効期限変更ノ件（勅令第85号）
- 屯田兵下士中服役及給与規程（勅令第86号）
- 海軍軍人結婚条例（勅令第87号）
- 屯田兵条例中追加ノ件（勅令第88号）
- 屯田兵移住給与規則中改正ノ件（勅令第89号）
- 狩猟及猟区設定ニ関スル免許状料ハ登記印紙ヲ以テ納付ノ件（勅令第90号）
- 東宮武官官制中改正ノ件（勅令第91号）
- 陸軍定員令中東宮武官定員表改正ノ件（勅令第92号）
- 狩猟規則中改正ノ件（勅令第93号）
- 内務省官制中改正ノ件（勅令第94号）
- 司法省官制中改正ノ件（勅令第95号）
- 高等官官等俸給令（勅令第96号）
- 判任官俸給令中改正ノ件（勅令第97号）
- 明治二十五年度歳出予算中第一予備金ヲ以テ補充シ得ヘキ費途ノ件（勅令第98号）
- 陸軍将校生徒試験委員条例（勅令第99号）
- 陸地測量部条例中追加ノ件（勅令第100号）
- 陸軍定員令中改正ノ件（勅令第101号）
- 文部省外国留学生規程（勅令第102号）
- 陸軍糧飼部条例（勅令第103号）
- 陸軍被服工長学舎条例中改正ノ件（勅令第104号）
- 陸軍定員令中改正追加ノ件（勅令第105号）
- 造幣規則中改正ノ件（勅令第106号）
- 陸軍砲兵工科学舎条例中改正ノ件（勅令第107号）
- 陸軍砲兵監護陸軍砲兵諸工下士補充条例中改正ノ件（勅令第108号）
- 鉄道会議議長議員及臨時議員旅費支給規則（勅令第109号）
- 判事検事俸給令中改正ノ件（勅令第110号）
- 徳島県会解散ノ件（勅令第111号）
- 陸軍給与令中改正ノ件（勅令第112号）
- 公立中学校専門学校技芸学校職員名称待遇及任免ニ関スル勅令中追加ノ件（勅令第113号）
- 公立学校職員等級配当ノ件ニ関スル勅令中改正ノ件（勅令第114号）
- 陸軍各兵科現役士官補充条例中改正ノ件（勅令第115号）
- 陸軍幼年学校生徒召募条例中改正ノ件（勅令第116号）
- 船籍規則実施延期ノ件（勅令第117号）
- 陸軍諸生徒手当金給与ノ件（勅令第118号）
- 万国郵便条約(6月23日勅令)

明治十九年第三号布告郵便為替交換約定及郵便為替交換約定里斯本追加書改正ノ郵便為替事務約定(6月23日勅令)

## 明治26年
- 清国及朝鮮国在留日本帝国臣民印紙売捌規程（勅令第1号）
- 明治二十二年度整理公債金歳入歳出決算（勅令第2号）
- 陸軍下士及志願兵服役免除ニ関スル件（勅令第3号）
- 陸軍定員令中改正ノ件（勅令第4号）
- 文武官及雇員俸給中ヨリ製艦費補足ノ件（勅令第5号）
- 在外国公使館附陸軍武官年俸ノ件（勅令第6号）
- 傭員俸給及傭員其他ニ給スル諸手当支給方ノ件（勅令第7号）
- 明治二十二年度鉄道公債金歳入歳出決算（勅令第8号）
- 日本帝国領事規則中削除ノ件（勅令第9号）
- 帝国大学文部省直轄諸学校教官ノ俸給ニ関スル件（勅令第10号）
- 法典調査会規則（勅令第11号）
- 警視庁官制中改正加除ノ件（勅令第12号）
- 警視庁高等官俸給令第一条中加除ノ件（勅令第13号）
- 高等官官等俸給令中加除ノ件（勅令第14号）
- 警視庁警部消防士消防機関士監獄書記看守長俸給ノ件（勅令第15号）
- 第四回内国勧業博覧会開設ノ件（勅令第16号）
- 第四回内国勧業博覧会事務局官制ノ件（勅令第17号）
- 農事試験場官制（勅令第18号）
- 農事試験場高等官官等及俸給ノ件（勅令第19号）
- 明治二十三年勅令第九十八号（判任官以上ノ文官退官賜金給与方）中削除ノ件（勅令第20号）
- 水産調査所官制（勅令第21号）
- 奏任文官ト同一ノ待遇ヲ受クル学校職員任免奏薦及宣行ニ関スル件（勅令第22号）
- 明治二十六年徴集新兵員数表（勅令第23号）
- 海軍大佐海軍大尉及各相当官進等ノ件（勅令第24号）
- 陸軍将校服制中改正ノ件（勅令第25号）
- 陸軍獣医学校条例（勅令第26号）
- 軍馬補充署条例（勅令第27号）
- 陸軍定員令中改正ノ件（勅令第28号）
- 陸軍定員令中改正ノ件（勅令第29号）
- 明治二十六年度歳出予算中第一予備金ヲ以テ補充シ得ヘキ費途ノ件（勅令第30号）
- 陸軍乗馬学校条例中追加ノ件（勅令第31号）
- 陸軍砲兵射的学校条例中追加ノ件（勅令第32号）
- 尋常中学校高等女学校技芸学校設置ノ為メ町村学校組合ヲ設クルノ件（勅令第33号）
- 市町村立尋常小学校ニ就学スル児童ノ授業料ニ関スル件（勅令第34号）
- 軍事参議官条例（勅令第35号）
- 海軍省官制（勅令第36号）
- 海軍軍令部条例（勅令第37号）
- 海軍区ニ関スル件（勅令第38号）
- 鎮守府条例（勅令第39号）
- 呉鎮守府造船支部条例（勅令第40号）
- 鎮守府監督部条例（勅令第41号）
- 海軍司計部条例（勅令第42号）
- 海軍監獄官官制（勅令第43号）
- 海軍造兵廠条例（勅令第44号）
- 海軍衛生会議条例（勅令第45号）
- 水路部条例中改正削除ノ件（勅令第46号）
- 海軍兵備品会計規則中改正削除ノ件（勅令第47号）
- 鎮守府造船材料資金会計規則中削除ノ件（勅令第48号）
- 海軍条例、海軍参謀部条例、海軍会計監督部条例、海軍編修官官制及海軍中央文庫官制廃止ノ件（勅令第49号）
- 陸海軍将校相当官交互転任ニ関スル件（勅令第50号）
- 府県税若クハ地方税市町村税又ハ水利組合費ヲ以テ施行スヘキ工事ニ関連スル政府工事ニ係ル随意契約ノ件（勅令第51号）
- 戦時大本営条例（勅令第52号）
- 海軍技術会議条例（勅令第53号）
- 造船造兵監督官条例（勅令第54号）
- 新原採炭所官制（勅令第55号）
- 海軍下士任用進級条例中改正ノ件（勅令第56号）
- 外国旅費規則第十三条改正ノ件（勅令第57号）
- 酒精営業税法第七条ニ依リ医薬用及工業用酒精営業税免除ニ関スル件（勅令第58号）
- 東京学士会院規程中削除ノ件（勅令第59号）
- 明治二十二年度歳入歳出総決算（勅令第60号）
- 海軍高等武官進級条例中追加ノ件（勅令第61号）
- 東京音楽学校ヲ高等師範学校附属トシ高等商業学校附属主計学校ヲ廃スノ件（勅令第62号）
- 明治二十二年勅令第六十四号改正ノ件（勅令第63号）
- 明治二十三年勅令第百三十三号中改正ノ件（勅令第64号）
- 法典調査会規則中追加ノ件（勅令第65号）
- 土木会会長委員及臨時委員旅費支給ノ件（勅令第66号）
- 陸軍軍医学校条例改正ノ件（勅令第67号）
- 陸軍定員令中改正追加ノ件（勅令第68号）
- 陸軍蹄鉄工下長補充条例改正ノ件（勅令第69号）
- 各官庁ニ於テ管理スル政府所有ノ有価証券及政府ニ於テ保管ノ義務ヲ有スル有価証券寄託ノ件（勅令第70号）
- 官設鉄道用品資金会計規則（勅令第71号）
- 明治二十六年度歳出予算中第一予備金ヲ以テ補充シ得ヘキ費途ノ件（勅令第72号）
- 陸軍一年志願兵条例（勅令第73号）
- 取引所ノ資本金、営業保証金、株式、手数料、積立金及売買取引ノ方法ニ関スル規程並仲買人免許料金額ノ件（勅令第74号）
- 供託ノ金銭ニ利子ヲ付セサルノ件（勅令第75号）
- 鉄道会議議長議員及臨時議員旅費支給規則中改正ノ件（勅令第76号）
- 陸軍衛生部現役士官補充条例（勅令第77号）
- 陸軍戸山学校条例中改正追加ノ件（勅令第78号）
- 陸軍砲兵射的学校条例第三条中改正ノ件（勅令第79号）
- 陸軍定員令中改正ノ件（勅令第80号）
- 陸軍給与令中改正ノ件（勅令第81号）
- 帝国大学令中改正ノ件（勅令第82号）
- 帝国大学官制（勅令第83号）
- 帝国大学教官俸給令（勅令第84号）
- 尋常師範学校官制中改正ノ件（勅令第85号）
- 文部省直轄諸学校官制（勅令第86号）
- 文部省直轄諸学校職員定員（勅令第87号）
- 帝国大学文部省直轄諸学校及東京図書館高等官官等俸給令（勅令第88号）
- 東京図書館官制中改正ノ件（勅令第89号）
- 震災予防調査会官制中改正ノ件（勅令第90号）
- 陸軍省官制（勅令第91号）
- 陸軍定員令中改正ノ件（勅令第92号）
- 帝国大学各分科大学ニ於ケル講座ノ種類及其ノ数ヲ定ムルノ件（勅令第93号）
- 帝国大学各分科大学講座ニ属スル職務分担ノ件（勅令第94号）
- 札幌農学校教授ノ官等俸給ニ関スル件（勅令第95号）
- 帝国大学及文部省直轄諸学校ニ於テ雇外国人ヲ教官学任用方（勅令第96号）
- 屯田兵司令部条例中改正ノ件（勅令第97号）
- 陸軍定員令中改正ノ件（勅令第98号）
- 師団監督部条例中改正ノ件（勅令第99号）
- 陸軍定員令中改正ノ件（勅令第100号）
- 屯田兵監督部条例中改正ノ件（勅令第101号）
- 陸軍経営部条例中改正ノ件（勅令第102号）
- 陸軍定員令中改正ノ件（勅令第103号）
- 小学校図書審査委員組織ニ関スル件（勅令第104号）
- 軍馬補充署条例中追加ノ件（勅令第105号）
- 富岡製糸所官制廃止ノ件（勅令第106号）
- 参謀本部条例（勅令第107号）
- 陸軍定員令中改正ノ件（勅令第108号）
- 海軍軍令部条例第七条中追加ノ件（勅令第109号）
- 大隊区司令部条例中削除ノ件（勅令第110号）
- 陸軍定員令中改正ノ件（勅令第111号）
- 会計規則中改正加除ノ件（勅令第112号）
- 貨幣制度調査会規則（勅令第113号）
- 水雷隊配備表中改正ノ件（勅令第114号）
- 看守俸給ニ関スル件（勅令第115号）
- 賞勲局官制（勅令第116号）
- 賞勲会議規程（勅令第117号）
- 法制局官制（勅令第118号）
- 内閣所属職員官制（勅令第119号）
- 枢密院官制中改正ノ件（勅令第120号）
- 枢密院属定員ノ件（勅令第121号）
- 各省官制通則（勅令第122号）
- 外務省官制（勅令第123号）
- 外交官及領事官官制（勅令第124号）
- 外交官領事官及書記生定員令（勅令第125号）
- 外交官領事官試験委員官制（勅令第126号）
- 内務省官制（勅令第127号）
- 臨時建築職員ノ件（勅令第128号）
- 土木監督署官制中改正ノ件（勅令第129号）
- 集治監仮留監官制（勅令第130号）
- 衛生試験所官制中改正ノ件（勅令第131号）
- 中央気象台官制中改正ノ件（勅令第132号）
- 臨時横浜築港局官制中改正ノ件（勅令第133号）
- 気象台測候所条例中改正ノ件（勅令第134号）
- 大蔵省官制（勅令第135号）
- 造幣局官制（勅令第136号）
- 印刷局官制（勅令第137号）
- 税関官制（勅令第138号）
- 税関出張所及派出所設置ノ件（勅令第139号）
- 広島鉱山官制（勅令第140号）
- 千住製絨所官制（勅令第141号）
- 陸軍監獄官官制（勅令第142号）
- 司法省官制（勅令第143号）
- 文部省官制（勅令第144号）
- 明治二十四年勅令第百三十六号（帝国大学職員定員）廃止ノ件（勅令第145号）
- 農商務省官制（勅令第146号）
- 大小林区署官制（勅令第147号）
- 鉱山監督署官制（勅令第148号）
- 逓信省官制（勅令第149号）
- 臨時鉄道職員ノ件（勅令第150号）
- 鉄道庁改称ノ件（勅令第151号）
- 郵便及電信局官制（勅令第152号）
- 郵便為替貯金管理所官制中改正ノ件（勅令第153号）
- 航路標識管理所官制（勅令第154号）
- 船舶司検所官制中改正ノ件（勅令第155号）
- 電話交換局官制中改正ノ件（勅令第156号）
- 商船学校官制中改正ノ件（勅令第157号）
- 明治二十三年勅令第二百二十四号（会計検査院ニ試補ヲ置ク）廃止ノ件（勅令第158号）
- 警視庁官制（勅令第159号）
- 北海道庁官制中改正ノ件（勅令第160号）
- 北海道集治監官制中改正ノ件（勅令第161号）
- 地方官官制（勅令第162号）
- 間税官署ノ事務及其ノ署長ノ職務ニ関スル件（勅令第163号）
- 府県収税署ノ位置及管轄区域ノ件（勅令第164号）
- 貴族院事務局官制中改正ノ件（勅令第165号）
- 衆議院事務局官制中改正ノ件（勅令第166号）
- 高等官官等俸給令中改正ノ件（勅令第167号）
- 技術官俸給令改正ノ件（勅令第168号）
- 明治二十六年度ニ於ケル各官庁雇員俸給支給ノ件（勅令第169号）
- 外交官領事官及貿易事務官官等令（勅令第170号）
- 公使館領事館費用条例（勅令第171号）
- 外交官領事官赴任及賜暇規則（勅令第172号）
- 明治二十四年勅令第百十四号（土木監督署長衛生試験所長及中央気象台長年俸）廃止ノ件（勅令第173号）
- 造幣局印刷局税関職員俸給令（勅令第174号）
- 陸軍所属特別文官俸給令（勅令第175号）
- 大小林区署及鉱山監督署職員俸給令（勅令第176号）
- 裁判所書記長書記定員及俸給令（勅令第177号）
- 逓信省所属職員俸給令（勅令第178号）
- 明治二十四年勅令第百五十六号（逓信省所管学校職員俸給）中改正ノ件（勅令第179号）
- 警視庁高等官俸給令改正ノ件（勅令第180号）
- 地方高等官俸給令中改正ノ件（勅令第181号）
- 警視庁北海道庁府県及集治監判任官俸給額ニ関スル件（勅令第182号）
- 文官任用令（勅令第183号）
- 文官任用令施行前ノ規程ニ依レル試補等ニ関スル件（勅令第184号）
- 雇員ヲ判任文官ニ任用スルノ件（勅令第185号）
- 文官試補及見習規程（勅令第186号）
- 外交官領事官及書記生任用令（勅令第187号）
- 領事官特別任用令（勅令第188号）
- 外交官及領事官ノ臨時特別任用ニ関スル件（勅令第189号）
- 島司特別任用ノ件（勅令第190号）
- 税関監吏及監吏補任用ニ関スル件（勅令第191号）
- 陸軍監獄官特別任用令（勅令第192号）
- 府県立師範学校長特別任用令（勅令第193号）
- 営林主事補及森林監守任用令（勅令第194号）
- 逓信省鉄道書記補郵便電信書記補及郵便為替貯金書記補任用令（勅令第195号）
- 警視庁北海道庁府県及集治監判任官中月俸十二円未満ノ者特別任用ノ件（勅令第196号）
- 文官試験規則（勅令第197号）
- 官吏ノ勤続ニ関スル件（勅令第198号）
- 地方官庁ノ発スル命令ノ公布ノ件（勅令第199号）
- 陸軍監獄看守長及看守服制ノ件（勅令第200号）
- 外務省留学生任用方ノ件（明二五勅三一）ニ依レル外務省試補任用ノ件（勅令第201号）
- 陸軍定員令中改正ノ件（勅令第202号）
- 会計年度開始前現金支出規則中改正ノ件（勅令第203号）
- 明治二十三年勅令第四号（出納官吏身元保証金ノ件）中削除ノ件 （勅令第204号）
- 明治二十三年勅令第六十八号（整理公債条例ニ依リ募集又ハ償還スル公債金政府紙幣交換基金鎖店銀行紙幣交換基金特別会計）中削除ノ件（勅令第205号）
- 陸軍軍吏部現役下士補充条例第一条第二条中追加ノ件（勅令第206号）
- 海軍軍法会議構成員ヲ命シタル主理試補年俸ノ件（勅令第207号）
- 札幌農学校ニ関スル件（勅令第208号）
- 貴族院並ニ衆議院守衛長及守衛番長特別任用ノ件（勅令第209号）
- 陸軍大学校条例中改正ノ件（勅令第210号）
- 陸軍定員令中改正ノ件（勅令第211号）
- 在外国公使館附陸海軍武官俸給令（勅令第212号）
- 外交官及領事官試験規則（勅令第213号）
- 郡市ノ区域ニ依ラサル警察署管轄区域ノ件（勅令第214号）
- 中央衛生会官制中改正ノ件（勅令第215号）
- 海軍大学校条例（勅令第216号）
- 海軍兵学校条例（勅令第217号）
- 海軍機関学校条例（勅令第218号）
- 海軍砲術練習所条例（勅令第219号）
- 海軍水雷術練習所条例（勅令第220号）
- 海軍軍医学校条例、海軍主計学校条例、海軍掌砲兵掌水雷兵条例廃止ノ件（勅令第221号）
- 軍艦団隊定員表（勅令第222号）
- 明治二十五年勅令第百十八号（陸軍諸生徒手当金給与方）中追加ノ件（勅令第223号）
- 作業及鉄道会計規則中改正ノ件（勅令第224号）
- 鎮守府造船材料資金会計規則中改正ノ件（勅令第225号）
- 官立学校及図書館会計規則中改正ノ件（勅令第226号）
- 官設鉄道用品資金会計規則中改正ノ件（勅令第227号）
- 官有建物等ノ売渡貸渡ハ随意契約ニ依ルヲ得ルノ件（勅令第228号）
- 明治二十三年勅令第二百四十六号（海軍各軍法会議主理録事ノ服務並定員）中改正ノ件（勅令第229号）
- 農事試験場分析手数料ノ件（勅令第230号）
- 監軍部条例中改正削除ノ件（勅令第231号）
- 陸軍砲工学校条例中改正ノ件（勅令第232号）
- 陸軍士官学校条例（勅令第233号）
- 陸軍幼年学校条例（勅令第234号）
- 陸軍乗馬学校条例中改正ノ件（勅令第235号）
- 陸軍教導団条例中改正ノ件（勅令第236号）
- 陸軍将校生徒試験委員条例中改正ノ件（勅令第237号）
- 陸軍定員令中改正ノ件（勅令第238号）
- 砲兵方面条例（勅令第239号）
- 工兵方面条例（勅令第240号）
- 陸軍砲兵会議条例（勅令第241号）
- 陸軍工兵会議条例（勅令第242号）
- 砲兵工廠条例（勅令第243号）
- 陸軍砲兵工科学舎条例（勅令第244号）
- 陸軍定員令中改正ノ件（勅令第245号）
- 陸軍経理学校条例中改正ノ件（勅令第246号）
- 陸軍被服工長学舎条例中改正ノ件（勅令第247号）
- 陸軍被服廠条例中改正ノ件（勅令第248号）
- 陸軍定員令中改正ノ件（勅令第249号）
- 海軍高等武官任用条例（勅令第250号）
- 海軍高等武官候補生規則（勅令第251号）
- 海軍軍人俸給令（勅令第252号）
- 海軍下士卒手当金規則（勅令第253号）
- 海軍生徒手当金規則（勅令第254号）
- 海軍被服条例中改正ノ件（勅令第255号）
- 海軍機関生徒及技手生徒手当金ノ件（勅令第256号）
- 師団監督部条例第一条中削除ノ件（勅令第257号）
- 陸軍司計部条例廃止ノ件（勅令第258号）
- 陸軍定員令中改正削除ノ件（勅令第259号）
- 市町村立小学校教員任用令（勅令第260号）
- 政府ノ債務ニ対シ差押命令ヲ受クル場合ニ於ケル会計上ノ規程（勅令第261号）- 政府ノ債務ニ対シ差押命令ヲ受クル場合ニ於ケル会計上ノ規程 - e-Gov法令検索
- 海軍服制中改正ノ件（勅令第262号）

## 明治27年
- 褒章条例中改正ノ件（勅令第1号）
- 乗馬飼養条例中追加ノ件（勅令第2号）
- 陸軍監獄条例（勅令第3号）
- 庁府県看守定員ノ件（勅令第4号）
- 神宮衛士長及衛士ニ関スル件（勅令第5号）
- 神宮神職服制（勅令第6号）
- 陸軍各兵科現役士官補充条例中改正ノ件（勅令第7号）
- 陸軍一年志願兵条例中改正ノ件（勅令第8号）
- 陸軍幼年学校生徒召募条例中改正ノ件（勅令第9号）
- 陸軍砲兵監護同諸工下士補充条例中改正ノ件（勅令第10号）
- 市制町村制ヲ施行セサル地方ノ学務委員ニ関スル件（勅令第11号）
- 林務官以下制服並帯剣ノ制中改正ノ件（勅令第12号）
- 理事主理任用令（勅令第13号）
- 伝染病予防上必要諸費ニ関スル件（勅令第14号）
- 消防組規則（勅令第15号）
- 陸軍定員令中追加ノ件（勅令第16号）
- 判事検事官等俸給令（勅令第17号）
- 裁判所書記長ノ官等ニ関スル件（勅令第18号）
- 明治二十七年度ニ於テ前年度予算施行ノ件（勅令第19号）
- 明治二十七年度ニ於ケル各官庁雇員俸給支給ノ件（勅令第20号）
- 鉱山監督署官制別表中改正ノ件（勅令第21号）
- 府社県社以下神社ノ神職ニ関スル件（勅令第22号）
- 大婚二十五年祝典之章制定ノ件（勅令第23号）- 大婚二十五年祝典之章制定ノ件 - e-Gov法令検索
- 海軍被服条例中改正ノ件（勅令第24号）
- 明治二十六年勅令第百三十二号（中央気象台官制中改正）第一項並同第百三十四号（気象台測候所条例中改正）施行延期ノ件（勅令第25号）
- 明治二十六年勅令第二百八号（札幌農学校ニ関スル件）施行延期ノ件（勅令第26号）
- 郵便及電信局官制中改正ノ件（勅令第27号）
- 郵便為替貯金管理所官制中改正ノ件（勅令第28号）
- 電話交換局官制中改正追加ノ件（勅令第29号）
- 法典調査会規則（勅令第30号）
- 岡山県管下ニ於テ数郡ニ郡長一人ヲ置クノ件（勅令第31号）
- 外国ニ派遣スル造船造兵監督官会計官及監督助手ノ客舎料及日当ニ関スル件（勅令第32号）
- 海軍軍人俸給令中改正ノ件（勅令第33号）
- 海軍内国旅費規則（勅令第34号）
- 陸軍給与令中改正ノ件（勅令第35号）
- 明治二十七年度歳出予算中第一予備金ヲ以テ補充シ得ヘキ費途ノ件（勅令第36号）
- 明治二十七年徴集新兵員数表（勅令第37号）
- 要塞砲兵幹部練習所条例（勅令第38号）
- 陸軍定員令中改正ノ件（勅令第39号）
- 在外各庁ニ於ケル工事及物件ノ売買貸借随意契約ノ件（勅令第40号）
- 日本国布哇国修好通商条約中領事裁判権ニ関スル件（勅令第41号）
- 移民保護規則（勅令第42号）
- 文武判任官等級表（勅令第43号）
- 医術開業試験委員組織権限ニ関スル明治二十二年勅令第六十二号中改正ノ件（勅令第44号）
- 郡市ノ区域ニ依ラサル警察署管轄区域表中改正ノ件（勅令第45号）
- 外国旅費規則中追加ノ件（勅令第46号）
- 陸軍大学校条例中追加ノ件（勅令第47号）
- 陸軍定員令中改正ノ件（勅令第48号）
- 内閣恩給局ニ顧問医ヲ置クノ件（勅令第49号）
- 外交官領事官及書記生定員令中改正ノ件（勅令第50号）
- 公使館領事館費用条例中改正ノ件（勅令第51号）
- 貴族院衆議院守衛給助ノ件（勅令第52号）
- 外務省官制中追加ノ件（勅令第53号）
- 文官試験委員官制（勅令第54号）
- 陸軍獣医部現役士官補充条例（勅令第55号）
- 清国及香港ニ於テ流行スル伝染病ニ対シ船舶検疫施行ノ件（勅令第56号）
- 貴族院多額納税者議員ノ補欠選挙ニ関スル件（勅令第57号）
- 税関官制中改正ノ件（勅令第58号）
- 明治二十六年勅令第百三十九号（税関出張所及派出所設置）中追加ノ件（勅令第59号）
- 鉄道会議規則中改正ノ件（勅令第60号）
- 軍艦条例中改正ノ件（勅令第61号）
- 臨時陸軍中央金櫃部条例（勅令第62号）
- 陸軍臨時給与規則（勅令第63号）
- 海軍臨時給与規則（勅令第64号）
- 明治二十三年勅令第百九十五号（志願軍吏生同獣医生ヲ予備士官ニ補任方）中改正ノ件（勅令第65号）
- 内務省ニ土木技監ヲ置クノ件（勅令第66号）
- 海外派遣ノ軍隊軍艦軍衛其他軍人軍属ニ関スル郵便物ノ件（勅令第67号）
- 水雷隊配備表中追加ノ件（勅令第68号）
- 軍艦団隊定員表中改正ノ件（勅令第69号）
- 虎列刺病流行地方ヨリ来ル船舶検査規則中改正ノ件（勅令第70号）
- 艦隊条例（勅令第71号）
- 東京湾口海堡地ノ管轄ヲ定ムルノ件（勅令第72号）
- 明治二十三年勅令第七十三号（陸軍後備各兵隊下士兵卒被服記号ノ件）中改正ノ件（勅令第73号）
- 薬剤師試験委員組織権限（勅令第74号）
- 高等学校令（勅令第75号）
- 軍事上緊急ノ必要ニ因リ購入シタル政府ノ物件貸付売渡随意契約ノ件（勅令第76号）
- 海岸望楼条例（勅令第77号）
- 望楼長望楼手俸給ノ件（勅令第78号）
- 文武判任官等級表中追加ノ件（勅令第79号）
- 望楼長望楼手ノ任用ニ関スル件（勅令第80号）
- 陸軍及海軍監獄看手給助ノ件（勅令第81号）
- 公使館領事館費用条例中加除ノ件（勅令第82号）
- 鎮守府艦隊司令長官旗艦増加定員表（勅令第83号）
- 河川道路港湾調査ニ関スル職員ノ件（勅令第84号）
- 内務省直轄臨時土木工事施行ニ関スル職員ノ件（勅令第85号）
- 土木監督署官制（勅令第86号）
- 土木会規則中改正追加ノ件（勅令第87号）
- 予備後備ノ軍籍ニ在ル巡査看守ニシテ戦時若クハ事変ニ際シ召集セラレタル者ニ休職ヲ命スルノ件（勅令第88号）
- 海軍軍人俸給令第三表中改正ノ件（勅令第89号）
- 海軍下士卒手当金規則第三条改正ノ件（勅令第90号）
- 官設鉄道用品資金会計規則第一条中追加ノ件（勅令第91号）
- 軍事上緊急ノ必要ニ因リ購入シタル政府ノ物件ニ関スル件（勅令第92号）
- 陸軍懲罰令中追加ノ件（勅令第93号）
- 屯田兵条例中改正加除ノ件（勅令第94号）
- 屯田兵条例ニ依リ服役志願ノ下士ニ関スル件（勅令95号）
- 屯田兵移住給与規則（勅令第96号）
- 軍艦団隊定員表中改正ノ件（勅令第97号）
- 海軍内国旅費規則中改正追加ノ件（勅令第98号）
- 海軍衛生部現役士官補充条例中追加ノ件（勅令第99号）
- 鉱業及砂鉱採取業ニ関スル手数料ノ件（勅令第100号）
- 陸軍定員令中改正ノ件（勅令第101号）
- 陸軍准士官ノ身分取扱並予備後備服役ニ関スル件（勅令第102号）
- 陸軍各兵曹長ニシテ監視区長在職中ノ者ノ身分ニ関スル件（勅令第103号）
- 陸軍武官官等表中追加ノ件（勅令第104号）
- 明治二十三年勅令第九十九号（陸海軍軍人現役定限年齢）中追加ノ件（勅令第105号）
- 陸軍武官進級令中改正ノ件（勅令第106号）
- 陸軍省官制中改正ノ件（勅令第107号）
- 陸軍給与令中改正ノ件（勅令第108号）
- 屯田兵給与令中改正ノ件（勅令第109号）
- 陸軍各兵特務曹長及監視区長服制（勅令第110号）
- 陸軍将校服制中改正ノ件（勅令第111号）
- 陸軍戸山学校教官補服制中改正ノ件（勅令第112号）
- 陸軍将校馬具制中改正ノ件（勅令第113号）
- 陸軍会葬式及表喪式中改正ノ件（勅令第114号）
- 陸軍現役下士上等兵再服役条例（勅令第115号）
- 明治二十六年勅令第五号（文武官及雇員俸給中ヨリ製艦費補足ノ件）中追加ノ件（勅令第116号）
- 陸軍戸山学校条例中追加ノ件（勅令第117号）
- 陸軍砲兵射的学校条例中追加ノ件（勅令第118号）
- 陸軍教導団条例中改正ノ件（勅令第119号）
- 陸軍定員令中改正ノ件（勅令第120号）
- 陸軍定員令中改正ノ件（勅令第121号）
- 陸軍定員令中改正ノ件（勅令第122号）
- 鎮守府艦団隊部定員ノ外軍人軍属臨時服務ノ件（勅令第123号）
- 第四回内国勧業博覧会附属水族部設置ノ件（勅令第124号）
- 陸軍定員令中改正ノ件（勅令第125号）
- 明治二十三年勅令第百二十六号（陸海軍軍人現役定限年齢）中追加ノ件（勅令第126号）
- 海軍臨時給与規則中追加ノ件（勅令第127号）
- 戦争若クハ事変ニ際シ陸軍監督部及軍吏部士官補充ノ件（勅令第128号）
- 海軍予備後備ノ軍籍ニ在ル文官召集中俸給支給ノ件（勅令第129号）
- 陸軍士官下士特別補充条例（勅令第130号）
- 農商務省官制第八条中追加ノ件（勅令第131号）
- 戦時及事変ニ際シ馬匹ノ減亡並馬格ノ損耗補給ノ件（勅令第132号）
- 陸軍戦時給与規則（勅令第133号）
- 新聞紙雑誌及其他ノ出版物ニ関スル件（勅令第134号）
- 許可ナクシテ朝鮮国ヘ渡航禁止ノ件（勅令第135号）
- 海軍戦時給与規則（勅令第136号）
- 帝国内居住ノ清国臣民ニ関スル件（勅令第137号）
- 海軍砲術練習所条例中追加ノ件（勅令第138号）
- 海軍水雷術練習所条例中追加ノ件（勅令第139号）
- 海軍生徒手当金規則中追加ノ件（勅令第140号）
- 公立学校職員休職ノ件（勅令第141号）
- 明治二十五年勅令第十七号（府県立師範学校長俸給並公立学校職員退隠料及遺族扶助料法ニ於ケル学校職員ノ資格及在職年数算定方）第三条中追加ノ件（勅令第142号）
- 朝鮮事件費ニ関スル財政上必要処分ノ件（勅令第143号）
- 軍事公債条例（勅令第144号）
- 海軍候補生及海軍生徒ノ恩給額ニ関スル件（勅令第145号）
- 明治二十二年勅令第百四十六号（海軍将校同相当官ノ予備、後備役服役年期）中追加ノ件（勅令第146号）
- 海軍准士官服役令中追加ノ件（勅令第147号）
- 鎮守府造船材料資金会計規則第一条第五条中追加ノ件（勅令第148号）
- 捕獲審検令（勅令第149号）
- 海軍高等武官進級条例第十条中追加ノ件（勅令第150号）
- 予備後備ノ軍籍ニ在ル陸軍監獄看守海軍監獄看守ニシテ戦争若クハ事変ニ際シ召集セラレタル者ニ休職ヲ命スルノ件（勅令第151号）
- 予備後備ノ軍籍ニ在ル貴族院及衆議院ノ守衛ニシテ戦時若クハ事変ニ際シ召集セラレタル者ニ休職ヲ命スル件（勅令第152号）
- 鉄道会議規則（勅令第153号）
- 土木会規則（勅令第154号）
- 逓信省官制中改正ノ件（勅令第155号）
- 理事及理事試補服制中改正追加ノ件（勅令第156号）
- 陸軍帰休兵ニシテ文官タル者召集中俸給支給ノ件（勅令第157号）
- 奈良県管下郡長廃置ノ件（勅令第158号）
- 陸軍各兵科士官候補生ノ服制ニ関スル件（勅令第159号）
- 捕獲審検所及高等捕獲審検所開設ニ関スル件（勅令第160号）
- 明治二十四年勅令第十五号（帝国議会用官有財産ニ関スル行政事務管掌ノ件）中改正ノ件（勅令第161号）
- 陸軍予備後備武官進級令 （勅令第162号）
- 陸軍軍人ニシテ動員セシ部隊若クハ戦時特設部隊附ヲ命セラレタル者ヲ定員外トスルノ件（勅令第163号）
- 戦時若クハ事変ニ際シ陸海軍雇員軍艦乗組傭人官用船舶ノ船員等ニシテ傷痍疾病ニ罹リ又ハ死没シタルトキ手当金ヲ給与スルノ件（勅令第164号）
- 陸軍武官進級令中追加ノ件（勅令第165号）
- 海軍戦時給与規則中追加ノ件（勅令第166号）
- 明治二十七年勅令第百三十四号廃止ノ件（勅令第167号）
- 軍艦団隊定員表中追加ノ件（勅令第168号）
- 海軍兵学校条例中追加ノ件（勅令第169号）
- 海軍機関学校条例中追加ノ件（勅令第170号）
- 海軍内国旅費規則中改正ノ件（勅令第171号）
- 特設部隊附海軍軍人ヲ定員外トスルノ件（勅令第172号）
- 金鵄勲章年金令（勅令第173号）
- 戒厳宣告ノ件（勅令第174号）
- 砲兵工廠条例中追加ノ件（勅令第175号）
- 陸軍定員令中改正ノ件（勅令第176号）
- 陸軍管区表中追加ノ件（勅令第177号）
- 大隊区司令部条例中改正ノ件（勅令第178号）
- 警備隊区司令部条例中改正ノ件（勅令第179号）
- 陸軍予備後備将校服役条例中改正ノ件（勅令第180号）
- 陸軍予備後備下士兵卒服役条例中改正ノ件（勅令第181号）
- 陸軍帰休兵条例中改正追加ノ件（勅令第182号）
- 陸軍戦時特設ノ職務ニ従事スル逓信省部内ノ官吏ヲ定員外トスルノ件（勅令第183号）
- 明治二十七年勅令第百三十五号効力ヲ失フノ件（勅令第184号）
- 陸軍戦時給与規則中追加ノ件（勅令第185号）
- 陸軍定員令中改正追加ノ件（勅令第186号）
- 府県農事試験場農事講習所及水産講習所及職員並農事巡回教師及水産巡廻教師ノ名称待遇任免及官等級配当ノ件（勅令第187号）
- 戦時若クハ事変ノ際陸軍現役輜重輸卒ノ入営在営及補充ノ件（勅令第188号）
- 戦時若クハ事変ニ際シ職務ニ従事セシムル待命外交官及待命領事官ニ関スル件（勅令第189号）
- 戦時特設ノ職務ニ従事スル待命外交官同領事官ヲ定員外ト為スノ件（勅令第190号）
- 陸軍将校服制及陸軍下士以下服制中改正ノ件（勅令第191号）
- 陸軍軍人軍属帰郷療養者給与規則（勅令第192号）
- 金鵄勲章叙賜条例（勅令第193号）
- 海軍機関学校条例中改正ノ件（勅令第194号）
- 文部省直轄諸学校長舎監特別任用令（勅令第195号）
- 徴兵事務条例中改正ノ件（勅令第196号）
- 朝鮮国在勤ノ外交官及領事官以下ニ臨時手当給与ノ件（勅令第197号）
- 大蔵省定員臨時増置ノ件（勅令第198号）
- 海軍予備後備武官進級任用条例（勅令第199号）
- 海軍下士服役条例中改正ノ件（勅令第200号）
- 海軍志願兵徴募規則中改正ノ件（勅令第201号）
- 日清両国交戦中朝鮮国在勤ノ郵便及電信局職員ニ臨時手当給与ノ件（勅令第202号）
- 臨時博覧会事務局官制廃止ノ件（勅令第203号）
- 石川県会解散ノ件（勅令第204号）

万国郵便条約第十六条中修正（2月6日勅令）

## 明治28年
- 海軍高等武官任用条例中改正ノ件（勅令第1号）
- 徴兵事務条例中旅管徴兵医官、大隊区徴兵医官、警備隊区徴兵医官ニ関スル件（勅令第2号）
- 陸軍士官下士特別補充条例中改正ノ件（勅令第3号）
- 海軍監獄看守長及看守服制（勅令第4号）
- 海軍監獄看守被服料給与令（勅令第5号）
- 度量衡器ノ制限、其ノ製作、修覆及販売ノ免許並其ノ検定ニ関スル規則中改正追加ノ件（勅令第6号）
- 軍艦団隊定員表中追加ノ件（勅令第7号）
- 防務条例（勅令第8号）
- 東京防禦総督部条例（勅令第9号）
- 陸軍定員令中追加ノ件（勅令第10号）
- 熾仁親王殿下薨去ニ附キ国葬ノ件（勅令第11号）
- 日清両国間交戦中陸軍各兵科予備後備下士上等兵ヲ陸軍軍吏部下士ニ補充ノ件（勅令第12号）
- 国民軍条例（勅令第13号）
- 戦時又ハ事変ニ際シ理事及主理任用ノ件（勅令第14号）
- 屯田兵給与令中改正ノ件（勅令第15号）
- 陸軍予備徴員ノ徴集ニ関スル件（勅令第16号）
- 東京学士会院規程補則（勅令第17号）
- 一般会計ニ属スル海軍省所管軍事費一時繰替支弁ノ件（勅令第18号）
- 日清両国間交戦中陸軍監督部及軍吏部士官補充ノ件（勅令第19号）
- 海軍軍人俸給令中追加ノ件（勅令第20号）
- 逓信省部内定員外補欠員ノ俸給ニ関スル件（勅令第21号）
- 郵便及電信局官制中改正ノ件（勅令第22号）
- 郵便為替貯金管理所官制中改正ノ件（勅令第23号）
- 水産調査所官制（勅令第24号）
- 水産調査会規則（勅令第25号）
- 公使館領事館費用条例中改正ノ件（勅令第26号）
- 逓信省官制中改正ノ件（勅令第27号）
- 海軍戦時給与規則中追加ノ件（勅令第28号）
- 海軍被服条例中改正ノ件（勅令第29号）
- 徴兵事務条例中改正ノ件（勅令第30号）
- 日清両国交戦中准士官以上服装品給与ノ件（勅令第31号）
- 陸軍給与令中改正ノ件（勅令第32号）
- 臨時陸軍検疫部官制（勅令第33号）
- 陸軍一年志願兵条例中改正ノ件（勅令第34号）
- 陸軍士官下士特別補充条例中追加ノ件（勅令第35号）
- 陸地測量部条例中削除ノ件（勅令第36号）
- 陸軍定員令中改正ノ件（勅令第37号）
- 占領地総督部条例（勅令第38号）
- 要塞司令部条例（勅令第39号）
- 陸軍定員令中追加ノ件（勅令第40号）
- 屯田兵下士兵卒扶助年限中動員セシ部隊ニ属スル者ノ給料給与ノ件（勅令第41号）
- 臨時陸軍検疫部及占領地総督部高等文官判任官俸給ノ件（勅令第32号）
- 内務省ニ臨時検疫局設置ノ件（勅令第43号）
- 庁府県ニ臨時検疫部設置ノ件（勅令第44号）
- 海軍軍人俸給令第四表改正ノ件（勅令第45号）
- 明治二十八年度歳出予算中第一予備金ヲ以テ補充シ得ヘキ費途ノ件（勅令第46号）
- 軍艦団隊定員表中追加ノ件（勅令第47号）
- 日清両国交戦中国民軍ノ給与ニ関スル件（勅令第48号）
- 海軍懲罰令中改正ノ件（勅令第49号）
- 明治二十八年徴集現役兵補充兵員数表（勅令第50号）
- 海軍文官航海加俸給与ノ件（勅令第51号）
- 帝国大学官制中改正ノ件（勅令第52号）
- 帝国大学教官俸給令中改正ノ件（勅令第53号）
- 帝国大学理科大学植物学ノ講座数改定ノ件（勅令第54号）
- 熊本県管下郡長廃置ノ件（勅令第55号）
- 占領地民政部高等文官及判任文官任用ノ件（勅令第56号）
- 中央衛生会官制（勅令第57号）
- 陸軍軍人軍艦若ハ水雷艇ニ乗込ムトキ航海加俸給与ノ件（勅令第58号）
- 会計検査院属臨時増置ノ件（勅令第59号）
- 臨時陸軍中央金櫃部条例中改正ノ件（勅令第60号）
- 軍艦団隊定員表中追加ノ件（勅令第61号）
- 伊豆七島地役人及名主待遇ノ件（勅令第62号）
- 戦時若クハ事変ニ際シ海軍高等武官任用ニ関スル件（勅令第63号）
- 日清戦役ノタメ陸軍将校等平時定員ニ超過シタル者ニ関スル件（勅令第64号）
- 明治二十七年六月以後戦時若クハ事変ニ際シ陸海軍雇員・軍艦乗組傭人官用船舶ノ船員等傷痍疾病及死歿ノトキ手当金給与ノ件（明二七勅一六四）ニ該当スル者ニ関スル件 （勅令第65号）
- 陸軍高等官衙副官条例中追加ノ件（勅令第66号）
- 臨時陸軍検疫所ニ於テ検疫ニ従事スル軍人軍属ノ給与ニ関スル件（勅令第67号）
- 臨時陸軍検疫部事務官及書記任用ノ件（勅令第68号）
- 文部省直轄諸学校職員定員中改正ノ件（勅令第69号）
- 占領地総督部条例中改正ノ件（勅令第70号）
- 伝染病予防救治ニ従事スル官吏准官吏及傭員ニ手当支給ノ件（勅令第71号）
- 呉鎮守府造船支部条例廃止ノ件 （勅令第72号）
- 徴集セラレタル陸軍予備徴員補欠及帰郷ノ件（勅令第73号）
- 台湾事務局官制（勅令第74号）
- 外交官及領事官ノ試験ニ用フヘキ外国語指定ノ件（勅令第75号）
- 戒厳解止ノ件（勅令第76号）
- 馬匹調査会規則（勅令第77号）
- 水産調査会及馬匹調査会ノ会長、委員、臨時委員旅費支給ノ件 （勅令第78号）
- 陸軍戦時給与規則中削除ノ件（勅令第79号）
- 海軍兵学校条例中改正ノ件（勅令第80号）
- 海軍機関学校条例中改正ノ件（勅令第81号）
- 公使館ニ通訳官ヲ公使館領事官及貿易事務館ニ通訳生ヲ置クノ件（勅令第82号）
- 通訳官及通訳生俸給及旅費ノ件（勅令第83号）
- 通訳官及通訳生ニ外交官領事官赴任及賜暇規則適用ノ件（勅令第84号）
- 通訳生ニ領事官特別任用令適用ノ件（勅令第85号）
- 通訳官及通訳生任用ノ件（勅令第86号）
- 貿易事務官公使館一等通訳官及二等通訳官待命ノ件（勅令第887号）
- 外交官領事官通訳官書記生通訳生定員令（勅令第88号）
- 臨時台湾電信建設部官制（勅令第89号）
- 臨時台湾灯標建設部官制（勅令第90号）
- 陸海軍予備後備将校同相当官名誉進級ノ件（勅令第91号）
- 臨時陸軍軍法会議並其管轄地内ニ於ケル陸軍刑法ノ適用ニ関スル件（勅令第92号）
- 生糸検査所官制（勅令第93号）
- 臨時台湾電信建設部及同灯標建設部事務官及書記任用ノ件 （勅令第94号）
- 憲兵条例（勅令第95号）
- 陸軍給与令中追加ノ件（勅令第96号）
- 臨時台湾電信建設部及同灯標建設部職員旅費ノ件（勅令第97号）
- 集治監仮留監官制（勅令第98号）
- 北海道庁官制中改正ノ件（勅令第99号）
- 監獄則中削除ノ件（勅令第100号）
- 警視庁典獄特別任用ノ件（勅令第101号）
- 集治監典獄特別任用ノ件（勅令第102号）
- 陸軍定員令中改正ノ件（勅令第103号）
- 札幌農学校ノ資金ニ属スル北海道ノ土地貸付ハ随意契約ニ依ルコトヲ得ルノ件（勅令第104号）
- 陸軍予備後備将校補充条例中改正ノ件（勅令第105号）
- 陸軍士官下士特別補充条例中改正ノ件（勅令第106号）
- 陸軍将校分限令中改正ノ件（勅令第107号）
- 明治二十七年勅令第百二号（陸軍准士官ノ身分取扱並予備後備服役ニ関スル件）中改正ノ件（勅令第108号）
- 動員シタル部隊ノ屯田兵下士兵卒手当金給与ノ件（勅令第109号）
- 金鵄勲章年金令中改正ノ件（勅令第110号）
- 憲兵上等兵待遇ノ件（勅令第111号）
- 憲兵上等伍長ノ服制（勅令第112号）
- 占領地総督部条例中追加ノ件（勅令第113号）
- 臨時台湾電信建設部及臨時台湾灯標建設部職員ニ関スルノ件（勅令第114号）
- 戦役若クハ事変ニ際シ功労アル者ニ一時限リ金円ヲ賜与スルノ件（勅令第115号）
- 逓信省部内ノ官吏ニシテ海軍戦時特設ノ職務ニ従事スル者補欠ノ件（勅令第116号）
- 海軍下士任用進級条例中改正ノ件（勅令第117号）
- 勲章記章ニ類似ノ標章佩用禁止ノ件（勅令第118号）
- 陸軍会葬式及表葬式中追加ノ件（勅令第119号）
- 金鵄勲章佩用式改正ノ件（勅令第120号）
- 軍艦団隊定員表中改正ノ件（勅令第121号）
- 占領地総督部条例中追加ノ件（勅令第122号）
- 高等官官等俸給令中改正ノ件（勅令第123号）
- 内閣総理大臣秘書官及各省秘書官任用ノ件（勅令第124号）
- 理事分限分（勅令第125号）
- 北海道渡島外三国ニ徴兵令ヲ施行ノ件（勅令第126号）
- 海軍高等武官候補生規則中改正ノ件（勅令第127号）
- 海軍高等武官任用条例中改正ノ件（勅令第128号）
- 金庫規則中改正ノ件（勅令第129号）
- 威海衛駐箚陸軍部隊給与規則（勅令第130号）
- 遼東半島及朝鮮国駐箚陸軍部隊給与ノ件（勅令第131号）
- 海軍卒職名等級表中改正ノ件（勅令第132号）
- 捕獲審検所及高等捕獲審検所閉鎖ノ件（勅令第133号）
- 陸軍将校服制及陸軍下士以下服制中改正ノ件 （勅令第134号）
- 陸軍屯田兵徽章ノ件 （勅令第135号）
- 海軍服制中改正ノ件 （勅令第136号）
- 明治二十七八年ノ戦役ニ関シ賜フ所ノ一時賜金軍事公債証書ヲ以テ交付ノ件 （勅令第137号）
- 衛戍条例（勅令第138号）
- 陸軍ニ於テ通訳ニ従事スル者待遇ノ件（勅令第139号）
- 陸海軍人軍属公務ニ起因セル傷痍疾病再発ノ者官費治療ノ件（勅令第140号）
- 陸軍六週間現役兵条例（勅令第141号）
- 沖縄県ニ徴兵令ノ一部施行ノ件（勅令第142号）
- 明治二十七八年従軍記章条例（勅令第143号）
- 朝鮮国ヘ渡航禁止ノ件（勅令第144号）
- 明治二十三年勅令第九十九号（陸海軍軍人現役定限年令）中改正ノ件（勅令第145号）
- 臨時陸軍検疫部官制ノ事務ヲ師団司令部ニ行ハシムルノ件（勅令第146号）
- 陸軍下士文官採用規則中改正ノ件（勅令第147号）
- 文部省直轄諸学校職員定員中改正ノ件（勅令第148号）
- 地方測候所職員ノ名称待遇任免及等級配当等ノ件（勅令第149号）
- 外交官領事官及貿易事務官更代ノ際ニ於テ臨時増員スルコトヲ得ルノ件（勅令第150号）
- 航路標識管理所ニ兼任技師書記及技手増置ノ件（勅令第151号）
- 陸軍管区表中削除ノ件（勅令第152号）
- 屯田兵給与地取扱規則（勅令第153号）
- 徴兵事務条例補則（勅令154号）
- 掌砲証状掌水雷証状砲術教員適任証書及水雷術教員適任証書有効期限延期ノ件（勅令第155号）
- 能久親王殿下薨去ニ附キ国葬ヲ行フ件（勅令第156号）
- 臨時広島軍用水道布設部官制（勅令第157号）
- 臨時広島軍用水道布設部職員旅費ノ件（勅令第158号）
- 巡査看守ニ宿料給与ノ件（勅令第159号）
- 台湾島若クハ澎湖島沿岸航行ノ艦船艇乗員航海加俸給与ノ件（勅令第160号）
- 台湾島及澎湖島駐在海軍軍人軍属給与規則（勅令第161号）
- 貨幣制度調査会規則廃止ノ件（勅令第162号）
- 陸軍監督補ヲ監督講習生ト為スノ件（勅令第163号）
- 陸軍砲台監守補充条例中改正追加ノ件（勅令第164号）
- 陸軍工兵監護補充条例中改正ノ件（勅令第165号）
- 府県郡ニ於テ徒弟学校設置ノ件（勅令第166号）
- 標準時ニ関スル件（勅令第167号）- 標準時ニ関スル件 - e-Gov法令検索

## 明治29年
- 生糸検査所臨時商議員規程（勅令第1号）
- 水雷団条例（勅令第2号）
- 対馬国竹敷ヲ要港ト定ムルノ件（勅令第3号）
- 要港部条例（勅令第4号）
- 市町村立小学校授業料ニ関スル件（勅令第5号）
- 陸軍給与令中改正ノ件（勅令第6号）
- 農事試験場技師林務官鉱山監督官鉱山監務署技師官等俸給ノ件（勅令第7号）
- 高等官官等俸給令中改正ノ件（勅令第8号）
- 公使館領事館費用条例中改正ノ件（勅令第9号）
- 海軍高等武官進級条例（勅令第10号）
- 在外国本邦郵便電信局長郵便局長以下局員月手当金表改正ノ件（勅令第11号）
- 入営ヲ命セサル陸軍輜重輸卒服役免除ノ件（勅令第12号）
- 沖縄県ノ郡編制ニ関スル件（勅令第13号）
- 沖縄県郡区職員及島庁職員ニ関スル件（勅令第14号）
- 地方官官制中改正ノ件（勅令第15号）
- 地方高等官俸給令中改正ノ件（勅令第16号）
- 沖縄県宮古及八重山島司俸給ノ件（勅令第17号）
- 沖縄県区制ノ施行ニ依リ廃職ニ属スル那覇首里各村役場吏員ニ支給スヘキ一時給与金ノ件（勅令第18号）
- 沖縄県区制（勅令第19号）
- 水雷隊配備表廃止ノ件（勅令第20号）
- 海軍定期職工条例（勅令第21号）
- 海軍高等武官任用条例中改正ノ件（勅令第22号）
- 海軍将校生徒及機関生徒手当金前金渡ノ件（勅令第23号）
- 陸軍管区表（勅令第24号）
- 陸軍常備団隊配備表及要塞砲兵配備表廃止ノ件（勅令第25号）
- 清国在勤警部ニ朝鮮国在勤警部巡査任用及支給規則ヲ適用スルノ件（勅令第26号）
- 清国及朝鮮国在勤警部特別任用令（勅令第27号）
- 蚕業講習所官制（勅令第28号）
- 文部省外国留学生規程中改正ノ件（勅令第29号）
- 臨時軍事費特別会計整理規則（勅令第30号）
- 臨時陸軍建築部官制（勅令第31号）
- 台湾守備隊徽章ノ件（勅令第32号）
- 陸軍下士以下服制中追加ノ件（勅令第33号）
- 参謀職制中参謀ノ職ニ補スル年限ノ件（勅令第34号）
- 陸軍高等官衛副官条例中該副官ノ職ニ補スル年限ノ件（勅令第35号）
- 横須賀軍港境域ノ件（勅令第36号）
- 呉軍港境域ノ件（勅令第37号）
- 佐世保軍港境域中改正ノ件（勅令第38号）
- 海軍武官官階ノ件（勅令第39号）
- 海軍造兵廠条例中改正ノ件（勅令第40号）
- 水路部条例中改正ノ件（勅令第41号）
- 鎮守府条例中改正ノ件（勅令第42号）
- 海軍大学校条例中改正ノ件（勅令第43号）
- 海軍兵学校条例中改正ノ件（勅令第44号）
- 海軍機関学校条例中改正ノ件（勅令第45号）
- 文武判任官等級表中改正ノ件（勅令第46号）
- 海岸望楼条例中追加ノ件（勅令第47号）
- 望楼長望楼手任用令（勅令第48号）
- 文部省官制中改正ノ件（勅令第49号）
- 第四回内国勧業博覧会事務局官制廃止ノ件（勅令第50号）
- 農商務省官制中改正ノ件（勅令第51号）
- 農事試験場官制中改正ノ件（勅令第52号）
- 鉱山監督署官制中改正ノ件（勅令第53号）
- 旅団司令部条例（勅令第54号）
- 警備隊司令部条例（勅令第55号）
- 連隊区司令部条例（勅令第56号）
- 府県収税署ノ位置及管轄区域表中改正ノ件（勅令第57号）
- 威海衛駐箚陸軍部隊給与規則中改正ノ件（勅令第58号）
- 海軍軍令部条例（勅令第59号）
- 海兵団条例 （勅令第60号）
- 仮呉兵器製造所条例 （勅令第61号）
- 明治二十四年勅令第百十九号（北海道庁高等官俸給ノ件）第二条中改正ノ件 （勅令第62号）
- 北海道庁官制第四条中改正ノ件 （勅令第63号）
- 明治二十七年勅令第八十五号（内務省直轄臨時土木工事施行ニ関スル職員ノ件）中改正ノ件 （勅令第64号）
- 地方官官制第四条中改正ノ件 （勅令第65号）
- 税関官制第五条中改正ノ件 （勅令第66号）
- 造幣局印刷局税関職員俸給令第三条中改正ノ件 （勅令第67号）
- 外国駐在視察陸軍武官給与令 （勅令第68号）
- 臨時陸軍運輸通信部官制 （勅令第69号）
- 台湾島及澎湖島駐箚陸軍部隊給与規則 （勅令第70号）
- 海軍艦船条例 （勅令第71号）
- 製鉄所官制 （勅令第72号）
- 製鉄所職員官等俸給令 （勅令第73号）
- 逓信省官制中改正ノ件 （勅令第74号）
- 高等官官等俸給令中改正追加ノ件 （勅令第75号）
- 電話交換局官制中改正追加ノ件 （勅令第76号）
- 郵便及電信局官制中改正ノ件 （勅令第77号）
- 郵便為替貯金管理所官制第七条中改正ノ件 （勅令第78号）
- 船舶司検所官制 （勅令第79号）
- 船舶司検所司検官官等俸給ノ件 （勅令第80号）
- 商船学校官制 （勅令第81号）
- 商船学校職員官等俸給ノ件 （勅令第82号）
- 航路標識管理所官制中改正ノ件 （勅令第83号）
- 高等官官等俸給令中削除ノ件 （勅令第84号）
- 臨時鉄道職員ノ件 （勅令第85号）
- 台湾ニ於ケル郵便及電信ニ関スル事務監督ノ件（勅令第86号）
- 拓殖務省官制（勅令第87号）
- 台湾総督府条例（勅令第88号）
- 台湾総督府評議会章程（勅令第89号）
- 台湾総督府民政局官制（勅令第90号）
- 台湾総督府地方官官制（勅令第91号）
- 台湾総督府税関官制（勅令第92号）
- 台湾総督府撫墾署官制（勅令第93号）
- 台湾総督府直轄諸学校官制（勅令第94号）
- 台湾総督府郵便及電信局官制（勅令第95号）
- 台湾総督府灯台所官制（勅令第96号）
- 台湾総督府測候所官制（勅令第97号）
- 台湾総督府製薬所官制（勅令第98号）
- 台湾総督府職員官等俸給令（勅令第99号）
- 台湾総督府職員加俸支給規則（勅令第100号）
- 台湾総督府巡査及看守手当支給規則（勅令第101号）
- 嘱託員及雇員使用並技手俸給支出ノ件（勅令第102号）
- 台湾総督府文官特別任用令（勅令第103号）
- 血清薬院官制（勅令第104号）
- 痘苗製造所官制（勅令第105号）
- 中央気象台官制中改正ノ件（勅令第106号）
- 貿易品陳列館官制（勅令第107号）
- 貿易品陳列館長ノ官等及俸給ノ件（勅令第108号）
- 公立学校職員退隠料等ニ関スル法律（明二九法一三）ニ於ケル学校職員ノ資格及同法律ノ施行ニ関スル件（勅令第109号）
- 工兵方面条例（勅令第110号）
- 軍艦団隊定員表廃止ノ件（勅令第111号）
- 徴兵事務条例（勅令第112号）
- 侍従武官官制（勅令第113号）
- 砲兵方面条例（勅令第114号）
- 郡市ノ区域ニ依ラサル警察署管轄区域表中改正ノ件（勅令第115号）
- 台湾総督軍務局官制（勅令第116号）
- 陸軍給与令中改正ノ件（勅令第117号）
- 医術開業試験委員官制（勅令第118号）
- 薬剤師試験委員官制（勅令第119号）
- 内国旅費規則中追加ノ件（勅令第120号）
- 台湾守備混成旅団司令部条例（勅令第121号）
- 陸軍懲罰令中改正ノ件（勅令第122号）
- 海軍戦時給与規則中削除ノ件（勅令第123号）
- 陸軍監獄長同書記看守長任用ニ関スル件（勅令第124号）
- 陸軍所属特別文官俸給令中改正ノ件（勅令第125号）
- 陸軍砲兵工科学舎条例廃止ノ件（勅令第126号）
- 陸軍砲兵工科学校条例（勅令第127号）
- 望楼長望楼手俸給表中改正ノ件（勅令第128号）
- 文武判任官等級表中改正ノ件（勅令第129号）
- 海軍志願兵徴募規則中改正ノ件（勅令第130号）
- 台湾事務局官制廃止ノ件（勅令第131号）
- 台湾総督府ノ雇員ニシテ巡査ニ該当スル職務ニ従事シタル者ニ関スル件（勅令第132号）
- 明治二十三年勅令第九十九号（陸海軍軍人現役定限年齢）中改正ノ件（勅令第133号）
- 明治二十八年勅令第百四十四号（朝鮮国へ渡航禁止ノ件）効力ヲ失フノ件（勅令第134号）
- 高等官官等俸給令第七条ノ除外例ニ関スル件（勅令第135号）
- 各種勲章等級製式中改正ノ件（勅令第136号）
- 大蔵省官制中改正ノ件（勅令第137号）
- 大蔵省鑑定官及大蔵省鑑定官補俸給ノ件（勅令第138号）
- 種馬牧場及種馬所官制（勅令第139号）
- 牧馬監督官官制（勅令第140号）
- 牧馬監督官及牧馬監督官補任用ニ関スル件（勅令第141号）
- 高等官官等俸給令中追加ノ件（勅令第142号）
- 文武判任官等級表中追加ノ件（勅令第143号）
- 台湾島及膨湖島駐在海軍軍人軍属給与規則中改正ノ件（勅令第144号）
- 明治二十三年勅令第百五十号（艦船乗員ノ俸給及糧食料前金渡ノ件）中追加ノ件（勅令第145号）
- 海軍筆記任用令（勅令第146号）
- 古社寺保存会規則（勅令第147号）
- 庁府県巡査定員ノ件（勅令第148号）
- 第二回水産博覧会開設ノ件（勅令第149号）
- 第二回水産博覧会事務局官制（勅令第150号）
- 古社寺保存会会長委員及臨時委員ノ旅費支給ニ関スル件（勅令第151号）
- 農商工高等会議規則（勅令第152号）
- 明治二十五年勅令第五十七号（小包郵便物ノ郵便料保険料賠償金額容積重量及価格登記制限）中改正ノ件（勅令第153号）
- 郵便条例電信条例郵便貯金条例小包郵便法等台湾ニ施行ノ件（勅令第154号）
- 臨時広島軍用水道布設部官制中改正ノ件（勅令第155号）
- 商船学校長及学生監任用ニ関スル件 （勅令第156号）
- 陸軍経営部条例（勅令第157号）
- 外国駐在視察陸軍武官駐在手当馬飼料前金渡ノ件（勅令第158号）
- 明治二十九年度歳出予算中第一予備金ヲ以テ補充シ得ヘキ費途ノ件（勅令第159号）
- 親補ノ職ニ在ル者及会計検査院長ノ待遇ニ関スル件（勅令第160号）
- 会計検査院高等官年俸ニ関スル件（勅令第161号）
- 高等官官等俸給令中改正ノ件（勅令第162号）
- 会計検査院属定員ノ件（勅令第163号）
- 会計検査院台湾支庁事務章程（勅令第164号）
- 造船造兵監督官条例（勅令第165号）
- 鎮守府監督部条例中改正ノ件（勅令第166号）
- 会計法（明二二法四）ヲ台湾ニ施行スルノ件（勅令第167号）
- 台湾ニ於ケル出納官吏身元保証金ニ関スル件（勅令第168号）
- 台湾総督府民政局臨時土木部官制（勅令第169号）
- 台湾総督府民政局臨時土木部部長及事務官ノ官等俸給ニ関スル件（勅令第170号）
- 外交官領事官及貿易事務官官等中削除ノ件（勅令第171号）
- 外交官領事官及書記生任用令中削除ノ件（勅令第172号）
- 領事官特別任用令中改正ノ件（勅令第173号）
- 帝国大学官制中改正ノ件（勅令第174号）
- 帝国大学教官俸給令中改正ノ件（勅令第175号）
- 明治二十六年勅令第九十三号（帝国大学各分科大学ニ於ケル講座ノ種類及其数）中改正ノ件（勅令第176号）
- 高等官官等俸給令中改正ノ件（勅令第177号）
- 帝国大学文部省直轄諸学校及東京図書館高等官官等俸給令中改正ノ件（勅令第178号）
- 台湾総督府法院職員官等俸級及定員令（勅令第179号）
- 台湾総督府雇員傭員死没傷痍疾病手当規則（勅令第180号）
- 台湾総督府雇員傭員食料補給ノ件（勅令第181号）
- 通訳官ヲ外交官又ハ領事官ニ任用スルノ件（勅令第182号）
- 外交官領事官通訳官書記生通訳生定員令中追加ノ件（勅令第183号）
- 朝鮮国在勤警部巡査任用及支給規則中改正ノ件（勅令第184号）
- 文部省ニ学校衛生顧問及学校衛生主事ヲ置クノ件（勅令第185号）
- 臨時北海道鉄道敷設部官制（勅令第186号）
- 臨時北海道鉄道敷設部職員官等俸給ノ件（勅令第187号）
- 臨時北海道鉄道敷設部ニ於テ随意契約ニ依リ鉄道用物件ヲ売買貸借スルノ件（勅令第188号）
- 臨時博覧会事務局官制（勅令第189号）
- 陸軍武官官等表中削除ノ件（勅令第190号）
- 陸軍一年志願兵条例中改正ノ件（勅令第191号）
- 陸軍省官制（勅令第192号）
- 軍馬補充部条例（勅令第193号）
- 陸軍軍医学校条例（勅令第194号）
- 陸軍中央衛生材料廠条例（勅令第195号）
- 陸軍獣医学校条例（勅令第196号）
- 軍馬衛生会議条例（勅令第197号）
- 台湾兵器修理所条例（勅令第198号）
- 台湾式庫条例（勅令第199号）
- 台湾工兵廠条例（勅令第200号）
- 参謀本部条例（勅令第201号）
- 陸軍大学校条例中改正ノ件（勅令第202号）
- 陸地測量部条例中改正ノ件（勅令第203号）
- 朝鮮国ニ渡航禁止ノ件（勅令第204号）
- 師団司令部条例（勅令第205号）
- 屯田兵監督部条例換称及該条例中改正ノ件（勅令第206号）
- 台湾総督府奏任文官ノ他官庁奏任文官ニ転任又ハ再任スル場合ノ官等ニ関スル件（勅令第207号）
- 逓信省直接従事ノ鉄道工事ニ要スル職工人夫雇傭ノ請負随意契約ノ件（勅令第208号）
- 監軍部条例（勅令第209号）
- 陸軍砲工学校条例（勅令第210号）
- 陸軍士官学校条例（勅令第211号）
- 陸軍中央幼年学校条例（勅令第212号）
- 陸軍地方幼年学校条例（勅令第213号）
- 陸軍幼年学校条例廃止ノ件（勅令第214号）
- 陸軍戸山学校条例（勅令第215号）
- 陸軍教導団条例（勅令第216号）
- 陸軍乗馬学校条例（勅令第217号）
- 陸軍野戦砲兵射撃学校条例（勅令第218号）
- 陸軍砲兵射的学校条例廃止ノ件（勅令第219号）
- 陸軍要塞砲兵射撃学校条例（勅令第220号）
- 要塞砲兵幹部練習所条例廃止ノ件（勅令第221号）
- 陸軍将校生徒試験委員条例（勅令第222号）
- 陸軍経理学校条例（勅令第223号）
- 血清薬院ニ顧問ヲ置クノ件（勅令第224号）
- 海軍監獄官官制別表中削除ノ件（勅令第225号）
- 文部省直轄諸学校官制中追加ノ件（勅令第226号）
- 文部省直轄諸学校職員定員中改正ノ件（勅令第227号）
- 臨時海軍建築部官制（勅令第228号）
- 他官庁判任官台湾総督府判任文官ニ再任スル場合等ノ俸給ニ関スル件（勅令第229号）
- 他官庁判任官台湾総督府ニ再任スル場合等ノ俸給ニ関スル件（明二九勅二二九）ニ依リ任用ノ台湾総督府判任官他官庁ニ転任又ハ再任ノ場合俸給ニ関スル件（勅令第230号）
- 憲兵条例（勅令第231号）
- 台湾憲兵隊条例（勅令第232号）
- 海軍省官制中改正ノ件（勅令第233号）
- 農商務省ニ於テ随意契約ニ依リ馬匹ノ購入及貸渡ヲ為スノ件（勅令第234号）
- 河川ニ関スル行政監督ノ件（勅令第235号）
- 河川法施行規程（勅令第236号）
- 竹敷要港境域ノ件（勅令第237号）
- 陸軍服役条例（勅令第238号）
- 屯田後備役兵村及下士兵卒監視規則（勅令第239号）
- 官設鉄道所属ノ土地家屋ヲ私設鉄道会社ニ売渡貸渡ストキ随意契約ノ件（勅令第240号）
- 中央衛生会官制中改正ノ件（勅令第241号）
- 在外国公使館附陸海軍武官俸給令別表中改正ノ件（勅令第242号）
- 文部省官制中改正ノ件（勅令第243号）
- 海軍主厨ヲ海軍筆記ニ任用ノ件（勅令第244号）
- 陸軍定員令廃止ノ件（勅令第245号）
- 師団監督部条例（勅令第246号）
- 士官候補生見習医官同薬剤官同獣医官及獣医学校生徒陸軍一年志願兵野戦砲兵輸卒要塞砲兵助卒服制（勅令第247号）
- 台湾島及澎湖島並海外駐箚ノ陸軍各部隊ニ属スヘキ陸軍下士若クハ判任文官ノ補欠雇員給料支弁ノ件（勅令第248号）
- 地方官官制中改正ノ件（勅令第249号）
- 郡長廃置ノ件（勅令第250号）
- 警視庁官制中改正ノ件（勅令第251号）
- 警視庁高等官俸給令（勅令第252号）
- 高等官官等俸給令中改正ノ件（勅令第253号）
- 内務省官制中改正ノ件（勅令第254号）
- 税関官制中改正ノ件（勅令第255号）
- 陸軍軍楽学舎条例中改正ノ件（勅令第256号）
- 鉄道会議規則中改正追加ノ件（勅令第257号）
- 海軍高等武官候補生規則中改正ノ件（勅令第258号）
- 血清及痘苗代価納付ニ関スル件（勅令第259号）
- 臨時広島軍用水道布設部ニ於テ要スル「セメント」ノ購入随意契約ノ件（勅令第260号）
- 占領地総督部条例廃止ノ件（勅令第261号）
- 航路標識視察船及海底電線布設船乗組員ニ食卓料支給ノ件（勅令第262号）
- 明治二十二年勅令第四十一号（衆議院議員選挙法及貴族院令中ノ直接国税種目）中追加ノ件（勅令第263号）
- 学校職員恩給審査規程（勅令第264号）
- 市町村立小学校教員年功加俸ノ支給期ノ件（勅令第265号）
- 仏国博覧会ニ関スル物件ノ売買貸借及工事請負ヲ随意契約ニ依リ処分ノ件（勅令第266号）
- 大阪市ノ区ノ区域変更ノ件（勅令第267号）
- 工事ニ要スル機械器具鉄軌車両船船建物及其附属物其他材料素品ニ関スル随意契約ノ件（勅令第268号）
- 営業税法施行規則（勅令第269号）
- 地方衛生会規則（勅令第270号）
- 鎮守府条例中改正ノ件（勅令第271号）
- 臨時横浜築港局官制廃止ノ件（勅令第272号）
- 東京郵便電信学校官制中追加ノ件（勅令第273号）
- 農商工高等会議議長副議長及議員旅費支給ノ件（勅令第274号）
- 大蔵省官制中改正ノ件（勅令第275号）
- 地方官官制中改正ノ件（勅令第276号）
- 明治二十二年勅令第三十三号（市町村ニ於テ徴収スヘキ国税種目）中改正ノ件（勅令第277号）
- 台湾総督府所属税関監吏補巡査及看守ヲシテ銃器ヲ携帯セシムルノ件（勅令第278号）
- 東京市区改正委員会組織権限（勅令第279号）
- 北海道庁直営事業ニ使用スル職工人夫ノ雇傭随意契約ノ件（勅令第280号）
- 皇族附陸軍武官官制（勅令第281号）
- 都督部条例（勅令第282号）
- 鉱山監督署官制（勅令第283号）
- 大小林区署及鉱山監督署判任官俸給ノ件（勅令第284号）
- 文武判任官等級表中改正ノ件（勅令第285号）
- 海軍下士卒再服役条例中追加ノ件（勅令第286号）
- 酒造税法施行規則（勅令第287号）
- 混成酒税法施行規則（勅令第288号）
- 自家用酒税法施行規則（勅令第289号）
- 陸軍軍隊検閲条例（勅令第290号）
- 要塞司令部条例中改正ノ件（勅令第291号）
- 法律命令ノ台湾ニ於ケル施行期限ニ関スル件（勅令第292号）
- 台湾ニ税関法ヲ施行スルノ件（勅令第293号）
- 税関規則第四十三条第二項ノ除外例ニ関スル件（勅令第294号）
- 録事任用令（勅令第295号）
- 台湾島及澎湖島駐在海軍准士官以上外宿下士及文官ノ家族移転料給与ノ件（勅令第296号）
- 千住製絨所長特別任用令（勅令第297号）
- 文部省直轄諸学校官制及文部省直轄諸学校職員定員中削除ノ件（勅令第298号）
- 北海道衛生会規則（勅令第299号）
- 衛戍条例中加除ノ件（勅令第300号）
- 海軍准士官下士任用進級条例（勅令第301号）
- 海軍徴兵現役中事故又ハ傷痍疾病ニ依リ服役免除ノ件（勅令第302号）
- 台湾総督府税関管轄区域ノ件（勅令第303号）
- 騎兵連隊軍旗改正ノ件（勅令第304号）
- 台湾総督府国語学校同附属学校及国語伝習所生徒学資金旅費日当支給ノ件（勅令第305号）
- 陸軍通訳生ヲ置クノ件（勅令第306号）
- 文武判任官等級表中追加ノ件（勅令第307号）
- 陸軍所属特別文官俸給令中追加ノ件（勅令第308号）
- 拓殖務省官制中改正ノ件（勅令第309号）
- 台湾総督府ニ於テ随意契約ヲ以テ工事又ハ物件ノ買入借入ヲ為スノ件（勅令第310号）
- 台湾官有森林原野及産物特別処分令（勅令第311号）
- 海軍砲術練習所条例中改正ノ件（勅令第312号）
- 海軍水雷術練習所条例中改正ノ件（勅令第313号）
- 海軍兵学校条例中改正ノ件（勅令第314号）
- 海軍機関学校条例中改正ノ件（勅令第315号）
- 開港外ニ於テ外国貿易ノ為船船ノ出入及貨物輸出入ヲ為スヘキ諸港ノ件（勅令第316号）
- 陸軍兵営及葉煙草取扱所ノ建築材料ヲ御料局ヨリ買受クルトキ随意契約ノ件（勅令第317号）
- 帝国大学教官俸給令中改正ノ件（勅令第318号）
- 電話交換局官制中追加ノ件（勅令第319号）
- 在外郵便電信局、郵便局官制（勅令第320号）
- 高等官官等俸給令、逓信省所属職員俸給令及文武判任官等級表中追加ノ件（勅令第321号）
- 台湾総督府地方官官制中改正ノ件（勅令第322号）
- 台湾総督府職員官等俸給令中追加ノ件（勅令第323号）
- 海軍服制（勅令第324号）
- 海軍被服条例（勅令第325号）
- 固定軍用電信ヲ公衆通信ノ用ニ供スル件（勅令第326号）
- 臨時葉煙草取扱所建築部官制（勅令第327号）
- 高等官官等俸給令中追加ノ件（勅令第328号）
- 文武判任官等級表中追加ノ件（勅令第329号）
- 将校演習旅行条例 （勅令第330号）
- 河川台帳ニ関スル件（勅令第331号）
- 陸軍各兵科現役下士補充条例中附則追加ノ件（勅令第332号）
- 陸軍砲兵監護同諸工下士補充条例中附則追加ノ件（勅令第333号）
- 陸軍衛生部現役下士補充条例中附則追加ノ件（勅令第334号）
- 陸軍乗馬飼養条例（勅令第335号）
- 裁判所書記長書記定員及俸給令中改正ノ件（勅令第336号）
- 税務管理局官制（勅令第337号）
- 税務管理局職員俸給令（勅令第338号）
- 高等官官等俸給令中追加ノ件（勅令第339号）
- 文武判任官等級表中改正ノ件（勅令第340号）
- 税関官制中改正ノ件（勅令第341号）
- 北海道庁官制中削除ノ件（勅令第342号）
- 司税官補特別任用令（勅令第343号）
- 明治二十六年勅令第三百九十六号（月俸十二円以下ノ判任官特別任用ノ件）中追加ノ件（勅令第344号）
- 税務属特別任用等ニ関スル件（勅令第345号）
- 税務管理局税務署及管轄区域表（勅令第346号）
- 陸軍予備後備武官進級令中追加ノ件（勅令第347号）
- 臨時陸軍建築部官制中改正ノ件（勅令第348号）
- 鎮守府条例中削除ノ件（勅令第349号）
- 日本形船出入港手数料ノ件（勅令第350号）
- 明治二十六年勅令第百三十九号（税関出張所及派出所設置ノ件）中追加ノ件（勅令第351号）
- 陸軍給与令中改正ノ件（勅令第352号）
- 東京防禦総督部参謀ニ兼補シタル海軍佐官及尉官ノ乗馬ニ関スル件（勅令第353号）
- 逓信省ニ於テ鉄道電信電話事業ニ要スル材料ヲ御料局ヨリ買受クルトキ随意契約ノ件（勅令第354号）
- 外交官及領事官官制中改正ノ件（勅令第355号）
- 外交官領事官及貿易事務官官等令中改正ノ件（勅令第356号）
- 公使館領事館費用条例中改正ノ件（勅令第357号）
- 明治二十八年勅令第八十六号（通訳官及通訳生任用ノ件）中改正ノ件（勅令第358号）
- 明治二十八年勅令第八十五号（領事官特別任用令ヲ通訳生ニ適用ス）中追加ノ件（勅令第359号）
- 参謀本部条例中改正ノ件（勅令第360号）
- 衛生試験所官制中追加ノ件（勅令第361号）
- 集治監仮留監並庁府県看守定員ノ件（勅令第362号）
- 農商務省官制中改正ノ件（勅令第363号）
- 陸軍召集条例（第364号）
- 横須賀軍港境域ニ関スル件（勅令第365号）
- 典獄分監長典獄補看守長及看守服制並ニ提灯徽章ノ件（勅令第366号）
- 看守給与品及貸与品規則（勅令第367号）
- 巡査服制（勅令第368号）
- 陸軍会葬式及表喪式中改正ノ件（勅令第369号）
- 水産調査所官制中追加ノ件（勅令第370号）
- 神宮司庁官制（勅令第371号）
- 神宮司庁職員官等俸給ノ件（勅令第372号）
- 痘苗製造所随意契約ニ依リ犢牛購入ノ件（勅令第373号）
- 衛生試験所技手ヲ衛生試験所書記ニ任用ノ件（勅令第374号）
- 台湾総督府巡査及看守俸給令（勅令第375号）
- 台湾総督府巡査及看守手当支給規則中追加ノ件（勅令第376号）
- 獣疫予防ニ関スル費用負担区分ノ件（勅令第377号）
- 製鉄所随意契約ニ依リ物件購入ノ件（勅令第378号）
- 陸軍補充条例（勅令第379号）
- 陸軍下士以下服制中鉄道隊肩章ノ件（勅令第380号）
- 陸軍管区表（勅令第381号）
- 朝鮮国在勤警部巡査任用及支給規則中改正ノ件（勅令第382号）
- 判事検事官等俸給令中追加ノ件（勅令第383号）
- 陸軍給与令中改正追加ノ件（勅令第384号）
- 警備隊条例廃止ノ件（勅令第385号）
- 台湾総督府税関官制中改正ノ件（勅令第386号）
- 海軍軍人俸給令中改正ノ件（勅令第387号）
- 明治二十七年勅令第百八十七号（府県農事試験場農事講習所及水産講習所職員並農事巡廻教師及水産巡廻教師ノ名称待遇任免及官等等級配当ノ件）中改正ノ件（勅令第388号）
- 台湾総督府税関監吏補俸給ノ件（勅令第389号）
- 高等教育会議規則（勅令第390号）
- 監軍部条例中改正ノ件（勅令第391号）
- 陸軍士官学校条例中改正ノ件（勅令第392号）
- 陸軍中央幼年学校条例中改正ノ件（勅令第393号）
- 陸軍地方幼年学校条例中改正ノ件（勅令第394号）
- 陸軍戸山学校条例中改正ノ件（勅令第395号）
- 陸軍教導団条例中改正ノ件（勅令第396号）
- 陸軍乗馬学校条例中改正ノ件（勅令第397号）
- 明治二十九年勅令第二百四号（朝鮮国へ渡航禁止ノ件）廃止ノ件（勅令第398号）
- 師団司令部条例中改正ノ件（勅令第399号）
- 大審院東京控訴院及東京地方裁判所並其管内区裁判所ノ書記司法属ニ兼任ノ件（勅令第400号）
- 故従一位勲一等公爵毛利元徳国葬ノ件（勅令第401号）
- 陸軍給与令中改正ノ件（勅令第402号）

## 明治30年
- 海軍旗章条例（勅令第1号）
- 市町村立小学校教員俸給ニ関スル件（勅令第2号）
- 台湾総督府及北海道庁巡査服制ノ件（勅令第3号）
- 逓信省鉄道事務官任用ニ関スル件（勅令第4号）
- 定役ニ服スヘキ囚人ノ服役ヲ特免スルノ件（勅令第5号）
- 海軍礼砲条例（勅令第6号）
- 大喪ニ附キ減刑ノ件（勅令第7号）
- 大喪ニ附キ大赦ノ件（勅令第8号）
- 台湾ニ於ケル貨幣及銀行ニ関スル事務主管ノ件（勅令第9号）
- 外交官領事官通訳官書記生通訳生定員令中改正ノ件（勅令第10号）
- 海岸望楼条例中改正ノ件（勅令第11号）
- 望楼長望楼手任用令中改正ノ件（勅令第12号）
- 横浜港湾維持ニ関スル職員ノ件（勅令第13号）
- 懲戒ニ依リ免官免職セラレタル者ノ懲戒懲罰免除ニ関スル件（勅令第14号）
- 工事ノ為メ買収又ハ収用シタル土地貸付ノ件（勅令第15号）
- 典獄分監長看守長及看守服制並ニ提灯徽章ノ件（明二九勅三六六）看守給与品及貸与品規則（明二九勅三六七）台湾総督府ニ施行期日ノ件（勅令第16号）
- 台湾守備混成旅団司令部条例中追加ノ件（勅令第17号）
- 台湾陸軍経営部条例（勅令第18号）
- 台湾陸軍糧飼部条例（勅令第19号）
- 陸軍軍医学校条例中改正ノ件（勅令第20号）
- 北海道森林ノ産物ヲ売渡ストキ又ハ北海道庁直接従事ノ工事材料ヲ御料局ヨリ買受クルトキ随意契約ノ件（勅令第21号）
- 連隊区司令部条例中改正ノ件（勅令第22号）
- 士官候補生見習医官、薬剤官、獣医官及獣医学校生徒一年志願兵野戦砲兵輸卒要塞砲兵助卒服制中追加ノ件（勅令第23号）
- 台湾総督府税関長税関鑑定官税関鑑定吏税関属税関吏及税関鑑吏補服制ノ件（勅令第24号）
- 数郡ニ郡長一人ヲ置クコトヲ廃止スルノ件（勅令第25号）
- 石川県会解散ノ件（勅令第26号）
- 台湾総督府特別会計規則（勅令第27号）
- 陸軍中央糧秣廠条例（勅令第28号）
- 陸軍給与令中改正ノ件（勅令第29号）
- 台湾工兵廠条例中改正ノ件（勅令第30号）
- 台湾武庫条例中改正ノ件（勅令第31号）
- 台湾兵器修理所条例中改正ノ件（勅令第32号）
- 砲兵方面条例中改正ノ件（勅令第33号）
- 砲兵工廠条例中改正ノ件（勅令第34号）
- 陸軍武官官等表中改正ノ件（勅令第35号）
- 高等官官等俸給令中改正ノ件（勅令第36号）
- 陸軍省官制中改正ノ件（勅令第37号）
- 陸軍監督総監陸軍軍医総監服制（勅令第38号）
- 陸軍給与令中追加ノ件（勅令第39号）
- 陸軍乗馬飼養条例中追加ノ件（勅令第40号）
- 臨時台湾灯標建設部官制廃止ノ件（勅令第41号）
- 外交官領事官通訳官書記生通訳生定員令中改正ノ件（勅令第42号）
- 公使館領事館費用条例中追加ノ件（勅令第43号）
- 外務省官制中改正ノ件（勅令第44号）
- 文部省外国留学生規程中改正ノ件（勅令第45号）
- 林業巡回教師ノ待遇任免及官等等級配等ノ件（勅令第46号）
- 水産講習所官制（勅令第47号）
- 水産講習所職員官等俸給令（勅令第48号）
- 水産講習所監事任用ニ関スル件（勅令第49号）
- 台湾島及澎湖島駐箚陸軍部隊給与規則中改正ノ件（勅令第50号）
- 海軍監獄看守宿料給与ノ件（勅令第51号）
- 税務管理局税務署及管轄区域表中改正ノ件（勅令第52号）
- 葉煙草専売資金会計規則（勅令第53号）
- 官国幣社保存費ニ関スル件（勅令第54号）
- 威海衛駐箚陸軍部隊給与規則中改正ノ件（勅令第55号）
- 沖縄県間切島吏員規程（勅令第56号）
- 沖縄県間切島吏員ノ廃職ニ属スル者ニ支給スヘキ一時給与金ノ件（勅令第57号）
- 在外公館ニ於テ会計規則ニ定メタル手続ヲ省略スルノ件（勅令第58号）
- 海軍省官制（勅令第59号）
- 海軍衛生会議条例廃止ノ件（勅令第60号）
- 海軍司計部条例中海軍中央司計部ニ関スル条項廃止ノ件（勅令第61号）
- 高等官官等俸給令中追加ノ件（勅令第62号）
- 臨時陸軍運輸通信部官制中改正ノ件（勅令第63号）
- 逓信省官制中改正ノ件（勅令第64号）
- 高等官官等俸給令中改正ノ件（勅令第65号）
- 郵便及電信局官制中改正ノ件（勅令第66号）
- 郵便為替貯金管理所官制中改正ノ件（勅令第67号）
- 航路標識管理所官制中改正ノ件（勅令第68号）
- 船舶司検所官制中改正ノ件（勅令第69号）
- 電話交換局官制中改正ノ件（勅令第70号）
- 明治二十六年勅令第五号（文武官及雇員ノ俸給中ヨリ製艦費補足ノ件）中改正ノ件（勅令第71号）
- 大阪築港工事費補助ノタメ該市内国有浜地下付ノ件（勅令第72号）
- 陸軍乗馬飼養条例中改正ノ件（勅令第73号）
- 司法省官制中改正ノ件（勅令第74号）
- 会計検査院属臨事増置ノ件（勅令第75号）
- 主理任用ニ関スル件（勅令第76号）
- 税関監吏及監吏補任用ノ件（勅令第77号）
- 海員審判所職員定員及任用令（勅令第78号）
- 海員審判所職員官等俸給令（勅令第79号）
- 農商務省官制中改正ノ件（勅令第80号）
- 臨時北海道鉄道敷設部官制中改正ノ件（勅令第81号）
- 北海道庁臨時築港ニ要スル職員ノ件（勅令第82号）
- 水路部条例（勅令第83号）
- 各省官制通則中改正ノ件（勅令第84号）
- 陸軍刑法、海軍刑法ヲ台湾ニ施行スルノ件（勅令第85号）
- 一般人民巡査同様ノ働ヲナシ死傷セシ者吊祭扶助療治料支給方（明一五太政官達六七）ヲ台湾ニ施行スルノ件（勅令第86号）
- 生糸検査所官制中改正ノ件（勅令第87号）
- 北海道庁官制中改正追加ノ件（勅令第88号）
- 明治二十四年勅令第百十九号（北海道庁高等官年俸ノ件）中改正追加ノ件（勅令第89号）
- 北海道庁警視特別任用ノ件（勅令第90号）
- 高等官官等俸給令中追加ノ件（勅令第91号）
- 郡長廃置ノ件（勅令第92号）
- 台湾総督府巡査看守教習所官制（勅令第93号）
- 陸軍憲兵科予備役士官補充ノ件（勅令第84号）
- 判事検事官等俸給令中改正ノ件（勅令第95号）
- 帝国大学官制中改正ノ件（勅令第96号）
- 明治二十六年勅令第九十三号（帝国大学各分科大学講座ノ件）中改正ノ件（勅令第97号）
- 北海道国有未開地貸付面積制限ノ件（勅令第98号）
- 北海道庁巡査看守及北海道集治監看守俸給令（勅令第99号）
- 明治二十九年勅令第百八十一号（台湾総督府雇員傭員食料補給ノ件）中追加ノ件（勅令第100号）
- 台湾ニ戒厳令施行ノ件（勅令第101号）
- 北海道庁森林監守規程（勅令第102号）
- 造神宮主事特別任用ニ関スル件（勅令第103号）
- 警部長特別任用ノ件（勅令第104号）
- 広島県郡長廃置ノ件（勅令第105号）
- 帝国大学教官俸給令中改正ノ件（勅令第106号）
- 帝国大学及文部省直轄諸学校高等官官等俸給令（勅令第107号）
- 文部省直轄諸学校官制中追加ノ件（勅令第108号）
- 明治二十六年勅令第二百八号（札幌農学校ニ関スル件）中改正ノ件（勅令第109号）
- 帝国図書館官制（勅令第110号）
- 帝国図書館高等官官等俸給令（勅令第111号）
- 文武判任官等級表中改正ノ件（勅令第112号）
- 文部省直轄諸学校長舎監特別任用令（勅令第113号）
- 帝国図書館長司書長及司書任用ノ件（勅令第114号）
- 陸軍要塞砲兵射撃学校ヘ砲兵少尉ヲ入学セシムルノ件（勅令第115号）
- 度量衡器ノ制限、其ノ製作、修覆及販売ノ免許並検定ニ関スル件（勅令第116号）
- 明治三十年度歳出予算中第一予備金ヲ以テ補充シ得ヘキ費途ノ件（勅令第117号）
- 特別会計ノ第一予備金支出ニ関スル件（勅令第118号）
- 明治二十四年勅令第百十九号（予備後備ノ文官召集中俸給支給方）中改正ノ件（勅令第119号）
- 大蔵省官制（勅令第120号）
- 葉煙草専売所官制（勅令第121号）
- 高等官官等俸給令中改正ノ件（勅令第122号）
- 文武判任官等級表中追加ノ件（勅令第123号）
- 葉煙草専売所職員俸給令（勅令第124号）
- 明治二十六年勅令第百九十六号（月俸十二円未満ノ判任官特別任用ノ件）中追加ノ件（勅令第125号）
- 作業及鉄道会計規則中追加ノ件（勅令第126号）
- 艦船経費一時繰替支弁ノ件（勅令第127号）
- 貨幣整理資金特別会計規則（勅令第128号）
- 海軍軍令部条例中改正ノ件（勅令第129号）
- 海軍教授年俸ノ件（勅令第130号）
- 海軍編修年俸ノ件（勅令第131号）
- 高等官官等俸給令中改正ノ件（勅令第132号）
- 北海道庁ニ事業手ヲ置クノ件（勅令第133号）
- 逓信省外国留学生規程（勅令第134号）
- 台湾在勤陸軍武官ノ実役停年加算ニ関スル件（勅令第135号）
- 文部省直轄諸学校職員定員中改正ノ件（勅令第136号）
- 陸軍給与令中改正ノ件（勅令第137号）
- 造幣規則（勅令第138号）
- 金銀地金精製及品位証明規則（勅令第139号）
- 北海道庁府県ニ地方視学ヲ置クノ件（勅令第140号）
- 文武判任官等級表中追加ノ件（勅令第141号）
- 会計検査院事務章程中改正ノ件（勅令第142号）
- 台湾並在外陸海軍雇員傭人死傷手当金給与規則（勅令第143号）
- 貨幣ノ形式ヲ定ムルノ件（勅令第144号）
- 各省勅任参事官官等俸給ノ件（勅令第145号）
- 中央衛生会官制中改正ノ件（勅令第146号）
- 陸軍補充条例中改正ノ件（勅令第147号）
- 陸地測量官任用規則中改正ノ件（勅令第148号）
- 巡査看守俸給令（勅令第149号）
- 内務省官制中改正ノ件（勅令第150号）
- 海軍造兵廠条例（勅令第151号）
- 台湾総督府地方官官制（勅令第152号）
- 台湾総督府地方高等官官等俸給ノ件（勅令第153号）
- 台湾総督府県、庁参事及弁務署参事ニ手当金支給ノ件（勅令第154号）
- 台湾総督府医院官制（勅令第155号）
- 台湾総督府医院高等官官等俸給ノ件（勅令第156号）
- 台湾総監府管内街、庄、社ニ長ヲ置クノ件（勅令第157号）
- 北海道区制（勅令第158号）
- 北海道一級町村制（勅令第159号）
- 北海道二級町村制（勅令第160号）
- 台湾総督府評議会章程中改正ノ件（勅令第161号）
- 台湾総督府製薬所官制（勅令第162号）
- 台湾総督府撫墾署官制（勅令第163号）
- 台湾総督府灯台所官制中改正ノ件（勅令第164号）
- 台湾総督府測候所官制中改正ノ件（勅令第165号）
- 台湾総督府郵便及電信局官制中改正ノ件（勅令第166号）
- 台湾総督府職員官等俸給令中改正ノ件（勅令第167号）
- 台湾総督府判任文官特別俸支給ノ件（勅令第168号）
- 葉煙草専売法ヲ施行セサル地方ニ関スル件（勅令第169号）
- 台湾島及澎湖島駐在海軍軍人軍属給ノ件（勅令第170号）
- 臨時検疫局官制（勅令第171号）
- 臨時検疫局事務官任用ノ件（勅令第172号）
- 臨時検疫局職員官等俸給ノ件（勅令第173号）
- 台湾鉄道会社保護ニ関スル件（勅令第174号）
- 公使館領事館費用条例ニ依リ金貨又ハ銀貨ニテ支給セラルル者ニ貨幣法（明三〇法一六）ニ依リ発行スル金貨ヲ以テ給スルノ件（勅令第175号）
- 遠洋漁業奨励法ニ依リ奨励金ヲ受クベキ漁猟ノ種類及場所船舶乗組定員ノ件（勅令第176号）
- 蚕種検査ノ手数料ニ関スル件（勅令第177号）
- 葉煙草専売所見習員ニ関スル件（勅令第178号）
- 葉煙草専売所職員ノ任用ニ関スル件（勅令第179号）
- 土木監督署ニ技監及事務官設置ノ件（勅令第180号）
- 土木監督署技監俸給ノ件（勅令第181号）
- 高等官官等俸給令中追加ノ件（勅令第182号）
- 農商務省官制（勅令第183号）
- 貿易品陳列館官制廃止ノ件（勅令第184号）
- 明治二十九年勅令第百八号（貿易品陳列館長官等及俸給ノ件）廃止ノ件（勅令第185号）
- 林区署官制（勅令第186号）
- 高等官官等俸給令中改正ノ件（勅令第187号）
- 農商工商等会議規則（勅令第188号）
- 海員審判所事務章程（勅令第189号）
- 地方海員審判所管轄区域（勅令第190号）
- 警視庁官制中改正ノ件（勅令第191号）
- 警視庁高等官俸給令（勅令第192号）
- 高等官官等俸給令中改正ノ件（勅令第193号）
- 巡視ニ補スヘシ警視及消防司令長特別任用ノ件（勅令第194号）
- 市町村ニ於テ徴収スヘキ国税ニ関スル件（勅令第195号）
- 内閣総理大臣秘書官及各省大臣秘書官官等ノ初叙及陞叙ニ関スル件（勅令第196号）
- 秘書官他官ニ転任又ハ再任スル場合ノ官等ニ関スル件（勅令第197号）
- 漁業監督官官制（勅令第198号）
- 漁業監督官及漁業監督官補任用ニ関スル件（勅令第199号）
- 高等官官等俸給令中追加ノ件（勅令第200号）
- 文武判任官等級表中追加ノ件（勅令第201号）
- 税関官制（勅令第202号）
- 高等官官等俸給令中追加ノ件（勅令第203号）
- 造幣局印刷局税関職員俸給令中改正ノ件（勅令第204号）
- 税関監視官特別任用令（勅令第205号）
- 明治二十六年勅令第百三十九号（税関出張所及派出所ニ関スル件）中改正ノ件（勅令第206号）
- 文武判任官等級表中改正ノ件（勅令第207号）
- 帝国大学改称ノ件（勅令第208号）
- 京都帝国大学ニ関スル件（勅令第209号）
- 東京帝国大学官制（勅令第210号）
- 京都帝国大学官制（勅令第211号）
- 帝国大学高等官官等俸給令（勅令第212号）
- 明治二十六年勅令第九十三号（帝国大学講座ニ関スル件）中追加ノ件（勅令第213号）
- 帝国大学舎監特別任用令（勅令第214号）
- 警部監獄書記看守長特別任用令（勅令第215号）
- 外国駐在陸軍武官給与令（勅令第216号）
- 陸軍地方幼年学校生徒服制（勅令第217号）
- 水産調査所官制中改正ノ件（勅令第218号）
- 京都帝国大学理工科大学講座ノ件（勅令第219号）
- 船舶司検所管轄区域ノ件（勅令第220号）
- 国税徴収法施行規則（勅令第221号）
- 裁判所書記長特別任用ノ件（勅令第222号）
- 判任官俸給令中追加ノ件（勅令第223号）
- 在外国公使館附陸海軍武官俸給令中改正ノ件（勅令第224号）
- 地方視学ノ俸給ニ関スル件（勅令第225号）
- 明治二十九年勅令第三百十六号（開港外ニシテ外国貿易ノタメ船舶ノ出入及貨物ノ輸出入ヲ為スヘキ諸港）中追加ノ件（勅令第226号）
- 郡制ヲ施行セサル島嶼ヨリ選出スヘキ府県会議員ノ選挙ニ関スル件（勅令第227号）
- 造船造兵監督官条例ニ依リ外国ニ派遣スル者ニ手当金給与ノ件（勅令第228号）
- 北海道ニ於テ鉄道築港其他土木工事用「セメント」ヲ買入ルルトキ随意契約ノ件（勅令第229号）
- 作業及鉄道会計規則中削除ノ件（勅令第230号）
- 固定軍用電信ヲ公衆通信ノ用ニ供スルノ件（勅令第231号）
- 税関監視官服制（勅令第232号）
- 陸軍大学校条例中追加ノ件（勅令第233号）
- 舞鶴軍港境域ノ件（勅令第234号）
- 舞鶴軍港ノ取締ニ関スル件（勅令第235号）
- 陸軍砲兵会議条例（勅令第236号）
- 陸軍工兵会議条例（勅令第237号）
- 臨時博覧会事務局官制中改正ノ件（勅令第238号）
- 警備隊司令部条例（勅令第239号）
- 明治二十六年勅令第百三十九号（税関支署及監視署設置ノ件）中追加ノ件（勅令第240号）
- 理事主理任用令中追加ノ件（勅令第241号）
- 台湾総督府国語学校官制（勅令第242号）
- 台湾総督府国語伝習所官制（勅令第243号）
- 台湾総督府直轄諸学校官制廃止ノ件（勅令第244号）
- 海軍下士卒手当金規則（勅令第245号）
- 北海道庁巡査看守及北海道集治監看守ニ手当支給ノ件 （勅令第246号）
- 臨時海軍建築部官制（勅令第247号）
- 海軍在外国学生学資金規則中改正ノ件（勅令第248号）
- 府県蚕種検査費ニ対スル国庫補助金額ノ件（勅令第249号）
- 千島大隅琉球諸島ニ設置スル郵便及電信局職員手当金給与ノ件（勅令第250号）
- 明治二十二年勅令第八十号（会計検査官資格ノ件）中改正ノ件（勅令第251号）
- 外務省官制中改正ノ件（勅令第252号）
- 内務省官制中改正ノ件（勅令第253号）
- 高等官官等俸給令中追加ノ件（勅令第254号）
- 監獄事務官特別任用ノ件（勅令第255号）
- 公使館領事館費用条例中追加ノ件（勅令第256号）
- 明治二十八年勅令第百二十六号（北海道ニ徴兵令ヲ施行ス）中改正ノ件（勅令第257号）
- 沖縄県及小笠原島ニ徴兵令ヲ施行スルノ件（勅令第258号）
- 台湾島及澎湖島駐箚陸軍部隊給与規則中追加ノ件（勅令第259号）
- 判事検事官等俸給令中改正ノ件（勅令第260号）
- 屯田兵移住給与規則中改正ノ件（勅令第261号）
- 陸軍軍隊検閲条例中追加ノ件（勅令第262号）
- 警察署警察分署ニ拘禁又ハ留置セラルル者ノ食糧ニ関スル件（勅令第263号）
- 侍従武官官制中改正ノ件（勅令第264号）
- 東宮武官官制中追加ノ件（勅令第265号）
- 要塞司令部条例中改正ノ件（勅令第266号）
- 逓信省官制（勅令第267号）
- 鉄道作業局官制（勅令第268号）
- 郵便及電信局官制（勅令第269号）
- 在外郵便電信局、郵便局官制（勅令第270号）
- 郵便為替貯金管理所官制（勅令第271号）
- 航路標識管理所官制中削除ノ件（勅令第272号）
- 船舶司検所官制中改正ノ件（勅令第273号）
- 電話交換局官制（勅令第274号）
- 商船学校官制中改正ノ件（勅令第275号）
- 郵便及電信局、在外郵便電信局郵便局郵便為替貯金管理所及電話交換局職員定員ノ件（勅令第276号）
- 高等官官等俸給令中改正ノ件（勅令第277号）
- 技術官俸給令中改正ノ件（勅令第278号）
- 逓信省所属職員俸給令（勅令第279号）
- 文武判任官等級表中改正ノ件（勅令第280号）
- 逓信事務官、通信事務官、通信事務官補特別任用令（勅令第281号）
- 鉄道書記補、通信書記補特別任用令（勅令第282号）
- 陸軍乗馬学校学生戦術教育ノ件（勅令第283号）
- 海底電信線保護万国連合条約罰則ヲ台湾ニ施行スルノ件（勅令第284号）
- 郵便連合国郵便切手類保護法ヲ台湾ニ施行スルノ件（勅令第285号）
- 臨時台湾電信建設部官制廃止ノ件（勅令第286号）
- 軍用電信線ヲ普通電信線トシテ逓信大臣又ハ台湾総督ノ管理ニ属セシムルノ件（勅令第287号）
- 陸軍給与令中改正ノ件（勅令第288号）
- 台湾島及澎湖島駐箚陸軍部隊給与規則中追加ノ件（勅令第289号）
- 外交官領事官及貿易事務官特別任用ニ関スル件（勅令第290号）
- 外交官領事官及書記生任用令中改正ノ件（勅令第291号）
- 外務書記生及通訳生名称ニ関スル件（勅令第292号）
- 官立学校及図書館会計規則中改正ノ件（勅令第293号）
- 拓殖務省官制廃止ノ件（勅令第294号）
- 台湾事務局官制（勅令第295号）
- 内務省官制中改正ノ件（勅令第296号）
- 台湾総督府条例中改正ノ件（勅令第297号）
- 台湾事務局職員官等俸給ノ件（勅令第298号）
- 陸軍経理学校条例中改正ノ件（勅令第299号）
- 高等官官等俸給令中追加ノ件（勅令第300号）
- 明治二十三年勅令第二百四十六号（海軍各軍法会議主理録事服務並定員ノ件）中削除ノ件（勅令第301号）
- 石川県会解散ノ件（勅令第302号）
- 陸軍省官制中改正ノ件（勅令第303号）
- 陸軍兵器廠条例（勅令第304号）
- 砲兵工廠条例（勅令第305号）
- 築城部条例（勅令第306号）
- 台湾陸軍補給廠条例（勅令第307号）
- 陸軍給与令中改正ノ件（勅令第308号）
- 待命外交官台湾総督府ノ高等文官ニ兼任スルトキノ俸給ニ関スル件（勅令第309号）
- 海軍武官官階ノ件（勅令第310号）
- 高等官官等俸給令中改正ノ件（勅令第311号）
- 文武判任官官等表中追加ノ件（勅令第312号）
- 海軍高等武官進級条例中改正ノ件（勅令第313号）
- 海軍高等武官補充条例（勅令第314号）
- 臨時陸軍運輸通信部官制廃止ノ件（勅令第315号）
- 市町村立小学校教員任用ノ件（勅令第316号）
- 台湾総督府特別会計規則中改正ノ件（勅令第317号）
- 明治二十六年勅令第二百七号（海軍軍法会議構成員タル主理試補年俸ノ件）改正ノ件（勅令第318号）
- 鎮守府条例（勅令第319号）
- 海軍造船廠条例（勅令第320号）
- 海軍病院条例（勅令第321号）
- 海軍監獄条例（勅令第322号）
- 海軍機関学校条例（勅令第323号）
- 海軍機関術練習所条例（勅令第324号）
- 海軍造船工練習所条例（勅令第325号）
- 海軍大学校条例（勅令第326号）
- 海軍兵学校条例（勅令第327号）
- 海軍砲術練習所条例（勅令第328号）
- 海軍水雷術練習所条例（勅令第329号）
- 海軍服制中改正ノ件（勅令第330号）
- 海軍検閲条例（勅令第331号）
- 憲兵条例（勅令第332号）
- 内国旅費規則（勅令333号）
- 外国旅費規則中改正ノ件（勅令第334号）
- 帝国議会議長副議長議員歳費及旅費支給規則中改正ノ件（勅令第335号）
- 台湾陸軍監督部条例（勅令第336号）
- 台湾守備混成旅団司令部条例中改正ノ件（勅令第337号）
- 円銀貨通用禁止ノ件（勅令第338号）
- 巡査給与品及貸与品規則（勅令第339号）
- 煙草製造営業者煙草税現金収納ニ関スル件（明三〇法四〇）ノ施行ニ関スル規程（勅令第340号）
- 衛戍病院附衛生部員並官衙学校附獣医ノ補充ニ関スル件（勅令第341号）
- 文部省官制（勅令第342号）
- 高等官官等俸給令中追加ノ件（勅令第343号）
- 文武判任官等級表中追加ノ件（勅令第344号）
- 文部省視学官図書審査官及図書審査官補任用ノ件（勅令第345号）
- 師範教育令（勅令第346号）:学校教育法により廃止
- 師範学校生徒定員 （勅令第347号）
- 明治三十年勅令第二百二十五号（地方視学俸給ニ関スル件）中追加ノ件 （勅令第348号）
- 貴族院事務局官制中追加ノ件（勅令第349号）
- 衆議院事務局官制中追加ノ件（勅令第350号）
- 高等官官等俸給令中改正ノ件（勅令第351号）
- 貴族院衆議院速記技手俸給令（勅令第352号）
- 文武判任官等級表中追加ノ件（勅令第353号）
- 貴族院衆議院守衛定員並俸給令（勅令第354号）
- 貴族院衆議院守衛長守衛番長及守衛服制（勅令第355号）
- 艦隊条例（勅令第356号）
- 鉄道会議規則中改正ノ件（勅令第357号）
- 鉄道事務官任用ニ関スル件（勅令第358号）
- 会計検査院ニ速記技手ヲ置クノ件（勅令第359号）
- 文武判任官等級表中追加ノ件（勅令第360号）
- 皇族附海軍武官官制（勅令第361号）
- 台湾総督府官制（勅令第362号）
- 台湾総督府陸軍幕僚条例（勅令第363号）
- 台湾総督府海軍幕僚条例（勅令第364号）
- 台湾総督府税関官制同郵便及電信局官制同灯台所官制同測候所官制同巡査看守教習所官制同製薬所官制同国語学校官制中改正削除ノ件（勅令第365号）
- 台湾総督府職員官等俸給令（勅令第366号）
- 高等官官等俸給令中追加ノ件（勅令第367号）
- 海軍通訳官年俸ノ件（勅令第368号）
- 海軍通訳官特別任用令（勅令第369号）
- 葉煙草専売所官制中改正加除ノ件（勅令第370号）
- 東宮武官官制（勅令第371号）
- 台湾島及澎湖島駐箚陸軍部隊給与規則中改正ノ件（勅令第372号）
- 税関規則第四十九条ノ除外例ニ関スル件（勅令第373号）
- 台湾ニ於テ政府極印附一円銀貨幣公納使用ノ件（勅令第374号）
- 葉煙草保管証亡失及売渡代金延納ニ関スル件（勅令第375号）
- 海軍軍医学校条例（勅令第376号）
- 河川法第四十八条ニ依レル命令ノ件（勅令第377号）
- 台湾総督府地方高等官官等俸給ノ件中追加ノ件（勅令第378号）
- 高等官官等俸給令中追加ノ件（勅令第379号）
- 陸軍所属特別文官俸給令中追加ノ件（勅令第380号）
- 陸軍通訳官特別任用ノ件（勅令第381号）
- 砂防法施行規程（勅令第382号）- 砂防法施行規程 - e-Gov法令検索
- 青森県会解散ノ件（勅令第383号）
- 酒造税法施行規則中改正ノ件（勅令第384号）
- 協定税率ノ便益ヲ受ケムトスル輸入物品ノ製産原地証明ニ関スル件（勅令第385号）
- 陸軍乗馬飼養条例中改正ノ件（勅令第386号）
- 台湾島及澎湖島駐箚陸軍部隊給与規則中改正ノ件（勅令第387号）
- 第五回内国勧業博覧会開設延期ノ件（勅令第388号）
- 台湾鉄道敷設工事ニ要スル土石竹類無償下附ノ件（勅令第389号）
- 海軍軍医学生、薬剤学生、造船学生、造兵学生条例（勅令第390号）
- 台湾総督府海軍僚幕僚附海軍判任文官ノ任用及俸給等ニ関スル件（勅令第391号）
- 北海道庁官制（勅令第392号）
- 北海道庁高等文官官等俸給令（勅令第393号）
- 高等官官等俸給令中改正ノ件（勅令第394号）
- 北海道庁支庁ノ名称位置及管轄区域ニ関スル件（勅令第395号）
- 北海道庁支庁長特別任用ノ件（勅令第396号）
- 北海道庁翻訳生特別任用ノ件（勅令第397号）
- 陸軍衛生会議条例中改正ノ件（勅令第398号）
- 海軍生徒学生手当金規則（勅令第399号）
- 典獄分監長看守長ノ略服制定ノ件（勅令第400号）
- 海軍軍人俸給令（勅令第401号）
- 海軍艦船条例中改正ノ件（勅令第402号）
- 水雷団条例中改正ノ件（勅令第403号）
- 要港部条例中改正ノ件（勅令第404号）
- 海兵団条例中改正ノ件（勅令第405号）
- 古社寺保存会規則（勅令第406号）
- 市町村立小学校授業料ニ関スル件（勅令第407号）
- 消防組規則中改正ノ件（勅令第408号）
- 陸軍砲工学校条例中追加ノ件（勅令第409号）
- 海軍被服条例中改正ノ件（勅令第410号）
- 台湾総督府評議会章程中改正ノ件（勅令第411号）
- 明治二十三年勅令第二百四十六号（海軍各軍法会議主理録事服務並定員ノ件）廃止ノ件（勅令第412号）
- 貴族院事務局ニ技手ヲ置クノ件（勅令第413号）
- 衆議院事務局ニ技手ヲ置クノ件（勅令第414号）
- 囚人及刑事被告人押送規則（勅令第415号）
- 陸軍給与令中改正ノ件（勅令第416号）
- 明治二十八年勅令第五十八号（陸軍軍人軍艦、水雷艇ニ乗組ムトキ航海加俸支給ノ件）中削除ノ件（勅令第417号）
- 明治三十年勅令第百九十六号（各大臣秘書官官等ノ初叙及陞叙ニ関スル件）中改正ノ件（勅令第418号）
- 貨幣整理資金特別会計規則中追加ノ件（勅令第419号）
- 鉄道会議議長議員及臨時議員旅費支給規則中改正ノ件（勅令第420号）
- 明治二十八年勅令第四百二十一号（海軍文官軍艦ニ乗組ムトキ航海加俸支給ノ件）中改正ノ件（勅令第421号）
- 海軍省官制中改正ノ件（勅令第422号）
- 海軍軍令部条例（勅令第423号）
- 臨時海軍建築官官制別表中改正ノ件（勅令第424号）
- 海軍造兵廠条例中改正ノ件（勅令第425号）
- 水路部条例中改正ノ件（勅令第426号）
- 鎮守府条例中改正ノ件（勅令第427号）
- 海軍造船廠条例中改正ノ件（勅令第428号）
- 海軍病院条例中改正ノ件（勅令第429号）
- 海軍大学校条例中改正ノ件（勅令第430号）
- 海軍兵学校条例中改正ノ件（勅令第431号）
- 海軍機関学校条例中改正ノ件（勅令第432号）
- 海軍砲術練習所条例中改正ノ件（勅令第433号）
- 海軍水雷術練習所条例中改正ノ件（勅令第434号）
- 海軍機関術練習所条例中改正ノ件（勅令第435号）
- 海軍造船工練習所条例別表改正ノ件（勅令第436号）
- 台湾総督府海軍幕僚条例別表改正ノ件（勅令第437号）
- 北海道庁警部長特別任用ノ件（勅令第438号）
- 海軍将校分限令中追加ノ件（勅令第439号）
- 地方森林会規則（勅令第440号）
- 葉煙草専売所ニ於テ臨時雇員使用ノ件（勅令第441号）
- 明治二十七年勅令第百二十九号（海軍予備後備ノ軍籍ニ在ル文官召集中俸給支給ノ件）中改正ノ件（勅令第442号）
- 造船造兵監督官条例ニ依リ米国ニ派遣スル上長官士官ニ手当給与ノ件（勅令第443号）
- 保安林ニ関スル規程ニ限リ森林法ヲ施行スヘキ島嶼指定ノ件（勅令第444号）
- 沖縄県其ノ他勅令ヲ以テ指定スル島嶼ノ保安林編入解除ニ関スル手続（勅令第445号）
- 古社寺保存法施行ニ関スル件（勅令第446号）
- 陸軍糧飼部条例中追加ノ件（勅令第447号）
- 明治二十三年勅令第九十九号（海軍軍人現役定限年齢）中改正ノ件（勅令第448号）
- 海員審判所職員定員及任用令中改正ノ件（勅令第449号）
- 高等官官等俸給令中改正ノ件（勅令第450号）
- 会計検査院高等官年俸中改正ノ件（勅令第451号）
- 不用煙草印紙処分ニ関スル件（勅令第452号）
- 林区署官制中改正ノ件（勅令第453号）
- 外交官及領事官試験規則中改正ノ件（勅令第454号）
- 北海道保安林編入解除手続（勅令第455号）
- 陸軍給与令中改正ノ件（勅令第456号）
- 屯田兵給与地取扱規則中改正ノ件（勅令第457号）
- 故従一位勲一等公爵島津忠義国葬ノ件（勅令第458号）
- 高等教育会議規則中改正ノ件（勅令第459号）
- 航路標識工事ニ要スル職工人夫雇傭ノ請負随意契約ノ件（勅令第460号）

## 明治31年
- 航路標識視察船及海底電線布設船乗組員ニ食卓料及航海日当支給ノ件(勅令第1号)
- 公立学校ニ学校医ヲ置クノ件(勅令第2号)
- 陸軍給与令中改正ノ件(勅令第3号)
- 屯田兵給与令中改正ノ件(勅令第4号)
- 元帥府条例(勅令第5号)
- 海軍服制中改正追加ノ件(勅令第6号)
- 教育総監部条例(勅令第7号)
- 都督部条例中改正加除ノ件(勅令第8号)
- 東京防禦総督部条例第二条中追加ノ件(勅令第9号)
- 税関監視官服制中改正(勅令第10号)
- 台湾総督府巡査ノ防水布製外套ニ関スル件(勅令第11号)
- 陸軍給与令第八条中改正ノ件(勅令第12号)
- 陸軍乗馬飼養条例第一条中追加ノ件(勅令第13号)
- 外交官領事官通訳官書記生通訳生定員令第一条中改正ノ件(勅令第14号)
- 砂防ニ関スル行政監督ノ件(勅令第15号)
- 海軍旗章条例第十三条第十四条中改正ノ件(勅令第16号)
- 海軍造兵廠条例別表中改正追加ノ件(勅令第17号)
- 製鉄所副参事及書記任用ノ件(勅令第18号)[製鉄所事務官及書記任用ノ件]
- 明治三十年勅令第二百七十六号(郵便及電信局郵便為替貯金管理所電話交換局職員定員)第一条中改正ノ件(勅令第19号)
- 陸軍参謀条例(勅令第20号)
- 議員選挙ニ就キ人ヲ殺傷スヘキ物件携帯禁止ノ件(勅令第21号)
- 明治三十一年度ニ於テ前年度予算施行ノ件(勅令第22号)
- 台湾総督府官制中改正追加ノ件(勅令第23号)
- 台湾事務局官制中改正ノ件(勅令第24号)
- 葉煙草専売所ニ於テ葉煙草売渡ノトキ契約書省略ノ件(勅令第25号)
- 師団司令部条例第九条改正ノ件(勅令第26号)
- 衛戍病院条例(勅令第27号)
- 台湾島及澎湖島駐箚陸軍部隊給与規則中改正追加ノ件(勅令第28号)
- 鉱山監督署官制別表中加除ノ件(勅令第29号)
- 石川県会解散ノ件(勅令第30号)
- 尋常師範学校官制第二条中改正ノ件(勅令第31号)
- 明治二十四年勅令第二百四十四号(公立中学校高等女学校専門学校技芸学校職員名称待遇及任免)第二条改正ノ件(勅令第32号)
- 臨時博覧会事務局官制第三条改正ノ件(勅令第33号)
- 陸軍管区表中改正削除ノ件(勅令第34号)
- 聯隊区司令部条例第八条中改正ノ件(勅令第35号)
- 沖縄警備隊区司令部条例(勅令第36号)
- 北海道殖民地ニ於ケル道路橋梁排水工事ノ請負随意契約ノ件（明治３１年勅令第３７号）
- 北海道ニ於ｹル陸軍管理ノ工事随意契約ノ件(勅令第38号)
- 明治二十六年勅令第五号（文武官及雇員ノ俸給中ヨリ製艦費補足ノ件）廃止ノ件(勅令第39号)
- 陸軍軍隊検閲条例中改正削除ノ件(勅令第40号)
- 徴兵事務条例補則(勅令第41号)
- 陸軍衛生材料廠条例(勅令第42号)
- 海軍内国旅費規則廃止ノ件(勅令第43号)
- 明治二十九年勅令第二百九十六号(台湾島及澎湖島駐在海軍准士官以上外宿並下士及文官ノ家族移転料給与ノ件)廃止ノ件(勅令第44号)
- 台湾島及澎湖島駐在海軍軍人軍属給与規則第九条改正ノ件(勅令第45号)
- 海軍軍人軍属ニ旅費前金渡ノ件(勅令第46号)
- 海軍糧食条例(勅令第47号)
- 陸軍補充条例中改正加除ノ件(勅令第48号)
- 帝国大学医科大学ノ課程ヲ卒ヘタル者ニシテ陸軍三等軍医、陸軍三等薬剤官タル者特別進級ノ件(勅令第49号)
- 明治二十三年勅令第百五十号(艦船ノ乗員俸給及糧食料前渡ノ件)中改正ノ件(勅令第50号)
- 生糸直輸出奨励法ニ依リ生糸ノ検査等級奨励金額ノ件(勅令第51号)
- 陸軍砲工学校条例中改正ノ件(勅令第52号)
- 陸軍士官学校条例中改正ノ件(勅令第53号)
- 陸軍中央幼年学校条例中改正ノ件(勅令第54号)
- 陸軍地方幼年学校条例中改正ノ件(勅令第55号)
- 陸軍戸山学校条例中改正削除ノ件(勅令第56号)
- 陸軍教導団条例中改正削除ノ件(勅令第57号)
- 陸軍乗馬学校条例中改正ノ件(勅令第58号)
- 陸軍野戦砲兵射撃学校条例中改正ノ件(勅令第59号)
- 陸軍要塞砲兵射撃学校条例中改正削除ノ件(勅令第60号)
- 陸軍将校生徒試験委員条例中改正ノ件(勅令第61号)
- 陸軍軍楽学校条例(勅令第62号)
- 陸軍給与令中改正加除ノ件(勅令第63号)
- 造船造兵監督官令(勅令第64号)[造船造兵監督官条例]
- 明治二十九年勅令第百八十五号(文部省ニ学校衛生顧問同主事ｦ置ｸ)中改正ノ件(勅令第65号)
- 明治三十年勅令第四百七号(市町村立小学校授業料ニ関スル件)中改正ノ件(勅令第66号)
- 明治三十一年度歳出予算中第一予備金ヲ以テ補充シ得ヘキ費途ノ件(勅令第67号)
- 台湾総督府部内ノ判任文官ニｼﾃ通訳ノ事ｦ兼掌スル者ニ特別手当支給ノ件(勅令第68号)
- 臨時秩禄処分調査委員会規則(勅令第69号)
- 貨幣整理資金特別会計規則第一条改正ノ件(勅令第70号)
- 明治三十一年採用ノ屯田兵ニ給与スル塩菜料ノ件(勅令第71号)
- 明治二十九年勅令第三百七十七号(獣疫予防ニ関スル費用負担区分)第一条中改正ノ件(勅令第72号)
- 郵便貯金利子割合(勅令第73号)
- 典獄分監長看守長略服ニ関スル明治四十年勅令第四百号ヲ台湾ニ施行スルノ件(勅令第74号)
- 馬匹調査会規則廃止ノ件(勅令第75号)
- 明治二十八年勅令第七十八号(水産及馬匹調査会ノ会長委員旅費ノ件)中削除ノ件(勅令第76号)
- 台湾総督府郵便及電信局官制中改正追加ノ件(勅令第77号)
- 衛戍条例第三条中削除ノ件(勅令第78号)
- 北海道庁ニ鉄道書記ヲ置クノ件(勅令第79号)
- 文武判任官等級表中追加ノ件(勅令第80号)
- 北海道庁鉄道書記特別任用ノ件(勅令第81号)
- 非職及予備理事戦時復職並在郷ニ関スル件(勅令第82号)
- 海軍志願兵徴募規則(勅令第83号)
- 測地学委員会官制(勅令第84号)
- 文部省官制第六条第十四条中改正追加ノ件(勅令第85号)
- 北米合衆国西班牙国交戦中帝国臣民及帝国版図内ニ在ル外国人ノ行為ニ関スル件(勅令第86号)
- 北米合衆国西班牙国交戦中其交戦ニ関係ｱル艦船帝国領海内ニ在ルﾓノノ取締ニ関スル件(勅令第87号)
- 台湾住民守備隊ニ属シ軍役ニ服スル者銃器携帯ノ件(勅令第88号)
- 鎮守府条例中改正加除ノ件(勅令第89号)
- 閏年ニ關スル件（勅令第90号）- 閏年ニ関スル件 - e-Gov法令検索
- 明治二十三年法律第八十二号ヲ台湾ニ施行スルノ件(勅令第91号)
- 帝国大学資金並学校及図書館資金所属森林原野並産物特別処分規則(勅令第92号)[帝国大学資金所属森林原野並産物特別処分規則]
- 明治二十九年勅令第三百十六号（外国貿易ノタメ船舶ノ出入及貨物ノ輸出入ヲ為スヘキ諸港ノ件)中追加ノ件(勅令第93号)
- 高等官官等俸給令中追加ノ件(勅令第94号)
- 文武判任官等級表中追加ノ件(勅令第95号)
- 元帥徽章ノ制式及装著ニ関スル件(勅令第96号)
- 海軍被服条例第八条改正ノ件(勅令第97号)
- 海軍糧食条例第一条中追加ノ件(勅令第98号)
- 明治二十三年勅令第百四号(貨幣鋳造ニ要スル地金買入ノ件)中削除ノ件(勅令第99号)
- 東宮武官官制第一条第六条中改正追加ノ件(勅令第100号)
- 陸軍兵器廠条例第五条中追加ノ件(勅令第101号)
- 造神宮使庁官制(勅令第102号)
- 高等官官等俸給令中追加ノ件(勅令第103号)
- 監獄則第二十八条中改正ノ件(勅令第104号)
- 高等教育会議規則(勅令第105号)
- 台湾総督府官制中改正削除ノ件(勅令第106号)
- 台湾総督府評議会章程中改正ノ件(勅令第107号)
- 台湾総督府地方官官制(勅令第108号)
- 台湾総督府郵便及電信局官制(勅令第109号)
- 台湾総督府製薬所官制(勅令第110号)
- 台湾総督府医院官制(勅令第111号)
- 台湾総督府警察官及司獄官練習所官制(勅令第112号)
- 台湾総督府職員官等俸給令(勅令第113号)
- 台湾総督府地方高等官官等俸給ノ件(勅令第114号)
- 弁務署長俸給ノ件(勅令第115号)
- 台湾総督府職員加俸支給規則第二条改正ノ件(勅令第116号)
- 台湾総督府巡査及看守手当支給規則(勅令第117号)
- 台湾総督府警察官及司獄官練習生ニ手当金及旅費支給ノ件(勅令第118号)
- 台湾総督府三等郵便電信局長三等郵便局長及三等電信局長俸給退官賜金及死亡賜金令(勅令第119号)
- 巡査看守俸給令ｦ台湾総督府巡査看守ニ適用スルノ件(勅令第120号)
- 陸軍大学校条例(勅令第121号)
- 判事検事官等俸給令第二条第十一条中改正加除ノ件(勅令第122号)
- 民法､法例､戸籍法及競売法施行期日ノ件(勅令第123号)
- 海軍下士卒服役条例(勅令第124号)
- 海軍筆記任用令第三条中改正ノ件(勅令第125号)
- 水雷団条例第十六条第二十一条中改正ノ件(勅令第126号)
- 鉄道書記補通信書記補欠員ノﾄｷ雇員使用ノ件(勅令第127号)
- 警視庁官制第九条中追加ノ件(勅令第128号)
- 台湾総督府管内ニ於ﾃ施行スル工事随意契約ノ件(勅令第129号)
- 陸軍監獄看守宿料給与ノ件(勅令第130号)
- 府県立師範学校長任命及俸給令中改正追加ノ件(勅令第131号)
- 文部省外国留学生規程中改正ノ件(勅令第132号)
- 船籍証書測度証書等ニ関スル件(勅令第133号)
- 朝鮮国在勤警部巡査任用及支給規則中改正明治二十九年勅令第二十六号（本規則ヲ清国在勤警部ニ適用ノ件）廃止ノ件(勅令第134号)
- 明治二十六年勅令第九十三号(東京帝国大学各講座ノ種類及其数)中改正追加ノ件(勅令第135号)
- 逓信省官制中改正ノ件(勅令第136号)
- 郵便及電信局､在外郵便電信局郵便局､郵便為替貯金管理所及電話交換局職員定員中改正ノ件(勅令第137号)
- 海軍監獄則第二十条改正ノ件(勅令第138号)
- 開港港則(勅令第139号)
- 収入印紙ニ関スル件(勅令第140号)
- 造幣局官制第二条中改正ノ件(勅令第141号)
- 印刷局官制第二条中改正ノ件(勅令第142号)
- 造幣局印刷局税関職員俸給令第一条中追加ノ件(勅令第143号)
- 臨時沖縄県土地整理事務局官制(勅令第144号)
- 臨時沖縄県土地整理事務局事務官官等俸給ノ件(勅令第145号)
- 沖縄県土地整理事務ニ要スル予算定額内ニ於ﾃ助手ｦ置ｸノ件(勅令第146号)
- 司法省官制中改正加除ノ件(勅令第147号)
- 中央気象台官制(勅令第148号)
- 中央気象台附属測候所勤務ノ者ニ手当給与ノ件(勅令第149号)
- 第二回水産博覧会事務局官制廃止ノ件(勅令第150号)
- 鉄道作業局官制中改正追加ノ件(勅令第151号)
- 港務局官制(勅令第152号)
- 船舶司検所官制中改正ノ件(勅令第153号)
- 商船学校官制中改正ノ件(勅令第154号)
- 高等官官等俸給令中追加ノ件(勅令第155号)
- 逓信省所属職員俸給令中改正追加ノ件(勅令第156号)
- 港務局職員官等俸給令(勅令第157号)
- 文武判任官等級表中追加ノ件(勅令第158号)
- 鉄道事務官補任用ニ関スル件(勅令第159号)
- 海員審判所職員定員及任用令中改正追加ノ件(勅令第160号)
- 法例ヲ台湾ニ施行スル件(勅令第161号)
- 行政裁判所長官ノ待遇ノ件(勅令第162号)
- 行政裁判所長官並評定官年俸ノ件中改正ノ件(勅令第163号)
- 台湾総督府法院職員官等俸給及定員令(勅令第164号)
- 台湾総督府法院奏任通訳官等俸給ノ件(勅令第165号)
- 台湾総督府法院判任通訳ノ俸給支給ニ関スル件(勅令第166号)
- 明治二十九年勅令第三百三十一号(河川台帳ニ関スル件)第三条中追加ノ件(勅令第167号)
- 臨時鉱区調査ニ関スル職員ノ件(勅令第168号)
- 明治三十一年勅令第二十一号（議員選挙ニ就キ人ヲ殺傷スヘキ物件携帯禁止ノ件）廃止ノ件(勅令第169号)
- 衆議院議員選挙取締ニ関スル罰則(勅令第170号)
- 東京帝国大学官制中改正追加ノ件(勅令第171号)
- 帝国大学高等官官等俸給令第三条中改正ノ件(勅令第172号)
- 文部省直轄諸学校職員定員ノ件中改正ノ件(勅令第173号)
- 鉄道事業ニ要スル物件ノ売買貸借随意契約ノ件(勅令第174号)
- 度量衡定期検定ニ要スル臨時技手ノ件(勅令第175号)
- 要塞近傍ニ於ケル水陸測量等ノ取締ニ関スル件(勅令第176号)
- 海外在勤外交官領事官等臨時手当給与ノ件(勅令第177号)
- 台湾公学校令(勅令第178号)
- 台湾公学校官制(勅令第179号)
- 台湾総督府小学校官制(勅令第180号)
- 台湾総督府各官庁ノ民事訴訟ニ関ｼ国ｦ代表スルノ件(勅令第181号)
- 法典調査会規則第一条第八条改正ノ件(勅令第182号)
- 塩業調査会規則(勅令第183号)
- 国庫ヨリ補助スル公共団体ノ事業ニ関スル法律施行ニ関スル勅令(勅令第184号)
- 税務管理局官制中改正ノ件(勅令第185号)
- 税務管理局税務署及管轄区域表中加除ノ件(勅令第186号)
- 印紙類売下売捌規則中加除ノ件(勅令第187号)
- 海員審判所職員官等俸給令第二条中追加ノ件(勅令第188号)
- 神宮衛士長衛士副長衛士ニ関スル件(勅令第189号)
- 台湾総督府文官特別任用令及明治二十九年勅令第二百二十九号（他官庁ノ判任官台湾総督府ニ再任又ハ転任ノ場合俸給ニ関スル件)廃止ノ件(勅令第190号)
- 明治二十八年勅令第百二十四号(秘書官任用ニ関スル件)中改正ノ件(勅令第191号)
- 台湾総督府警部長其ノ他職員任用ノ件(勅令第192号)
- 台湾総督府判任職員任用ノ件(勅令第193号)
- 明治二十八年勅令第七十八号(水産調査会会長及委員旅費支給ノ件)中追加ノ件(勅令第194号)
- 海軍兵学校条例第十五条第二十二条改正ノ件(勅令第195号)
- 海軍機関学校条例第十五条第二十二条改正ノ件(勅令第196号)
- 明治二十二年勅令第百二十一号(旅費其他概算渡前金渡ノ件)第三条改正ノ件(勅令第197号)
- 明治三十一年勅令第百二十九号（台湾総督府ニ於テ施行スル工事随意契約ノ件)中追加ノ件(勅令第198号)
- 臨時広島軍用水道布設部官制廃止ノ件(勅令第199号)
- 鎮守府条例別表中改正ノ件(勅令第200号)
- 臨時台湾土地調査局官制(勅令第201号)
- 臨時台湾土地調査局職員官等俸給令(勅令第202号)
- 臨時台湾土地調査局職員任用ノ件(勅令第203号)
- 臨時海軍建築部官制別表改正ノ件(勅令第204号)
- 銀行条例貯蓄銀行条例及銀行合併法ヲ台湾ニ施行スルノ件（勅令第205号）
- 逓信局職員ニ在清国領事館附ｦ命スル件(勅令第206号)
- 陸軍補充条例中改正追加ノ件(勅令第207号)
- 関税定率法施行ノ件(勅令第208号)
- 在清国帝国領事館付船舶司検所職員月手当支給ノ件(勅令第209号)
- 東京市､京都市､大阪市ノ区ニ関スル件(勅令第210号)
- 外交官領事官通訳官書記生通訳生定員令第一条中改正ノ件(勅令第211号)
- 公使館領事館費用条例別表中追加ノ件(勅令第212号)
- 台湾ニ関税定率法ｦ施行スルノ件(勅令第213号)
- 明治二十五年勅令第三十九号(公立学校職員等級配当表)中改正ノ件(勅令第214号)
- 巡査看守俸給令第十条削除ノ件(勅令第215号)
- 北海道庁巡査看守及北海道集治監看守俸給令廃止ノ件(勅令第216号)
- 貨幣法ニ拠ル貨幣ノ形式中改正ノ件(勅令第217号)
- 港務局長港務官医官港務官補港吏港吏補制服ノ件(勅令第218号)
- 広島県蘆品、神石、甲奴郡ニ郡長一人ヲ置クノ件(勅令第219号)
- 関税定率法ニ依ル輸入物品従量税目(勅令第220号）
- 帝国大学農科大学獣医学科ノ課程ヲ卒ヘタル陸軍三等獣医特別進級ノ件(勅令第221号)
- 海軍検閲条例中改正ノ件(勅令第222号)
- 海軍軍令部条例第八条中追加ノ件(勅令第223号)
- 教育総監部条例中改正加除ノ件(勅令第224号)
- 陸軍砲工学校条例(勅令第225号)
- 陸軍士官学校条例(勅令第226号)
- 陸軍戸山学校条例(勅令第227号)
- 陸軍中央幼年学校条例(勅令第228号)
- 陸軍地方幼年学校条例(勅令第229号)
- 陸軍騎兵実施学校条例(勅令第230号)
- 陸軍野戦砲兵射撃学校条例(勅令第231号)
- 陸軍要塞砲兵射撃学校条例(勅令第232号)
- 陸軍衛生材料廠条例第九条中改正ノ件(勅令第233号)
- 台湾守備混成旅団司令部条例中改正削除ノ件(勅令第234号)
- 台湾陸軍監督部条例(勅令第235号)
- 台湾陸軍経営部条例(勅令第236号)
- 台湾陸軍軍医部条例(勅令第237号)
- 台湾陸軍獣医部条例(勅令第238号)
- 陸軍所属特別文官俸給令中加除ノ件(勅令第239号)
- 高等官官等俸給令中改正加除ノ件(勅令第240号)
- 臨時陸軍建築部官制第二条改正ノ件(勅令第241号)
- 外交官領事官及貿易事務官官等令第一条中追加ノ件(勅令第242号)
- 公使館領事館費用条例第二条改正ノ件(勅令第243号)
- 陸軍見習士官及生徒恩給額ノ件(勅令第244号)
- 陸軍将校生徒試験委員条例(勅令第245号)
- 台湾陸軍補給廠条例(勅令第246号)
- 海軍召集条例(勅令第247号)
- 明治二十五年勅令第五十七号(小包郵便物ノ郵便料､保険料､賠償金額､容積､重量及価額登記制限)第一条及別表中追加ノ件(勅令第248号)
- 明治三十年勅令第三百八十五号(協定税率ノ便益ヲ受ケントスル輸入物品ノ製産原地証明ニ関スル件)施行期日ノ件(勅令第249号)
- 東京市区改正委員会組織権限第一条第二条改正ノ件(勅令第250号)
- 東京帝国大学官制第八条中追加ノ件(勅令第251号)
- 賞勲局官制中改正削除ノ件(勅令第252号)
- 賞勲会議規程中削除ノ件(勅令第253号)
- 法制局官制第二条改正ノ件(勅令第254号)
- 内閣所属職員官制(勅令第255号)
- 印刷局官制(勅令第256号)
- 各省官制通則中改正削除ノ件(勅令第257号)
- 外務省官制(勅令第258号)
- 内務省官制(勅令第259号)
- 土木監督署官制中改正明治三十年勅令第百八十号(土木監督署技監及事務官設置ノ件)廃止ノ件(勅令第260号)
- 明治二十七年勅令第八十四号(河川道路港湾調査ニ関スル職員設置ノ件)中改正ノ件(勅令第261号)
- 明治二十七年勅令第八十五号(臨時土木工事ニ係ル職員設置ノ件)中改正ノ件(勅令第262号)
- 明治二十六年勅令第百二十八号(臨時建築事務ニ係ル職員設置ノ件)中改正削除ノ件(勅令第263号)
- 集治監仮留監官制中改正ノ件(勅令第264号)
- 衛生試験所官制中改正ノ件(勅令第265号)
- 血清薬院官制第三条中改正ノ件(勅令第266号)
- 痘苗製造所官制第三条中改正ノ件(勅令第267号)
- 臨時検疫職員ノ件(勅令第268号)
- 大蔵省官制(勅令第269号)
- 造幣局官制中改正ノ件(勅令第270号)
- 税関官制中改正削除ノ件(勅令第271号)
- 税務管理局官制中改正削除ノ件(勅令第272号)
- 葉煙草専売所官制中改正ノ件(勅令第273号)
- 専売局官制(勅令第274号)
- 臨時沖縄県土地整理事務局官制第九条中改正ノ件(勅令第275号)
- 陸軍省官制第三条中追加ノ件(勅令第276号)
- 海軍省官制中加除ノ件(勅令第277号)
- 司法省官制中改正削除ノ件(勅令第278号)
- 文部省官制(勅令第279号)
- 帝国図書館官制中改正削除ノ件(勅令第280号)
- 中央気象台官制中改正ノ件(勅令第281号)
- 農商務省官制(勅令第282号)
- 林区署官制中改正ノ件(勅令第283号)
- 製鉄所官制中改正削除ノ件(勅令第284号)
- 農事試験場官制中改正ノ件(勅令第285号)
- 生糸検査所官制第六条中改正ノ件(勅令第286号)
- 蚕業講習所官制第二条中改正ノ件(勅令第287号)
- 水産調査所官制廃止ノ件(勅令第288号)
- 水産講習所官制中改正削除ノ件(勅令第289号)
- 水産調査会規則廃止ノ件(勅令第290号)
- 種馬牧場及種馬所官制第十三条中改正ノ件(勅令第291号)
- 牧馬監督官官制廃止ノ件(勅令第292号)
- 漁業監督官官制廃止ノ件(勅令第293号)
- 広島鉱山官制中改正ノ件(勅令第294号)
- 逓信省官制(勅令第295号)
- 鉄道作業局官制中改正削除ノ件(勅令第296号)
- 港務局官制中改正削除ノ件(勅令第297号)
- 航路標識管理所官制中改正ノ件(勅令第298号)
- 船舶司検所官制中改正ノ件(勅令第299号)
- 郵便及電信局､在外郵便電信局､郵便為替貯金管理所及電話交換局職員定員中改正ノ件(勅令第300号)
- 郵便及電信局､在外郵便電信局､郵便為替貯金管理所及電話交換局職員定員中改正ノ件(勅令第300号)
- 会計検査院属定員(勅令第301号)
- 明治二十八年勅令第五十九号(会計検査院属臨時増置ノ件)廃止ノ件(勅令第302号)
- 明治三十年勅令第七十五号(会計検査院属臨時増置ノ件)中改正ノ件(勅令第303号)
- 警視庁官制中改正削除ノ件(勅令第304号)
- 北海道庁官制中改正削除ノ件(勅令第305号)
- 北海道鉄道部官制(勅令第306号)
- 貴族院事務局官制第一条中改正ノ件(勅令第307号)
- 衆議院事務局官制第一条中改正ノ件(勅令第308号)
- 高等官官等俸給令中改正製鉄所職員官等俸給令､港務局職員官等俸給令､海員審判所職員官等俸給令､帝国図書館高等官官等俸給令､逓信省所属職員俸給令､水産講習所職員官等俸給令､税務管理局職員俸給令､造幣局印刷局税関職員俸給令､葉煙草専売所職員俸給令及臨時沖縄県土地整理事務局事務官官等俸給ノ件､農事試験場技師林務官鉱山監督官鉱山監督署技師官等俸給ノ件､大蔵省鑑定官及大蔵省鑑定官補俸給ノ件､貴族院衆議院書記官長並書記官年俸ノ件廃止ノ件(勅令第309号)
- 判任官官等俸給令中改正ノ件(勅令第310号)
- 文武判任官等級表中改正追加ノ件(勅令第311号)
- 技術官俸給令(勅令第312号)
- 枢密院議長副議長顧問官並書記官長書記官年俸ノ件中改正ノ件(勅令第313号)
- 税関監吏補俸給ノ件(勅令第314号)
- 税務監督局属､税務署属及専売局書記俸給ノ件(勅令第315号)]
- 大小林区署及鉱山監督署判任官俸給ノ件中改正ノ件(勅令第316号)
- 通信手鉄道書記補航路標識看守俸給及三等郵便局長手当ノ件(勅令第317号)
- 港吏補俸給ノ件(勅令第318号)
- 警視庁高等官俸給令(勅令第319号)
- 北海道庁高等官俸給令(勅令第320号)
- 地方高等官俸給令中追加ノ件(勅令第321号)
- 司税官特別任用令(勅令第322号)
- 明治二十六年勅令第百九十六号(月俸十二円以下ノ判任官特別任用ノ件)中改正ノ件(勅令第323号)
- 判事検事官等俸給令第二条中加除ノ件(勅令第324号)
- 陸軍乗馬飼養条例中改正加除ノ件(勅令第325号)
- 明治三十年勅令第百十六号(度量衡器ノ制限其ノ製作修覆及販売ノ免許並検定ニ関スル件)中改正追加ノ件(勅令第326号)
- 明治三十年勅令第七十七号(税関監吏及監吏補任用ノ件)中改正追加ノ件(勅令第327号)
- 臨時海軍建築部官制別表中改正ノ件(勅令第328号)
- 地方森林会規則中改正ノ件(勅令第329号)
- 逓信省部内官吏外国在勤者妻携帯旅費給与規則(勅令第330号)
- 台湾島及澎湖島駐箚陸軍部隊給与規則第七条中改正追加ノ件(勅令第331号)
- 副看守長及看守給与品及貸与品規則(勅令第332号)[看守給与品及貸与品規則]
- 徴発事務条例中改正廃止ノ件(勅令第333号)
- 海軍省官制第二条第五条中削除ノ件(勅令第334号)
- 海軍艦船条例中改正追加ノ件(勅令第335号)
- 海軍准士官服役令第三条中追加ノ件(勅令第336号)
- 憲兵令(勅令第337号)
- 秋田県会解散ノ件(勅令第338号)
- 外国勲章佩用願規則第二条第三条中削除ノ件(勅令第339号)
- 税関監吏及監吏補服制別表中改正ノ件(勅令第340号)
- 台湾島及澎湖島駐箚陸軍部隊給与規則第四条中改正ノ件(勅令第341号)
- 北海道衛生会規則中改正追加ノ件(勅令第342号)
- 海軍大学校条例中改正ノ件(勅令第343号)
- 学位令（勅令第344号） - 学位令（明治20年勅令第13号）の改正*博士会規則(勅令第345号)
- 静岡県会解散ノ件(勅令第346号)
- 陸軍給与令中改正加除ノ件(勅令第347号)
- 道庁府県郡市農事試験場工業試験場水産試験場農事講習所工業講習所水産講習所種畜場職員並農事巡廻教師工業巡廻教師林業巡廻教師水産巡廻教師ノ名称待遇任免及官等等級配当ノ件(勅令第348号)
- 明治二十九年勅令第百六十一号(会計検査院高等官年俸ノ件)中追加ノ件(勅令第349号)
- 明治三十一年勅令第一号(航路標識視察船及海底電線布設船乗組員ニ食卓料航海日当支給ノ件)別表改正ノ件(勅令第350号)
- 警部監獄書記看守長特別任用令第一条中追加ノ件(勅令第351号)
- 沖縄県間切島規程(勅令第352号)
- 台湾総督府三等郵便電信局長三等郵便局長及三等電信局長俸給退官賜金及死亡賜金令第一条改正ノ件(勅令第353号)
- 海軍高等武官進級条例第二十一条改正ノ件(勅令第354号)
- 関税定率法ニ依ル輸入物品従量税目中刻煙草ヲ台湾ニ施行セサルモノニ関スル件(勅令第355号)
- 典獄分監長看守長及看守服制中改正ノ件(勅令第356号)
- 典獄分監長看守長略服中追加ノ件(勅令第357号)
- 千島国諸島ニ在勤スル北海道庁ノ支庁長､属､技手､警部補､森林主事､巡査､事業手及戸長､筆生､雇員ニ手当給与ノ件(勅令第358号)
- 明治三十年勅令第百三十五号(台湾在勤陸軍武官ノ実役停年加算ニ関スル件)廃止ノ件(勅令第359号)
- 福島県会解散ノ件(勅令第360号)
- 田畑修正地価実施期日ノ件(勅令第361号)
- 酒造税法施行規則中改正加除ノ件(勅令第362号)
- 明治三十年勅令第三百八十五号(協定税率ノ便益ｦ受ｹﾝﾄスル輸入物品ノ製産原地証明ニ関スル件)第一条第二条中追加ノ件(勅令第363号)
- 難破船救助費用償還ニ関スル約定(10月13日勅令)
- 万国郵便条約(12月20日勅令)
- 郵便為替事務約定(12月20日勅令)
- 日仏追加条約(12月30日勅令)
- 日独追加約定(12月30日勅令)

## 明治32年
- 警部長特別任用令（勅令第1号）
- 海軍生徒学生及下士卒死亡者等ノ埋葬料ニ関スル件（勅令第2号）
- 警視特別任用ニ関スル件（勅令第3号）
- 鉱業及砂鉱採取業ニ関スル手数料ノ件（勅令第4号）
- 海軍高等武官補充条例中追加ノ件（勅令第5号）
- 参謀本部条例（勅令第6号）
- 生糸検査所官制第六条中改正ノ件（勅令第7号）
- 台湾総督府職員官等俸給令中判任官俸給表改正ノ件（勅令第8号）
- 陸軍会葬式及表喪式中改正ノ件（勅令第9号）
- 文武判任官等級表中改正追加ノ件（勅令第10号）
- 台湾総督府国語学校官制中改正削除ノ件（勅令第11号）
- 陸軍砲兵会議条例（勅令第12号）
- 陸軍工兵会議条例中改正追加ノ件（勅令第13号）
- 陸軍懲罰令第十八条改正ノ件（勅令第14号）
- 海軍軍人俸給令第二十一条改正ノ件（勅令第15号）
- 台湾陸軍法官部条例（勅令第16号）
- 台湾守備混成旅団司令部条例第十二条削除ノ件（勅令第17号）
- 台北ニ設置スル陸軍監獄ノ管理並其ノ監獄長所属ノ件（勅令第18号）
- 海軍武官官階表中追加ノ件（勅令第19号）
- 高等官官等俸給令中改正ノ件（勅令第20号）
- 海軍軍人俸給令中改正ノ件（勅令第21号）
- 海軍高等武官進級条例中改正追加ノ件（勅令第22号）
- 海軍服制中改正ノ件（勅令第23号）
- 臨時沖縄県土地整理事務局官制中改正加除ノ件（勅令第24号）
- 製鉄所用地地先浚渫及荷揚場設置工事請負随意契約ノ件（勅令第25号）
- 台湾ニ於ケル印紙貼用ニ関スル件（勅令第26号）
- 海軍将官会議条例中改正ノ件（勅令第27号）
- 中学校令（勅令第28号）
- 実業学校令（勅令第29号）
- 台湾総督府職員官等俸給令追加ノ件（勅令第30号）
- 高等女学校令（勅令第31号）
- 陸軍下士以下服制中加除ノ件（勅令第32号）
- 台湾守備隊徽章ノ件（勅令第33号）
- 税務管理局官制第四条第九条中改正追加ノ件（勅令第34号）
- 集治監典獄庁府県典獄集治監分監長特別任用令（勅令第35号）
- 造幣規則第二条改正ノ件（勅令第36号）
- 金銀地金精製及品位証明規則第九条改正ノ件（勅令第37号）
- 輸納地金ノ精製手数料ニ関スル件（勅令第38号）
- 台湾総督府文官服制（勅令第39号）
- 台湾総督府嘱托員雇員及公医手当金支給ニ関スル件（勅令第40号）
- 明治三十二年法律第十八号（関税定率法中改正）施行期日ノ件（勅令第41号）
- 明治三十一年勅令第百七十号（衆議院議員選挙取締ニ関スル罰則）失効ノ件（勅令第42号）
- 鉄道国有調査会規則（勅令第43号）
- 葉煙草専売所官制第一条第四条改正ノ件（勅令第44号）
- 葉煙草競争売渡ニ関スル件（勅令第45号）
- 醤油税則施行規則（勅令第46号）
- 台湾総督府三等郵便電信局長身元担保ニ関スル件（勅令第47号）
- 法典調査会規則中改正ノ件（勅令第48号）
- 郵便及電信局、在外郵便電信局郵便局、郵便為替貯金管理所及電話交換局職員定員中改正ノ件（勅令第49号）
- 収入印紙売下ニ関スル件（勅令第50号）
- 台湾塩務局官制（勅令第51号）
- 台湾塩務局職員官等俸給令（勅令第52号）
- 陸軍管区表中改正削除ノ件（勅令第53号）
- 台湾総督府県及庁看守定員ノ件（勅令第54号）
- 税務監督局見習員ニ関スル件（勅令第55号）[税務管理局見習員ニ関スル件]
- 不用手形用紙処分ニ関スル件（勅令第56号）
- 酒精営業税法廃止法律及医薬用工業用酒精ニ関スル法律施行期日ノ件（勅令第57号）
- 明治二十九年勅令第二百二十四号（血清薬院ニ顧問ヲ置ク）中改正ノ件（勅令第58号）
- 臨時葉煙草取扱所建築部官制廃止ノ件（勅令第59号）
- 官吏遺族扶助法納金収入規則第一条第二条中追加ノ件（勅令第60号）
- 文官任用令（勅令第61号）
- 官吏分限令（勅令第62号）[文官分限令]
- 官吏懲戒令（勅令第63号）[文官懲戒令]
- 臨時台湾土地調査局官制中改正削除ノ件（勅令第64号）
- 医薬用阿片売下及交付代価ヲ収入印紙ニテ納付セシムルノ件（勅令第65号）[阿片売下代価ヲ収入印紙ニテ納付セシムルノ件][医薬用阿片売下代価ヲ収入印紙ニテ納付セシムルノ件]
- 海軍将校分限令中削除ノ件（勅令第66号）
- 海軍准士官及海軍予備士官ノ分限ニ関スル件（勅令第67号）[海軍准士官ノ分限ニ関スル勅令]
- 海軍高等武官准士官服役令（勅令第68号）
- 海軍高等武官進級条例中改正ノ件（勅令第69号）
- 海軍技術会議条例第六条改正ノ件（勅令第70号）
- 海軍志願兵条例（勅令第71号）
- 外国駐在海軍武官手当金規則（勅令第72号）
- 海軍下士卒手当金規則第四条改正ノ件（勅令第73号）
- 税務管理局管制第六条第九条中改正（勅令第74号）
- 船舶司検所官制中改正ノ件（勅令第75号）
- 台湾総督府税関官制第五条第八条中改正ノ件（勅令第76号）
- 台湾総督府灯台所官制第六条中改正ノ件（勅令第77号）
- 所得税法施行規則（勅令第78号）
- 千住製絨所官制第二条中改正ノ件（勅令第79号）
- 裁判所書記長書記定員及俸給令第二条中改正ノ件（勅令第80号）
- 臨時台湾鉄道敷設部官制（勅令第81号）
- 臨時台湾鉄道敷設部職員官等俸給令（勅令第82号）
- 外国ヨリ輸入スル葉煙草ニ関スル規定施行期日ノ件（勅令第83号）
- 陸軍給与令中改正ノ件（勅令第84号）
- 海軍大学校条例中改正ノ件（勅令第85号）
- 海軍兵学校条例別表中改正追加ノ件（勅令第86号）
- 種馬牧場及種馬所官制第十三条中改正ノ件（勅令第87号）
- 農事試験場官制中改正ノ件（勅令第88号）
- 蚕業講習所官制（勅令第89号）
- 塩業調査会規則廃止ノ件（勅令第90号）
- 塩業調査所官制（勅令第91号）
- 医術開業試験委員官制中加除ノ件（勅令第92号）
- 伝染病研究所官制（勅令第93号）
- 伝染病研究所職員官等俸給ノ件（勅令第94号）
- 台湾総督府医学校官制（勅令第95号）
- 台湾総督府職員官等俸給令中追加ノ件（勅令第96号）
- 台湾総督府師範学校官制（勅令第97号）
- 台湾総督府師範学校職員官等俸給令（勅令第98号）
- 台湾総督府師範学校長特別任用ノ件（勅令第99号）
- 明治二十九年勅令第三百五号（台湾総督府国語学校同附属学校及国語伝習所生徒ニ学資金、旅費日当支給ノ件）中追加ノ件（勅令第100号）
- 新原採炭所官制中改正追加ノ件（勅令第101号）
- 東京帝国大学官制中改正ノ件（勅令第102号）
- 京都帝国大学官制中改正ノ件（勅令第103号）
- 中央気象台官制中改正ノ件（勅令第104号）
- 明治二十六年勅令第二百八号（札幌農学校ニ関スル件）中改正ノ件（勅令第105号）
- 東京郵便電信学校官制中改正ノ件（勅令第106号）
- 高等官官等俸給令中追加ノ件（勅令第107号）
- 内国旅費規則別表中改正ノ件（勅令第108号）
- 作業及鉄道会計規則中改正ノ件（勅令第109号）
- 税務管理局税務署及管轄区域表中改正ノ件（勅令第110号）
- 地租条例施行規則（勅令第111号）
- 衛戍病院条例中追加ノ件（勅令第112号）
- 徴兵事務条例中改正加除ノ件（勅令第113号）
- 陸軍一年志願兵条例中改正加除ノ件（勅令第114号）
- 陸軍六週間現役兵条例中改正追加ノ件（勅令第115号）
- 高等師範学校附属音楽学校及高等商業学校附属外国語学校改称ノ件（勅令第116号）
- 文部省直轄諸学校官制中改正ノ件（勅令第117号）
- 文部省直轄諸学校職員定員第一条中改正追加ノ件（勅令第118号）
- 文部省直轄諸学校高等官官等俸給令（勅令第119号）
- 文武判任官等級表中追加ノ件（勅令第120号）
- 公使館領事館費用条例中改正加除ノ件（勅令第121号）
- 河川附帯工事費補助令（勅令第122号）[河川法第三十二条費用補助ニ関スル件]
- 森林資金ノ収入支出ニ関スル件（勅令第123号）
- 明治三十二年法律第六十九号（関税定率法附属輸入税表中改正）施行期日ノ件（勅令第124号）
- 陸軍騎兵実施学校学生臨時入校ノ件（勅令第125号）
- 明治三十年勅令第百七十六号（遠洋漁業奨励法ニ依リ奨励金ヲ受クヘキ漁猟ノ種類及場所並船舶乗組定員ノ件）第三条改正ノ件（勅令第126号）
- 高等官官等俸給令中改正追加ノ件（勅令第127号）
- 奏任ト為スコトヲ得ル諸官ニ関スル件（勅令第128号）
- 痘苗製造所ニ顧問ヲ置クノ件（勅令第129号）
- 陸軍糧餉部条例第一条中削除ノ件（勅令第130号）
- 海軍砲術練習所条例別表中改正ノ件（勅令第131号）
- 海軍水雷術練習所条例別表中改正ノ件（勅令第132号）
- 商法施行期日ノ件（勅令第133号）
- 不動産登記法施行期日ノ件（勅令第134号）
- 帝国大学高等官官等俸給令中改正追加ノ件（勅令第135号）
- 明治二十四年勅令第九十八号（行政裁判所長官評定官年俸ノ件）中改正ノ件（勅令第136号）
- 海港検疫所官制（勅令第137号）
- 海港検疫官官等俸給ノ件（勅令第138号）
- 高等官官等俸給令中追加ノ件（勅令第139号）
- 海港検疫官及海港検疫官補任用ノ件（勅令第140号）
- 文部省官制第九条中改正ノ件（勅令第141号）
- 在外国公使館付陸海軍武官俸給令中改正ノ件（勅令第142号）
- 水路部条例別表改正ノ件（勅令第143号）
- 海軍下瀬火薬製造所条例（勅令第144号）
- 常設海軍軍法会議ニ海軍警査ヲ置クノ件（勅令第145号）
- 海軍監獄看守被服料給与令中改正ノ件（勅令第146号）
- 明治三十二年度歳出予算中第一予備金ヲ以テ補充シ得ヘキ費途ノ件（勅令第147号）
- 明治三十二年度ニ於ケル高等師範学校及高等商業学校ノ予算執行ニ関スル件（勅令第148号）
- 台湾陸軍補給廠条例第一条中追加ノ件（勅令第149号）
- 林野整理局官制（勅令第150号）
- 臨時林野下戻処分調査ニ関スル職員ノ件（勅令第151号）
- 高等官官等俸給令中追加ノ件（勅令第152号）
- 判事検事官等俸給令（勅令第153号）
- 警察監獄学校官制（勅令第154号）
- 警察監獄学校職員俸給令（勅令第155号）
- 高等官官等俸給令中改正ノ件（勅令第156号）
- 文武判任官等級表中追加ノ件（勅令第157号）
- 警察監獄学校幹事特別任用ノ件（勅令第158号）
- 議院建築調査会規則（勅令第159号）
- 災害土木費国庫補助規定（勅令第160号）
- 税関官制（勅令第161号）
- 高等官官等俸給令中追加ノ件（勅令第162号）
- 文武判任官等級表中改正ノ件（勅令第163号）
- 税関監吏俸給ノ件（勅令第164号）
- 税関監吏及監吏補服制中改正ノ件（勅令第165号）
- 税関監吏補償罰規則中改正ノ件（勅令第166号）
- 税関官制改正施行ノ際辞令書ヲ交付セサル監吏、監吏補ニ関スル件（勅令第167号）
- 税関管轄区域中改正削除ノ件（勅令第168号）
- 税関支署ノ名称位置及管轄区域ノ件（勅令第169号）
- 専売局官制（勅令第170号）
- 高等官官等俸給令中改正ノ件（勅令第171号）
- 文官判任官等級表中改正追加ノ件（勅令第172号）
- 明治三十一年勅令第三百十五号（税務属及葉煙草専売所属俸給ノ件）中改正ノ件（勅令第173号）
- 明治二十六年勅令第百九十六号（月俸十二円未満ノ判任官特別任用ノ件）同三十年勅令第四百四十一号（葉煙草専売所臨時雇員ノ件）中改正ノ件（勅令第174号）
- 専売局職員特別任用令（勅令第175号）
- 専売局官制施行ノ際ニ於ケル葉煙草専売所属及技手ニ関スル件（勅令第176号）
- 明治三十年勅令第百七十八号（葉煙草専売所見習員ニ関スル件）中改正削除ノ件（勅令第177号）
- 明治三十年勅令第七十六号（主理任用ニ関スル件）中追加ノ件（勅令第178号）
- 林野整理審査会規則（勅令第179号）
- 在外各地郵便電信局長兼任ニ関スル件（勅令第180号）
- 海軍軍医学生薬剤学生造船学生造兵学生条例中追加ノ件（勅令第181号）
- 広島県蘆品、神石、甲奴ノ三郡ニ郡長一人ヲ置クコト廃止ノ件（勅令第182号）
- 臨時沖縄県土地整理事務局書記任用及俸給ニ関スル件（勅令第183号）
- 海軍高等武官補充条例中改正追加ノ件（勅令第184号）
- 清国及韓国在勤警部巡査任用及支給規則中改正追加ノ件（勅令第185号）
- 明治三十二年法律第五号（新聞紙条例第六条中改正）施行期日ノ件（勅令第186号）
- 固定軍用電信ヲ公衆通信ノ用ニ供スル件（勅令第187号）
- 陸軍中央幼年学校条例中改正追加ノ件（勅令第188号）
- 陸軍地方幼年学校条例中追加ノ件（勅令第189号）
- 海軍警査服制（勅令第190号）
- 北海道庁支庁名称位置及管轄区域中加除ノ件（勅令第191号）
- 外交官及領事官赴任及賜暇規則第二条中改正ノ件（勅令第192号）
- 海軍主計官練習所条例（勅令第193号）
- 海軍病院条例別表中改正ノ件（勅令第194号）
- 特許、意匠及商標ニ関スル手数料ノ件（勅令第195号）
- 府県立師範学校長俸給並公立学校職員退隠料及遺族扶助料法ニ於ケル学校職員ノ資格及其ノ在職年数算定ニ関スル件（勅令第196号）
- 明治二十五年勅令第十八号（市町村立小学校教員退隠料等ノ支給ニ関スル在職年数算定ノ件）第三条中改正削除ノ件（勅令第197号）
- 明治二十五年勅令第三十二号（府県立師範学校公立中学校ノ学校長正教員及市町村立小学校正教員ノ退隠料遺族扶助料ニ関スル権利ノ障害出訴ノ件）中追加ノ件（勅令第198号）
- 府県立師範学校長俸給並公立学校職員退隠料及遺族扶助料法納金収入規則第一条中改正ノ件（勅令第199号）
- 学校職員恩給審査規程第一条第九条中改正削除ノ件（勅令第200号）
- 公立学校職員退隠料等ニ関スル件（明二九法一三）ノ施行ニ関スル件（勅令第201号）
- 文部省外国留学生規程中改正削除ノ件（勅令第202号）
- 明治三十年勅令第二百十九号（京都帝国大学理工科大学講座ノ件）中改正ノ件（勅令第203号）
- 税関事務官補監視及監吏特別任用令（勅令第204号）
- 登録税法施行規則（勅令第205号）
- 陸軍用地ノ生産物ヲ売渡ストキ随意契約ニ依ルコトヲ得ルノ件（勅令第206号）
- 臨時税関工事部官制（勅令第207号）
- 臨時税関工事部職員官等俸給ノ件（勅令第208号）
- 高等官官等俸給令中追加ノ件（勅令第209号）
- 薬剤師試験委員官制第十条中追加ノ件（勅令第210号）
- 葉煙草専売法犯則処分ニ関スル書類送達ノ件（勅令第211号）
- 陸軍省官制第二十条改正ノ件（勅令第212号）
- 海軍造兵廠条例別表中改正追加ノ件（勅令第213号）
- 海軍造船生徒、造機生徒、造兵生徒及歯科医生徒令（勅令第214号）[海軍造兵生徒条例][海軍造船生徒及造兵生徒条例][海軍造船生徒、造機生徒及造兵生徒令]
- 海軍生徒学生手当金規則中改正追加ノ件（勅令第215号）
- 海軍警査給助ノ件（勅令第216号）
- 海軍省官制中改正ノ件（勅令第217号）
- 航路標識管理所技手及看守月手当ノ件（勅令第218号）[航路標識看守月手当ノ件]
- 明治三十年勅令第百九十五号（市町村ニ於テ徴収スヘキ国税ノ件）中改正ノ件（勅令第219号）
- 陸軍管区表中改正ノ件（勅令第220号）
- 政府ニ於テ輸入ノタメ葉煙草ヲ買入ルルトキ随意契約ノ件（勅令第221号）
- 陸軍給与令（勅令第222号）
- 屯田兵給与令（勅令第223号）
- 台湾島及澎湖島駐箚陸軍部隊給与規則中改正削除ノ件（勅令第224号）
- 韓国駐箚陸軍部隊給与ノ件（勅令第225号）
- 府県会議員ノ選挙人名簿ニ関スル件（勅令第226号）
- 島嶼ノ府県会議員選挙ニ関スル件（勅令第227号）
- 島嶼ニ関スル府県行政ノ特例ニ関スル件（勅令第228号）
- 海軍炭礦採掘ノ請負及粗悪炭並粉炭払下随意契約ノ件（勅令第229号）
- 鎮守府条例中改正加除ノ件（勅令第230号）
- 鎮守府艦隊条例（勅令第231号）
- 艦隊条例中改正加除ノ件（勅令第232号）
- 罹災救助基金法施行期日ノ件（勅令第233号）
- 宅地組換ニ関スル件（勅令第234号）
- 特許代理業者登録規則（勅令第235号）
- 農商務省官制中改正ノ件（勅令第236号）
- 高等官官等俸給令中加除ノ件（勅令第237号）
- 農商務省特許局兼任審判官官等ノ件（勅令第238号）
- 塩業調査所ニ顧問ヲ置クノ件（勅令第239号）
- 酒精造石税ニ相当スル金額ノ下戻請求手続ニ関スル件（勅令第240号）
- 石数ヲ以テ積量ヲ表示スル船舶ニ船員法施行ノ件（勅令第241号）
- 明治三十一年勅令第百三十三号（船籍証書測度証書等ニ関スル件）廃止ノ件（勅令第242号）
- 船員手帖ノ交付、訂正又ハ書換等ニ関スル手数料ノ件（勅令第243号）
- 鉄道作業局官制第七条中改正ノ件（勅令第244号）
- 陸軍監獄看守長及看守服制中改正加除ノ件（勅令第245号）
- 台湾樟脳局官制（勅令第246号）
- 台湾樟脳局職員官等俸給令（勅令第247号）
- 台湾樟脳局事務官特別任用ノ件（勅令第248号）
- 関税訴願審査会令（勅令第249号）[関税訴願審査委員会規則]
- 福島県会解散ノ件（勅令第250号）
- 帝国ト各国トノ通商航海条約実施期日ノ件（勅令第251号）
- 北海道庁官制中改正追加ノ件（勅令第252号）
- 地方官官制中改正追加ノ件（勅令第253号）
- 各省官制通則第七条中追加ノ件（勅令第254号）
- 高等官官等俸給令中追加ノ件（勅令第255号）
- 北海道庁府県視学官俸給ノ件（勅令第256号）
- 視学俸給ノ件（勅令第257号）
- 明治三十年勅令第百四十号（地方視学設置ノ件）同第二百二十五号（地方視学俸給ノ件）廃止ノ件（勅令第258号）
- 文武判任官等級表中加除ノ件（勅令第259号）
- 視学官及視学特別任用令（勅令第260号）
- 明治三十年勅令第三百四十五号（文部省視学官図書審査官及図書審査官補任用ノ件）中削除ノ件（勅令第261号）
- 小学校令中郡視学ニ関スル五箇条ノ規定廃止ノ件（勅令第262号）
- 海事局官制（勅令第263号）
- 地方海員審判所管轄区域ノ件（勅令第264号）
- 海員審判所職員定員及任用令中改正ノ件（勅令第265号）
- 商船学校官制第三条中追加ノ件（勅令第266号）
- 高等官官等俸給令中改正加除ノ件（勅令第267号）
- 商船学校職員俸給ノ件（勅令第268号）
- 海事局長任用ノ件（勅令第269号）
- 船舶登記規則（勅令第270号）
- 小商人ノ範囲ニ関スル件（勅令第271号）
- 外国会社ノ支店及外国人カ設立シタル会社並組合ニ関スル件（勅令第272号）
- 外国保険会社ニ関スル件（勅令第273号）
- 国有土地建物物件譲与ニ関スル件（勅令第274号）
- 臨時陸軍建築部官制中改正削除ノ件（勅令第275号）
- 府県税家屋税ニ関スル件（勅令第276号）
- 行旅病人死亡人等ノ引取及費用弁償ニ関スル件（勅令第277号）- 行旅病人死亡人等ノ引取及費用弁償ニ関スル件 - e-Gov法令検索
- 韓国ニ渡航禁止ノ件（勅令第278号）
- 特許局審判事務章程（勅令第279号）
- 外交官及領事官官制（勅令第280号）
- 在外公館職員定員令（勅令第281号）
- 在外公館職員官等令（勅令第282号）
- 公使館領事館費用条例中改正加除ノ件（勅令第283号）
- 明治二十八年勅令第百五十号（外交官領事官及貿易事務官更代ノ際臨時増員ノ件）中改正追加ノ件（勅令第284号）
- 市部会郡部会等ノ特例ニ関スル件（勅令第285号）
- 河川法施行規程第二条中追加ノ件（勅令第286号）
- 明治二十九年勅令第二百三十五号（河川ニ関スル行政監督ノ件）第二条中追加ノ件（勅令第287号）
- 明治二十九年勅令第三百三十一号（河川台帳ニ関スル件）第七条第十条中改正ノ件（勅令第288号）
- 失火ノ責任ニ関スル法律、（明三二法四〇）銀行ニ関スル法律ニ定メタル過料ニ関スル法律（明三二法五三）国籍法、外国艦船乗組員ノ逮捕留置ニ関スル援助法及国籍喪失者ノ権利ニ関スル法律（明三二法九四）ヲ台湾ニ施行スルノ件（勅令第289号）
- 特許法意匠法及商標法ヲ台湾ニ施行スルノ件（勅令第290号）
- 台湾官有森林原野及産物特別処分令第一条中追加ノ件（勅令第291号）
- 明治二十九年勅令第三百五号（台湾総督府国語学校同附属学校師範学校及国語伝習所生徒学資金旅費日当支給ノ件）中追加ノ件（勅令第292号）
- 外国船乗込規則廃止ノ件（勅令第293号）
- 北海道庁森林監守服制（勅令第294号）
- 北海道庁森林監守給与品及貸与品規則（勅令第295号）
- 中央衛生会官制第五条第七条改正ノ件（勅令第296号）
- 北海道鉄道部官制（勅令第297号）
- 高等官官等俸給令中追加ノ件（勅令第298号）
- 北海道庁高等官俸給令第一条中追加ノ件（勅令第299号）
- 台湾総督府法院検察官任用ノ件（勅令第300号）
- 著作権法ヲ台湾ニ施行スルノ件（勅令第301号）
- 遺失物法ヲ台湾ニ施行スルノ件（勅令第302号）
- 台湾ニ於テ施行スル鉄道敷設灯台建築及築港其他直営事業ニ関スル随意契約ノ件（勅令第303号）[台湾総督府ニ於テ施行スル鉄道敷設灯台建築及築港其他直営事業ニ関スル随意契約ノ件]
- 沖縄県土地整理法中報償ニ関スル件（勅令第304号）
- 北海道鉄道部物件ノ売買貸借随意契約ノ件（勅令第305号）
- 陸軍監獄条例中改正削除ノ件（勅令第306号）
- 製鉄所官制（勅令第307号）
- 郵便及電信局、在外郵便電信局郵便局、郵便為替貯金管理所及電話交換局職員定員第一条中改正ノ件（勅令第308号）
- 従軍記章褫奪及佩用停止取扱手続ニ関スル件（勅令第309号）
- 臨時台湾鉄道敷設部事務官特別任用令（勅令第310号）
- 臨時台湾鉄道敷設部職員官等俸給令第二条改正ノ件（勅令第311号）
- 台湾総督府職員加俸支給規則第一条中追加ノ件（勅令第312号）
- 著作権法施行期日ノ件（勅令第313号）
- 著作権法施行ニ関スル件（勅令第314号）
- 府県行政及郡行政ニ関シ主務大臣ノ許可ヲ要セサル事項ニ関スル件（勅令第315号）
- 府県費ノ分賦及不均一賦課ニ関スル件（勅令第316号）
- 関税法施行期日ノ件（勅令第317号）
- 噸税法施行期日ノ件（勅令第318号）
- 関税法施行規則（勅令第319号）
- 噸税法施行規則（勅令第320号）
- 京都帝国大学法科大学及医科大学講座ノ件（勅令第321号）
- 台湾ニ登録税法ヲ施行スルノ件（勅令第322号）
- 朝鮮総督府、台湾総督府又ハ樺太庁ニ於テ鉄道事業ニ要スル鉄道用品ノ売買貸借ニ関スル随意契約ノ件（勅令第323号）[台湾総督府ニ於テ鉄道事業ニ要スル鉄道用品ノ売買貸借ニ関スル随意契約ノ件][朝鮮総督府又ハ台湾総督府ニ於テ鉄道事業ニ要スル鉄道用品ノ売買貸借ニ関スル随意契約ノ件]
- 台湾総督府法院判官検察官及書記ノ服制ニ関スル件（勅令第324号）
- 陸軍所属特別文官俸給令（勅令第325号）
- 海港検疫法施行期日ノ件（勅令第326号）
- 明治三十二年法律第五十号（外国人ノ署名捺印及無資力証明ニ関スル件）施行期日ノ件（勅令第327号）
- 要港部条例中改正追加ノ件（勅令第328号）
- 外国人又ハ外国法人ノ権利ノ目的タル不動産ニ関スル件（勅令第329号）
- 海軍砲術練習所条例中改正加除ノ件（勅令第330号）
- 海軍水雷術練習所条例中改正削除ノ件（勅令第331号）
- 海軍機関術練習所条例中改正削除ノ件（勅令第332号）
- 帝国ノ臣民又ハ法人ニ於テ外国人又ハ外国法人ノ為ニ永久存続ノ意思ヲ以テ設定シタル地上権又ハ賃借権ヲ取得シタル場合ニ関スル件（勅令第333号）
- 在台湾陸軍軍人ノ日覆ニ白布ヲ垂下スル件（勅令第334号）
- 海軍監獄官制（勅令第335号）
- 高等官官等俸給令中追加ノ件（勅令第336号）
- 海軍監獄官俸給ノ件（勅令第337号）
- 海軍監獄官特別任用令（勅令第338号）
- 台湾総督府地方官官制第八条第三十六条中追加ノ件（勅令第339号）
- 酒造組合規則（勅令第340号）
- 明治三十二年法律第七十四号（製造煙草輸出交付金ニ関スル件）施行ニ関スル件（勅令第341号）
- 開港ノ指定ニ関スル件（勅令第342号）
- 台湾総督府評議会章程第一条中改正追加ノ件（勅令第343号）
- 監獄則中改正加除ノ件（勅令第344号）
- 助産婦規則（勅令第345号）[産婆規則]
- 東京ニ設置スル陸軍監獄ノ管理並其ノ監獄長所属ノ件（勅令第346号）
- 府県参事官典獄特別任用令廃止ノ件（勅令第347号）
- 台湾総督府官制中改正ノ件（勅令第348号）
- 公立学校職員ノ懲戒ニ関スル件（勅令第349号）
- 海港検疫所職員服制（勅令第350号）
- 税関支署名称位置及管轄区域表中加除ノ件（勅令第351号）
- 条約若ハ慣行ニ依リ居住ノ自由ヲ有セサル外国人ノ居住及営業等ニ関スル件（勅令第352号）
- 海軍軍人俸給令中改正追加ノ件（勅令第353号）
- 行政裁判所長官評定官懲戒令（勅令第354号）
- 明治二十三年勅令第百十一号（行政裁判所評定官及書記ノ定員並職務ノ件）第一条中追加ノ件（勅令第355号）
- 水先法施行期日ノ件（勅令第356号）
- 水難救護法施行期日ノ件（勅令第357号）
- 要塞地帯法規定ノ要塞司令官ノ職務ニ関スル件（勅令第358号）
- 私立学校令（勅令第359号）
- 開港港則第一条中追加ノ件（勅令第360号）
- 社寺保管林規則（勅令第361号）
- 国有林野部分林規則（勅令第362号）
- 国有林野産物ノ随意契約ニ依ル売払ニ関スル件（勅令第363号）
- 国有林野委託規則（勅令第364号）
- 行旅病人及行旅死亡人取扱法ヲ台湾ニ施行スルノ件（勅令第365号）
- 銃砲火薬類取締法施行規則（勅令第366号）
- 明治三十二年勅令第二百七十七号（行旅病人死亡人等ノ引取及費用弁償ニ関スル件）第二条中追加ノ件（勅令第367号）
- 憲兵練習所条例（勅令第368号）
- 海軍服制中改正加除ノ件（勅令第369号）
- 台湾総督府法院職員官等俸給及定員令（勅令第370号）
- 台湾総督府税関官制（勅令第371号）
- 台湾総督府税関監吏俸給ノ件（勅令第372号）
- 台湾総督府職員服制中改正ノ件（勅令第373号）
- 砂防法第十一条ノ地租其ノ他ノ公課減免ニ関スル件（勅令第374号）
- 政府直接ニ従事スル官設鉄道工事一部ノ請負随意契約ノ件（勅令第375号）
- 明治三十二年勅令第二百七十八号（韓国渡航禁止ノ件）廃止ノ件（勅令第376号）
- 府県令議員及郡会議員選挙ニ関スル罰則（勅令第377号）
- 北海道区制中改正加除ノ件（勅令第378号）
- 陸軍乗馬飼養条例第一条中追加ノ件（勅令第379号）
- 明治十三年太政官達第二十二号（武官所有ノ軍用銃売買取扱規則）廃止ノ件（勅令第380号）
- 憲兵条例中改正加除ノ件（勅令第381号）
- 陸軍野戦砲兵射撃学校臨時学生入校ノ件（勅令第382号）
- 関税法ニ依ル通路ノ件（勅令第383号）[関税法及保税倉庫法ニ依ル通路ノ件]
- 国有林野及産物売払代金延納ノ件（勅令第384号）
- 北海道庁支庁名称位置及管轄区域表中改正削除ノ件（勅令第385号）
- 海軍主計官練習所条例別表中追加ノ件（勅令第386号）
- 台湾関税及出港税訴願審査委員会規則（勅令第387号）
- 海軍兵学校条例別表中改正削除ノ件（勅令第388号）
- 臨時緯度観測所官制（勅令第389号）
- 巡査看守俸給令中改正ノ件（勅令第390号）
- 河川敷地ノ公用ヲ廃シタル土地処分ニ関スル件（勅令第391号）
- 海軍軍人俸給令中改正加除ノ件（勅令第392号）
- 陸軍教導団条例廃止ノ件（勅令第393号）
- 教育総監部条例中削除ノ件（勅令第394号）
- 陸軍要塞砲兵射撃学校条例中改正削除ノ件（勅令第395号）
- 水路部条例別表中追加ノ件（勅令第396号）
- 北海道鉄道部鉄道事務官任用ニ関スル件（勅令第397号）
- 陸軍召集条例（勅令第398号）
- 陸軍看護卒服制（勅令第399号）
- 台湾総督府警察官及司獄官練習所ニ巡査看守ヲ置クヲ得ルノ件（勅令第400号）
- 台湾総督府警察官及司獄官練習所練習生ノ俸給ニ関スル件（勅令第401号）
- 警察賞与規則（勅令第402号）
- 開港港則第九条中追加ノ件（勅令第403号）
- 河川法準用令（勅令第404号）[河川法第五条ニ依レル命令ノ件]
- 軍衛間囚人及刑事被告人押送規則（勅令第405号）
- 海軍高等武官補充条例第十五条改正ノ件（勅令第406号）
- 連隊区司令部条例中改正削除ノ件（勅令第407号）
- 警備隊司令部条例中改正削除ノ件（勅令第408号）
- 沖縄警備隊区司令部条例中改正削除ノ件（勅令第409号）
- 判事検事官等俸給令第二条中改正ノ件（勅令第410号）
- 陸軍武官官等表中改正ノ件（勅令第411号）
- 文武判任官等級表中改正削除ノ件（勅令第412号）
- 政府施行ノ造林及伐木事業ニ要スル人夫雇傭並種苗供給ノ受負随意契約ノ件（勅令第413号）
- 旅団司令部条例中加除ノ件（勅令第414号）
- 師団監督部条例中改正削除ノ件（勅令第415号）
- 陸軍衛生材料廠条例（勅令第416号）
- 衛戍病院条例中改正削除ノ件（勅令第417号）
- 陸軍経理学校条例中改正削除ノ件（勅令第418号）
- 陸軍軍医学校条例中改正追加ノ件（勅令第419号）
- 陸軍獣医学校条例（勅令第420号）
- 陸軍砲兵工科学校条例（勅令第421号）
- 陸軍軍楽学校条例中改正削除ノ件（勅令第422号）
- 明治三十二年勅令第二百一号（公立学校職員退隠料等ニ関スル法律施行方ノ件）第二条中追加ノ件（勅令第423号）
- 遺失物法ニ依ル埋蔵物ヲ宮内省ニ譲渡スルトキハ随意契約ニ依ルコトヲ得ルノ件（勅令第424号）
- 税関官吏及水夫服制（勅令第425号）
- 台湾総督府鉄道部官制（勅令第426号）
- 台湾総督府鉄道部職員官等俸給令（勅令第427号）
- 台湾総督府鉄道部事務官特別任用令（勅令第428号）
- 図書館令（勅令第429号）
- 明治二十六年勅令第九十三号（帝国大学講座ノ件）中追加ノ件（勅令第430号）
- 台湾総督府師範学校官制中追加ノ件（勅令第431号）
- 陸軍補充条例中改正加除ノ件（勅令第432号）
- 勧業債券ヲ会計規則第六十九条及第百三条ノ保証金ニ使用スルノ件（勅令第433号）
- 伝染病予防ノタメ物件輸入禁止ニ関スル件（勅令第434号）
- 教育基金令（勅令第435号）
- 陸軍服役条例中改正削除ノ件（勅令第436号）
- 海水ニ触接スル工事及水道工事ニ要スル「セメント」ノ購入随意契約ノ件（勅令第437号）
- 陸軍武官進級令中改正追加ノ件（勅令第438号）
- 明治三十一年勅令第百七十五号（度量衡定期検定ニ要スル臨時技手ノ件）廃止ノ件（勅令第439号）
- 皇族附海軍武官官制第一条中改正ノ件（勅令第440号）
- 陸軍将校服制中改正ノ件（勅令第441号）
- 陸軍一等諸工長、一等計手、一等楽手以下服制ノ件（勅令第442号）
- 陸軍給与令中改正加除ノ件（勅令第443号）
- 屯田兵給与令中改正加除ノ件（勅令第444号）
- 台湾島及澎湖島駐箚陸軍部隊給与規則中改正加除ノ件（勅令第445号）
- 海軍高等武官補充条例第十六条中追加ノ件（勅令第446号）
- 海軍志願兵条例第五条中改正ノ件（勅令第447号）
- 定時間外服業シタル技手ニ日額給与ノ件（勅令第448号）
- 海軍砲術練習所条例中追加ノ件（勅令第449号）
- 海軍水雷術練習所条例中追加ノ件（勅令第450号）
- 海軍機関術練習所条例中追加ノ件（勅令第451号）
- 台湾島及澎湖島駐在海軍軍人軍属給与規則中改正ノ件（勅令第452号）
- 地方官官制中郡視学ニ関スル規定施行ノ際ニ於ケル郡視学任用ノ件（勅令第453号）
- 海軍機関学校条例別表改正ノ件（勅令第454号）
- 台湾ニ於ケル関税及専売規則等違反申告者賞与ニ関スル件（勅令第455号）
- 官立公立ノ学校又ハ図書館ノ職員ト教官其ノ他教育事務ニ従事スル文官トノ間ノ転任ニ関スル件（勅令第456号）[公立学校職員ト教官其ノ他教育事務ニ従事スル文官トノ間ノ転任ニ関スル件]
- 会計検査院事務章程（勅令第457号）
- 外国人又ハ外国法人ノ権利ノ目的タル不動産ニ関スル件中改正ノ件（勅令第458号）
- 明治二十五年勅令第五十七号（小包郵便物ニ関スル件）中追加ノ件（勅令第459号）
- 開港及開港ニ於テ輸出スヘキ貨物ノ指定ニ関スル件中追加ノ件（勅令第460号）
- 帝国政府ト英国政府トノ間ニ締結セル裁判管轄権ニ関スル議定書（6月12日勅令）
- 帝国政府ト仏蘭西国政府トノ間ニ締結セル裁判管轄権ニ関スル議定書（7月1日勅令）
- 帝国政府ト白耳義国政府トノ間ニ締結セル裁判管轄権ニ関スル議定書（7月1日勅令）
- 帝国政府ト伊太利国政府トノ間ニ締結セル裁判管轄権ニ関スル議定書（7月8日勅令）
- 万国工業所有権保護同盟条約（7月13日勅令）
- 文学的及美術的著作物保護万国同盟創設ニ関スル条約及追加規定並解釈宣言書（7月13日勅令）
- 日本国及希臘国間修好通商航海条約（10月12日勅令）

## 明治33年
- 野戰砲兵ノ服制ニ關スル件（勅令第1号)
- 整理地登記規則（勅令第2号）
- 馬ノ仮性皮疽予防ノ件（勅令第3号）
- 耕地整理法施行期日ノ件（勅令第4号）
- 北海道庁森林監守規程中改正ノ件（勅令第5号）
- 葉煙草専売資金会計規則第五条中追加ノ件（勅令第6号）
- 陸軍砲工学校員外学生在学年限延期ノ件（勅令第7号）
- 地方幼年学校条例第十四条中改正ノ件（勅令第8号）
- 外国政府ノ招聘ニ応スル官吏ニ関スル件（勅令第9号）
- 税関事務官補監視及監吏特別任用令第四条中追加ノ件（勅令第10号）
- 間接国税ノ検査ニ従事スル官吏ノ服制（勅令第11号）
- 台湾総督府税関監吏ノ賞罰ニ関スル件（勅令第12号）
- 明治三十一年勅令第百九十三号（台湾総督府判任職員任用ノ件）中追加ノ件（勅令第13号）
- 台湾総督府監獄監吏特別任用ノ件（勅令第14号）[台湾総督府警部監獄書記看守長特別任用ノ件][台湾総督府警部監獄監吏特別任用ノ件]
- 台湾総督府文官特別任用令（明二九勅一〇三）ニ依リ任用セラレタル文官ノ同一官職ニ限リ転任スルヲ得ルノ件（勅令第15号）
- 舞鶴水雷団所属ノ件（勅令第16号）
- 海軍葬喪令（勅令第17号）
- 農商務省官制中追加ノ件（勅令第18号）
- 高等官官等俸給令中追加ノ件（勅令第19号）
- 専売局作業会計規則（勅令第20号）
- 海上衝突予防法ヲ台湾ニ施行スルノ件（勅令第21号）
- 台湾総督府警察官及司獄官練習所官制中改正削除ノ件（勅令第22号）
- 臨時陸軍建築部官制中削除ノ件（勅令第23号）
- 海軍造船廠条例別表中改正ノ件（勅令第24号）
- 台湾総督府及其ノ所轄官庁技手ノ進級ニ関スル件（勅令第25号）
- 鉱山監督署官制中改正ノ件（勅令第26号）
- 海軍大学校条例中改正削除ノ件（勅令第27号）
- 海軍砲術練習所条例中削除ノ件（勅令第28号）
- 海軍水雷術練習所条例中削除ノ件（勅令第29号）
- 農会令（勅令第30号）
- 明治三十二年勅令第三百十五号（府県行政及郡行政ニ関シ主務大臣ノ許可ヲ要セサル事項ニ関スル件）中追加ノ件（勅令第31号）
- 台湾総督府地方官官制第三十五条中削除ノ件（勅令第32号）
- 明治三十一年勅令第百十五号（弁務署長俸給ノ件）中改正削除ノ件（勅令第33号）
- 海軍下士卒服役条例中改正加除ノ件（勅令第34号）
- 海軍下瀬火薬製造所条例別表中改正ノ件（勅令第35号）
- 台湾総督府官制中改正追加ノ件（勅令第36号）
- 台湾総督府職員官等俸給令中改正追加ノ件（勅令第37号）
- 測地学委員会官制第四条中改正ノ件（勅令第38号）
- 製鉄所ノ鉱山採掘及骸炭製造ノ請負並木用生産物払下随意契約ノ件（勅令第39号）
- 海軍機関術練習所条例別表中改正追加ノ件（勅令第40号）
- 皇族附陸軍武官官制第一条中改正ノ件（勅令第41号）
- 海兵団条例中加除ノ件（勅令第42号）
- 府県会議員及郡会議員選挙ニ関スル罰則失効力ノ件（勅令第43号）
- 恩給又ハ扶助料ノ仕払ヲ請求スル者ノ生存証書ニ関スル件（勅令第44号）
- 海軍高等武官補充条例中改正追加ノ件（勅令第45号）
- 海軍造兵廠条例中改正ノ件（勅令第46号）
- 国税徴収法ニ依ル公共団体指定ノ件（勅令第47号）
- 明治三十年勅令第百九十五号（市町村徴収国税ノ件）中追加ノ件（勅令第48号）
- 北海道庁官制第八条第九条中改正ノ件（勅令第49号）
- 明治二十七年勅令第八十五号（臨時土木工事ニ係ル職員設置ノ件）中改正ノ件（勅令第50号）
- 北海道一級町村制中改正加除ノ件（勅令第51号）
- 国税犯則取締法施行規則（勅令第52号）[間接国税犯則者処分法施行規則]
- 葉煙草専売法違犯事件ニ関スル法律（明三三法六八）施行規則トシテ間接国税犯則者処分法施行規則ヲ準用スルノ件（勅令第53号）
- 税関支署名称位置及管轄区域表中追加ノ件（勅令第54号）
- 海軍造兵材料資金造船材料資金会計規則（勅令第55号）[海軍造兵材料資金会計規則]
- 陸軍参謀及高等官衙副官補職ノ年限ニ関スル件（勅令第56号）
- 陸軍将校生徒試験委員条例第九条第十条中追加ノ件（勅令第57号）
- 印刷局官制第一条第二条中改正ノ件（勅令第58号）
- 外務省官制第十条改正ノ件（勅令第59号）
- 土木監督署官制中改正ノ件（勅令第60号）
- 明治二十七年勅令第八十四号（河川道路港湾調査ニ関スル臨時職員設置ノ件）中改正ノ件（勅令第61号）
- 衛生試験所官制中改正ノ件（勅令第62号）
- 医術開業試験委員官制第十条中改正ノ件（勅令第63号）
- 海港検疫所官制第二条中追加ノ件（勅令第64号）
- 大蔵省官制第八条改正ノ件（勅令第65号）
- 神戸長崎税関新営工事掌理ニ関スル臨時職員増置ノ件（勅令第66号）
- 自家用醤油税法施行規則（勅令第67号）
- 海軍軍医学生薬剤学生造船学生造兵学生主計学生条例第一条第二条中追加ノ件（勅令第68号）
- 東京帝国大学官制第七条第九条中改正ノ件（勅令第69号）
- 京都帝国大学官制第八条第九条中改正ノ件（勅令第70号）
- 林区署官制第六条第九条中改正ノ件（勅令第71号）
- 水産講習所官制第二条中改正ノ件（勅令第72号）
- 種馬牧場及種馬所官制第十三条中改正ノ件（勅令第73号）
- 林野整理局官制第八条第九条中改正ノ件（勅令第74号）
- 臨時海港検疫所官制（勅令第75号）
- 専売局官制中改正削除ノ件（勅令第76号）
- 交通至難ノ島嶼ニ設置シタル裁判所、検事局、区裁判所出張所及監獄ニ在勤スル判事、検事、裁判所書記、監獄書記、看守長、看守、雇員ニ月手当給与ノ件（勅令第77号）[交通至難ノ島嶼ニ設置シタル裁判所及検事局並区裁判所出張所ニ在勤スル判事、検事、裁判所書記、雇員ニ月手当給与ノ件]
- 製鉄所官制第二条中改正ノ件（勅令第78号）
- 神宮神職懲戒令（勅令第79号）
- 日本薬局方調査会官制（勅令第80号）
- 府県税徴収ニ関スル件（勅令第81号）
- 税務管理局税務署及管轄区域表中改正ノ件（勅令第82号）
- 陸軍大学校条例第二十四条削除ノ件（勅令第83号）
- 文部省直轄諸学校官制中追加ノ件（勅令第84号）
- 文部省直轄諸学校高等官官等俸給令中追加ノ件（勅令第85号）
- 文部省直轄諸学校職員定員中改正追加ノ件（勅令第86号）
- 明治二十六年勅令第九十三号（帝国大学講座ノ件）中改正追加ノ件（勅令第87号）
- 種牛牧場官制（勅令第88号）
- 鉄道国有調査会規則廃止ノ件（勅令第89号）
- 神宮司庁職員官等俸給ノ件（勅令第90号）
- 明治三十一年勅令第百八十九号（神宮衛士長同副長及衛士ニ関スル件）第一条中改正ノ件（勅令第91号）
- 台湾総督府電話交換局官制（勅令第92号）
- 地方高等官俸給令（勅令第93号）
- 島地指定ニ関スル件（勅令第94号）
- 地方官官制中改正追加ノ件（勅令第95号）
- 文武判任官等級表中追加ノ件（勅令第96号）
- 庁府県ニ臨時検疫官ヲ置クノ件（勅令第97号）
- 東京市京都市大阪市ヲ除クノ外人口二十万以上ノ市ノ区ニ関スル件（勅令第98号）
- 土地収用法施行令（勅令第99号）
- 土地収用法第六条ニ依ル命令ノ件（勅令第100号）
- 土地収用法第四十六条ニ依ル合同収用審査会ニ関スル件（勅令第101号）
- 土地収用法第六十九条ニ依ル命令ノ件（勅令第102号）
- 土地収用法第八十五条ニ依ル命令ノ件（勅令第103号）
- 明治三十年勅令第四百四十一号（専売局雇員使用ノ件）中改正ノ件（勅令第104号）
- 常設海軍軍法会議ニ於ケル主理録事定員ノ件（勅令第105号）
- 文部省官制中改正加除ノ件（勅令第106号）
- 明治三十二年勅令第三百二十一号（京都帝国大学講座ノ件）中追加ノ件（勅令第107号）
- 明治三十年勅令第二百十九号（京都帝国大学講座ノ件）中改正ノ件（勅令第108号）
- 農商務省官制第十四条第十五条中改正ノ件（勅令第109号）
- 日本専管居留地経営事務所官制（勅令第110号）
- 日本専管居留地経営事務監督官及事務所職員旅費並手当支給ノ件（勅令第111号）
- 在外国帝国専管居留地特別会計法ヲ適用スヘキ居留地指定ノ件（勅令第112号）
- 在外国帝国専管居留地経営事務監督ノタメ臨時職員ヲ置クノ件（勅令第113号）
- 公使館領事館費用条例別表中追加ノ件（勅令第114号）
- 警察監獄学校官制中追加ノ件（勅令第115号）
- 警察監獄学校通訳官官等俸給ノ件（勅令第116号）
- 警察監獄学校職員俸給令中削除ノ件（勅令第117号）
- 高等官官等俸給令中加除ノ件（勅令第118号）
- 台湾総督府海港検疫所官制（勅令第119号）
- 台湾総督府海港検疫官特別任用ノ件（勅令第120号）
- 台湾総督府海港検疫所職員服制ノ件（勅令第121号）
- 台湾総督府海港検疫所職員官等俸給令（勅令第122号）
- 市町村行政ニ関シ主務大臣許可ノ職権ヲ府県知事ニ委任ノ件（勅令第123号）
- 臨時秩禄処分調査局官制（勅令第124号）
- 臨時秩禄処分調査局事務官特別任用ノ件（勅令第125号）
- 高等官官等俸給令中追加ノ件（勅令第126号）
- 会計規則中改正加除ノ件（勅令第127号）
- 作業及鉄道会計規則中改正削除ノ件（勅令第128号）
- 官立学校及図書館会計規則中改正ノ件（勅令第129号）
- 専売局作業会計規則中改正ノ件（勅令第130号）
- 陸軍給与令中改正加除ノ件（勅令第131号）
- 陸海軍准士官以下ニシテ恩給ヲ受クル者文官判任官以上ニ任セラレタル俸給ノ件（勅令第132号）
- 国民学校職員加俸令（勅令第133号）[市町村立小学校教員加俸令]
- 教員免許令（勅令第134号）
- 教員検定委員会官制（勅令第135号）
- 寄附財産ヲ以テ設置スル官立公立学校ニ関スル件（勅令第136号）
- 会計検査院属定員ノ件（勅令第137号）
- 明治三十年勅令第七十五号（会計検査院属臨時増置ノ件）廃止ノ件（勅令第138号）
- 税関仮置場法施行規則（勅令第139号）
- 明治二十八年勅令第七十一号（伝染病予防救治ニ従事スル官吏准官吏及傭員ニ手当支給ノ件）中改正ノ件（勅令第140号）
- 伝染病予防救治ニ従事スル者ノ療治料ニ関スル件（勅令第141号）
- 明治十九年閣令第二十三号（伝染病予防救治ニ従事スル官吏准官吏ニ手当支給ノ件）中改正削除ノ件（勅令第142号）
- 明治三十二年勅令第百五十一号（臨時林野下戻処分調査ニ関スル職員ノ件）第二条中改正ノ件（勅令第143号）
- 教育所ニ在ル孤児ノ後見職務執行ニ関スル特例（勅令第144号）
- 明治三十年勅令第百九十五号（市町村徴収国税ノ件）中改正ノ件（勅令第145号）
- 陸軍所属特別文官俸給令表中改正追加ノ件（勅令第146号）
- 叙位条例第四条改正ノ件（勅令第147号）
- 河川法第五十八条ニ依ル罰則（勅令第148号）
- 臨時工場調査ニ関スル職員ヲ置クノ件（勅令第149号）
- 鉱業及鉱採取業ニ関スル手数料ノ件（勅令第150号）
- 官吏遺族扶助法納金収入規則第二条中改正ノ件（勅令第151号）
- 海軍水雷術練習所条例別表中改正ノ件（勅令第152号）
- 領事官職務規則（勅令第153号）
- 台湾総督府灯台所官制第五条第六条中改正ノ件（勅令第154号）
- 明治三十三年度歳出予算中第一予備金ヲ以テ補充シ得ヘキ費途ノ件（勅令第155号）
- 都督部条例（勅令第156号）
- 教育総監部条例（勅令第157号）
- 陸軍兵器監部条例（勅令第158号）
- 砲兵工廠条例（勅令第159号）
- 陸軍兵器廠条例（勅令第160号）
- 各省官制通則中改正追加ノ件（勅令第161号）
- 内閣書記官長及各省官房長ノ任用及分限ニ関スル件（勅令第162号）
- 内務省官制中改正追加ノ件（勅令第163号）
- 造神宮使庁官制第五条中改正ノ件（勅令第164号）
- 高等官官等俸給令中改正追加ノ件（勅令第165号）
- 内務省官制中改正削除ノ件（勅令第166号）
- 司法省官制中改正追加ノ件（勅令第167号）
- 集治監仮留監官制中改正ノ件（勅令第168号）
- 警視庁官制中改正ノ件（勅令第169号）
- 地方官官制第四条第三十六条中改正ノ件（勅令第170号）
- 高等官官等俸給令中加除ノ件（勅令第171号）
- 監獄則中改正ノ件（勅令第172号）
- 台湾ニ在勤スル官吏ノ恩給及遺族扶助料ニ関スル法律（明三三法七五）及台湾ニ服役スル軍人ノ恩給及遺族扶助料ニ関スル法律（明三三法七六）ニ依ル風土病及流行病ノ種類指定ノ件（勅令第173号）
- 裁判所及台湾総督府法院共助ニ関スル費用及囚人刑事被告人押送ニ関スル件（勅令第174号）
- 宅地組換ニ関スル件（勅令第175号）
- 第五回内国勧業博覧会開設ノ件（勅令第176号）
- 逓信省官制中改正ノ件（勅令第177号）
- 郵便及電信局在外郵便電信局郵便局郵便為替貯金管理所及電話交換局職員定員中改正ノ件（勅令第178号）
- 東京郵便電信学校官制中改正ノ件（勅令第179号）
- 航路標識管理所官制中改正ノ件（勅令第180号）
- 海事局官制中改正ノ件（勅令第181号）
- 海員審判所職員定員及任用令中改正追加ノ件（勅令第182号）
- 港務局官制中改正追加ノ件（勅令第183号）
- 高等官官等俸給令中改正追加ノ件（勅令第184号）
- 鉄道作業局官制中改正追加ノ件（勅令第185号）
- 高等官官等俸給令中追加ノ件（勅令第186号）
- 逓信省外国留学生規程中改正ノ件（勅令第187号）
- 北海道ニ於ケル砂金採取者臨時取締ニ要スル職員ノ件（勅令第188号）
- 高等官官等俸給令中改正追加ノ件（勅令第189号）
- 外務省官制中改正追加ノ件（勅令第190号）
- 内務省官制中改正削除ノ件（勅令第191号）
- 明治三十三年勅令第百六十六号（内務省官制中改正）中改正ノ件（勅令第192号）
- 陸軍省官制（勅令第193号）
- 海軍省官制（勅令第194号）
- 海軍教育本部条例（勅令第195号）
- 海軍艦政本部条例（勅令第196号）
- 海軍軍令部条例第十八条及別表削除ノ件（勅令第197号）
- 艦隊条例中改正追加ノ件（勅令第198号）
- 鎮守府条例（勅令第199号）
- 海軍港務部条例（勅令第200号）
- 予備艦部条例（勅令第201号）
- 海軍兵器廠条例（勅令第202号）
- 海軍需品庫条例（勅令第203号）
- 海軍測器庫条例（勅令第204号）
- 海軍望楼条例（勅令第205号）
- 要港部条例（勅令第206号）
- 司法省官制中改正ノ件（勅令第207号）
- 文部省官制中改正追加ノ件（勅令第208号）
- 農商務省官制中改正ノ件（勅令第209号）
- 明治三十年勅令第百九十七号（秘書官他官ニ転任又ハ再任スル場合ノ官等ニ関スル件）中改正ノ件（勅令第210号）
- 文官懲戒令第二十三条中追加ノ件（勅令第211号）
- 軍事参議官条例中改正ノ件（勅令第212号）
- 陸軍砲工学校条例中改正削除ノ件（勅令第213号）
- 陸軍士官学校条例第二条中削除ノ件（勅令第214号）
- 陸軍中央幼年学校条例中改正削除ノ件（勅令第215号）
- 陸軍地方幼年学校条例中改正削除ノ件（勅令第216号）
- 陸軍軍楽学校条例第九条中改正ノ件（勅令第217号）
- 軍馬衛生会議条例（勅令第218号）
- 外交官及領事官官制第十条中改正ノ件（勅令第219号）
- 在外公館職員定員令中改正ノ件（勅令第220号）
- 公使館領事館費用条例中改正追加ノ件（勅令第221号）
- 警視庁高等官俸給令（勅令第222号）
- 明治三十一年勅令第二百六十八号（臨時検疫職員ノ件）中改正ノ件（勅令第223号）
- 陸軍一年志願兵条例中改正加除ノ件（勅令第224号）
- 水路部条例（勅令第225号）
- 海軍大学校条例中改正加除ノ件（勅令第226号）
- 海軍兵学校条例中改正加除ノ件（勅令第227号）
- 海軍機関学校条例中改正加除ノ件（勅令第228号）
- 海軍軍医学校条例（勅令第229号）
- 海軍砲術練習所条例中改正削除ノ件（勅令第230号）
- 海軍水雷術練習所条例中改正削除ノ件（勅令第231号）
- 海軍機関術練習所条例中改正削除ノ件（勅令第232号）
- 海軍主計官練習所条例中改正削除ノ件（勅令第233号）
- 海軍造船工練習所条例中削除ノ件（勅令第234号）
- 海軍造兵廠条例中改正削除ノ件（勅令第235号）
- 海軍火薬製造所条例中改正削除ノ件（勅令第236号）
- 造船造兵監督官条例中改正ノ件（勅令第237号）
- 海軍技術会議条例中改正ノ件（勅令第238号）
- 海兵団条例中改正削除ノ件（勅令第239号）
- 海軍造船廠条例中改正加除ノ件（勅令第240号）
- 海軍病院条例中改正ノ件（勅令第241号）
- 明治三十年勅令第百十六号（度量衡器ノ制限其ノ製作修覆及販売ノ免許並検定ニ関スル件）中改正追加ノ件（勅令第242号）
- 府県ノ警視ニ関スル件（勅令第243号）
- 高等官官等俸給令中追加ノ件（勅令第244号）
- 明治三十二年勅令第三号（警視特別任用ノ件）中削除ノ件（勅令第245号）
- 明治三十二年勅令第一号（警部長特別任用ノ件）廃止ノ件（勅令第246号）
- 鉄道事務官補任用ニ関スル件（勅令第247号）
- 府道出納吏ノ身元保証並賠償責任ニ関スル件（勅令第248号）
- 税関官制第四条中改正ノ件（勅令第249号）
- 憲兵条例中改正加除ノ件（勅令第250号）
- 生糸検査所官制第六条中改正ノ件（勅令第251号）
- 開港港則第一条中改正追加ノ件（勅令第252号）
- 行政執行法施行令（勅令第253号）
- 台湾総督府官制第四条中改正ノ件（勅令第254号）
- 北海道ニ於テ農業者ノ設立スル産業組合ニ関スル件（勅令第255号）
- 第五回内国勧業博覧会事務局官制（勅令第256号）
- 第五回内国勧業博覧会事務局職員懲戒ニ関スル件（勅令第257号）
- 工業試験所官制（勅令第258号）
- 工業試験所長タル技師ノ俸給ニ関スル件（勅令第259号）
- 国税徴収法ニ依ル公共団体指定ノ件（勅令第260号）
- 北海道庁官制第七条中追加ノ件（勅令第261号）
- 港湾調査会規則（勅令第262号）
- 官設鉄道、郵便、電信、郵便為替及郵便貯金ニ属スル現金出納ニ関スル法律ヲ台湾ニ施行スルノ件（勅令第263号）
- 海軍准士官下士任用進級条例第十四条中改正ノ件（勅令第264号）
- 臨時検疫局官制（勅令第265号）
- 臨時検疫局職員官等俸給ノ件（勅令第266号）
- 屯田兵給与令第七表中改正ノ件（勅令第267号）
- 地方測候所職員ニ関スル件（勅令第268号）
- 北海道庁府県恩給顧問医ノ医術上事項審査ニ関スル件（勅令第269号）
- 明治二十五年勅令第六十一号（検査官補特別任用ノ件）廃止ノ件（勅令第270号）
- 明治二十九年勅令第百六十一号（会計検査院高等官年俸ノ件）中改正ノ件（勅令第271号）
- 高等官官等俸給令中改正追加ノ件（勅令第272号）
- 准士官以下ニシテ恩給ヲ受クル者文官判任以上ニ任セラレタル場合ニ於ケル諸給与及納金計算方ノ件（勅令第273号）
- 海軍艦船条例中追加ノ件（勅令第274号）
- 艦隊条例中追加ノ件（勅令第275号）
- 鎮守府艦隊条例中追加ノ件（勅令第276号）
- 清国事件費ニ関スル財政上必要処分ノ件（勅令第277号）
- 明治二十九年勅令第二百七十八号（台湾総督府所属税関監吏補巡査及看守銃器携帯ノ件）中改正ノ件（勅令第278号）
- 国有土地建物物件付与ニ関スル件（勅令第279号）
- 政府工事又ハ物件ノ購入ニ関スル指名競争ノ件（勅令第280号）
- 臨時油田調査ニ関スル職員ノ件（勅令第281号）
- 精神病者監護法第六条及第八条第三項ニ依レル監護ニ関スル件（勅令第282号）
- 海軍艦政本部条例中改正追加ノ件（勅令第283号）
- 鎮守府条例中改正削除ノ件（勅令第284号）
- 予備艦部条例中追加ノ件（勅令第285号）
- 海軍兵器廠条例第六条中改正ノ件（勅令第286号）
- 要港部条例中改正削除ノ件（勅令第287号）
- 海軍召集条例中改正ノ件（勅令第288号）
- 海軍下士卒服役条例中改正ノ件（勅令第289号）
- 陸軍乗馬飼養条例第一条中改正ノ件（勅令第290号）
- 台湾総督府国語学校長任用ニ関スル件（勅令第291号）
- 伝染病予防救治ニ従事スル者ノ手当金ニ関スル法律（明三三法三〇）ヲ台湾ニ施行スルノ件（勅令第292号）
- 衛戍病院条例中改正追加ノ件（勅令第293号）
- 馬匹ノ輸出ヲ禁止スルノ件（勅令第294号）
- 陸軍戦時給与規則中改正加除ノ件（勅令第295号）
- 海軍戦時給与規則中改正加除ノ件（勅令第296号）
- 海軍軍人俸給令中改正ノ件（勅令第297号）
- 将校演習旅行条例（勅令第298号）
- 台湾総督府陸軍幕僚附佐尉官臨時台湾土地調査局高等文官兼任ノ場合ニ於ケル俸給ニ関スル件（勅令第299号）
- 河川附近地制限令（勅令第300号）[河川法第四十七条ニ依ル命令ノ件]
- 産業組合法施行期日ノ件（勅令第301号）
- 台湾樟脳局官制（勅令第302号）
- 台湾樟脳局職員官等俸給令第一条中加除ノ件（勅令第303号）
- 明治三十二年勅令第二百四十八号（台湾樟脳局事務官特別任用ノ件）中改正ノ件（勅令第304号）
- 警察官及消防官服制中改正ノ件（勅令第305号）
- 明治二十二年勅令第三百六号（警察官及消防官帯剱ノ制）中削除ノ件（勅令第306号）
- 台湾総督府国語学校官制中改正ノ件（勅令第307号）
- 台湾総督府職員官等俸給令追加ノ件（勅令第308号）
- 台湾総督府国語学校舎監任用ニ関スル件（勅令第309号）
- 台湾総督府警察官及司獄官練習所舎監任用ニ関スル件（勅令第310号）
- 中央気象台官制中改正ノ件（勅令第311号）
- 動員ノ際陸軍諸官衙学校及憲兵隊附職員補充ノ件（勅令第312号）
- 海軍服制中改正加除ノ件（勅令第313号）
- 常設軍隊官衙学校ニ予備役後備役将校准士官下士ヲ補充シタル場合ニ於ケル身分取扱ノ件（勅令第314号）
- 陸軍将校生徒試験委員条例中改正ノ件（勅令第315号）
- 府県監獄費及府県監獄建築修繕費ノ国庫支弁ニ関スル法律（明三三法四）施行ノ際ニ於ケル国庫地方費ノ区分ニ関スル件（勅令第316号）
- 土木会規則第一条中削除ノ件（勅令第317号）
- 物品会計規則中改正追加ノ件（勅令第318号）
- 海軍特設船舶定員ノ航海加俸ニ関スル件（勅令第319号）
- 台湾総督府巡査及看守手当支給規則第一条改正ノ件（勅令第320号）
- 明治二十九年勅令第百八十一号（台湾総督府巡査看守及雇員傭員食料補給ノ件）中削除ノ件（勅令第321号）
- 陸軍給与令中追加ノ件（勅令第322号）
- 北海道鉄道部官制中改正追加ノ件（勅令第323号）
- 台湾総督府測候所官制第六条中改正ノ件（勅令第324号）
- 帝国図書館官制中改正追加ノ件（勅令第325号）
- 帝国図書館高等官官等俸給令（勅令第326号）
- 高等官官等俸給令中改正加除ノ件（勅令第327号）
- 高等官官等俸給令中加除ノ件（勅令第328号）
- 救恤又ハ学芸技術奨励寄附金等ノ保管出納ニ関スル件（勅令第329号）- 救恤又ハ学芸技術奨励寄附金等ノ保管出納ニ関スル件 - e-Gov法令検索
- 私設鉄道法及鉄道営業法施行期日ノ件（勅令第330号）
- 臨時台湾基隆築港局官制（勅令第331号）
- 臨時台湾基隆築港局職員官等俸給令（勅令第332号）
- 臨時台湾基隆築港局事務官特別任用令（勅令第333号）
- 台湾総督府海軍幕僚附判任文官ノ転任又ハ転勤ニ員スル件（勅令第334号）
- 台湾総督府海軍幕僚附判任文官他ニ転任、再任又ハ転勤ノ場合ニ於ケル俸給ニ関スル件（勅令第335号）
- 明治二十八年勅令第百二十六号（北海道ニ徴兵令施行ノ件）中改正追加ノ件（勅令第336号）
- 徴兵事務条例補則中改正追加ノ件（勅令第337号）
- 帝国図書館長司書官及司書任用ノ件（勅令第338号）
- 郵便法郵便為替法鉄道船舶郵便法及電信法ヲ台湾ニ施行スルノ件（勅令第339号）
- 臨時台湾土地調査局官制（勅令第340号）
- 臨時台湾土地調査局職員官等俸給令（勅令第341号）
- 大学文部省直轄諸学校及帝国図書館資金所属ノ不動産ニシテ一時使用セサルモノヲ貸渡ストキ随意契約ニ依ルヲ得ルノ件（勅令第342号）[帝国大学文部省直轄諸学校及帝国図書館資金所属ノ不動産ニシテ一時使用セサルモノヲ貸渡ストキ随意契約ニ依ルヲ得ルノ件]
- 陸軍野戦砲兵射撃学校へ臨時学生ヲ入校セシムルノ件（勅令第343号）
- 小学校令（勅令第344号）
- 陸軍戸山学校条例中改正削除ノ件（勅令第345号）
- 陸軍騎兵実施学校条例中改正削除ノ件（勅令第346号）
- 陸軍野戦砲兵射撃学校条例中改正加除ノ件（勅令第347号）
- 陸軍要塞砲兵射撃学校条例中改正加除ノ件（勅令第348号）
- 作業及鉄道会計規則第三十三条削除ノ件（勅令第349号）
- 予備役後備役各兵科尉官及各部士官ニ服装手当支給ノ件（勅令第350号）[予備役後備役中、少尉ニ服装手当支給ノ件][予備役後備役中少尉軍医及獣医ニ服装手当支給ノ件]
- 臨時台湾土地調査局職員其ノ他文官ノ特別徽章ニ関スル件（勅令第351号）
- 台湾総督府文官中鉄道停車場駅長同助役及車長ノ服制（勅令第352号）
- 海軍採炭所官制（勅令第353号）
- 明治二十五年勅令第五十七号（小包郵便物ノ郵便料保険料賠償金額容積重量及価額登記制限）廃止ノ件（勅令第354号）
- 明治二十一年勅令第六号（電信料及手数料ハ郵便切手ニテ納付ノ件）同第七十八号（鉄道所属電信電話線公衆ノ通信取扱規則）廃止ノ件（勅令第355号）
- 官庁用ノ電信及電話ニ関スル件（勅令第356号）
- 台湾総督府地方官官制中改正削除ノ件（勅令第357号）
- 台湾総督府地方高等官官等俸給令第二条改正ノ件（勅令第358号）
- 台湾総督府監獄官制（勅令第359号）
- 台湾総督府監獄職員官等俸給令（勅令第360号）
- 明治三十二年勅令第五十四号（台湾総督府県及庁看守定員ノ件）中改正ノ件（勅令第361号）
- 台湾総督府監獄監吏ノ服制並提灯徽章ニ関スル件（勅令第362号）
- 陸軍戦時給与規則第五条中追加ノ件（勅令第363号）
- 陸軍服制（勅令第364号）
- 官庁用並私設ノ電信電話事務ニ関スル件（勅令第365号）
- 外国ニ於テ鉄道ヲ敷設スル帝国会社ニ関スル件（勅令第366号）
- 台湾並在外陸海軍雇員傭人死傷手当金給与規則第一条改正ノ件（勅令第367号）
- 海軍軍医学校条例第八条中追加ノ件（勅令第368号）
- 臨時検疫局官制廃止ノ件（勅令第369号）
- 砲兵工廠条例中改正削除ノ件（勅令第370号）
- 領事館特別任用令中改正削除ノ件（勅令第371号）
- 台湾総督府警部監獄書記看守長特別任用ノ件中改正ノ件（勅令第372号）
- 明治三十一年勅令第百九十三号（台湾総督府判任職員任用ノ件）中改正追加ノ件（勅令第373号）
- 神部署官制（勅令第374号）
- 神部署職員俸給ノ件（勅令第375号）
- 神宮司庁官制中改正加除ノ件（勅令第376号）
- 明治三十一年勅令第百八十九号（神宮衛士長衛士副長衛士ニ関スル件）中改正ノ件（勅令第377号）
- 神宮司庁職員官等俸給中改正ノ件（勅令第378号）
- 神宮神職服制中改正ノ件（勅令第379号）
- 外国保険会社ニ関スル件（勅令第380号）
- 警視庁官制中改正加除ノ件（勅令第381号）
- 文武判任官等級表中追加ノ件（勅令第382号）
- 軍馬補充部条例第二条中追加ノ件（勅令第383号）
- 海軍艦船条例中改正追加ノ件（勅令第384号）
- 臨時国有林野ノ特別経営ニ関スル職員ノ件（勅令第385号）
- 高等官官等俸給令中改正ノ件（勅令第386号）
- 林区署官制第一条改正ノ件（勅令第387号）
- 清国駐在製鉄所職員月手当ノ件（勅令第388号）
- 神官神職懲戒令第一条中追加ノ件（勅令第389号）
- 陸軍補充条例中改正加除ノ件（勅令第390号）
- 明治三十年勅令第三百四十一号（衛戍病院附衛生部員並官衙学校附獣医補充ノ件）中追加ノ件（勅令第391号）
- 海軍高等武官補充条例中追加ノ件（勅令第392号）
- 海軍服制中改正ノ件中改正ノ件（勅令第393号）
- 陸軍現役兵ノ欠損補充ノ件（勅令第394号）
- 予備役後備役中、少尉ニ服装手当支給ノ件中改正追加ノ件（勅令第395号）
- 葉煙草耕作地区域ニ関スル件（勅令第396号）
- 台湾総督府国語学校官制中追加ノ件（勅令第397号）
- 明治二十七年勅令第二十二号（府社県社以下神社ノ神職ニ関スル件）第六条中追加ノ件（勅令第398号）
- 加工ノタメ輸入スル物品ニ関スル件（勅令第399号）
- 製鉄所ニ於ケル職工人夫雇傭ノ請負ニ関スル随意契約ノ件（勅令第400号）
- 地方森林会規則中改正ノ件（勅令第401号）
- 明治三十三年法律第五十三号（船舶検査法中改正加除）施行期日ノ件（勅令第402号）
- 台湾総督府臨時海港検疫所官制（勅令第403号）
- 公立学校職員退隠料等ニ関スル件（明二九法一三）ヲ台湾ニ施行スル件（勅令第404号）
- 衛戍病院条例第五条中追加ノ件（勅令第405号）
- 海軍大学校条例中追加ノ件（勅令第406号）
- 林区署官制中改正ノ件（勅令第407号）
- 官設鉄道郵便電信電話官署出納員現金出納ニ関スル件（勅令第408号）
- 相続人曠欠ノ場合ニ於テ国庫ニ帰属シタル財産ノ引渡ニ関スル件（勅令第409号）- 相続人曠欠ノ場合ニ於テ国庫ニ帰属シタル財産ノ引渡ニ関スル件 - e-Gov法令検索
- 臨時「ペスト」予防事務局官制（勅令第410号）
- 第五回内国勧業博覧会附属水族館設置ノ件（勅令第411号）
- 公使館領事館費用条例別表中改正ノ件（勅令第412号）
- 理学文書目録委員会官制（勅令第413号）
- 外国船舶検査規則（勅令第414号）
- 船員法第十四条ノ規定ニ依ル送還費用ノ償還ニ関スル件（勅令第415号）[船員法第二十三条ノ規定ニ依ル送還費用ノ償還ニ関スル件]
- 日本帝国「コンゴー」独立国間修好及居住ニ関スル宣言書（7月24日勅令）
- 千八百六十四年八月二十二日「ジュネヴァ」条約ノ原則ヲ海戦ニ応用スル条約（11月22日勅令）
- 陸戦ノ法規慣例ニ関スル条約（11月22日勅令）
- 軽気球上又ハ之ニ類似シタル新タナル他ノ方法ニ依リ投射物及爆発物ヲ投下スルコトヲ五箇年禁止スル宣言書（11月22日勅令）
- 国際紛争平和的処理条約（11月22日勅令）
- 窒息セシムヘキ瓦斯又ハ有毒質ノ瓦斯ヲ散布スルヲ唯一ノ目的トスル投射物ノ使用ヲ各自ニ禁止スル宣言書（11月22日勅令）- 窒息セシムヘキ瓦斯又ハ有毒質ノ瓦斯ヲ散布スルヲ唯一ノ目的トスル投射物ノ使用ヲ各自ニ禁止スル宣言書 - e-Gov法令検索
- 外包硬固ナル弾丸ニシテ其ノ外包中心ノ全部ヲ蓋包セス若ハ其ノ外包ニ截刻ヲ施シタルモノノ如キ人体内ニ入テ容易ニ開展シ又ハ扁平ト為ルヘキ弾丸ノ使用ヲ各自ニ禁止スル宣言書（勅令）〔通称：ダムダム弾禁止宣言,ダムダム弾の禁止に関するハーグ宣言,ダムダム弾の禁止に関するヘーグ宣言〕- 外包硬固ナル弾丸ニシテ其ノ外包中心ノ全部ヲ蓋包セス若ハ其ノ外包ニ截刻ヲ施シタルモノノ如キ人体内ニ入テ容易ニ開展シ又ハ扁平ト為ルヘキ弾丸ノ使用ヲ各自ニ禁止スル宣言書 - e-Gov法令検索
- 日英両国間締結死亡者ノ財産保護ニ関スル条約（12月1日勅令）

## 明治34年
- 防務条例（勅令第1号）
- 明治三十一年勅令第二百二十号（関税定率法ニ依ル輸入物品従量税目）中削除ノ件（勅令第2号）
- 陸軍砲工学校条例第十四条中追加ノ件（勅令第3号）
- 海軍被服条例（勅令第4号）
- 侍従武官徽章ノ制式及装著ニ関スル件（勅令第5号）
- 海軍検閲条例（勅令第6号）
- 逓信省部内ノ官吏ニシテ戦時若クハ事変ニ際シ所属部局以外ニ於テ臨時逓信ノ事務ニ従事シ又ハ陸海軍特設ノ事務ニ従事スル者ノ補欠ニ関スル件（勅令第7号）
- 政府直接従事ノ事業ニ要スル職工人夫雇傭ノ請負随意契約ノ件（勅令第8号）
- 陸軍兵備品会計規則第二条中追加ノ件（勅令第9号）
- 望楼長望楼手任用令中改正加除ノ件（勅令第10号）
- 明治二十年閣令第四号（官国幣社神職ノ件）中改正ノ件（勅令第11号）
- 警察賞与規則中追加ノ件（勅令第12号）
- 北海道庁支庁名称位置及管轄区域表中改正ノ件（勅令第13号）
- 明治三十一年勅令第百六十八号（臨時鉱区調査ニ関スル職員ノ件）廃止ノ件（勅令第14号）
- 明治三十一年勅令第百二十七号（鉄道書記補通信書記補欠員ノトキ雇員使用ノ件）中改正ノ件（勅令第15号）
- 文部省外国留学生規程（勅令第16号）
- 北海道会議員選挙令（勅令第17号）
- 北海道地方費令（勅令第18号）
- 北海道区制中改正追加ノ件（勅令第19号）
- 北海道一級町村制中改正追加ノ件（勅令第20号）
- 北海道水産税税区令（勅令第21号）
- 在外国電信局職員手当給与規則（勅令第22号）[在外国郵便及電信局官吏手当給与規則][在外国郵便局職員手当給与規則]
- 在外国郵便及電信局官吏賜暇規則（勅令第23号）
- 文部省直轄諸学校官制中改正削除ノ件（勅令第24号）
- 文部省直轄諸学校職員定員中改正追加ノ件（勅令第25号）
- 帝国図書館官制第二条中改正ノ件（勅令第26号）
- 要塞司令部条例（勅令第27号）
- 生糸検査所官制中改正削除ノ件（勅令第28号）
- 憲兵条例中改正削除ノ件（勅令第29号）
- 東京防禦総督部条例廃止ノ件（勅令第30号）
- 衛戍条例中改正削除ノ件（勅令第31号）
- 将校演習旅行条例中改正削除ノ件（勅令第32号）
- 明治三十二年勅令第三百四十六号（東京ニ設置スル陸軍監獄ノ管理並其監獄長所属ノ件）廃止ノ件（勅令第33号）
- 東京帝国大学官制第七条中改正ノ件（勅令第34号）
- 京都帝国大学官制第八条第九条中改正ノ件（勅令第35号）
- 明治二十六年勅令第九十三号（東京帝国大学講座ノ件）中改正追加ノ件（勅令第36号）
- 農商務省官制第十四条中改正ノ件（勅令第37号）
- 林区署官制中改正ノ件（勅令第38号）
- 明治三十三年勅令第三百八十五号（臨時国有林野ノ特別経営ニ関スル職員ノ件）中改正ノ件（勅令第39号）
- 鉱山監督署官制中改正ノ件（勅令第40号）
- 種馬牧場及種馬所官制中改正ノ件（勅令第41号）
- 水産講習所官制中改正ノ件（勅令第42号）
- 明治三十三年勅令第百四十九号（臨時工場調査ニ関スル職員ノ件）中改正追加ノ件（勅令第43号）
- 明治三十三年勅令第二百八十一号（臨時油田調査ニ関スル職員ノ件）中改正ノ件（勅令第44号）
- 肥料ノ分析鑑定ニ関スル職員ノ件（勅令第45号）
- 肥料礦物調査所官制（勅令第46号）
- 北海道庁官制中改正加除ノ件（勅令第47号）
- 明治二十七年勅令第八十五号（内務省直轄臨時土木工事施行ニ関スル職員ノ件）中改正ノ件（勅令第48号）
- 台湾総督府税関官制（勅令第49号）
- 台湾総督府税関職員官等俸給令（勅令第50号）
- 台湾総督府税関事務官特別任用令（勅令第51号）
- 台湾総督府税関管轄区域ノ件（勅令第52号）
- 海軍懲罰令第四条中追加ノ件（勅令第53号）
- 明治三十一年勅令第三百五十八号（千島国在勤ノ北海道庁職員ニ手当給与ノ件）中追加ノ件（勅令第54号）
- 教育基金令第二条中改正ノ件（勅令第55号）
- 官有財産管理規則第十六条第十七条中追加ノ件（勅令第56号）
- 巡査看守俸給令中改正追加ノ件（勅令第57号）
- 陸軍参謀及高等官衙副官補職ノ年限ニ関スル件（勅令第58号）
- 陸軍給与令中改正加除ノ件（勅令第59号）
- 台湾島及澎湖島駐箚陸軍部隊給与規則中改正追加ノ件（勅令第60号）
- 明治三十二年勅令第二百二十五号（韓国駐箚陸軍部隊給与ノ件）中追加ノ件（勅令第61号）
- 台湾総督府度量衡司検所官制（勅令第62号）
- 台湾総督府度量衡司検所職員官等俸給令（勅令第63号）
- 東京府下及沖縄県下ノ島嶼ニ在勤スル地方官庁ノ奏任官（技師）判任官及巡査雇員ニ手当給与ノ件（勅令第64号）[東京府下及沖縄県下ノ島嶼ニ在勤スル地方官庁ノ判任官及巡査雇員ニ手当給与ノ件]
- 専売局官制第三条中改正ノ件（勅令第65号）
- 明治三十二年勅令第百五十一号（臨時林野下戻処分調査ニ関スル職員ノ件）中改正削除ノ件（勅令第66号）
- 明治三十四年法律第三十二号施行期日ノ件（勅令第67号）
- 税関仮置場法施行規則中追加ノ件（勅令第68号）
- 逓信省外国留学生規程中改正削除ノ件（勅令第69号）
- 血清薬院官制第三条中改正ノ件（勅令第70号）
- 鉄道作業局官制中改正ノ件（勅令第71号）
- 行政裁判法ニ依ル組織及事務分配ノ件（勅令第72号）
- 行政裁判所処務規程中改正追加ノ件（勅令第73号）
- 台湾総督府官制第二十三条中改正ノ件（勅令第74号）
- 台湾総督府海港検疫所官制第四条中追加ノ件（勅令第75号）
- 台湾総督府監獄官制中加除ノ件（勅令第76号）
- 台湾総督府電話交換局官制中改正ノ件（勅令第77号）
- 台湾総督府電話交換局職員官等俸給令（勅令第78号）
- 台湾海事局官制（勅令第79号）
- 台湾海事局職員官等俸給令（勅令第80号）
- 台湾総督府測候所官制（勅令第81号）
- 台湾総督府測候所職員官等俸給令（勅令第82号）
- 台湾総督府図書編修職員官制（勅令第83号）
- 台湾総督府編修官官等俸給令（勅令第84号）
- 台湾総督府国語学校官制改正ノ件（勅令第85号）
- 台湾総督府国語伝習所官制中改正ノ件（勅令第86号）
- 台湾総督府地方官官制中改正追加ノ件（勅令第87号）
- 台湾総督府警部補俸給令（勅令第88号）
- 明治三十三年勅令第二百九十一号（台湾総督府国語学校長任用ノ件）中改正ノ件（勅令第89号）
- 恒春弁務署主記ヲ恒春庁属ニ任用ノ件（勅令第90号）
- 明治三十三年勅令第七十七号（交通至難ノ島嶼ニ在勤ノ判事検事裁判所書記並雇員ニ月手当給与ノ件）中改正追加ノ件（勅令第91号）
- 台湾総督府郵便及電信局官制中改正ノ件（勅令第92号）
- 税関官制第四条中改正ノ件（勅令第93号）
- 台湾総督府警部、警部補特別任用令（勅令第94号）
- 明治三十三年勅令第十四号（台湾総督府警部監獄監吏特別任用ノ件）中削除ノ件（勅令第95号）
- 明治三十四年度歳出予算中第一予備金ヲ以テ補充シ得ヘキ費途ノ件（勅令第96号）
- 北海道庁官制中追加ノ件（勅令第97号）
- 陸軍武官進級令第十九条中改正ノ件（勅令第98号）
- 東京及大阪工業学校改称ノ件（勅令第99号）
- 逓信省官制中改正追加ノ件（勅令第100号）
- 郵便及電信局、在外郵便電信局郵便局、郵便為替貯金管理所及電話交換局職員定員中改正ノ件（勅令第101号）
- 航路標識管理所官制第六条中改正ノ件（勅令第102号）
- 海事局官制第四条中改正ノ件（勅令第103号）
- 東京郵便電信学校官制中改正ノ件（勅令第104号）
- 商船学校官制中改正削除ノ件（勅令第105号）
- 警視庁官制第四条中改正ノ件（勅令第106号）
- 海軍軍人俸給令第四表中加除ノ件（勅令第107号）
- 台湾総督府巡査補待遇ニ関スル件（勅令第108号）
- 台湾総督府巡査補俸給令（勅令第109号）
- 明治三十一年勅令第六十八号（台湾総督府判任文官及巡査看守ニシテ土語通訳ヲ兼掌スル者特別手当ノ件）中改正ノ件（勅令第110号）
- 肥料取締法施行期日ノ件（勅令第111号）
- 海員審判所職員定員及任用令中改正ノ件（勅令第112号）
- 税務管理局官制中改正削除ノ件（勅令第113号）
- 東京帝国大学官制第三条中改正ノ件（勅令第114号）
- 帝国大学高等官官等俸給令第一条中削除ノ件（勅令第115号）
- 台湾総督府専売局官制（勅令第116号）
- 台湾総督府専売局職員官等俸給令（勅令第117号）
- 台湾総督府専売局事務官特別任用令（勅令第118号）
- 台湾総督府法院職員官等俸給及定員令第三条中改正ノ件（勅令第119号）
- 朝鮮又ハ台湾ニ於ケル政府ノ工事及物件ノ買入借入ニ関スル随意契約ノ件（勅令第120号）[台湾ニ於ケル政府ノ工事及物件ノ買入借入ニ関スル随意契約ノ件]
- 陸軍一年志願兵条例中改正追加ノ件（勅令第121号）
- 明治三十三年勅令第三百五十号（予備役後備役中少尉軍医及獣医ニ服装手当支給ノ件）中改正ノ件（勅令第122号）
- 臨時博覧会事務局官制廃止ノ件（勅令第123号）
- 在外公館職員定員令第一条中改正ノ件（勅令第124号）
- 公使館領事館費用条例別表中追加ノ件（勅令第125号）
- 北海道鉄道部官制第二条中改正ノ件（勅令第126号）
- 明治三十一年勅令第百十八号（台湾総督府警察官及司獄官練習所練習生手当及旅費ノ件）中削除ノ件（勅令第127号）
- 専売局作業会計規則中改正追加ノ件（勅令第128号）
- 司法省官制第七条中改正ノ件（勅令第129号）
- 台湾総督府警察官服制（勅令第130号）
- 政府ト私人トノ債務相殺ニ関スル件（勅令第131号）
- 軍機保護法ヲ台湾ニ施行スルノ件（勅令第132号）
- 京都帝国大学官制第八条中追加ノ件（勅令第133号）
- 京都帝国大学法科及医科大学講座ノ件中改正追加ノ件（勅令第134号）
- 京都帝国大学理工科大学講座ノ件中追加ノ件（勅令第135号）
- 漁業法施行準備ニ関スル臨時職員ノ件（勅令第136号）
- 漁業法施行準備ニ関スル府県臨時職員ノ件（勅令第137号）
- 間接国税ノ検査ニ従事スル官吏服制中改正ノ件（勅令第138号）
- 獣疫及畜牛結核病予防ニ関スル費用負担区分ノ件（勅令第139号）
- 澎湖島馬公ヲ要港ト為シ其ノ境域ヲ定ムルノ件（勅令第140号）
- 要港部条例中追加ノ件（勅令第141号）
- 台湾総督府海軍幕僚条例中改正削除ノ件（勅令第142号）
- 明治三十一年勅令第百九十三号（台湾総督府判任職員任用ノ件）中追加ノ件（勅令第143号）
- 海軍軍人俸給令中追加ノ件（勅令第144号）
- 陸軍諸部団隊官衙学校ニ予備役後備役ノ者ヲ以テ補充セシ場合ニ於ケル身分取扱ノ件（勅令第145号）
- 文官試験規則第十二条中追加ノ件（勅令第146号）
- 巡査看守退隠料及遺族扶助料法施行期日ノ件（勅令第147号）
- 巡査看守退隠料及遺族扶助料法施行令（勅令第148号）
- 巡査看守療治料、給助料及弔祭料給与令（勅令第149号）
- 巡査看守退隠料及遺族扶助料法ヲ台湾ニ施行スルノ件（勅令第150号）
- 巡査看守療治料、給助料及弔祭料給与令ヲ台湾ニ施行スルノ件（勅令第151号）
- 外国在勤警部巡査任用及支給規則第十四条改正ノ件（勅令第152号）
- 陸軍省官制附表中追加ノ件（勅令第153号）
- 明治三十三年清国事変ニ関シ賜フ一時賜金ノ交付ニ関スル件（勅令第154号）
- 砂糖消費税法ヲ台湾ニ施行スルノ件（勅令第155号）
- 会計規則第十五条中改正ノ件（勅令第156号）
- 製鉄所官制中改正追加ノ件（勅令第157号）
- 高等官官等俸給令中追加ノ件（勅令第158号）
- 明治三十一年勅令第三百四十八号（府県郡農事試験場水産試験場農事講習所水産講習所職員並農事巡廻教師林業巡廻教師水産巡廻教師ノ名称待遇任免及官等等級配当ノ件）中追加ノ件（勅令第159号）
- 海軍下士卒善行章行状条例（勅令第160号）
- 海軍主計官練習所条例中改正追加ノ件（勅令第161号）
- 海軍生徒学生手当金規則中削除ノ件（勅令第162号）
- 海軍服制中改正追加ノ件（勅令第163号）
- 酒造税法施行規則中改正追加ノ件（勅令第164号）
- 酒精及酒精含有飲料税法施行規則（勅令第165号）
- 酒精、酒類其ノ他酒精ヲ含有スル飲料輸出下戻金ニ関スル法律施行規則（勅令第166号）
- 医薬用工業用酒精戻税法施行規則（勅令第167号）
- 麦酒税法施行規則（勅令第168号）
- 砂糖消費税法施行規則（勅令第169号）
- 間接国税犯則者処分法施行規則第一条改正ノ件（勅令第170号）
- 明治二十三年勅令第二百四号（税関管轄区域）中改正ノ件（勅令第171号）
- 明治二十九年勅令第三百四十六号（税務管理局税務署及管轄区域）中改正ノ件（勅令第172号）
- 明治三十三年勅令第四百八号（官設鉄道郵便電信電話官署出納員現金出納ニ関スル件）中追加ノ件（勅令第173号）
- 明治三十一年勅令第一号（航路標識視察船及海底電線布設船乗組員ニ食卓料航海日当支給ノ件）中追加ノ件（勅令第174号）
- 明治三十三年勅令第百五号（常設海軍軍法会議ニ於ケル主理録事定員）中追加ノ件（勅令第175号）
- 海軍監獄官制中改正ノ件（勅令第176号）
- 臨時海軍建築部官制中改正削除ノ件（勅令第177号）
- 永代借地権ニ関スル件（勅令第178号）
- 政府ノ永代借地券ヲ以テ外国人又ハ外国法人ノタメニ設定シタル永代借地権ヲ取得シタル場合ニ関スル件（勅令第179号）
- 集治監仮留監官制中改正ノ件（勅令第180号）
- 高等教育会議規則中改正ノ件（勅令第181号）
- 海軍糧食条例中改正追加ノ件（勅令第182号）
- 明治二十三年勅令第百五十号（艦船乗員俸給前渡及糧食料前渡ノ件）中削除ノ件（勅令第183号）
- 明治二十六年勅令第九十三号（東京帝国大学講座ノ件）中改正追加ノ件（勅令第184号）
- 陸軍大学校条例（勅令第185号）
- 衆議院議員選挙法施行令（勅令第186号）[明治三十三年法律第七十三号衆議院議員選挙法施行令]
- 台湾総督府地方官官制中改正ノ件（勅令第187号）
- 船舶信号ニ関スル件（勅令第188号）
- 在外公館職員官等令第一条中改正ノ件（勅令第189号）
- 公使館領事館費用条例第二条中改正追加ノ件（勅令第190号）
- 議院建築調査会規則廃止ノ件（勅令第191号）
- 軍港要港ニ関スル件（明二三法二）及軍港要港規則違犯者処分ノ件（明二三法八三）ヲ台湾ニ施行スルノ件（勅令第192号）
- 陸軍特命検閲条例（勅令第193号）
- 教育総監部条例第十三条改正ノ件（勅令第194号）
- 師団司令部条例中改正加除ノ件（勅令第195号）
- 臨時台湾旧慣調査会規則（勅令第196号）
- 市町村ノ廃置分合等ニ因リ消滅スヘキ学校幼稚園及児童教育事務委託ノ存続ニ関スル件（勅令第197号）
- 屯田兵条例中改正ノ件（勅令第198号）
- 屯田兵移住給与規則中改正追加ノ件（勅令第199号）
- 屯田後備役兵村及下士兵卒監視規則廃止ノ件（勅令第200号）
- 台湾総督府官制中改正削除台湾総督府度量衡司検所官制廃止ノ件（勅令第201号）
- 台湾総督府地方官官制（勅令第202号）
- 台湾総督府師範学校官制中改正ノ件（勅令第203号）
- 台湾総督府小学校官制中改正ノ件（勅令第204号）
- 台湾公学校令第九条改正ノ件（勅令第205号）
- 台湾公学校官制第二条中改正ノ件（勅令第206号）
- 台湾総督府評議会章程第一条中改正ノ件（勅令第207号）
- 台湾総督府職員官等俸給令（勅令第208号）
- 明治三十三年勅令第二百九十九号（台湾総督府陸軍幕僚附佐尉官臨時台湾土地調査局高等文官兼任ノ場合俸給ノ件）中改正ノ件（勅令第209号）
- 台湾総督府庁参事ニ月手当支給ノ件（勅令第210号）
- 台湾総督府事務官特別任用令（勅令第211号）
- 台湾総督府警視特別任用令（勅令第212号）
- 台湾総督府専売局事務官特別任用令中改正ノ件（勅令第213号）
- 台湾総督府地方職員特別任用令（勅令第214号）
- 明治三十年勅令第百五十七号（台湾総督府管内街、庄、社ニ長ヲ置クノ件）第二条中改正ノ件（勅令第215号）
- 文官懲戒令第二十二条第二十三条中改正削除ノ件（勅令第216号）
- 台湾総督府警察官服制中改正追加ノ件（勅令第217号）
- 明治二十九年勅令第二百九十二号（法律命令ノ台湾ニ於ケル施行期限）中改正ノ件（勅令第218号）
- 東京府下及沖縄県下ノ島嶼ニ在勤スル地方官庁ノ判任官及巡査雇員ニ手当給与ノ件中追加ノ件（勅令第219号）
- 明治三十二年勅令第三百八十三号（関税法及保税倉庫法ニ依ル通路ノ件）中削除ノ件（勅令第220号）
- 高等官官等俸給令中削除ノ件（勅令第221号）
- 第五回内国勧業博覧会事務局官制第四条中改正ノ件（勅令第222号）
- 日本赤十字社条例（勅令第223号）
- 明治三十一年勅令第三百四十八号（道庁府県郡農事試験場水産試験場種畜場農事講習所水産講習所職員並農事巡廻教師林業巡廻教師水産巡廻教師ノ名称待遇任免及官等等級配当ノ件）中追加ノ件（勅令第224号）
- 公使館領事館費用条例中改正追加ノ件（勅令第225号）
- 台湾ニ於ケル物件ノ寄附ニ関スル件（勅令第226号）
- 明治三十年勅令第百六十九号（葉煙草専売法ヲ施行セサル地方ノ件）中追加ノ件（勅令第227号）
- 日西特別通商条約（4月8日勅令）- 日西特別通商条約 - e-Gov法令検索
- 日本帝国亜爾然丁英和国修好通商航海条約（10月1日勅令）

## 明治35年
- 明治三十二年勅令第四百五十五号（台湾ニ於ケル関税及専売規則等違反申告者賞与ニ関スル件）中追加ノ件（勅令第1号）
- 税務管理局税務署及管轄区域表中改正ノ件（勅令第2号）
- 支那駐箚陸軍部隊給与令（勅令第3号）[清国駐箚陸軍部隊給与令]
- 種牡牛馬種付料ニ関スル件（勅令第4号）[種牡馬種付料ニ関スル件]
- 各省ノ所管ニ係ル不動産ノ登記ノ嘱託ニ関スル件（勅令第5号）
- 台湾総督府郵便及電信局官制（勅令第6号）
- 台湾総督府職員官等俸給令中改正加除ノ件（勅令第7号）
- 台湾総督府通信書記補俸給ノ件（勅令第8号）
- 台湾総督府通信事務官通信事務官補特別任用令（勅令第9号）
- 陸軍衛生材料廠条例第一条中削除ノ件（勅令第10号）
- 陸軍武官官等表（勅令第11号）
- 陸軍省官制中改正加除ノ件（勅令第12号）
- 陸軍給与令中改正追加ノ件（勅令第13号）
- 陸軍補充条例中改正加除ノ件（勅令第14号）
- 陸軍一年志願兵条例中改正削除ノ件（勅令第15号）
- 陸軍服役条例中改正加除ノ件（勅令第16号）
- 師団司令部条例中加除ノ件（勅令第17号）
- 師団経理部条例（勅令第18号）
- 陸軍監督部条例（勅令第19号）
- 台湾陸軍経理部条例（勅令第20号）
- 陸軍糧秣廠条例（勅令第21号）
- 台湾陸軍補給廠条例中改正削除ノ件（勅令第22号）
- 陸軍被服廠条例（勅令第23号）
- 陸軍経理学校条例（勅令第24号）
- 陸軍服制中改正加除ノ件（勅令第25号）
- 主理任用ニ関スル件（勅令第26号）
- 官国幣社職制（勅令第27号）
- 官国幣社及神宮神部署神職任用令（勅令第28号）[官国幣社及神部署神職任用令]
- 神職懲戒令（勅令第29号）
- 神宮司庁職員任用令（勅令第30号）
- 神宮大宮司及少宮司ノ初叙及陞叙並他官ニ転任又ハ再任スル場合ノ官等ニ関スル件（勅令第31号）
- 明治二十七年勅令第二十二号（府社県社以下神社ノ神職ニ関スル件）中追加ノ件（勅令第32号）
- 税関ニ於テ臨時出務シタル税関官吏及傭人ニ手当金支給ノ件（勅令第33号）
- 徴兵事務条例中改正加除ノ件（勅令第34号）
- 徴兵事務条例補則中改正削除ノ件（勅令第35号）
- 海軍採炭所官制第一条中改正ノ件（勅令第36号）
- 北海道二級町村制（勅令第37号）
- 明治三十二年勅令第三百十五号（府県行政及郡行政ニ関シ主務大臣ノ許可ヲ要セサル事項ニ関スル件）中追加ノ件（勅令第38号）
- 台湾官有財産管理規則（勅令第39号）
- 衆議院議員選挙人名簿調製ニ関スル件（勅令第40号）
- 歩兵第五聯隊遭難ノ際死没シタル者ノ遺族ニ金円ヲ賜与スルノ件（勅令第41号）
- 歩兵第五聯隊遭難ノ際死没シタル者ノ埋葬ニ関スル件（勅令第42号）
- 歩兵第五聯隊遭難者ノ捜索及救護ニ従事スル者ニ糧食馬糧等給与ノ件（勅令第43号）
- 政務調査委員会官制（勅令第44号）
- 鉱毒調査委員会官制（勅令第45号）
- 上等計手任用ノ件（勅令第46号）
- 海軍生徒学生手当金規則中改正ノ件（勅令第47号）
- 海軍軍人俸給令中追加ノ件（勅令第48号）
- 国語調査委員会官制（勅令第49号）
- 海軍造兵材料資金会計規則中改正鎮守府造船材料資金会計規則廃止ノ件（勅令第50号）
- 砂糖消費税法施行規則中改正追加ノ件（勅令第51号）
- 税関支署名称位置及管轄区域表中追加ノ件（勅令第52号）
- 交通至難ノ島嶼ニ設置シタル税務署ニ在勤スル税務属、技手、雇員ニ手当給与ノ件（勅令第53号）
- 明治三十五年法律第十七号施行期日ノ件（勅令第54号）
- 明治三十三年勅令第四十七号（国税徴収法ニ依ル公共団体指定ノ件）中追加同年勅令第二百六十号（同件）ヲ廃スノ件（勅令第55号）
- 内閣所属職員官制第一条中改正ノ件（勅令第56号）
- 法制局官制第二条中改正ノ件（勅令第57号）
- 印刷局官制第二条中改正ノ件（勅令第58号）
- 明治二十六年勅令第百二十一号（枢密院属定員）中改正ノ件（勅令第59号）
- 各省官制通則第二十三条中改正ノ件（勅令第60号）
- 外務省官制中改正ノ件（勅令第61号）
- 内務省官制中改正ノ件（勅令第62号）
- 衛生試験所官制中改正ノ件（勅令第63号）
- 警察監獄学校官制中改正削除ノ件（勅令第64号）
- 明治三十一年勅令第二百六十八号（検疫予防ニ関スル臨時職員ノ件）中改正削除ノ件（勅令第65号）
- 明治二十七年勅令第八十五号（内務省直轄臨時土木工事ニ関スル職員ノ件）中改正ノ件（勅令第66号）
- 土木監督署官制中改正ノ件（勅令第67号）
- 警視庁官制第四条中改正ノ件（勅令第68号）
- 北海道庁官制中改正削除ノ件（勅令第69号）
- 北海道鉄道部官制第二条中改正ノ件（勅令第70号）
- 明治三十三年勅令第百八十八号（北海道ニ於ケル砂金採取者臨時取締ニ要スル職員ノ件）中改正ノ件（勅令第71号）
- 地方官官制第四条中改正ノ件（勅令第72号）
- 港務部設置ノ件（勅令第73号）
- 港務部高等官俸給令（勅令第74号）
- 港務局官制廃止ノ件（勅令第75号）
- 管轄外海港検疫職権行使ニ関スル件（勅令第76号）
- 港務部職員特別任用令（勅令第77号）
- 大蔵省官制中改正ノ件（勅令第78号）
- 税関官制第四条中改正ノ件（勅令第79号）
- 税務管理局官制第九条中改正ノ件（勅令第80号）
- 専売局官制第三条中改正ノ件（勅令第81号）
- 明治三十三年勅令第六十六号（神戸及長崎税関新営工事ニ関スル臨時職員ノ件）廃止ノ件（勅令第82号）
- 陸軍省官制附表中改正ノ件（勅令第83号）
- 千住製絨所官制中改正追加ノ件（勅令第84号）
- 師団法官部及台湾陸軍法官部ニ陸軍警守ヲ置クノ件（勅令第85号）
- 明治二十六年勅令第二百号（陸軍監獄看守長及看守服制）中改正追加ノ件（勅令第86号）
- 陸軍所属特別文官俸給令中改正追加ノ件（勅令第87号）
- 海軍省官制別表中改正ノ件（勅令第88号）
- 海軍技術会議条例第六条中改正ノ件（勅令第89号）
- 臨時海軍建築部官制別表中改正ノ件（勅令第90号）
- 海軍監獄官制第七条中改正ノ件（勅令第91号）
- 司法省官制中改正ノ件（勅令第92号）
- 判事検事官等俸給令中改正ノ件（勅令第93号）
- 裁判所書記長書記定員及俸給令第二条中改正ノ件（勅令第94号）
- 文部省官制中改正ノ件（勅令第95号）
- 東京帝国大学官制中改正追加ノ件（勅令第96号）
- 京都帝国大学官制中改正ノ件（勅令第97号）
- 文部省直轄諸学校官制中改正追加ノ件（勅令第98号）
- 文部省直轄諸学校職員定員令（勅令第99号）
- 臨時教員養成所官制（勅令第100号）
- 臨時教員養成所教授ノ官等俸給ニ関スル件（勅令第101号）
- 農商務省官制中改正削除ノ件（勅令第102号）
- 林区署官制中改正ノ件（勅令第103号）
- 鉱山監督署官制中改正ノ件（勅令第104号）
- 農事試験場官制中改正ノ件（勅令第105号）
- 蚕業講習所官制中改正ノ件（勅令第106号）
- 生糸検査所官制第一条中改正ノ件（勅令第107号）
- 種馬牧場及種馬所官制第十三条中改正ノ件（勅令第108号）
- 工業試験所官制第二条中改正ノ件（勅令第109号）
- 明治三十三年勅令第二百八十一号（油田調査ニ関スル臨時職員ノ件）中改正ノ件（勅令第110号）
- 明治三十二年勅令第百五十一号（臨時林野下戻処分調査ニ関スル職員ノ件）中改正ノ件（勅令第111号）
- 明治三十三年勅令第三百八十五号（臨時国有林野ノ特別経営ニ関スル職員ノ件）中改正ノ件（勅令第112号）
- 馬匹去勢法施行準備ニ関スル臨時職員ノ件（勅令第113号）
- 逓信省官制中改正ノ件（勅令第114号）
- 鉄道作業局官制中改正ノ件（勅令第115号）
- 明治三十年勅令第二百七十六号（郵便及電信局在外郵便電信局郵便局郵便為替貯金管理所及電話交換局職員定員）中改正ノ件（勅令第116号）
- 航路標識管理所官制第五条中改正ノ件（勅令第117号）
- 海事局官制第四条中改正ノ件（勅令第118号）
- 東京郵便電信学校官制第七条中改正ノ件（勅令第119号）
- 商船学校官制第九条中改正ノ件（勅令第120号）
- 明治三十一年勅令第三百十七号（通信書記補鉄道書記補航路標識看守俸給並三等郵便及電信局長手当ノ件）中改正ノ件（勅令第121号）
- 明治三十三年勅令第百三十七号（会計検査院属定員）中改正ノ件（勅令第122号）
- 高等官官等俸給令中改正加除ノ件（勅令第123号）
- 文武判任官等級表中改正加除ノ件（勅令第124号）
- 明治二十六年勅令第九十三号（東京帝国大学講座ノ件）中改正追加ノ件（勅令第125号）
- 在清国帝国領事館附逓信局職員ニ手当給与ノ件（勅令第126号）[在清国帝国領事領附海事局職員ニ手当給与ノ件][在清国帝国領事館附逓信管理局職員ニ手当給与ノ件]
- 台湾官設鉄道用品資金会計法施行期日ノ件（勅令第127号）
- 港務部職員服制ノ件（勅令第128号）
- 農会令中追加ノ件（勅令第129号）
- 造幣局官制第二条中改正ノ件（勅令第130号）
- 集治監仮留監官制第十一条中改正ノ件（勅令第131号）
- 実業学校令第五条中追加ノ件（勅令第132号）
- 明治三十四年勅令第百三十九号（獣疫及畜牛結核病予防ニ関スル費用負担区分）中加除ノ件（勅令第133号）
- 作業及鉄道会計規則中改正追加ノ件（勅令第134号）
- 国税徴収法施行規則（勅令第135号）
- 陸軍給与令中改正加除ノ件（勅令第136号）
- 屯田兵給与令中削除ノ件（勅令第137号）
- 公使館領事館費用条例第二十四条中追加ノ件（勅令第138号）
- 課税標準額及税額計算ニ関スル法律（明三五法二二）ニ依ル公共団体ヲ指定スルノ件（勅令第139号）
- 台湾官設鉄道用品資金会計規則（勅令第140号）
- 陸軍乗馬飼養条例第一条中改正削除ノ件（勅令第141号）
- 明治三十三年従軍記章条例（勅令第142号）
- 将校演習旅行条例中改正追加ノ件（勅令第143号）
- 在外国帝国専管居留地特別会計法ヲ適用スヘキ居留地指定ノ件（勅令第144号）
- 間接国税犯則者処分法施行規則第一条中追加ノ件（勅令第145号）
- 輸入原料砂糖戻税法施行規則（勅令第146号）
- 明治三十年勅令第二百十九号（京都帝国大学理工科大学講座ノ件）中改正追加ノ件（勅令第147号）
- 海底電信線保護万国聯合条約罰則ヲ台湾ニ施行スルノ件（勅令第148号）
- 台湾総督府灯台所官制中改正ノ件（勅令第149号）
- 軍人恩給法中改正法律施行期日ノ件（勅令第150号）
- 明治三十二年勅令第三百二十一号（京都帝国大学法科及医科大学講座ノ件）中追加ノ件（勅令第151号）
- 台湾小学校官制（勅令第152号）
- 明治三十五年度歳出予算中第一予備金ヲ以テ補充シ得ヘキ費途ノ件（勅令第153号）
- 骨牌税法施行規則（勅令第154号）
- 骨牌ニ貼用スヘキ印紙ニ関スル件（勅令第155号）
- 陸軍武官進級令中加除ノ件（勅令第156号）
- 台湾ニ在勤スル巡査看守退隠料及遺族扶助料ニ関スル法律（明三五法二九）ニ依ル風土病及流行病ノ種類指定ノ件（勅令第157号）
- 明治二十六年勅令第七十四号（取引所ノ資本金、営業保証金、株式、手数料、積立金及売買取引ノ方法ニ関スル規程並仲買人免許料金額ノ件）中改正追加ノ件（勅令第158号）
- 台湾総督府巡査看守手当支給規則第二条中改正ノ件（勅令第159号）
- 漁業ニ関スル手数料ノ件（勅令第160号）
- 骨牌税法（明三五法四四）ヲ台湾ニ施行スルノ件（勅令第161号）
- 税務管理局税務署及管轄区域表中改正ノ件（勅令第162号）
- 臨時台湾糖務局官制（勅令第163号）
- 台湾総督府職員官等俸給令中追加ノ件（勅令第164号）
- 東京市区改正条例第三条ニ依リ特別税指定ノ件（勅令第165号）
- 明治三十四年勅令第百三十六号（漁業法施行準備ニ関スル臨時職員ノ件）同第百三十七号（同上府県臨時職員ノ件）廃止ノ件（勅令第166号）
- 農商務省官制中改正ノ件（勅令第167号）
- 北海道庁官制第八条中改正ノ件（勅令第168号）
- 地方官官制第四条中改正ノ件（勅令第169号）
- 海軍服制中改正ノ件（勅令第170号）
- 師団司令部条例第一条中改正ノ件（勅令第171号）
- 陸軍給与令第六条中改正ノ件（勅令第172号）
- 明治三十三年勅令第八十一号（府県税徴収ニ関スル件）中改正加除ノ件（勅令第173号）
- 陸軍砲工学校条例中改正削除明治三十三年勅令第七号（同校員外学生在学年限延期ノ件）廃止ノ件（勅令第174号）
- 陸軍戸山学校条例中改正削除ノ件（勅令第175号）
- 陸軍騎兵実施学校条例中改正削除ノ件（勅令第176号）
- 陸軍野戦砲兵射撃学校条例中改正削除ノ件（勅令第177号）
- 陸軍要塞砲兵射撃学校条例中改正ノ件（勅令第178号）
- 陸軍経理学校条例中削除ノ件（勅令第179号）
- 陸軍軍医学校条例中改正加除ノ件（勅令第180号）
- 陸軍獣医学校条例中改正削除ノ件（勅令第181号）
- 陸軍砲兵工科学校条例中改正削除ノ件（勅令第182号）
- 陸軍軍楽学校条例中改正削除ノ件（勅令第183号）
- 陸軍武官官等表中改正ノ件（勅令第184号）
- 陸軍服役条例第十四条中改正追加ノ件（勅令第185号）
- 陸軍服制中改正加除ノ件（勅令第186号）
- 陸軍給与令中削除ノ件（勅令第187号）
- 陸軍省官制附表中改正ノ件（勅令第188号）
- 陸軍衛生材料廠条例中改正削除ノ件（勅令第189号）
- 鉄道作業局官制中改正ノ件（勅令第190号）
- 陸軍兵器廠職工扶助令（勅令第191号）[砲兵工廠職工扶助令][陸軍造兵廠職工扶助令]
- 水雷団条例中改正加除ノ件（勅令第192号）
- 要港部条例中改正加除ノ件（勅令第193号）
- 海軍修理工場条例（勅令第194号）
- 台湾総督府国語学校官制中改正削除ノ件（勅令第195号）
- 台湾総督府国語伝習所官制中改正ノ件（勅令第196号）
- 明治三十二年勅令第三百八十三号（関税法ニ依ル通路ノ件）中追加ノ件（勅令第197号）
- 在外公館職員定員令第一条中改正ノ件（勅令第198号）
- 明治二十五年勅令第七十四号（海軍炭庫在勤官吏俸給前金渡ノ件）中追加ノ件（勅令第199号）
- 会計規則中改正加除ノ件（勅令第200号）
- 台湾総督府特別会計規則第八条中改正ノ件（勅令第201号）
- 作業及鉄道会計規則中加除ノ件（勅令第202号）
- 専売局作業会計規則中改正加除ノ件（勅令第203号）
- 官立学校及図書館会計規則中加除ノ件（勅令第204号）
- 出納官吏身元保証金ニ関スル件（勅令第205号）
- 海軍軍人俸給令第六条第九条中改正加除ノ件（勅令第206号）
- 北海道国有森林原野ニ関スル特別処分ノ件（勅令第207号）
- 台湾総督府文官中鉄道停車場駅長同助役及車長服制中改正追加ノ件（勅令第208号）
- 聯隊区司令部条例第一条中改正削除ノ件（勅令第209号）
- 沖縄警備隊区司令部条例第一条中改正削除ノ件（勅令第210号）
- 製鉄所製品売払代金延納ニ関スル件（勅令第211号）
- 北海道土功組合法施行令（勅令第212号）
- 陸軍乗馬飼養条例第一条中改正ノ件（勅令第213号）
- 台湾総督府税関官制中改正追加ノ件（勅令第214号）
- 台湾総督府職員官等俸給令中追加ノ件（勅令第215号）
- 台湾総督府税関事務官、税関監視官特別任用令（勅令第216号）
- 台湾総督府税関属特別任用令（勅令第217号）
- 台湾総督府税関職員服制（勅令第218号）
- 輸入物品従量税目改定ノ件（勅令第219号）
- 営業税法施行規則中改正加除ノ件（勅令第220号）
- 陸軍懲治隊条例（勅令第221号））⇒陸軍教化隊参照
- 陸軍武官官等表中追加ノ件（勅令第222号）
- 憲兵条例中改正加除ノ件（勅令第223号）
- 憲兵練習所条例中改正追加ノ件（勅令第224号）
- 陸軍服制中改正追加ノ件（勅令第225号）
- 陸軍武官進級令中改正削除ノ件（勅令第226号）
- 陸軍給与令中改正加除ノ件（勅令第227号）
- 明治三十三年勅令第百五号（常設海軍軍法会議ニ於ケル主理録事定員）中追加ノ件（勅令第228号）
- 税関官制第四条中改正ノ件（勅令第229号）
- 中央衛生会官制中改正削除ノ件（勅令第230号）
- 高等官官等俸給令中削除ノ件（勅令第231号）
- 陸軍官衙学校ニ在職スル将校同相当官ヲ軍隊ニ於テ施行スル演習ニ参列セシムルノ件（勅令第232号）
- 陸軍服役条例中追加ノ件（勅令第233号）
- 陸軍電信教導大隊条例（勅令第234号）
- 陸軍要塞砲兵射撃学校条例中改正加除ノ件（勅令第235号）
- 測地学委員会基線尺室兼振子室新営ニ要スル工事及物件ノ買入ハ随意契約ニ依ルコトヲ得ルノ件（勅令第236号）
- 専売局官制（勅令第237号）
- 税関官制第一条第二条中加除ノ件（勅令第238号）
- 税関管轄区域中改正ノ件（勅令第239号）
- 税関支署名称位置及管轄区域表中追加ノ件（勅令第240号）
- 税務監督局官制（勅令第241号）
- 税務署官制（勅令第242号）
- 臨時沖縄県土地整理事務局官制第九条中改正ノ件（勅令第243号）
- 高等官官等俸給令中改正加除ノ件（勅令第244号）
- 文武判任官等級表中削除ノ件（勅令第245号）
- 明治三十一年勅令第三百十五号（税務属及専売局属専売局監視俸給ハ最低額以下支給ノ件）中削除ノ件（勅令第246号）
- 専売局職員特別任用令（勅令第247号）
- 税務監督局事務官及税務官特別任用令（勅令第248号）
- 税務属特別任用ノ件（勅令第249号）
- 明治二十六年勅令第百九十六号（月俸十五円未満ノ判任官特別任用ノ件）中改正ノ件（勅令第250号）
- 明治三十二年勅令第五十五号（税務管理局見習員ニ関スル件）中改正ノ件（勅令第251号）
- 砂糖消費税法施行規則第二十九条改正ノ件（勅令第252号）
- 地租条例施行規則、明治三十二年勅令第三百七十四号（砂防法第十一条ノ地租其他ノ公課減免ニ関スル件）、酒造税法施行規則、醤油税則施行規則、自家用醤油税法施行規則及間接国税犯則者処分法施行規則中改正ノ件（勅令第253号）
- 所得税法施行規則中改正加除ノ件（勅令第254号）
- 間接国税犯則者処分法ニ依リ税務管理局長ノ行フヘキ職権ニ関スル件（勅令第255号）
- 韓国通用白銅貨ノ偽造変造取締ニ関スル件（勅令第256号）
- 台湾総督府官制中改正追加台湾総督府測候所官制、台湾総督府灯台所官制及台湾総督府海事局官制廃止ノ件（勅令第257号）
- 台湾総督府専売局官制中改正加除ノ件（勅令第258号）
- 臨時台湾土地調査局官制中加除ノ件（勅令第259号）
- 臨時台湾基隆築港局官制第二条中追加ノ件（勅令第260号）
- 台湾総督府職員官等俸給令中改正ノ件（勅令第261号）
- 明治三十一年勅令第百九十三号（台湾総督府判任職員任用ノ件）中追加ノ件（勅令第262号）
- 台湾総督府通信書記通信書記補特別任用令（勅令第263号）
- 陸軍乗馬飼養条例第一条中改正ノ件（勅令第264号）
- 将校演習旅行条例第七条中改正ノ件（勅令第265号）
- 陸軍騎兵実施学校条例第二条第十二条中追加ノ件（勅令第266号）
- 海軍下士卒手当金規則中改正追加ノ件（勅令第267号）
- 区町村会ニ於テ評決シタル区町村費及水利土功会ニ於テ評決シタル土木費ノ怠納督促手数料ニ関スル件（勅令第268号）
- 痘苗製造所官制中改正削除ノ件（勅令第269号）
- 陸軍給与令中追加ノ件（勅令第270号）
- 陸軍衛生会議条例廃止ノ件（勅令第271号）
- 軍馬衛生会議条例廃止ノ件（勅令第272号）
- 教育総監部条例第十条中改正ノ件（勅令第273号）
- 税務署官制別表中改正ノ件（勅令第274号）
- 地租条例及国税徴収法ヲ沖縄県宮古郡八重山郡ニ施行スルノ件（勅令第275号）
- 明治三十三年勅令第四十七号（国税徴収法ニ依ル公共団体指定ノ件）中追加ノ件（勅令第276号）
- 沖縄県宮古郡八重山郡地租納期ニ関スル件（勅令第277号）
- 皇室誕生令（5月29日勅令）
- 万国工業所有権保護ニ関スル条約及附属議定書ヲ修正スル追加条約（8月18日勅令）
- 価格表記信書及箱物交換約定（11月7日勅令）
- 小包郵便物交換条約（11月7日勅令）

## 明治36年
- 税務監督局税務署及専売局職員特別任用ノ件（勅令第1号）
- 警視庁ニ臨時防疫職員ヲ置クノ件（勅令第2号）
- 明治三十三年勅令第三十九号（製鉄所ノ鉱山採掘骸炭製造ノ請負及不用生産物ノ払下随意契約ノ件）中削除ノ件（勅令第3号）
- 明治三十二年勅令第三百四十二号（開港及開港ニ於テ輸出スヘキ貨物指定ノ件）第二条改正ノ件（勅令第4号）
- 海軍区ノ件（勅令第5号）
- 艦船乗組准士官以上候補生及文官遠洋ニ航海スルトキ支度手当ヲ給スルノ件（勅令第6号）
- 海軍下士卒服役条例中改正追加ノ件（勅令第7号）
- 災害地地租延納ニ関スル件（勅令第8号）
- 明治三十六年度ニ於テ前年度予算施行ノ件（勅令第9号）
- 旅団司令部条例第三条中追加ノ件（勅令第10号）
- 聯隊区司令部条例第二条中追加ノ件（勅令第11号）
- 沖縄警備隊区司令部条例第二条中追加ノ件（勅令第12号）
- 陸軍管区表（勅令第13号）
- 年令ハ出生ノ日ヨリ起算スルノ件（明三五法五〇）ヲ台湾ニ施行スルノ件（勅令第14号）
- 海軍准士官下士任用進級条例中改正追加ノ件（勅令第15号）
- 故元帥陸軍大将大勲位功二級彰仁親王国葬ノ件（勅令第16号）
- 台湾官有森林原野及産物特別処分令第一条中追加ノ件（勅令第17号）
- 明治三十年勅令第九号（台湾ニ於ケル貨幣及銀行ニ関スル政務管理ノ件）中改正ノ件（勅令第18号）
- 清国駐在製鉄所官吏手当給与ニ関スル件（勅令第19号）
- 海軍志願兵条例中改正追加ノ件（勅令第20号）
- 法制局官制第二条中加除ノ件（勅令第21号）
- 北海道官設駅逓所土地建物及附属物件無償付与ノ件（勅令第22号）
- 郵便電信電話官署ノ現金受払ニ関スル件（勅令第23号）
- 法典調査会規則廃止ノ件（勅令第24号）
- 内務省官制中改正追加ノ件（勅令第25号）
- 医術開業試験委員官制中改正ノ件（勅令第26号）
- 薬剤師試験委員官制中改正ノ件（勅令第27号）
- 土木会規則廃止ノ件（勅令第28号）
- 港湾調査会規則廃止ノ件（勅令第29号）
- 地方衛生会規則廃止ノ件（勅令第30号）
- 北海道衛生会規則廃止ノ件（勅令第31号）
- 警視庁官制中改正削除ノ件（勅令第32号）
- 北海道庁官制中改正削除ノ件（勅令第33号）
- 地方官官制中改正削除ノ件（勅令第34号）
- 監獄官制（勅令第35号）
- 明治二十六年勅令第百八十二号（警視庁北海道庁府県及集治監判任官低額俸給支給方）中改正ノ件（勅令第36号）
- 監獄則中削除ノ件（勅令第37号）
- 明治二十九年勅令第百八十五号（文部省ニ学校衛生顧問及学校衛生顧問会議幹事ヲ置ク）廃止ノ件（勅令第38号）
- 農事試験場官制中改正明治三十四年勅令第四十五号（肥料ノ分析鑑定ニ関スル職員ノ件）廃止ノ件（勅令第39号）
- 通信官署官制（勅令第40号）
- 町村ノ請願ニ依ル電信施設ニ関スル件（勅令第41号）
- 郵便為替貯金管理所官制中改正削除ノ件（勅令第42号）
- 通信官署及郵便為替貯金管理所職員定員ノ件（勅令第43号）
- 郵便局経費渡切規則（勅令第44号）
- 高等官官等俸給令中改正加除ノ件（勅令第45号）
- 典獄俸給令（勅令第46号）
- 文武判任官等級表中改正加除ノ件（勅令第47号）
- 貯金局、簡易保険局及地方逓信官署現業員勤勉手当ノ件（勅令第48号）[通信現業員勤勉手当ノ件][郵便貯金局及通信官署現業員勤勉手当給与ノ件][郵便貯金局、逓信管理局及通信官署現業員勤勉手当ノ件][為替貯金局及地方逓信官署現業員勤勉手当ノ件]
- 典獄及看守長特別任用令（勅令第49号）
- 在外各地郵便局長タル通信事務官任用方ノ件（勅令第50号）
- 海軍望楼条例中加除ノ件（勅令第51号）
- 在外公館職員官等令第一条中加除ノ件（勅令第52号）
- 公使館領事館費用条例中改正加除ノ件（勅令第53号）
- 明治三十年勅令第二百九号（京都帝国大学ニ関スル件）第二条改正ノ件（勅令第54号）
- 京都帝国大学官制中改正追加ノ件（勅令第55号）
- 文部省直轄諸学校職員定員令中改正ノ件（勅令第56号）
- 教育基金令中改正加除ノ件（勅令第57号）
- 憲兵条例中改正削除ノ件（勅令第58号）
- 文部省官制第五条中追加ノ件（勅令第59号）
- 文部省外国留学生規程中改正追加ノ件（勅令第60号）
- 専門学校令（勅令第61号） - 昭和18年廃止
- 実業学校令中改正加除ノ件（勅令第62号）
- 小学校令中改正追加ノ件（勅令第63号）
- 徴兵事務条例中改正加除ノ件（勅令第64号）
- 明治二十四年勅令第二百四十四号（公立中学校高等女学校専門学校技芸学校職員名称待遇及任免ノ件）第二条中改正ノ件（勅令第65号）
- 公立学校職員俸給令（勅令第66号）
- 明治二十五年勅令第三十九号（奏任及判任文官ト同一ノ待遇ヲ受クル公立学校職員等級配当表）中改正ノ件（勅令第67号）
- 京都帝国大学法科大学医科大学工科大学文科大学及理科大学講座ノ件（勅令第68号）[京都帝国大学法科大学医科大学及理工科大学講座ノ件][京都帝国大学法科大学医科大学文科大学及理工科大学講座ノ件]
- 文部省直轄諸学校職員定員令中改正ノ件（勅令第69号）
- 陸軍給与令中改正加除ノ件（勅令第70号）
- 陸軍大学校条例（勅令第71号）
- 明治三十六年度歳出予算中第一予備金ヲ以テ補充シ得ヘキ費途ノ件（勅令第72号）
- 外国通用ノ貨幣、紙幣又ハ銀行券ノ偽造変造取締ニ関スル件（勅令第73号）
- 小学校令中改正削除ノ件（勅令第74号）
- 陸軍省官制（勅令第75号）
- 砲兵工廠条例中改正加除ノ件（勅令第76号）
- 築城部条例（勅令第77号）
- 陸軍兵器廠条例（勅令第78号）
- 要塞司令部条例（勅令第79号）
- 対馬警備隊司令部条例（勅令第80号）
- 陸軍技術審査部条例（勅令第81号）
- 陸軍火薬研究所条例（勅令第82号）
- 陸軍兵器監部条例廃止ノ件（勅令第83号）
- 臨時陸軍建築部官制廃止ノ件（勅令第84号）
- 海軍定期職工条例第六条中追加ノ件（勅令第85号）
- 官国幣社及神部署神職任用令中追加ノ件（勅令第86号）
- 陸軍乗馬飼養条例第一条中追加ノ件（勅令第87号）
- 将校演習旅行条例第十八条中改正ノ件（勅令第88号）
- 巡査服制中追加ノ件（勅令第89号）
- 巡査給与品及貸与品規則中改正追加ノ件（勅令第90号）
- 製鉄所官制中追加ノ件（勅令第91号）
- 海軍筆記任用令第一条中追加ノ件（勅令第92号）
- 海軍主計官練習所条例中改正追加ノ件（勅令第93号）
- 明治二十九年勅令第二百四十四号（海軍主廚ヲ海軍筆記ニ任用ノ件）廃止ノ件（勅令第94号）
- 判事検事官等俸給令中改正ノ件（勅令第95号）
- 官有財産管理規則及官有地特別処分規則ノ準用ニ関スル件（勅令第96号）
- 看守給与品及貸与品規則第三条中改正ノ件（勅令第97号）
- 台湾総督府職員官等俸給令中追加明治三十一年勅令第百六十五号（台湾総督府法院奏任通訳官等俸給ノ件）廃止ノ件（勅令第98号）
- 営業税法施行規則中改正ノ件（勅令第99号）
- 災害地地租延納ニ関スル件効力ヲ失フノ件（勅令第100号）
- 高等官官等俸給令中改正ノ件（勅令第101号）
- 京都帝国大学官制中改正ノ件（勅令第102号）
- 文部省直轄諸学校職員定員令中改正ノ件（勅令第103号）
- 文部省ニ於テ著作権ヲ有スル教科用図書ノ発行ニ関スル保証金ノ件（勅令第104号）
- 北海道ノ札幌区函館区小樽区以外ノ地ニ衆議院議員選挙法施行ノ件（勅令第105号）
- 防務条例中改正削除ノ件（勅令第106号）
- 陸軍戸山学校条例（勅令第107号）
- 陸軍中央幼年学校条例（勅令第108号）
- 陸軍地方幼年学校条例中改正ノ件（勅令第109号）
- 陸軍軍楽学校条例廃止ノ件（勅令第110号）
- 陸軍給与令中改正ノ件（勅令第111号）
- 農商務省官制中改正ノ件（勅令第112号）
- 明治三十二年勅令第三百三号（台湾総督府ニ於テ鉄道敷設灯台建築及築港其他直営事業ニ関スル随意契約ノ件）中改正ノ件（勅令第113号）
- 工業試験所ニ於テ行フ分析、試験及鑑定ニ関スル手数料徴収ノ件（勅令第114号）
- 臨時博覧会事務局官制（勅令第115号）
- 臨時博覧会事務局職員ノ懲戒ニ関スル件（勅令第116号）
- 枢密院官制第二条中改正ノ件（勅令第117号）
- 聖路易万国博覧会ニ関スル物件ノ売買貸借及工事請負ハ随意契約ニ依ルコトヲ得ルノ件（勅令第118号）
- 税務署官制中改正追加ノ件（勅令第119号）
- 外国駐在陸軍武官給与令中改正削除ノ件（勅令第120号）
- 陸軍補充条例中改正削除ノ件（勅令第121号）
- 北海道鉄道部官制第二条中改正ノ件（勅令第122号）
- 鉄道作業局官制中改正ノ件（勅令第123号）
- 臨時「ペスト」予防事務局官制廃止ノ件（勅令第124号）
- 明治三十五年勅令第二百六十八号（区町村会ニ於テ評決シタル区町村費及水利土功会ニ於テ評決シタル土木費ノ怠納督促手数料ニ関スル件）中改正追加ノ件（勅令第125号）
- 通信官署及郵便為替貯金管理所職員定員ノ件第一条中改正ノ件（勅令第126号）
- 明治二十六年勅令第七十四号（取引所ノ資本金営業保証金株式手数料積立金及売買取引ノ方法ニ関スル規程並仲買人免許料金額）中改正ノ件（勅令第127号）
- 明治三十二年勅令第四十七号（台湾総督府三等郵便及電信局長身元担保ニ関スル件）中改正ノ件（勅令第128号）
- 明治三十年勅令第九号（台湾ニ於ケル貨幣、銀行及関税ニ関スル政務管理ノ件）中改正ノ件（勅令第129号）
- 神宮皇学館官制（勅令第130号）
- 神宮皇学館職員官等俸給令（勅令第131号）
- 陸軍糧秣廠条例中改正追加ノ件（勅令第132号）
- 陸軍被服廠条例中改正追加ノ件（勅令第133号）
- 陸軍砲工学校条例中追加ノ件（勅令第134号）
- 在外国公使館附陸海軍武官俸給令別表中追加ノ件（勅令第135号）
- 京都帝国大学法科大学医科大学及理工科大学講座ノ件中追加ノ件（勅令第136号）
- 大蔵省官制中追加ノ件（勅令第137号）
- 樟脳事務局官制（勅令第138号）
- 高等官官等俸給令中追加ノ件（勅令第139号）
- 明治三十一年勅令第三百十五号（税務属及専売局属俸給ノ件）中改正ノ件（勅令第140号）
- 粗製樟脳、樟脳油専売法ニ依リ間接国税犯則者処分法中収税官吏又ハ税務署長ニ属スル職務ヲ行フヘキ官吏ノ件（勅令第141号）
- 樟脳、樟脳油ノ輸出又ハ輸送ヲ為スコトヲ得ヘキ港湾指定ノ件（勅令第142号）
- 臨時台湾土地調査局官制中改正ノ件（勅令第143号）
- 度量衡法施行令（勅令第144号）
- 臨時台湾総督府ノ防疫事務ニ従事スル職員ノ件（勅令第145号）
- 台湾総督府職員官等俸給令中追加ノ件（勅令第146号）
- 台湾総督府防疫事務官特別任用令（勅令第147号）
- 台湾総督府地方職員特別任用令中追加ノ件（勅令第148号）
- 台湾総督府警部、警部補特別任用令中追加ノ件（勅令第149号）
- 樟脳事務局職員特別任用令（勅令第150号）
- 明治二十六年勅令第百九十六号（月俸十五円未満ノ判任官特別任用ノ件）中追加ノ件（勅令第151号）
- 台湾居住者及韓国在留者徴兵身体検査ニ関スル件（勅令第152号）
- 公使館領事館費用条例別表中改正ノ件（勅令第153号）
- 飲食物其他ノ物品取締ニ関スル件（明三三法一五）ヲ台湾ニ施行スルノ件（勅令第154号）
- 製鉄所官制中改正削除ノ件（勅令第155号）
- 文官分限令第十一条中改正ノ件（勅令第156号）
- 外交官及領事官官制第十条中改正ノ件（勅令第157号）
- 海軍省官制中改正加除ノ件（勅令第158号）
- 海軍技術会議条例廃止ノ件（勅令第159号）
- 臨時海軍建築部官制別表改正ノ件（勅令第160号）
- 明治三十三年勅令第百五号（常設海軍軍法会議ニ於ケル主理録事定員ノ件）別表改正ノ件（勅令第161号）
- 海軍監獄官制第三条中改正ノ件（勅令第162号）
- 海軍採炭所官制別表中改正ノ件（勅令第163号）
- 海軍武官官階中改正追加ノ件（勅令第164号）
- 海軍高等武官准士官服役令第三条中改正追加ノ件（勅令第165号）
- 海軍服制中改正ノ件（勅令第166号）
- 海軍艦政本部条例中改正加除ノ件（勅令第167号）
- 海軍教育本部条例中加除ノ件（勅令第168号）
- 海軍軍令部条例第十六条削除ノ件（勅令第169号）
- 水路部条例中改正ノ件（勅令第170号）
- 海軍工廠条例（勅令第171号）
- 海軍造兵廠条例中改正加除ノ件（勅令第172号）
- 鎮守府条例中改正加除ノ件（勅令第173号）
- 海軍経理部条例（勅令第174号）
- 海軍測器庫条例中改正追加ノ件（勅令第175号）
- 台湾総督府海軍幕僚条例中削除ノ件（勅令第176号）
- 要港部条例中改正削除ノ件（勅令第177号）
- 神奈川県ニ臨時防疫職員ヲ置クノ件（勅令第178号）
- 明治三十五年勅令第四号（種牡馬種付料ニ関スル件）中改正追加ノ件（勅令第179号）
- 製鉄所ノ製品販売ニ関シ契約書省略ノ件（勅令第180号）
- 明治三十五年勅令第二百十一号（製鉄所ノ製品売払代金延納ニ関スル件）中追加ノ件（勅令第181号）
- 陸軍武官官等表中改正ノ件（勅令第182号）
- 陸軍服制中改正加除ノ件（勅令第183号）
- 陸軍服役条例中改正加除ノ件（勅令第184号）
- 陸軍補充条例中改正加除ノ件（勅令第185号）
- 陸軍給与令中改正加除ノ件（勅令第186号）
- 台湾島及澎湖島駐箚陸軍部隊給与規則中改正追加ノ件（勅令第187号）
- 清国駐箚陸軍部隊給与令中改正削除ノ件（勅令第188号）
- 師団経理部条例（勅令第189号）
- 台湾陸軍経理部条例（勅令第190号）
- 陸軍経理学校条例（勅令第191号）
- 対馬警備隊司令部条例中改正追加ノ件（勅令第192号）
- 陸軍懲治隊条例中削除ノ件（勅令第193号）
- 軍馬補充部条例中改正ノ件（勅令第194号）
- 砲兵工廠条例中改正削除ノ件（勅令第195号）
- 衛戍病院条例中改正追加ノ件（勅令第196号）
- 陸軍獣医学校条例中改正ノ件（勅令第197号）
- 陸軍砲兵工科学校条例中改正加除ノ件（勅令第198号）
- 陸軍会計監督部条例（勅令第199号）
- 陸軍運輸部条例（勅令第200号）
- 明治三十年勅令第十三号（横浜港湾維持ニ関スル職員ノ件）中改正ノ件（勅令第201号）
- 外国人ヲ養子又ハ入夫ト為スノ法律（明三一法二一）ヲ台湾ニ施行スルノ件（勅令第202号）
- 外国駐箚陸軍武官ノ在勤俸ニ関スル件（勅令第203号）
- 工業試験所ニ於テ行フ分析、試験及鑑定ニ関スル手数料徴収ノ件中改正追加ノ件（勅令第204号）
- 内閣所属職員官制第一条中改正ノ件（勅令第205号）
- 法制局官制第二条中改正削除ノ件（勅令第206号）
- 印刷局官制中改正削除ノ件（勅令第207号）
- 各省官制通則中改正削除ノ件（勅令第208号）
- 外務省官制中改正ノ件（勅令第209号）
- 在外公館職員定員令第二条中改正ノ件（勅令第210号）
- 内務省官制中改正ノ件（勅令第211号）
- 造神宮使庁官制第六条中改正ノ件（勅令第212号）
- 明治三十一年勅令第二百六十八号（臨時検疫職員ノ件）中改正ノ件（勅令第213号）
- 明治三十三年勅令第百八十八号（北海道ニ於ケル砂金採取者臨時取締ニ要スル職員ノ件）廃止ノ件（勅令第214号）
- 大蔵省官制中改正ノ件（勅令第215号）
- 臨時秩禄処分調査局官制第二条中改正ノ件（勅令第216号）
- 造幣局官制第二条中改正ノ件（勅令第217号）
- 税関官制第四条中改正ノ件（勅令第218号）
- 臨時税関工事部官制第二条中改正ノ件（勅令第219号）
- 明治三十年勅令第十三号（横浜港湾維持ニ関スル職員ノ件）中削除ノ件（勅令第220号）
- 臨時沖縄県土地整理事務局官制廃止ノ件（勅令第221号）
- 陸軍省官制中改正ノ件（勅令第222号）
- 海軍省官制中改正削除ノ件（勅令第223号）
- 司法省官制中改正ノ件（勅令第224号）
- 監獄官制第三条中改正ノ件（勅令第225号）
- 裁判所書記長書記定員及俸給令第二条中改正ノ件（勅令第226号）
- 文部省官制中改正削除ノ件（勅令第227号）
- 東京帝国大学官制中改正ノ件（勅令第228号）
- 京都帝国大学官制中改正ノ件（勅令第229号）
- 文部省直轄諸学校官制第十条中改正削除ノ件（勅令第230号）
- 文部省直轄諸学校職員定員令中改正削除ノ件（勅令第231号）
- 臨時教員養成所官制第四条中改正ノ件（勅令第232号）
- 農商務省官制中改正加除ノ件（勅令第233号）
- 特許局官制（勅令第234号）
- 農事試験場官制中改正追加ノ件（勅令第235号）
- 水産講習所官制中改正削除ノ件（勅令第236号）
- 生糸検査所官制第一条中改正ノ件（勅令第237号）
- 塩業調査所官制廃止ノ件（勅令第238号）
- 肥料礦物調査所官制廃止ノ件（勅令第239号）
- 明治三十三年勅令第百四十九号（臨時工場調査ニ関スル職員ノ件）廃止ノ件（勅令第240号）
- 明治三十三年勅令第二百八十一号（臨時油田調査ニ関スル職員ノ件）廃止ノ件（勅令第241号）
- 農商工高等会議規則廃止ノ件（勅令第242号）
- 明治三十三年勅令第三百八十五号（臨時国有林野特別経営ニ関スル職員ノ件）中改正ノ件（勅令第243号）
- 明治三十五年勅令第百十三号（馬匹去勢法施行準備ニ関スル臨時職員ノ件）中改正ノ件（勅令第244号）
- 林区署官制（勅令第245号）
- 逓信省官制中改正加除ノ件（勅令第246号）
- 通信官署官制中改正削除、郵便為替貯金管理所官制廃止ノ件（勅令第247号）
- 航路標識管理所官制第五条第六条中改正ノ件（勅令第248号）
- 海事局官制第四条中改正ノ件（勅令第249号）
- 商船学校官制第四条第六条中改正ノ件（勅令第250号）
- 通信官署及郵便為替貯金管理所職員定員ノ件（勅令第251号）
- 通信官署雇員使用ノ件（勅令第252号）
- 鉄道作業局官制中改正ノ件（勅令第253号）
- 明治三十三年勅令第百三十七号（会計検査院属定員）中改正ノ件（勅令第254号）
- 貴族院事務局官制第一条中改正ノ件（勅令第255号）
- 衆議院事務局官制第一条中改正ノ件（勅令第256号）
- 政務調査委員官制廃止ノ件（勅令第257号）
- 鉱毒調査委員会官制廃止ノ件（勅令第258号）
- 高等官官等俸給令中改正加除ノ件（勅令第259号）
- 文武判任官等級表中改正加除ノ件（勅令第260号）
- 帝国大学高等官官等俸給令中改正削除ノ件（勅令第261号）
- 文部省直轄諸学校高等官官等俸給令中改正ノ件（勅令第262号）
- 森林主事俸給ノ件（勅令第263号）
- 明治三十一年勅令第三百十七号（通信書記補鉄道書記補航路標識看守俸給及三等郵便局長手当ノ件）中改正同二十三年勅令第百六十二号（三等郵便電信局長手当金並退官死亡賜金ノ件）廃止ノ件（勅令第264号）
- 明治三十年勅令第二百五十号（千島、大隅、琉球国諸島ニ設置スル郵便及電信局職員月手当ノ件）中改正ノ件（勅令第265号）
- 在外国郵便及電信局官吏手当給与規則中改正ノ件（勅令第266号）
- 文部省直轄諸学校長舎監特別任用令中改正ノ件（勅令第267号）
- 鉄道書記補、通信手特別任用令（勅令第268号）
- 海軍武官官階中改正ノ件（勅令第269号）
- 海軍卒職名等級表中改正削除ノ件（勅令第270号）
- 海軍服制中改正加除ノ件（勅令第271号）
- 海軍大学校条例中改正ノ件（勅令第272号）
- 海軍軍医学校条例中改正ノ件（勅令第273号）
- 海軍砲術練習所条例（勅令第274号）
- 海軍水雷術練習所条例（勅令第275号）
- 海軍機関術練習所条例（勅令第276号）
- 海軍病院条例中改正ノ件（勅令第277号）
- 沖縄県島尻郡中頭郡国頭郡及那覇区首里区ニ地租条例及国税徴収法施行ノ件（勅令第278号）
- 沖縄県島尻郡中頭郡国頭郡及那覇区首里区ノ地租ノ納期ニ関スル件（勅令第279号）
- 明治三十三年勅令第四十七号（国税徴収法ニ依ル公共団体指定ノ件）中追加ノ件（勅令第280号）
- 艦隊条例中改正加除ノ件（勅令第281号）
- 鎮守府艦隊条例廃止ノ件（勅令第282号）
- 勧業債券及興業債券ヲ会計規則第六十九条及第百三条ノ保証金ニ使用スルヲ得ルノ件（勅令第283号）
- 明治三十年勅令第三百九十五号（北海道庁支庁ノ名称位置及管轄区域表）中改正加除ノ件（勅令第284号）
- 初叙官等ノ制限ヲ受ケサル高等文官他ノ高等文官ト為ル場合ノ官等ニ関スル件（勅令第285号）
- 外交官及領事官官制第十条中削除ノ件（勅令第286号）
- 林務ニ従事スル判任官特別任用ノ件（勅令第287号）
- 農商務省官制中改正追加ノ件（勅令第288号）
- 台湾ニ居住スル陸軍軍人ノ召集及就職ニ関スル件（勅令第289号）
- 海軍軍令部条例（勅令第290号）
- 財政上必要処分ノ件（勅令第291号）
- 京釜鉄道株式会社ニ関スル件（勅令第292号）
- 戦時大本営条例（勅令第293号）
- 軍事参議院条例（勅令第294号）
- 小林区署職員服制（勅令第295号）
- 台湾ニ台湾守備軍司令官ヲ置クノ件（勅令第296号）

## 明治37年
- 明治三十六年勅令第百五十二号（台湾居住者及韓国在留者ノ徴兵身体検査ニ関スル件）第十条改正ノ件（勅令第1号）
- 海軍旗章条例中改正ノ件（勅令第2号）
- 要港部条例中改正追加ノ件（勅令第3号）
- 都督部条例廃止ノ件（勅令第4号）
- 台湾総督府鉄道部官制第二条中改正ノ件（勅令第5号）
- 海軍給与令（勅令第6号）
- 在外国公使館附陸海軍武官俸給令中改正削除ノ件（勅令第7号）
- 海軍志願兵条例中削除ノ件（勅令第8号）
- 明治三十二年勅令第百四十五号（常設海軍軍法会議ニ海軍警査ヲ置クノ件）中削除ノ件（勅令第9号）
- 艦船乗組ノ艦営傭人給料前金渡ノ件（勅令第10号）
- 防禦海面令（勅令第11号）
- 鉄道軍事供用令（勅令第12号）
- 台湾総督府郵便及電信局官制中改正加除ノ件（勅令第13号）
- 陸軍戦時給与規則中改正加除ノ件（勅令第14号）
- 海軍戦時給与規則中改正加除ノ件（勅令第15号）
- 明治三十七年度ニ於テ前年度予算施行ノ件（勅令第16号）
- 広島鉱山ニ属スル物件ノ売払随意契約ノ件（勅令第17号）
- 明治三十二年勅令第三百六十三号（国有林野産物ノ随意契約ニ依ル売払ニ関スル件）中追加ノ件（勅令第18号）
- 軍事郵便物ニ関スル件（勅令第19号）
- 露西亜帝国商船拿捕免除ニ関スル件（勅令第20号）
- 外交官領事官等臨時増員ノ件（勅令第21号）
- 公使館領事館費用条例第七条中追加ノ件（勅令第22号）
- 戦事又ハ時変ニ際シ官吏ニ非スシテ陸軍ノ事務ニ従事スル者ノ待遇ノ件（勅令第23号）
- 海軍治罪法ヲ台湾ニ施行スルノ件（勅令第24号）
- 臨時海軍軍法会議及海軍合囲地軍法会議ニ於ケル主理、録事、海軍警査ニ関スル件（勅令第25号）
- 海軍戦時給与規則中追加ノ件（勅令第26号）
- 捕獲審検所及高等捕獲審検所開設ノ件（勅令第27号）
- 臨時取締ノ為長崎県ニ警視及警部ヲ置クノ件（勅令第28号）
- 戦時又ハ事変ノ際ニ於ケル陸軍服制ニ関スル件（勅令第29号）
- 陸軍服制中改正加除明治二十三年勅令第七十三号（陸軍後備各兵隊下士兵卒被服記号ノ件）廃止ノ件（勅令第30号）
- 臨時海軍監獄ニ関スル件（勅令第31号）
- 戦時又ハ事変ニ際シ臨時外務省ニ属ヲ置クノ件（勅令第32号）
- 戦時又ハ事変ニ際シ陸海軍ニ召集セラレタル看守ニ休職ヲ命スル件（勅令第33号）[戦時又ハ事変ニ際シ陸海軍ニ召集セラレタル巡査看守ニ休職ヲ命スル件]
- 陸軍軍属従軍服制（勅令第34号）
- 東京帝国大学農科大学附属台湾演習林在勤職員加俸支給ノ件（勅令第35号）
- 戒厳宣告ノ件（勅令第36号）
- 戒厳宣告ノ件（勅令第37号）
- 戒厳宣告ノ件（勅令第38号）
- 戒厳宣告ノ件（勅令第39号）
- 長崎県対馬島庁書記技手臨時増置ノ件（勅令第40号）
- 農商務省官制第十一条ノ二中追加ノ件（勅令第41号）
- 外務通訳生ヲ外務書記生ニ任用スルノ件（勅令第42号）
- 整理公債条例第四条第五条中改正ノ件（勅令第43号）
- 俘虜情報局設置ノ件（勅令第44号）
- 陸軍現役軍人婚姻条例（勅令第45号）
- 海軍高等武官補充条例中改正追加ノ件（勅令第46号）
- 徴兵事務条例中改正削除ノ件（勅令第47号）
- 徴兵事務条例補則中改正加除ノ件（勅令第48号）
- 明治三十年勅令第二百五十八号（沖縄県及小笠原島ニ徴兵令施行）中削除ノ件（勅令第49号）
- 俘虜及拿捕シタル船舶ノ乗員並之ニ準スヘキ者ノ給与ニ関スル件（勅令第50号）
- 戦時又ハ事変ニ際シ官吏ニ非スシテ海軍ノ事務ニ従事スル者ノ待遇ノ件（勅令第51号）
- 海軍戦時給与規則中追加ノ件（勅令第52号）
- 公立学校職員俸給令第十五条中改正ノ件（勅令第53号）
- 政府ノ工事請負契約解除ニ関スル件（勅令第54号）
- 捕獲審検令中改正追加ノ件（勅令第55号）
- 捕獲審検所及高等捕獲審検所開設ノ件中追加ノ件（勅令第56号）
- 陸軍懲治隊条例第三条中改正ノ件（勅令第57号）
- 文武判任官等級表中加除ノ件（勅令第58号）
- 明治三十三年勅令第三百十九号（海軍特設船舶定員ノ航海加俸ニ関スル件）中追加ノ件（勅令第59号）
- 臨時気象観測ノ為中央気象台ニ臨時観測技手ヲ置クノ件（勅令第60号）
- 警察監獄学校官制廃止ノ件（勅令第61号）
- 特許局ニ臨時職員ヲ増置スル件（勅令第62号）
- 島根県隠岐国ニ於ケル町村制度ニ関スル件（勅令第63号）
- 戦時又ハ事変ノ際ニ於ケル聯隊区徴兵医官、同徴兵副医官ニ関スル件（勅令第64号）
- 陸軍地方幼年学校条例中改正追加ノ件（勅令第65号）
- 北海道会議員選挙令別表中改正削除ノ件（勅令第66号）
- 海軍高等武官進級条例中改正加除ノ件（勅令第67号）
- 海軍高等武官補充条例中改正加除ノ件（勅令第68号）
- 陸軍乗馬飼養条例第一条中追加ノ件（勅令第69号）
- 海軍兵学校条例中改正追加ノ件（勅令第70号）
- 海軍機関学校条例中改正追加ノ件（勅令第71号）
- 広島鉱山官制廃止ノ件（勅令第72号）
- 製鉄所官制第二条中改正ノ件（勅令第73号）
- 第五回内国勧業博覧会事務局官制廃止ノ件（勅令第74号）
- 巡査看守俸給令中追加ノ件（勅令第75号）
- 戦役中賄料増加ノ件（勅令第76号）
- 外国在勤巡査ノ休職及休職給ニ関スル件（勅令第77号）
- 神宮皇学館職員官等俸給令中改正ノ件（勅令第78号）
- 海軍特設船舶乗員ノ航海加俸ニ関スル件（勅令第79号）
- 海軍戦時給与規則中改正削除ノ件（勅令第80号）
- 明治三十六年勅令第二百五十二号（通信官署雇員使用ノ件）中改正ノ件（勅令第81号）
- 印紙類売下売捌規則第十五条中削除ノ件（勅令第82号）
- 戦時又ハ事変ノ際ニ於ケル臨時召集ニ関スル件（勅令第83号）
- 陸軍一年志願兵条例（勅令第84号）
- 非常特別税法施行規則（勅令第85号）
- 医薬用工業用酒精戻税法施行規則中改正追加ノ件（勅令第86号）
- 明治三十四年法律第十号施行規則中改正追加ノ件（勅令第87号）
- 醤油税則施行規則中削除ノ件（勅令第88号）
- 自家用醤油税法施行規則第四条中改正ノ件（勅令第89号）
- 非常特別税法ニ依リ輸入税ヲ増徴スヘキ物品ノ従量税目ニ関スル件（勅令第90号）
- 明治三十五年勅令第二百十九号（輸入物品従量税目）中追加ノ件（勅令第91号）
- 間接国税犯則者処分法施行規則第一条中追加ノ件（勅令第92号）
- 非常特別税法中砂糖消費税、輸入税、毛織物及石油消費税ニ関スル規定ヲ台湾ニ施行スルノ件（勅令第93号）
- 下士卒家族救助令（勅令第94号）
- 大蔵省官制中改正ノ件（勅令第95号）
- 税務監督局官制中改正ノ件（勅令第96号）
- 税務署官制中改正加除ノ件（勅令第97号）
- 税関官制中改正追加ノ件（勅令第98号）
- 陸軍参謀及高等官衙副官、補職ニ関スル件（勅令第99号）
- 金銀地金精製及品位証明規則中改正ノ件（勅令第100号）
- 陸軍戦時給与規則中改正追加ノ件（勅令第101号）
- 明治三十七年度歳出予算中第一予備金ヲ以テ補充シ得ヘキ費途ノ件（勅令第102号）
- 陸軍給与令中改正追加ノ件（勅令第103号）
- 明治三十二年勅令第三百四十二号（開港及開港ニ於テ輸出スヘキ貨物ノ指定ニ関スル件）中追加ノ件（勅令第104号）
- 税関支署名称位置及管轄区域表中改正追加ノ件（勅令第105号）
- 開港港則第一条中追加ノ件（勅令第106号）
- 土地台帳規則第四条中改正ノ件（勅令第107号）
- 砂糖消費税法施行規則第十三条中追加ノ件（勅令第108号）
- 私設保税倉庫営業ノ特許等ニ関シ特許手数料ヲ徴収スルノ件（勅令第109号）
- 陸軍経理部士官及下士特別補充ノ件（勅令第110号）
- 地方測候所技師技手及書記休職ノ件（勅令第111号）
- 在外国郵便局長ニ臨時手当増給ノ件（勅令第112号）
- 臨時煙草製造準備局官制（勅令第113号）
- 高等官官等俸給令中追加ノ件（勅令第114号）
- 戦時又ハ事変ノ際ニ於ケル士官候補生教育ニ関スル件（勅令第115号）
- 煙草製造専売ニ要スル外国産煙草器具機械其ノ他購入ノ場合ニ於ケル随意契約ニ関スル件（勅令第116号）
- 台湾公学校令第九条中削除ノ件（勅令第117号）
- 台湾小学校教員及台湾公学校教員免許令（勅令第118号）
- 台湾小学校又ハ台湾公学校ノ教諭任用ノ件（勅令第119号）
- 台湾小学校又ハ台湾公学校ノ教諭失職及退官ノ件（勅令第120号）
- 追加日清通商航海条約（勅令）
- 戦時又ハ事変ニ際シ陸海軍ニ召集セラレタル陸軍監獄看守、海軍監獄看守、陸軍警守及海軍警査ニ休職ヲ命スルノ件（勅令第121号）
- 戦時又ハ事変ニ際シ陸海軍ニ召集セラレタル貴族院及ヒ衆議院ノ守衛ニ休職ヲ命スル件（勅令第122号）
- 台湾総督府官制中改正追加ノ件（勅令第123号）
- 台湾総督府職員官等俸給令中追加ノ件（勅令第124号）
- 台湾総督府税務官特別任用ノ件（勅令第125号）
- 台湾公学校官制第二条中削除ノ件（勅令第126号）
- 臨時煙草製造準備局事務官任用ノ件（勅令第127号）
- 東京衛戍総督部条例(明治37年勅令第128号)
- 師団司令部条例中改正加除ノ件（勅令第129号）
- 衛戍条例中改正加除ノ件（勅令第130号）
- 陸軍監獄条例中改正追加ノ件（勅令第131号）
- 陸軍監獄官官制中改正削除ノ件（勅令第132号）
- 煙草専売法ヲ施行セサル地方ニ関スル件（勅令第133号）
- 戦時又ハ事変ノ際ニ於ケル予備役後備役憲兵科士官准士官下士上等兵補充ノ件（勅令第134号）
- 台湾総督府又ハ北海道鉄道部官吏補欠ノ件（勅令第135号）
- 醸造試験所官制（勅令第136号）
- 高等官官等俸給令中改正追加ノ件（勅令第137号）
- 英国倫敦及北米合衆国紐育ニ於テ募集スル公債ニ関スル件（勅令第138号）
- 非常特別税法施行規則中追加ノ件（勅令第139号）
- 京釜鉄道株式会社ニ交付スヘキ補助費概算渡ノ件（勅令第140号）
- 京都帝国大学官制中改正ノ件（勅令第141号）
- 文部省直轄諸学校職員定員令中改正ノ件（勅令第142号）
- 戦役中召集セラレタル林区署判任官ノ補闕ニ関スル件（勅令第143号）
- 陸軍服制中改正加除ノ件（勅令第144号）
- 監獄官制中改正削除ノ件（勅令第145号）
- 国有林野及産物売払代金延納ノ件（勅令第146号）
- 記名ノ国債ヲ目的トスル質権設定ニ関スル件（明三七法一七）ヲ台湾ニ施行スルノ件（勅令第147号）
- 陸軍武官進級令中改正追加ノ件（勅令第148号）
- 文部省官制中改正追加ノ件（勅令第149号）
- 高等官官等俸給令中追加ノ件（勅令第150号）
- 京都帝国大学法科大学医科大学及理工科大学講座ノ件中改正追加ノ件（勅令第151号）
- 煙草専売局官制（勅令第152号）
- 高等官官等俸給令中改正ノ件（勅令第153号）
- 明治三十二年勅令第百二十八号（奏任ト為スコトヲ得ル諸官ニ関スル件）中改正ノ件（勅令第154号）
- 煙草専売局煙草製造所職員ノ手当及年功加俸ニ関スル件（勅令第155号）
- 明治三十一年勅令第三百十五号（税務属専売局属及樟脳事務局属ノ俸給ニ関スル件）中改正ノ件（勅令第156号）
- 煙草専売局官制施行ノ際ニ於ケル専売局属及専売局技手ニ関スル件（勅令第157号）
- 煙草専売局ニ於ケル臨時雇員使用ノ件（勅令第158号）
- 煙草専売局職員特別任用令（勅令第159号）
- 明治二十六年勅令第百九十六号（月俸十五円未満ノ判任官特別任用ノ件）中改正ノ件（勅令第160号）
- 煙草専売局見習員ニ関スル件（勅令第161号）
- 専売局作業会計規則中改正追加ノ件（勅令第162号）
- 煙草専売局ニ於テ煙草ノ売渡ヲ為ストキ契約書省略ニ関スル件（勅令第163号）
- 煙草専売法ノ施行ニ関シ間接国税犯則者処分法施行規則ヲ準用シ及収税官吏又ハ税務署長ニ属スル職務ヲ行フヘキ官吏指定ノ件（勅令第164号）
- 郵便ニ依リ外国ヨリ輸入シタル物品ノ内国税ニ関スル件（勅令第165号）
- 臨時煙草製造準備局官制第七条中改正ノ件（勅令第166号）
- 教育基金令第八条中追加ノ件（勅令第167号）
- 戦役若ハ事変ニ際シ一時賜金ヲ公債証書ニテ交付スルコトヲ得ルノ件（勅令第168号）
- 煙草専売法第四十条ニ依リ国税徴収法ヲ準用スル場合ニ関スル件（勅令第169号）
- 煙草製造及塩加工所ノ現業ニ従事スル判任官及雇員ノ勤勉手当ニ関スル件（勅令第170号）[煙草製造所ノ現業ニ従事スル判任官及雇員ノ勤勉手当ニ関スル件][煙草製造ノ現業ニ従事スル判任官及雇員ノ勤勉手当ニ関スル件]
- 明治三十二年勅令第二百十八号（航路標識看守月手当ノ件）中改正ノ件（勅令第171号）
- 公使館領事館費用条例別表中追加ノ件（勅令第172号）
- 台湾総督府税関官制第一条中追加ノ件（勅令第173号）
- 明治三十一年勅令第一号（航路標識視察船商船学校所属航海練習船及海底電線布設船乗組員ニ食卓料及航海日当支給ノ件）中追加ノ件（勅令第174号）
- 戦時ニ際シ陸軍准士官以上及軍属乗組船舶ノ破壊又ハ沈没ノ為被服装具ヲ亡失シタルトキ手当支給ノ件（勅令第175号）
- 陸軍会葬式及表喪式中追加ノ件（勅令第176号）
- 外国ニ於テ流通スル硬貨紙幣銀行券帝国官府発行ノ証券ノ偽造変造ニ関スル件（勅令第177号）
- 政府ノ工場外ニ於テ煙草ノ製造作業ヲ為サシムルトキ随意契約ニ依ルコトヲ得ルノ件（勅令第178号）
- 海軍予備員条例（勅令第179号）
- 海軍武官官階表中追加ノ件（勅令第180号）
- 文武判任官等級表中加除ノ件（勅令第181号）
- 逓信省所管商船学校学生海軍兵籍ニ編入ノ件（勅令第182号）
- 海軍給与令中改正加除ノ件（勅令第183号）
- 臨時陸軍検役部条例（勅令第184号）
- 海軍服制中改正加除ノ件（勅令第185号）
- 台湾総督府国語学校官制中改正ノ件（勅令第186号）
- 台湾総督府師範学校官制廃止ノ件（勅令第187号）
- 臨時気象観測ノタメ中央気象台ニ臨時観測技手ヲ置クノ件中改正ノ件（勅令第188号）
- 郵便貯金利子割合ノ件（勅令第189号）
- 明治三十六年勅令第二百五十一号（通信官署職員定員）中改正ノ件（勅令第190号）
- 陸軍戦時給与規則中改正加除ノ件（勅令第191号）
- 海軍戦時給与規則中改正追加ノ件（勅令第192号）
- 文官ト同一ノ待遇ヲ受クル道庁府県郡市農事工業水産各試験場及講習所、種畜場ノ職員並農事工業林業水産各巡回教師ノ休職ニ関スル件（勅令第193号）
- 台湾総督府法院職員官等俸給及定員令中改正削除ノ件（勅令第194号）
- 外国政府ニ聘用セラレタル官吏ニ関スル件（勅令第195号）
- 戦時又ハ事変ニ際シ之ニ起因スル電線工事ニ従事スル者ニ手当給与ノ件（勅令第196号）
- 海軍軍人軍属違警罪処分例ヲ台湾ニ施行スルノ件（勅令第197号）
- 外交官領事官等臨時増員ノ件中改正ノ件（勅令第198号）
- 陸軍武官官等表中削除ノ件（勅令第199号）
- 陸軍服制中加除ノ件（勅令第200号）
- 経理部士官及予備役後備役憲兵下士補充ニ関スル件（勅令第201号）
- 屯田兵条例、屯田兵移住給与規則、屯田兵給与令及明治二十七年勅令第九十五号（屯田兵条例ニ依リ服役志願ノ下士ニ関スル件）廃止ノ件（勅令第202号）
- 屯田兵下士兵卒タリシ者ノ服役ニ関スル件（勅令第203号）
- 戦役ノタメ召集セラレ又ハ現役ヲ延期セラレタル海軍軍人ノ上官ニ任用進級セラレタル場合ニ於ケル服役期限ニ関スル件（勅令第204号）
- 戦役ノ為召集セラレタル海軍予備役後備役軍人ノ任用進級ニ関スル件（勅令第205号）
- 文官ニシテ陸海軍ニ召集セラレタル者ノ俸給支給ニ関スル件（勅令第206号）
- 俘虜情報局設置ノ件中追加ノ件（勅令第207号）
- 印刷局職員臨時増置ノ件（勅令第208号）
- 臨時馬制調査委員会官制（勅令第209号）
- 明治二十二年勅令第百二十一号（旅費其外概算渡前金渡ノ件）中追加ノ件（勅令第210号）
- 特許局ニ臨時職員増置ノ件中改正追加ノ件（勅令第211号）
- 徴兵令中改正加除ノ件（勅令第212号）
- 陸軍服役条例中改正加除ノ件（勅令第213号）
- 陸軍一年志願兵条例第八条中改正ノ件（勅令第214号）
- 第一国民兵役ニ在ル者ニシテ後備役ニ編入セラレタル者ノ服役ニ関スル件（勅令第215号）
- 国民軍ノ給与ニ関スル件（勅令第216号）
- 鉄道作業局ニ於テ私設鉄道会社ト鉄道ノ貸借ヲ為ストキ随意契約ニ依ルコトヲ得ルノ件（勅令第217号）
- 台湾総督府地方官官制中改正追加ノ件（勅令第218号）
- 台湾総督府職員官等俸給令中追加ノ件（勅令第219号）
- 台湾総督府警察官服制中追加ノ件（勅令第220号）
- 台湾総督府庁警視特別任用令（勅令第221号）
- 鉄道作業局官制第三条中追加ノ件（勅令第222号）
- 陸軍退役将校同相当官及准士官ヲ後備役ニ服セシムルノ件（勅令第223号）
- 金銀地金精製及品位証明規則第二条改正ノ件（勅令第224号）
- 俘虜ノ処罰ニ関スル件（勅令第225号）
- 高等教育会議規則第十条中削除ノ件（勅令第226号）
- 煙草専売局官制中改正ノ件（勅令第227号）
- 公債募集ニ関スル件（勅令第228号）
- 英国倫敦及北米合衆国紐育ニ於テ募集スル公債ニ関スル件（勅令第229号）
- 砲兵工廠条例第二条中追加ノ件（勅令第230号）
- 煙草専売局職員特別任用令中改正追加ノ件（勅令第231号）
- 臨時金鉱調査ノ為大蔵省ニ職員ヲ置クノ件（勅令第232号）
- 国民兵役ニ在リテ召集セラレタル者及国民軍編入志願者ニ関スル件（勅令第233号）
- 明治二十七年勅令第百四十一号（公立学校職員休職ノ件）中改正ノ件（勅令第234号）
- 陸軍予備役見習医官、同薬剤官、同獣医官ヲ曹長相当官ニ任スルノ件（勅令第235号）
- 陸軍武官官等表中削除ノ件（勅令第236号）
- 官吏ノ待遇ヲ受クル在職者ニシテ外国政府ニ聘用セラレタル者ニ関スル件（勅令第237号）
- 明治三十六年勅令第二百八十九号（台湾ニ居住スル陸軍軍人ノ召集及就職ニ関スル件）中改正ノ件（勅令第238号）
- 日本帝国ト亜米利加合衆国トノ間ニ郵便為替交換ニ関スル追加定約（勅令）
- 日本帝国及亜米利加合衆国間小包郵便条約（勅令）
- 日本香港間郵便為替方法規約修正（勅令）
- 日本帝国ト加奈太領トノ間ニ郵便為替交換ニ関スル追加規約（勅令）

## 明治38年
- 非常特別税法施行規則中改正追加ノ件（勅令第1号）
- 非常特別税法ニ依リ輸入税ヲ増徴シ及課スヘキ物品ノ従量税目ニ関スル件（勅令第2号）
- 酒造税法施行規則中改正加除ノ件（勅令第3号）
- 酒精及酒精含有飲料税法施行規則中改正加除ノ件（勅令第4号）
- 麦酒税法施行規則中改正加除ノ件（勅令第5号）
- 醤油税則施行規則中改正追加ノ件（勅令第6号）
- 酒母、醪及麹取締法施行規則（勅令第7号）
- 酒類業組合法施行規則（勅令第8号）[酒造組合法施行規則][酒類業団体法施行規則]
- 間接国税犯則者処分法施行規則中改正削除ノ件（勅令第9号）
- 塩専売法第四十五条ニ依ル塩製造ノ許可ニ関スル件（勅令第10号）
- 塩専売ノ準備ニ関スル職員ノ件（勅令第11号）
- 塩専売ノ準備ニ要スル建築事務ニ関スル職員ノ件（勅令第12号）
- 非常特別税法中砂糖消費税、輸入税及織物消費税ニ関スル規定ヲ台港ニ施行スルノ件（勅令第13号）
- 陸軍軍人軍属帰郷療養者給与規則中改正追加ノ件（勅令第14号）
- 艦隊条例第二条中追加ノ件（勅令第15号）
- 海軍艦船条例中改正削除ノ件（勅令第16号）
- 税関官制中改正ノ件（勅令第17号）
- 税務監督局官制中改正追加ノ件（勅令第18号）
- 税務署官制第二条中改正ノ件（勅令第19号）
- 担保トシテ政府ニ納ムヘキ国債証券ノ価格算定ニ関スル件（勅令第20号）
- 明治三十六年勅令第二百八十三号（勧業債券及興業債券ヲ保証金ニ使用スルヲ得ルノ件）中加除ノ件（勅令第21号）
- 陸海軍軍人又ハ職工旅費前金渡ノ件（勅令第22号）[陸海軍軍人軍属旅費前金渡ノ件]
- 臨時陸軍中央金櫃部条例（勅令第23号）
- 在韓国帝国公使館ニ警視ヲ置クノ件（勅令第24号）
- 海軍給与令中追加ノ件（勅令第25号）
- 台湾総督府国語伝習所官制廃止ノ件（勅令第26号）
- 台湾ニ於ケル蕃人ノ子弟ヲ就学セシムヘキ公学校ニ関スル件（勅令第27号）
- 俘虜収容所条例（勅令第28号）
- 専売局作業会計規則第九条中改正ノ件（勅令第29号）
- 海軍服制中改正追加ノ件（勅令第30号）
- 服制ノ地質ニ関スル件（勅令第31号）
- 農商務省主管ノ国有林産物品ヲ問屋営業者ニ委託シテ随意契約ニ依ル売払ヲ為スコトヲ得ルノ件（勅令第32号）
- 台湾総督府税関官制第一条中改正ノ件（勅令第33号）
- 租税其他ノ歳入金ノ代用証券取扱ニ関スル件（勅令第34号）
- 官設鉄道ニ於テ徴収シタル通行税ノ払戻金一時繰替支弁ノ件（勅令第35号）
- 明治三十七年勅令第百六十一号（煙草専売局見習員ニ関スル件）第一条中改正ノ件（勅令第36号）
- 下士兵卒家族救助令中追加ノ件（勅令第37号）
- 蚕種検査手数料ニ関スル件（勅令第38号）
- 巡査看守療治料給助料及弔祭料給与令中改正追加ノ件（勅令第39号）
- 山口高等学校ヲ山口高等商業学校ト改称スルノ件（勅令第40号）
- 捕獲審検令中改正加除ノ件（勅令第41号）
- 海軍戦時給与規則中改正追加ノ件（勅令第42号）
- 戦時又ハ事変ニ際シ臨時特設ノ部局又ハ陸海軍ノ部隊ニ配属セシメタル文官補調ノ件（勅令第43号）
- 明治三十二年勅令第百五十一号（臨時林野下戻処分調査ニ関スル職員ノ件）第二条中改正ノ件（勅令第44号）
- 明治三十七年勅令第二十五号（臨時海軍軍法会議及海軍合囲地軍法会議ニ於ケル主理、録事、海軍警査ニ関スル件）中改正削除ノ件（勅令第45号）
- 明治三十七年勅令第三十一号（臨時海軍監獄ニ関スル件）第三条改正ノ件（勅令第46号）
- 戦役中諸学校校馬馬糧増加ノ件（勅令第47号）
- 海軍給与令表中追加ノ件（勅令第48号）
- 高等教育会議規則第四条中追加ノ件（勅令第49号）
- 大蔵省官制中追加ノ件（勅令第50号）
- 海軍工廠資金会計規則（勅令第51号）
- 帝国権内ニ入リタル敵国陸軍ニ属スル衛生部員ヲシテ衛生勤務ニ従事セシメタル場合ニ於ケル手当及旅費支給ニ関スル件（勅令第52号）
- 実用新案ニ関スル手数料ノ件（勅令第53号）
- 税関官制第四条中改正ノ件（勅令第54号）
- 所得税法施行規則中改正追加ノ件（勅令第55号）
- 税関ニ於ケル内国税賦課徴収ニ関スル件（勅令第56号）
- 外国ニ於テ流通スル貨幣紙幣銀行券証券偽造変造及模造ニ関スル法律（明三八法六六）ヲ台湾ニ施行（勅令第57号）
- 貴族院令中改正追加ノ件（勅令第58号）
- 海軍採炭所官制中改正追加ノ件（勅令第59号）
- 海軍監獄官制第七条中改正ノ件（勅令第60号）
- 明治三十七年勅令第七十九号（海軍特設船舶乗員ノ航海加俸ニ関スル件）中改正追加ノ件（勅令第61号）
- 郵便、電信及電話官署経費渡切規則（勅令第62号）[通信官署経費渡切規則]
- 公使館領事館費用条例中改正加除ノ件（勅令第63号）
- 外国在勤警部巡査任用及支給規則中改正加除ノ件（勅令第64号）
- 明治三十七年勅令第百五十五号（煙草専売局煙草製造所職員ノ手当及年功加俸ニ関スル件）中改正ノ件（勅令第65号）
- 明治三十七年勅令第百七十号（煙草製造所ノ現業ニ従事スル判任官及雇員ノ勤勉手当ニ関スル件）中改正ノ件（勅令第66号）
- 国税徴収法施行規則第二十四条中改正ノ件（勅令第67号）
- 相続税法施行規則（勅令第68号）
- 監獄官制第三条中改正ノ件（勅令第69号）
- 明治二十六年勅令第九十三号（東京帝国大学講座ノ件）中改正追加ノ件（勅令第70号）
- 明治三十六年勅令第六十八号（京都帝国大学講座ノ件）中改正追加ノ件（勅令第71号）
- 臨時台湾土地調査局官制廃止ノ件（勅令第72号）
- 株式会社第一銀行ノ韓国ニ於ケル業務ニ関スル件（勅令第73号）
- 花莚検査所官制（勅令第74号）
- 製鉄所官制第二条中改正ノ件（勅令第75号）
- 臨時専用漁業免許処分調査ニ関スル職員ノ件（勅令第76号）
- 登録税法施行規則中追加ノ件（勅令第77号）
- 臨時事件費支弁ニ関スル法律（明三八法一二）ニ依リ英国倫敦及北米合衆国紐育ニ於テ募集スル公債ニ関スル件（勅令第78号）
- 船舶登記規則第三十条中追加ノ件（勅令第79号）
- 明治三十八年法律第六十七号施行期日ノ件（勅令第80号）
- 在外公館職員定員令第一条中改正ノ件（勅令第81号）
- 大蔵省官制中改正追加塩専売ノ準備ニ関スル職員ノ件廃止ノ件（勅令第82号）
- 塩務局官制（勅令第83号）
- 塩専売ノ準備ニ要スル建築事務ニ関スル職員ノ件第二条中改正ノ件（勅令第84号）
- 高等官官等俸給令中加除ノ件（勅令第85号）
- 明治三十一年勅令第三百十五号（判任官俸給最低額以下ヲ給スルコトヲ得ル者ノ件）中改正ノ件（勅令第86号）
- 内務省官制中改正加除及土木監督局官制及明治二十七年勅令第八十四号（河川道路港湾調査ニ関スル職員ノ件）同第八十五号（内務省直轄臨時土木工事施行ニ関スル職員ノ件）廃止ノ件（勅令第87号）
- 伝染病研究所官制（勅令第88号）
- 台湾総督府専売局官制中改正追加ノ件（勅令第89号）
- 台湾総督府地方官官制中改正ノ件（勅令第90号）
- 明治三十五年勅令第七十三号（港務部設置ノ件）中改正追加ノ件（勅令第91号）
- 文部省官制中改正ノ件（勅令第92号）
- 東京帝国大学官制中改正ノ件（勅令第93号）
- 京都帝国大学官制中改正ノ件（勅令第94号）
- 史料編纂ニ関スル職員制（勅令第95号）
- 文部省直轄諸学校官制第一条中追加ノ件（勅令第96号）
- 文部省直轄諸学校職員定員令中改正追加ノ件（勅令第97号）
- 農商務省官制中改正削除ノ件（勅令第98号）
- 鉱務署官制（勅令第99号）[鉱山監督署官制]
- 農事試験場官制第四条中改正ノ件（勅令第100号）
- 逓信省官制中改正削除ノ件（勅令第101号）
- 明治三十六年勅令第二百五十一号（通信官署職員定員）中改正ノ件（勅令第102号）
- 航路標識管理所官制第六条中改正ノ件（勅令第103号）
- 東京郵便電信学校官制廃止ノ件（勅令第104号）
- 鉄道作業局官制中改正ノ件（勅令第105号）
- 北海道鉄道部官制廃止ノ件（勅令第106号）
- 高等官官等俸給令中加除ノ件（勅令第107号）
- 高等官官等俸給令中改正追加ノ件（勅令第108号）
- 明治三十二年勅令第九十四号（伝染病研究所職員官等俸給ノ件）中削除ノ件（勅令第109号）
- 港務部高等官俸給令第一条中追加ノ件（勅令第110号）
- 北海道庁高等官俸給令第一条中削除ノ件（勅令第111号）
- 文武判任官等級表中改正加除ノ件（勅令第112号）
- 北海道罹災救助基金法施行期日ノ件（勅令第113号）
- 遠洋漁業奨励法ニ依リ奨励金ヲ下付スルコトヲ得ヘキ漁猟業ノ種類、船舶ノ噸数ノ制限並漁猟員ノ資格及定員ニ関スル件（勅令第114号）
- 港務部職員服制中改正追加ノ件（勅令第115号）
- 台湾総督府法院職員官等俸給及定員令中改正追加ノ件（勅令第116号）
- 判事検事官等俸給令中改正加除ノ件（勅令第117号）
- 裁判所書記長書記定員及俸給令第二条中改正ノ件（勅令第118号）
- 特許局官制中改正追加ノ件（勅令第119号）
- 塩務局職員特別任用令（勅令第120号）
- 明治二十六年勅令第百九十六号（月俸十五円未満ノ判任官特別任用ノ件）中追加ノ件（勅令第121号）
- 塩務局見習員ニ関スル件（勅令第122号）
- 明治三十三年勅令第三百八十五号（臨時国有林野ノ特別経営ニ関スル職員ノ件）中改正ノ件（勅令第123号）
- 臨時国有林作業ニ関スル職員ノ件（勅令第124号）
- 鉱山監督置事務官特別任用ノ件（勅令第125号）
- 北海道庁鉄道部職員ヨリ鉄道作業局職員ニ特別任用ノ件（勅令第126号）
- 台湾総督府税関官制第四条中改正ノ件（勅令第127号）
- 沈没船舶売払ノ場合ニ於ケル買受人資格ニ関スル件（勅令第128号）
- 臨時取締ノ為庁府県ニ警部ヲ置クノ件（勅令第129号）
- 俸給旅費其ノ他諸給与仕払ノ際銭位未満ノ端数切捨ニ関スル件（勅令第130号）
- 地租条例施行規則第二条中追加ノ件（勅令第131号）
- 海軍機関術練習所条例第三十条改正ノ件（勅令第132号）
- 戒厳宣告ノ件（勅令第133号）
- 塩専売法ヲ施行セサル地方ニ関スル件（勅令第134号）
- 間接国税犯則者処分法施行規則第一条中追加ノ件（勅令第135号）
- 塩専売法第三十八条ニ依リ間接国税犯則者処分法中収税官吏又ハ税務署長ニ属スル職務ヲ行フヘキ官吏ノ件（勅令第136号）
- 塩専売法第四十四条ニ依ル塩税徴収ニ関スル件（勅令第137号）
- 警視庁官制中改正加除ノ件（勅令第138号）
- 北海道庁官制（勅令第139号）
- 地方官官制（勅令第140号）
- 高等官官等俸給令中改正ノ件（勅令第141号）
- 文武判任官等級表中追加ノ件（勅令第142号）
- 北海道庁高等官俸給令（勅令第143号）
- 地方高等官俸給令（勅令第144号）
- 道庁府県事務官特別任用ノ件（勅令第145号）
- 明治三十二年勅令第三号（警視特別任用ノ件）中追加ノ件（勅令第146号）
- 警部消防士特別任用令（勅令第147号）
- 警察官及消防官服制中改正ノ件（勅令第148号）
- 明治二十二年勅令第百二十二号（警察官及消防官帯剱ノ件）中改正ノ件（勅令第149号）
- 明治三十八年度歳出予算中第一予備金ヲ以テ補充シ得ヘキ費途ノ件（勅令第150号）
- 逓信省外国留学生規程第一条中追加ノ件（勅令第151号）
- 明治三十四年勅令第百三十九号（獣疫及畜牛結核病予防ニ関スル費用負担区分）第一条改正ノ件（勅令第152号）
- 国民兵役ニ在ル者ノ服役ニ関スル件（勅令第153号）
- 陸軍戦時給与規則第六条中追加ノ件（勅令第154号）
- 売薬税法施行規則（勅令第155号）
- 占領地民政署ノ職員ニ関スル件（勅令第156号）
- 専売塩特別定価売渡及交付金下付規則（勅令第157号）
- 塩購入ニ関スル随意契約及塩売渡ノ場合ニ於テ契約書省略ノ件（勅令第158号）
- 地租条例第四条第一項第一号及第二号ニ依ル公共団体及期間指定ノ件（勅令第159号）
- 戒厳宣告ノ件（勅令第160号）
- 花莚検査規則（勅令第161号）
- 地方森林会規則第八条中改正削除ノ件（勅令第162号）
- 陸軍軍属従軍服制中追加ノ件（勅令第163号）
- 郵便貯金法施行期日ノ件（勅令第164号）
- 郵便貯金法ヲ台湾ニ施行スルノ件（勅令第165号）
- 郵便貯金利子割合ノ件（勅令第166号）
- 北海道庁森林監守服制中改正ノ件（勅令第167号）
- 作業及鉄道会計規則第二十二条中追加ノ件（勅令第168号）
- 煙草専売局職員特別任用令中追加ノ件（勅令第169号）
- 砂糖消費税法施行規則第十三条中追加ノ件（勅令第170号）
- 陸軍戦時給与規則第二条改正ノ件（勅令第171号）
- 台湾総督府鉄道部官制第二条中改正ノ件（勅令第172号）
- 海軍軍属文官従軍服制（勅令第173号）
- 海軍戦時給与規則中追加ノ件（勅令第174号）
- 臨時台港戸口調査ニ関スル職員ノ件（勅令第175号）
- 臨時博覧会事務局官制廃止ノ件（勅令第176号）
- 造幣局ニ臨時職員ヲ増置スルノ件（勅令第177号）
- 保管金規則ヲ台湾ニ施行スルノ件（勅令第178号）
- 政府ヨリ恩給ヲ受クル者ニ召集中手当ヲ支給スルノ件（勅令第179号）
- 明治三十六年勅令第二号（警視庁ニ臨時防疫職員ヲ置クノ件）中改正追加ノ件（勅令第180号）
- 血清、痘苗、「ツベルクリン」及治療液代価納付ニ関スル件（勅令第181号）
- 関税法施行規則第七十九条中改正ノ件（勅令第182号）
- 鉱業登録令（勅令第183号）
- 鉱業及砂鉱採取業ニ関スル手数料ノ件（勅令第184号）
- 担保附社債信託法施行期日ノ件（勅令第185号）
- 鉄道抵当法施行期日ノ件（勅令第186号）
- 工場抵当法施行期日ノ件（勅令第187号）
- 鉱業抵当法施行期日ノ件（勅令第188号）
- 海軍戦時給与規則中削除ノ件（勅令第189号）
- 実用新案法ヲ台湾ニ施行スルノ件（勅令第190号）
- 文官試験規則中改正追加ノ件（勅令第191号）
- 臨時恩給事務ニ関スル職員ノ件（勅令第192号）
- 戒厳解止ノ件（勅令第193号）
- 公債募集ニ関スル件（勅令第194号）
- 公債募集ニ関スル件（明三八勅一九四）ニ依リ英国倫敦北米合衆国紐育及独逸国ニ於テ募集スル公債ニ関スル件（勅令第195号）
- 陸軍軍服服制（勅令第196号）[陸軍戦時服服制]
- 農商務省官制中改正加除ノ件（勅令第197号）
- 陸軍補充兵ヲ以テ下士ニ補充シ及雑卒ヲ兵卒ト為スノ件（勅令第198号）
- 捕獲審検令第三条中改正ノ件（勅令第199号）
- 明治三十七年勅令第二百三十二号（臨時金鉱調査ノタメ大蔵省ニ職員ヲ置クノ件）廃止ノ件（勅令第200号）
- 政府ニ於テ産業組合又ハ産業組合連合会ヨリ物品ノ買入ヲ為ストキ随意契約ニ依ルコトヲ得ルノ件（勅令第201号）[政府ニ於テ産業組合ヨリ物品ノ買入ヲ為ストキ随意契約ニ依ルコトヲ得ルノ件]
- 政府ニ於テ建築工作其ノ他直接事業ニ要スル材料ニ関スル随意契約ノ件（勅令第202号）
- 判事検事官等俸給令第二条中改正ノ件（勅令第203号）
- 裁判所書記長書記定員及俸給令第二条中改正ノ件（勅令第204号）
- 東京府内一定ノ地域ニ戒厳令中必要ノ規定ヲ適用スルノ件（勅令第205号）
- 新聞紙雑誌ノ取締ニ関スル件（勅令第206号）
- 東京府内一定ノ地域ニ戒厳令中必要ノ規定ヲ適用スルノ件（明三八勅二〇五）ノ施行ニ関スル件（勅令第207号）
- 各兵科ノ者ヲシテ憲兵ノ勤務ヲ補助セシムルノ件（勅令第208号）[乗馬兵科ノ者ヲシテ憲兵ノ勤務ヲ補助セシムルノ件]
- 海軍給与令中改正追加ノ件（勅令第209号）
- 明治三十二年勅令第三百四十二号（開港及開港ニ於テ輸出スヘキ貨物ノ指定ニ関スル件）中改正ノ件（勅令第210号）
- 大蔵省臨時建築部官制（勅令第211号）
- 高等官官等俸給令中改正ノ件（勅令第212号）
- 憲兵条例第二十一条中改正ノ件（勅令第213号）
- 専売塩特別定債買渡及交付金下付規則中改正加除ノ件（勅令第214号）
- 陸軍給与令中改正追加明治三十七年勅令第七十六号（戦役中賄料増加ノ件）廃止ノ件（勅令第215号）
- 明治二十八年勅令第百四十号（陸海軍人軍属公務ニ起因セル傷痍疾病再発ノ者官費治療ノ件）中削除ノ件（勅令第216号）
- 海軍大学校条例中改正削除ノ件（勅令第217号）
- 在外国郵便及電信局官吏手当給与規則中改正追加ノ件（勅令第218号）
- 戒厳解止ノ件（勅令第219号）
- 海軍下士卒ノ有スル証書、証状有効期限延期ノ件（勅令第220号）
- 逓信省部内ノ官吏ニシテ戦時ニ際シ所属部局以外ニ於テ臨時逓信事務ニ従事シ又ハ陸海軍特設ノ事務ニ従事シタル者ノ復帰ニ関スル件（勅令第221号）
- 戦用食糧品ヲ陸軍各部隊ノ賄料ニ換給スルノ件（勅令第222号）
- 関税法施行規則第七十三条中改正追加ノ件（勅令第223号）
- 糧秣交換ニ関スル随意契約ノ件（勅令第224号）
- 農会令（勅令第225号）
- 海事局職員ニ臨時在韓国帝国領事館附ヲ命スル件（勅令第226号）
- 収入印紙ヲ以テ手数料、罰金、科料、過料、刑事追徴金、訴訟費用及非訟事件費用ヲ納メシムルコトヲ得ルノ件（勅令第227号）
- 明治三十八年九月五日後ニ拿捕シタル船舶及其ノ載貨ノ釈放ニ関スル件（勅令第228号）
- 在外指定学校職員退隠料及遺族扶助料法ニ於ケル学校職員ノ資格及在職年数算定方等ニ関スル件（勅令第229号）
- 在外指定学校職員令（勅令第230号）[在外指定学校職員ノ名称待遇及任用解職ニ関スル件]
- 臨時秩禄処分調査委員会規則及臨時秩禄処分調査局官制廃止ノ件（勅令第231号）
- 明治三十六年勅令第五号（海軍区ノ件）中改正ノ件（勅令第232号）
- 台湾総督府官制中改正削除ノ件（勅令第233号）
- 台湾総督府職員官等俸給令中削除ノ件（勅令第234号）
- 台湾総督府評議会章程第一条中削除ノ件（勅令第235号）
- 臨時国債整理局官制（勅令第236号）
- 高等官官等俸給令中追加ノ件（勅令第237号）
- 大蔵省官制第九条中改正ノ件（勅令第238号）
- 臨時国債整理委員会規則（勅令第239号）
- 韓国ニ統監府及理事庁ヲ置クノ件（勅令第240号）
- 国債整理ノ為明治三十七年法律第一号及同三十八年法律第十二号ニ依リ公債ヲ募集スルノ件（勅令第241号）
- 明治三十八年勅令第二百五号及同年勅令第二百六号廃止ノ件（勅令第242号）
- 大阪府及兵庫県ニ臨時防疫職員ヲ置クノ件（勅令第243号）
- 外交官及領事官官制中改正追加ノ件（勅令第244号）
- 在外公館職員定員令中追加ノ件（勅令第245号）
- 明治二十八年勅令第百五十号（外交官領事官及貿易事務官更代ノ際臨時増員ノ件）中改正ノ件（勅令第246号）
- 在外公館職員官等令第一条中改正ノ件（勅令第247号）
- 公使館領事館費用条例中改正ノ件（勅令第248号）
- 大使館通訳官ニ関スル件（勅令第249号）
- 領事官特別任用令及明治三十七年勅令第四十二号（外務通訳生ヲ外務書記生ニ任用ノ件）中改正ノ件（勅令第250号）
- 台湾総督府監獄官制第十四条改正明治三十二年勅令第五十四号（台湾総督府県及庁看守定員ノ件）廃止ノ件（勅令第251号）
- 台湾総督府監獄教誨師及女監取締俸給令（勅令第252号）
- 海軍軍令部条例第八条中改正ノ件（勅令第253号）
- 海軍望楼条例（勅令第254号）
- 鎮守府条例第十条中改正ノ件（勅令第255号）
- 海軍修理工場条例中加除ノ件（勅令第256号）
- 要港部条例中改正追加ノ件（勅令第257号）
- 海軍艦船条例中改正追加ノ件（勅令第258号）
- 艦隊条例中加除ノ件（勅令第259号）
- 駆逐隊条例（勅令第260号）
- 潜水艇隊条例（勅令第261号）
- 水雷団条例（勅令第262号）
- 陸奥国下北郡大湊ヲ要港ト為シ其ノ境域ヲ定ムルノ件（勅令第263号）
- 明治三十七年勅令第四十号（長崎県対馬島庁書記技手臨時増置ノ件）廃止ノ件（勅令第264号）
- 牛馬ノ売買及貸渡ニ関スル随意契約ノ件（勅令第265号）
- 医薬用、工業用酒精戻税規則第二条ニ依ル酒精使用証明書下付ニ関スル件（勅令第266号）
- 統監府及理事庁官制（勅令第267号）
- 統監府通信官署官制（勅令第268号）
- 理事庁職員定員令（勅令第269号）
- 明治三十六年勅令第二百五十一号（通信官署職員定員）中改正ノ件（勅令第270号）
- 統監府及理事庁高等官官等令（勅令第271号）
- 文武判任官等級表中加除ノ件（勅令第272号）
- 統監府及理事庁職員給与令（勅令第273号）
- 統監府通信官署職員官等給与令（勅令第274号）
- 統監府総務長官及統監秘書官ノ任用分限及官等ニ関スル件（勅令第275号）
- 統監府及理事庁職員特別任用令（勅令第276号）
- 統監府及理事庁警察官特別任用令（勅令第277号）
- 統監府通信官署職員特別任用令（勅令第278号）
- 文官懲戒令中改正加除ノ件（勅令第279号）
- 官設鉄道、郵便、電信、電話官署出納員現金出納ニ関スル件（明三三勅四〇八）、郵便電信電話官署ノ現金受払ニ関スル件（明三六勅二三）及通信官署経費渡切規則ヲ統監府通信官署ニ準用スルノ件（勅令第280号）
- 陸軍大学校学生ニ関スル件（勅令第281号）
- 山口県ニ臨時防疫職員ヲ置クノ件（勅令第282号）
- 海軍煉炭製造所条例（勅令第283号）
- 第六回内国勧業博覧会開設延期ノ件（勅令第284号）
- 醸造試験所官制第八条追加ノ件（勅令第285号）
- 参謀本部条例第四条中改正ノ件（勅令第286号）
- 蕃地警察事務ニ従事スル台湾総督府職員又ハ其ノ遺族ニ一時金ヲ給スルノ件（勅令第287号）
- 海軍給与令中改正追加ノ件（勅令第288号）
- 煙草製造専売ニ要スル諸物件、労力供給ノ請負等ニ関スル随意契約ノ件（勅令第289号）
- 製鉄所ニ於テ事業上必要トスル器具機械及諸材料ノ購入ニ関スル随意契約ノ件（勅令第290号）
- 日本印度間ノ通商ニ関スル条約（勅令）
- 日露講和条約(勅令)：(ポーツマス条約)

## 明治39年
- 在外国航路標識在勤官吏手当給与ノ件（勅令第1号）
- 在外公館費用条例中加除ノ件（勅令第2号）
- 特命全権大使著任前ニ於ケル大使館ニ関スル件（勅令第3号）
- 在外公館費用条例中加除ノ件（勅令第4号）
- 鉱物ノ調査ニ従事セシムルタメ製鉄所ニ臨時職員設置ノ件（勅令第5号）
- 鉄道用品交換ニ関スル随意契約ノ件（勅令第6号）
- 在外公館ニ於テ会計規則ニ定メタル手続ヲ省略スルノ件（明三〇勅五八）ヲ統監府及理事庁ニ準用スルノ件（勅令第7号）
- 明治三十七年勅令第百五十八号（煙草専売局ニ於ケル臨時雇員使用ノ件）中改正ノ件（勅令第8号）
- 海軍武官官階中改正ノ件（勅令第9号）
- 海軍服制中改正追加ノ件（勅令第10号）
- 陸軍省臨時職員増置ノ件（勅令第11号）
- 視学官及視学特別任用令中改正加除ノ件（勅令第12号）
- 明治三十八年勅令第百六十六号（郵便貯金利子割合）中追加ノ件（勅令第13号）
- 統監府及所属官署職員服制（勅令第14号）
- 統監附陸海軍武官官制（勅令第15号）
- 統監附陸海軍武官ノ給与ニ関スル件（勅令第16号）
- 海軍給与令第二十七条中改正削除ノ件（勅令第17号）
- 韓国ニ駐箚スル憲兵ノ行政警察及司法警察ニ関スル件（勅令第18号）
- 海軍省臨時職員増置ノ件（勅令第19号）
- 明治三十三年勅令第三百二十九号（救恤寄附金ノ保管出納ニ関スル件）中追加ノ件（勅令第20号）
- 統監旗制定ノ件（勅令第21号）
- 統監府通信官署官制第六条中改正ノ件（勅令第22号）
- 北海道ニ於ケル郡ノ廃止及郡界ノ変更ニ関スル件（勅令第23号）
- 在外国公使館附陸軍武官俸給令中改正ノ件（勅令第24号）
- 明治三十六年勅令第二百三号（外国駐箚陸軍武官ノ在勤俸ニ関スル件）中改正ノ件（勅令第25号）
- 海軍准士官下士任用進級条例第十四条中追加ノ件（勅令第26号）
- 作業及鉄道会計規則中改正加除ノ件（勅令第27号）
- 海軍採炭所官制別表中改正ノ件（勅令第28号）
- 海軍給与令中改正追加ノ件（勅令第29号）
- 明治三十二年勅令第三百四十二号（開港及開港ニ於テ輸出スヘキ貨物ノ指定ニ関スル件）中加除ノ件（勅令第30号）
- 明治三十二年勅令第百六十九号（税関支署名称位置及管轄区域ノ件）ノ件（勅令第31号）
- 臨時行賞事務ニ関スル職員（勅令第32号）
- 印刷局官制第二条中改正ノ件（勅令第33号）
- 捕獲審検所及高等捕獲審検所閉鎖ノ件（勅令第34号）
- 衛生試験所官制第六条中改正ノ件（勅令第35号）
- 専売塩特別定価売渡及交付金下付規則中改正削除ノ件（勅令第36号）
- 専売局作業会計規則中改正ノ件（勅令第37号）
- 税関官制第四条中改正ノ件（勅令第38号）
- 東京帝国大学官制中改正追加ノ件（勅令第39号）
- 京都帝国大学官制中改正ノ件（勅令第40号）
- 文部省直轄諸学校官制第一条中追加ノ件（勅令第41号）
- 臨時教員養成所官制第四条中改正ノ件（勅令第42号）
- 帝国図書館官制第二条中改正ノ件（勅令第43号）
- 中央気象台官制中改正追加ノ件（勅令第44号）
- 帝国大学高等官官等俸給令第三条中追加ノ件（勅令第45号）
- 文部省直轄諸学校職員定員令中改正追加ノ件（勅令第46号）
- 鉱山監督署官制第二条中改正ノ件（勅令第47号）
- 種牛牧場官制（勅令第48号）
- 蚕業講習所官制第八条中改正ノ件（勅令第49号）
- 遠洋漁業奨励ニ関スル職員設置ノ件（勅令第50号）
- 明治三十七八年従軍記章条例（勅令第51号）
- 関税定率法施行期日ノ件（勅令第52号）
- 日本薬局方調査会官制（勅令第53号）
- 明治三十年勅令第三百九十五号（北海道庁支庁ノ名称位置及管轄区域表）中加除ノ件（勅令第54号）
- 大蔵省臨時建築部官制中改正追加ノ件（勅令第55号）
- 明治三十年勅令第十三号（横浜港湾維持ニ関スル職員ノ件）中改正ノ件（勅令第56号）
- 林区署官制中改正削除明治三十八年勅令第百二十四号（臨時国有林作業ニ関スル職員ノ件）廃止ノ件（勅令第57号）
- 山林事務ニ関スル臨時職員ノ件（勅令第58号）
- 足尾国有林復旧事業ニ関スル職員設置ノ件（勅令第59号）
- 沖縄県杣山処分調査ニ関スル臨時職員設置ノ件（勅令第60号）
- 博覧会開設臨時調査会官制（勅令第61号）
- 博覧会開設調査ニ関スル臨時職員設置（勅令第62号）
- 高等官官等俸給令中改正加除ノ件（勅令第63号）
- 文武判任官等級表中改正加除ノ件（勅令第64号）
- 在外公館費用条例中改正加除ノ件（勅令第65号）
- 明治三十七年勅令第三十二号（戦時又ハ事変ニ際シ臨時外務省ニ属ヲ置クノ件）廃止ノ件（勅令第66号）
- 陸軍士官学校条例中改正削除ノ件（勅令第67号）
- 明治二十六年勅令第九十三号（東京帝国大学講座ノ件）中改正追加ノ件（勅令第68号）
- 内務省官制第十二条中改正ノ件（勅令第69号）
- 陸軍服制中削除ノ件（勅令第70号）
- 陸軍戦時服服制中改正削除ノ件（勅令第71号）
- 陸軍軍服服制中濃紺絨ヲ以テ茶褐絨ニ代用スルノ件（勅令第72号）
- 明治三十七年勅令第二十五号（臨時海軍軍法会議及海軍合囲地軍法会議ニ於ケル主理、録事、海軍警査ニ関スル件）第一条中追加ノ件（勅令第73号）
- 明治三十七年勅令第三十一号（臨時海軍監獄ニ関スル件）ノ件（勅令第74号）
- 逓信省官制中改正ノ件（勅令第75号）
- 明治三十六年勅令第二百五十一号（通信官署及郵便為替貯金管理所職員定員）第一条中改正ノ件（勅令第76号）
- 海事局官制第四条中改正ノ件（勅令第77号）
- 海上衝突予防法中改正法律施行期日ノ件（勅令第78号）
- 警視庁官制（勅令第79号）
- 高等官官等俸給令中加除ノ件（勅令第80号）
- 警視庁高等官俸給令第一条中追加ノ件（勅令第81号）
- 警察官及消防官服制中改正削除ノ件（勅令第82号）
- 在外国帝国専管居留地特別会計法ヲ適用スヘキ居留地指定ノ件（勅令第83号）
- 北海道庁官制中改正ノ件（勅令第84号）
- 裁判所書記長書記定員及俸給令中改正ノ件（勅令第85号）
- 工業用酒精酒類其ノ他酒精含有飲料戻税法施行規則（勅令第86号）
- 関税率調査ニ関スル職員ノ件（勅令第87号）
- 明治三十七年勅令第七十九号（海軍特設船舶乗員ノ航海加俸ニ関スル件）別表改正ノ件（勅令第88号）
- 明治三十六年勅令第六十八号（京都帝国大学講座ノ件）中改正追加ノ件（勅令第89号）
- 糖業改良事務局官制（勅令第90号）
- 統監府勧業模範場官制（勅令第91号）
- 統監府勧業模範場職員ノ給与ニ関スル件（勅令第92号）
- 陸軍採炭事業ニ要スル機械器具及諸材料ノ購入並炭礦採掘請負ニ関スル随意契約ノ件（勅令第93号）
- 農商務省官制中改正ノ件（勅令第94号）
- 工業試験所官制第二条中改正ノ件（勅令第95号）
- 府県社以下神社神饌幣帛料供進ニ関スル件（勅令第96号）
- 開港港則第一条中追加ノ件（勅令第97号）
- 町村行政ニ関シ主務大臣許可ノ職権ヲ県知事ニ委任スルノ件（勅令第98号）
- 明治三十九年度歳出予算中第一予備金ヲ以テ補充シ得ヘキ費途ノ件（勅令第99号）
- 明治三十一年勅令第一号（航路標識視察船及海底電線布設船乗組員ニ食卓料、航海日当支給ノ件）第一条ノ二追加ノ件（勅令第100号）
- 航路標識視察船及海底電線布設船乗組員ニ食卓料、航海日当支給ノ件（明三一勅一）ニ依リ支給スル食卓料前金渡ノ件（勅令第101号）
- 陸海軍ニ属スル臨時事件費特別会計終結ニ関スル件（勅令第102号）
- 明治三十九年法律第五十号施行期日ノ件（勅令第103号）
- 種牡牛馬種付料ニ関スル件（勅令第104号）
- 統監府通信官署官制中改正追加ノ件（勅令第105号）
- 東京府小笠原島水産事務ニ関スル臨時職員設置ノ件（勅令第106号）
- 明治三十四年勅令第六十四号（東京府下及沖縄県下ノ島嶼ニ在勤スル地方官庁ノ判任官及巡査雇員ニ手当給与ノ件）中追加ノ件（勅令第107号）
- 統監府及所属官署職員服制中追加ノ件（勅令第108号）
- 明治三十年勅令第百四十四号（貨幣ノ形式ヲ定ムルノ件）中改正ノ件（勅令第109号）
- 台湾総督府税関官制第一条中追加ノ件（勅令第110号）
- 台湾総督府医院官制中追加ノ件（勅令第111号）
- 明治三十六年勅令第百四十五号（臨時台湾総督府ノ防疫事務ニ従事スル職員ノ件）中追加ノ件（勅令第112号）
- 台湾総督府地方官官制中改正追加ノ件（勅令第113号）
- 台湾総督府職員官等俸給令中改正加除ノ件（勅令第114号）
- 台湾総督府医院事務官特別任用ノ件（勅令第115号）
- 師団長ノ官等ニ関スル件（勅令第116号）
- 臨時鉄道国有準備局官制（勅令第117号）
- 高等官官等俸給令中改正ノ件（勅令第118号）
- 臨時鉄道国有準備局事務官任用ノ件（勅令第119号）
- 明治三十九年法律第十三号（民法施行法第十条削除ノ件）施行期日ノ件（勅令第120号）
- 馬政局官制（勅令第121号）
- 種馬牧場及種馬所官制並明治三十五年勅令第百十三号（馬匹去勢法施行準備ニ関スル臨時職員ノ件）廃止ノ件（勅令第122号）
- 高等官官等俸給令中加除ノ件（勅令第123号）
- 馬政局職員特別任用令（勅令第124号）
- 馬政局高等官ノ官等ニ関スル件（勅令第125号）
- 陸軍現役将校同相当官ニシテ馬政局職員ニ任セラレタル者ニ関スル件（勅令第126号）
- 馬政委員会官制（勅令第127号）
- 統監府及理事庁巡査ノ任用及給与ニ関スル件（勅令第128号）
- 統監府及理事庁警部巡査ノ旅費ニ関スル件（勅令第129号）
- 輸出羽二重精練業法施行期日ノ件（勅令第130号）
- 東京府知事ヲシテ警察署長、警察分署長ヲ指揮監督セシムルノ件（勅令第131号）
- 日清間満洲ニ関スル条約（勅令）〔通称：北京条約〕
- 明治三十二年勅令第二百七十七号（行旅病人死亡人等ノ取引及費用弁償ニ関スル件）第一条改正ノ件（勅令第132号）
- 北海道地方費ヨリ給料給与ヲ受クル吏員職員ノ退隠料退職給与金死亡給与金又ハ遺族扶助料支給規定ニ関スル件（勅令第133号）[北海道地方費ヨリ給料給与ヲ受クル吏員職員ノ退隠料退職給与金遺族扶助料支給規定ニ関スル件]
- 明治三十九年法律第三十四号（国債ニ関スル件）及第三十五号（登録税法第十六条削除ノ件）施行期日ノ件（勅令第134号）
- 明治三十六年勅令第六十八号（京都帝国大学講座ノ件）中追加ノ件（勅令第135号）
- 整理公債条例中削除ノ件（勅令第136号）
- 国債償還ノ為抽籤執行ノ場合ニ於ケル立会者ニ関スル件（勅令第137号）- 国債償還ノ為抽籤執行ノ場合ニ於ケル立会者ニ関スル件 - e-Gov法令検索
- 帝国鉄道会計法及明治三十九年法律第三十八号（官設鉄道用品資金会計法中改正加除）施行期日ノ件（勅令第138号）
- 明治三十九年法律第三十九号（韓国ニ於テ帝国ノ経営スル鉄道ノ会計ニ関スル件）施行期日ノ件（勅令第139号）
- 鉄道作業局官制中改正ノ件（勅令第140号）
- 臨時横浜港設備委員会官制（勅令第141号）
- 南満洲鉄道株式会社ニ関スル件（勅令第142号）
- 陸軍編修官官制（勅令第143号）
- 高等官官等俸給令中加除ノ件（勅令第144号）
- 陸軍所属特別文官俸給令中改正ノ件（勅令第145号）
- 海軍給与令中改正ノ件（勅令第146号）
- 臘虎膃肭獣保護ニ関スル件（勅令第147号）
- 臨時陸軍似島検疫所条例（勅令第148号）
- 日本学士院規程（勅令第149号）[帝国学士院規程]
- 韓国政府ニ聘用セラルル者ニ関スル件（勅令第150号）
- 陸軍現役将校同相当官ニシテ馬政局職員ニ任セラレタル者ニ関スル件（明三九勅一二六）ニ依リ定員外ト為リタル陸軍現役将校同相当官ノ乗馬飼養ノ給与ニ関スル件（勅令第151号）
- 徴兵事務条例中改正追加ノ件（勅令第152号）
- 明治三十八年勅令第百五十九号（地租条例第四条第一項第一号及第二号ニ依ル公共団体及期間指定ノ件）第一条中追加ノ件（勅令第153号）
- 千住製絨所官制第二条中改正ノ件（勅令第154号）
- 刑ノ執行ヲ猶予セラレタル者ノ北海道及沖縄県ニ於ケル区ノ公民権及区会議員選挙権ニ関スル件（勅令第155号）
- 明治三十二年勅令第二百二十七号（島嶼ノ府県会議員選挙人名簿ニ関スル件）第二条中追加ノ件（勅令第156号）
- 明治三十二年勅令第三百四十二号（開港及開港ニ於テ輸出スヘキ貨物ノ指定ニ関スル件）第二条ノ三改正ノ件（勅令第157号）
- 帝国鉄道及同用品資金会計規則（勅令第158号）
- 韓国ニ於テ帝国ノ経営スル鉄道ノ会計ニ関スル件（勅令第159号）
- 明治三十九年法律第五十六号施行期日ノ件（勅令第160号）
- 韓国ニ於テ適用スル法律命令ノ施行期限ニ関スル件（勅令第161号）
- 統監府及理事庁職員給与令中改正ノ件（勅令第162号）
- 統監府通信官署職員官等給与令第二条中改正ノ件（勅令第163号）
- 統監府法務院官制（勅令第164号）
- 統監府法務院職員官等給与令（勅令第165号）
- 韓国ニ於ケル裁判事務取扱規則（勅令第166号）
- 韓国ニ於ケル内国官憲ノ管掌事項ヲ統監ノ職権ニ属セシムル件（勅令第167号）
- 在外公館職員定員令第一条中改正ノ件（勅令第168号）
- 在外公館費用条例第二十五条追加ノ件（勅令第169号）
- 外国在勤警部巡査任用及支給規則第十一条中追加ノ件（勅令第170号）
- 屠畜取締ニ関スル職員ノ件（勅令第171号）
- 屠畜取締ノ費用負担ニ関スル件（勅令第172号）
- 製鉄所官制第二条中改正ノ件（勅令第173号）
- 明治二十六年勅令第七十四号（取引所ノ資本金営業保証金株式手数料積立金及売買取引ノ方法ニ関スル規程並仲買人免許料金額）中第七条ノ二削除ノ件（勅令第174号）
- 陸軍大学校条例中改正加除ノ件（勅令第175号）
- 統監府鉄道管理局官制（勅令第176号）
- 統監府鉄道管理局職員官等給与令（勅令第177号）
- 統監府鉄道管理局職員特別任用令（勅令第178号）
- 統監府鉄道管理局職員官等ノ初叙及陞叙ニ関スル件（勅令第179号）
- 統監府鉄道管理局雇員使用ノ件（勅令第180号）
- 宅地組換ニ関スル件（勅令第181号）
- 北海道一級町村制第九十二条中改正削除ノ件（勅令第182号）
- 北海道二級町村制第四十八条中改正ノ件（勅令第183号）
- 朝鮮総督府及所属官署ノ民事訴訟ニ関スル件（勅令第184号）[統監府及所属官署ノ民事訴訟ニ関シ国ヲ代表スルノ件]
- 台湾総督府鉄道部官制第二条中改正ノ件（勅令第185号）
- 文部省直轄諸学校職員定員令中改正ノ件（勅令第186号）
- 神宮司庁職員ト神宮神部署職員トノ間ノ転任ニ関スル件（勅令第187号）[神宮司庁職員ト神部署職員トノ間ノ転任ニ関スル件]
- 明治二十三年勅令第九号（郡区長任用ノ件）第二条削除ノ件（勅令第188号）
- 明治三十三年勅令第二百四十八号（府県出納吏及郡出納吏ノ身元保証並賠償責任ニ関スル件）中追加ノ件（勅令第189号）
- 明治三十三年勅令第百二十三号（市町村行政ニ関シ主務大臣許可ノ職権ヲ府県知事ニ委任ノ件）中改正追加ノ件（勅令第190号）
- 沖縄県国有林野特別処分ニ関スル件（勅令第191号）
- 統監府鉄道管理局ニ臨時鉄道建設部ヲ置クノ件（勅令第192号）
- 地方高等官俸給令中第二条改正ノ件（勅令第193号）
- 北海道地方費ノ吏員ニ関スル件（勅令第194号）
- 外務省官制中改正ノ件（勅令第195号）
- 関東都督府官制（勅令第196号）
- 関東都督府郵便電信局官制（勅令第197号）
- 関東都督府法院令（勅令第198号）
- 関東都督府職員官等給与令（勅令第199号）
- 関東都督府職員特別任用令（勅令第200号）
- 関東法院判官及検察官任用令（勅令第201号）[関東都督府法院判官及検察官任用令]
- 関東都督府秘書官ノ任用及官等ニ関スル件（勅令第202号）
- 関東州ニ於ケル諸般ノ成規ニ関スル件（勅令第203号）
- 関東都督府陸軍部条例（勅令第204号）
- 韓国駐箚軍司令部条例（勅令第205号）
- 明治三十四年勅令第百三十九号（獣疫及畜牛結核病予防ニ関スル費用負担区分ノ件）第一条中改正ノ件（勅令第206号）
- 台湾総督府専売局官制第三条中改正ノ件（勅令第207号）
- 金鵄勲章年金令第四条中追加ノ件（勅令第208号）
- 南満洲鉄道株式会社東洋拓殖株式会社ノ職員ト為リタル官吏ニ関スル件（勅令第209号）[南満洲鉄道株式会社ノ職員ト為リタル官吏ニ関スル件][南満洲鉄道株式会社又ハ鴨緑江採木公司ノ職員ト為リタル官吏ニ関スル件]
- 南満洲鉄道株式会社設立委員長及委員ノ旅費支給ニ関スル件（勅令第210号）
- 明治三十七八年戦役ニ関スル一時賜金預託ノ件（勅令第211号）
- 行賞賜金ニ対シ特別郵便貯金通帳及特別証券保管通帳交付ノ件（勅令第212号）
- 廃兵院法施行期日ノ件（勅令第213号）
- 廃兵院条例（勅令第214号）
- 衛戍病院条例中加除ノ件（勅令第215号）
- 月俸三十円未満ノ判任官ノ俸給ニ関スル件（勅令第216号）
- 文武判任官等級表中改正ノ件（勅令第217号）
- 特許局官制第二条中改正ノ件（勅令第218号）
- 領事官ノ取扱フ登記ノ登録税ニ関スル件（勅令第219号）
- 神社寺院仏堂合併跡地ノ譲与ニ関スル件（勅令第220号）
- 陸軍法務官陸軍法務官試補及陸軍監獄長服制（勅令第221号）[理事理事試補及陸軍監獄長服制]
- 官有地特別処分規則第一条中改正ノ件（勅令第222号）
- 明治三十七年勅令第百九十五号（外国政府ニ聘用セラレタル官吏ニ関スル件）中改正追加ノ件（勅令第223号）
- 台湾総督府鉄道部工場ニ於テ機械其ノ他ノ製作及修理ヲ引受クルヲ得ルノ件（勅令第224号）
- 学校職員恩給審査規程中改正ノ件（勅令第225号）
- 臨時郵便貯金事務ノ為通信官署ニ職員増置ノ件（勅令第226号）
- 臨時軍用鉄道監部所属ノ職員ヲ統監府鉄道管理局職員ニ引続任用スル場合ニ於ケル俸給ノ支給ニ関スル件（勅令第227号）
- 工業用酒精戻税規則ニ依ル酒精使用証明書下附ニ関スル件（勅令第228号）
- 関東局ニ於ケル郵便ノ業務ニ関シ郵便法、郵便為替法、郵便貯金法、鉄道船舶郵便法ノ規定ヲ準用スルノ件（勅令第229号）[関東都督府ニ於ケル郵便電信及電話ノ業務ニ関シ郵便法、郵便為替法、郵便貯金法、鉄道船舶郵便法及電信法ノ規定ヲ準用スルノ件][関東都督府ニ於ケル郵便電信及電話ノ業務ニ関シ郵便法、郵便為替法、郵便貯金法、鉄道船舶郵便法、電信法、電信線電話線建設条例ノ規定ヲ準用スルノ件][関東都督府ニ於ケル郵便電信及電話ノ業務ニ関シ郵便法、郵便為替法、郵便貯金法、鉄道船舶郵便法、電信法、無線電信法、電信線電話線建設条例ノ規定ヲ準用スルノ件][関東庁ニ於ケル郵便ノ業務ニ関シ郵便法、郵便為替法、郵便貯金法、鉄道船舶郵便法ノ規定ヲ準用スルノ件]
- 関東都督府通信書記補ノ俸給ニ関スル件（勅令第230号）
- 関東都督府巡査看守ノ任用及給与ニ関スル件（勅令第231号）
- 関東都督府文官服制（勅令第232号）
- 関東都督府警察官服制（勅令第233号）
- 傷兵院基金管理規則（勅令第234号）[廃兵院基金管理規則]
- 公債事務処理ノタメ大蔵省高等官ノ中二名ヲ欧米ニ駐在セシムルノ件（勅令第235号）[公債事務処理ノタメ大蔵省及臨時国債整理局高等官ノ中一名ヲ欧米ニ駐在セシムルノ件]
- 帝国ト関東州トノ間ニ通航スル船舶ニ関スル件（勅令第236号）
- 明治三十七年勅令第四十四号（俘虜情報局設置ノ件）廃止ノ件（勅令第237号）
- 陸軍補充条例中改正追加ノ件（勅令第238号）
- 高等教育会議規則第四条中改正追加ノ件（勅令第239号）
- 関東都督府職員旅費規則（勅令第240号）
- 関東局及其ノ所属官署ノ職員宿舎料ノ件（勅令第241号）[関東都督府職員宿舎料ノ件]
- 台湾総督府及関東都督府ニ顧問ヲ置クノ件（勅令第242号）
- 南満洲鉄道株式会社ニ関スル件中追加ノ件（勅令第243号）
- 医師法ニ依ル免許ヲ与フル者ニ関スル件（勅令第244号）
- 歯科医師法ニ依リ免許ヲ与フル者ニ関スル件（勅令第245号）
- 馬政局所管馬匹ノ売払ニ関スル件（勅令第246号）
- 横浜正金銀行ノ関東州及清国ニ於ケル銀行券ノ発行ニ関スル件（勅令第247号）
- 旅順鎮守府条例（勅令第248号）
- 旅順海軍港務部条例（勅令第249号）
- 旅順海軍工作部条例（勅令第250号）
- 旅順敷設隊条例（勅令第251号）
- 旅順海軍病院条例（勅令第252号）
- 旅順海軍経理部条例（勅令第253号）
- 明治三十三年勅令第百五号（常設海軍軍法会議ニ於ケル主理録事定員）別表中追加ノ件（勅令第254号）
- 旅順海軍監獄官制（勅令第255号）
- 関東州海軍区ニ関スル件（勅令第256号）
- 旅順港ノ境域ヲ定ムルノ件（勅令第257号）
- 明治二十三年勅令第二百八号（省令庁令府県令及警察令ニ関スル罰則ノ件）第一条中改正ノ件（勅令第258号）
- 巡査給与令（勅令第259号）
- 関税法施行規則中改正追加ノ件（勅令第260号）
- 関税定率法ニ依リ加工ノタメ輸入スル物品ニ関スル件（勅令第261号）
- 関東州ノ生産ニ係ル物品ノ輸入税率ニ関スル件（勅令第262号）
- 旅順港規則制定及該規則違反者罰則ノ件（勅令第263号）
- 特許代理業者登録規則中追加ノ件（勅令第264号）
- 関税定率法ニ依ル製造品ノ原料輸入税払戻ニ関スル件（勅令第265号）
- 関税定率法ニ依ル肥料ノ原料輸入税払戻ニ関スル件（勅令第266号）
- 地方産業ニ関スル技師、技手並試験場、講習所、種畜場、輸出羽二重検査所及原蚕種製造所職員ノ名称、待遇、任免及官等等級配当ノ件（勅令第267号）[地方産業ニ関スル技師、技手並試験場、講習所及種畜場職員ノ名称、待遇、任免及官等等級配当ノ件][地方産業ニ関スル技師、技手並試験場、講習所、種畜場及輸出羽二重検査所職員ノ名称、待遇、任免及官等等級配当ノ件]
- 地方産業ニ関スル技師、産業組合主事、技手及産業組合主事補並試験場、講習所、種畜場、検査所及製造所職員ノ休職ニ関スル件（勅令第268号）[地方産業ニ関スル技師、技手並試験場、講習所及種畜場職員ノ休職ニ関スル件][地方産業ニ関スル技師、技手並試験場、講習所、種畜場及輸出羽二重検査所職員ノ休職ニ関スル件][地方産業ニ関スル技師、技手並試験場、講習所、種畜場、輸出羽二重検査所及原蚕種製造所職員ノ休職ニ関スル件]
- 私設鉄道ヨリ引継採用雇員ノ俸給支給ニ関スル件（勅令第269号）
- 私設鉄道ニ於テ為シタル契約ヲ随意契約ヲ以テ継続ノ件（勅令第270号）
- 海軍望楼条例第四条中追加ノ件（勅令第271号）
- 海軍給与令中改正加除ノ件（勅令第272号）
- 明治三十八年勅令第二百二十一号（逓信省部内ノ官吏ニシテ戦時ニ際シ所属部局以外ニ於テ臨時逓信ノ事務ニ従事シ又ハ陸海軍特設ノ事務ニ従事シタル者ノ復帰ニ関スル件）中改正ノ件（勅令第273号）
- 図書館令中改正追加ノ件（勅令第274号）
- 陸軍参謀及高等官衙副官ノ補職ニ関スル件（勅令第275号）
- 奏任及判任待遇監獄職員給与令（勅令第276号）
- 関東都督府典獄監吏及看守服制並提灯徽章（勅令第277号）
- 憲兵条例中改正加除韓国ニ駐箚スル憲兵ノ行政警察及司法警察ニ関スル件廃止ノ件（勅令第278号）
- 朝鮮満洲駐箚陸軍部隊給与令（勅令第279号）[満洲韓国樺太駐箚陸軍部隊給与令][朝鮮樺太満洲駐箚陸軍部隊給与令]
- 関東州在勤者海軍給与令（勅令第280号）
- 外国政府ニ聘用セラレタル判事検事ニ関スル件（勅令第281号）
- 公立図書館職員ノ俸給ニ関スル件（勅令第282号）
- 明治二十六年勅令第七十四号（取引所ノ資本金営業保証金株式手数料積立金及売買取引ノ方法ニ関スル規程並仲買人免許料金額）中改正追加ノ件（勅令第283号）
- 海軍給与令中改正ノ件（勅令第284号）
- 陸軍懲治隊条例第十四条改正ノ件（勅令第285号）
- 統監府鉄道管理局職員官等ノ初叙及陞叙ニ関スル件中改正ノ件（勅令第286号）
- 要港部条例中改正加除ノ件（勅令第287号）
- 水雷団条例（勅令第288号）
- 駆逐隊艇隊条例（勅令第289号）
- 敷設隊条例（勅令第290号）
- 統監府及理事庁巡査ノ任用及給与ニ関スル件第二条改正ノ件（勅令第291号）
- 税関官制第四条中改正ノ件（勅令第292号）
- 専売塩特別定価売渡及交付金下付規則第十九条中改正ノ件（勅令第293号）
- 官設鉄道ノ職員ニ宿舎料ヲ支給スルノ件（勅令第294号）
- 煙草専売局官制（勅令第295号）
- 高等官官等俸給令中改正加除ノ件（勅令第296号）
- 明治三十一年勅令第三百十五号（税務属煙草専売局属樟脳事務局属及塩務局属ノ俸給ニ関スル件）中改正ノ件（勅令第297号）
- 明治三十七年勅令第百五十五号（煙草専売局煙草製造所職員ノ手当及年功加俸ニ関スル件）中改正ノ件（勅令第298号）
- 明治三十七年勅令第百六十四号（煙草専売法ノ施行ニ関シ間接国税犯則者処分法施行規則ヲ準用シ及収税官吏又ハ税務署長ニ属スル職務ヲ行フヘキ官吏指定ノ件）中改正ノ件（勅令第299号）
- 煙草専売局職員特別任用令中改正ノ件（勅令第300号）
- 塩務局職員特別任用令中改正ノ件（勅令第301号）
- 専売局会計規則中改正ノ件（勅令第302号）
- 高等官官等俸給令第九条中改正ノ件（勅令第303号）
- 韓国及清国ノ生産ニ係ル物品輸入税率ニ関スル件（勅令第304号）
- 製鉄所及林区署ノ現業ニ従事スル判任官及雇員ノ勤勉手当ニ関スル件（勅令第305号）
- 満韓在勤文官加俸令（勅令第306号）
- 在外公館費用条例中改正ノ件（勅令第307号）
- 税務署官制別表中改正ノ件（勅令第308号）
- 外国在勤警部巡査任用及支給規則中改正削除ノ件（勅令第309号）
- 海軍造兵生徒条例中改正ノ件（勅令第310号）
- 海軍造船工練習所条例廃止ノ件（勅令第311号）
- 海軍給与令中改正加除ノ件（勅令第312号）
- 庁府県屠畜検査技師技手ノ休職ニ関スル件（勅令第313号）
- 関税定率法ニ依ル肥料ノ原料輸入税払戻ニ関スル件中改正ノ件（勅令第314号）
- 関東都督府巡査看守ノ任用及給与ニ関スル件第二条改正ノ件（勅令第315号）
- 種禽及種卵ノ払下代金納付ニ関スル件（勅令第316号）
- 種豚種付料ニ関スル件（勅令第317号）
- 朝鮮、台湾、樺太、支那等ニ在ル者ノ徴兵身体検査ニ関スル件（勅令第318号）[台湾、樺太、韓国、清国等ニ在ル者ノ徴兵身体検査ニ関スル件]
- 海事局官制中改正ノ件（勅令第319号）
- 航路標識管理所官制中追加ノ件（勅令第320号）
- 高等官官等俸給令中改正加除ノ件（勅令第321号）
- 兼任海員審判所高等官ノ官等ニ関スル件（勅令第322号）
- 海事局事務官特別任用令（勅令第323号）
- 日本帝国智利共和国修好通商航海条約及追加条款（勅令）
- 日本帝国逓信省及濠洲連邦郵政庁間小包郵便物交換ニ関スル約定（勅令）

## 明治40年
- 明治三十九年勅令第二十四号（官国幣社経費ニ関スル件）施行期日ノ件（勅令第1号）
- 海軍機関学校条例中改正ノ件（勅令第2号）
- 満洲韓国樺太駐箚陸軍部隊給与令中改正ノ件（勅令第3号）
- 陸軍将校乗馬令（勅令第4号）
- 軍事警察賞与ノ件（勅令第5号）
- 公式令（勅令第6号）
- 内閣官制中改正ノ件（勅令第7号） - 内閣官制（明治22年勅令第135号）改正
- 陸海軍ノ工事製造其他海軍港務ノ現業ニ従事スル判任官及雇員ニ勤勉手当ヲ支給スルノ件（勅令第8号）
- 理事庁職員定員令中改正ノ件（勅令第9号）
- 在外公館費用条例別表中改正ノ件（勅令第10号）
- 韓国及関東州ニ於テ適用スル法律命令ノ施行時期ニ関スル件（勅令第11号）
- 明治二十九年勅令第二百九十二号（法律命令ノ台湾ニ於ケル施行期限ニ関スル件）中但書追加ノ件（勅令第12号）
- 満洲韓国樺太駐箚陸軍部隊給与令中追加ノ件（勅令第13号）
- 台湾公学校令廃止ノ件（勅令第14号）
- 統監府及理事庁官制中改正ノ件（勅令第15号）
- 統監府及理事庁高等官官等令第一条中改正ノ件（勅令第16号）
- 統監府及理事庁職員給与令第二条中追加ノ件（勅令第17号）
- 統監府外務総長ノ任用ニ関スル件（勅令第18号）
- 統監府財政監査庁官制（勅令第19号）
- 明治三十九年勅令第百五十号（韓国政府ニ聘用セラルル者ニ関スル件）中削除ノ件（勅令第20号）
- 統監府財政監査庁職員官等給与令（勅令第21号）
- 明治三十九年勅令第百四十二号（南満洲鉄道株式会社ニ関スル件）中改正ノ件（勅令第22号）
- 明治三十七年五月及同年十一月英国倫敦及北米合衆国紐育ニ於テ募集シタル六分利付英貨公債二千二百万磅整理償還ノ為英国倫敦及仏国巴里ニ於テ募集スル公債ニ関スル件（勅令第23号）
- 関東都督府ニ於ケル技師技手増置並ニ嘱託員、雇員使用ノ件（勅令第24号）
- 明治三十二年勅令第三百八十三号（関税法ニ依ル通路ノ件）中追加ノ件（勅令第25号）
- 帝国鉄道庁官制（勅令第26号）
- 高等官官等俸給令中改正ノ件（勅令第27号）
- 鉄道院技監俸給ノ件（勅令第28号）[帝国鉄道庁技監俸給ノ件]
- 鉄道院職員特別任用令（勅令第29号）[帝国鉄道庁職員特別任用令]
- 帝国鉄道庁職員官等ノ初叙及陞叙ニ関スル件（勅令第30号）
- 韓国ニ於ケル銀行業ニ関スル件（勅令第31号）
- 明治三十年勅令第百四十四号（貨幣ノ形式ヲ定ムルノ件）中改正ノ件（勅令第32号）
- 樺太庁官制（勅令第33号）
- 樺太庁医院官制（勅令第34号）
- 樺太庁郵便電信局官制（勅令第35号）
- 樺太庁職員官等給与令（勅令第36号）
- 樺太ニ在勤スル文官ノ加俸ニ関スル件（勅令第37号）
- 樺太庁職員特別任用令（勅令第38号）
- 陸軍監獄官官制第十条中改正ノ件（勅令第39号）
- 明治三十五年勅令第八十五号（師団法官部及台湾陸軍法官部ニ陸軍警手ヲ置クノ件）中改正ノ件（勅令第40号）
- 関東都督府所在地及韓国駐箚軍司令部所在地ニ設置スル陸軍監獄ノ管理ニ関スル件（勅令第41号）
- 監獄官制第三条中改正ノ件（勅令第42号）
- 樺太在勤監獄職員ノ手当ニ関スル件（勅令第43号）
- 統監府及所属官署職員服制中改正ノ件（勅令第44号）
- 沖縄県間切島並東京府伊豆七島及小笠原島ニ於ケル名称及区域ノ変更等ニ関スル件（勅令第45号）
- 沖縄県及島嶼町村制（勅令第46号）
- 明治三十七年勅令第百六十四号（煙草専売法ノ施行ニ関シ間接国税犯則者処分法施行規則ヲ準用シ及収税官吏又ハ税務署長ニ属スル職務ヲ行フヘキ官吏指定ノ件）中改正ノ件（勅令第47号）
- 関東州地方費令（勅令第48号）
- 関東国民学校官制（勅令第49号）[関東州小学校官制][関東小学校官制]
- 関東公学堂官制（勅令第50号）[関東州公学堂官制]
- 関東州学校職員任用ニ関スル件（勅令第51号）
- 小学校令中改正ノ件（勅令第52号）
- 帝国大学特別会計規則（勅令第53号）
- 帝国大学経理委員会規則（勅令第54号）
- 統監府鉄道管理局官制中改正並ニ明治三十九年勅令第百九十二号（統監府鉄道管理局ニ臨時鉄道建設部ヲ置クノ件）廃止ノ件（勅令第55号）
- 関東局ニ於ケル租税其ノ他ノ公課ノ徴収ニ関スル件（勅令第56号）[関東都督府ニ於ケル租税其ノ他ノ公課ノ徴収ニ関スル件]
- 関東局及所属官署ノ民事訴訟ニ関シ国ヲ代表スル件（勅令第57号）[関東都督府及所属官署ノ民事訴訟ニ関シ国ヲ代表スル件]
- 樺太庁ニ於ケル技師属技手増置並ニ嘱託員使用ノ件（勅令第58号）
- 陸軍給与令中改正ノ件（勅令第59号）
- 学校及図書館特別会計規則（勅令第60号）
- 会計検査院属定員ノ件（勅令第61号）
- 貴族院衆議院守衛定員及給与令（勅令第62号）
- 明治四十年法律第二十号施行期日ノ件（勅令第63号）
- 郵便法、郵便為替法、郵便貯金法、鉄道船舶郵便法及電信法ヲ樺太ニ施行スルノ件（勅令第64号）
- 統監府及理事庁官制中改正ノ件（勅令第65号）
- 理事庁職員定員令中改正ノ件（勅令第66号）
- 統監府財政監査庁職員官等給与令中改正ノ件（勅令第67号）
- 統監府及所属官署技師官等給与令（勅令第68号）
- 統監府勧業模範場官制廃止ノ件（勅令第69号）
- 統監府観測所官制（勅令第70号）
- 統監府観測所判任官ノ給与ニ関スル件（勅令第71号）
- 統監府営林廠官制（勅令第72号）
- 統監府営林廠職員官等給与令（勅令第73号）
- 統監府営林廠職員特別任用令（勅令第74号）
- 統監府営林廠高等官ノ官等ニ関スル件（勅令第75号）
- 陸軍現役将校同相当官ニシテ統監府営林廠職員ニ任セラレタル者ニ関スル件（勅令第76号）
- 衛生試験所官制第六条中改正ノ件（勅令第77号）
- 大蔵省官制第九条中改正ノ件（勅令第78号）
- 判事検事官等俸給令中改正ノ件（勅令第79号）
- 裁判所書記長書記定員及俸給令中改正ノ件（勅令第80号）
- 中央気象台官制中改正ノ件（勅令第81号）
- 中央気象台技手ニ在清国帝国領事館附ヲ命スル件（勅令第82号）
- 樺太国有土地管理規則（勅令第83号）
- 樺太ニ於ケル政府ノ工事及物件ノ買入借入ニ関スル随意契約ノ件（勅令第84号）
- 台湾ニ於ケル特別ノ輸入税ニ関スル法律施行期日ノ件（勅令第85号）
- 関東都督府ニ於ケル租税其他ノ歳入ニ関スル規定中改正ノ件（勅令第86号）
- 関東局及樺太庁特別会計規則（勅令第87号）[関東都督府及樺太庁特別会計規則]
- 韓国森林特別会計規則（勅令第88号）
- 作業及鉄道会計規則中改正ノ件（勅令第89号）
- 官設鉄道会計及官設鉄道用品資金会計所属歳入歳出金収支期限ニ関スル件（勅令第90号）
- 税務監督局官制第二条中改正ノ件（勅令第91号）
- 税務署官制中改正ノ件（勅令第92号）
- 塩務局官制中改正ノ件（勅令第93号）
- 司法ニ関スル法律ヲ樺太ニ施行スルノ件（勅令第94号）
- 会計法、行政執行法、治安警察法、新聞紙条例、出版法及質屋取締法ヲ樺太ニ施行スルノ件（勅令第95号）
- 樺太漁業令（勅令第96号）
- 漁業法ノ一部ヲ樺太ニ施行スルノ件（勅令第97号）
- 国庫出納上一銭未満ノ端数計算ニ関スル件（明四〇法三一）第四条第二項ニ依ル命令ノ件（勅令第98号）
- 港務部設置ノ件（勅令第99号）
- 海港検疫並輸入獣類検疫及検査上管轄外ニ於ケル地方長官ノ職権ニ関スル件（勅令第100号）
- 博覧会開設臨時調査会官制及明治三十九年勅令第六十二号（博覧会調査ニ関スル臨時職員設置）廃止ノ件（勅令第101号）
- 日本大博覧会開設ノ件（勅令第102号）
- 日本大博覧会事務局官制（勅令第103号）
- 日本大博覧会事務総長及事務官官等俸給ノ件（勅令第104号）
- 在外国大使館及公使館附陸軍武官俸給令中改正ノ件（勅令第105号）
- 陸軍給与令表中改正ノ件（勅令第106号）
- 文官懲戒令中追加ノ件（勅令第107号）
- 警察官及消防官服制中改正ノ件（勅令第108号）
- 専売塩特別定価売渡及交付金下付規則中改正ノ件（勅令第109号）
- 税関官制中改正ノ件（勅令第110号）
- 臨時国債整理局官制第二条中改正ノ件（勅令第111号）
- 統監府及所属官署雇員使用ノ件（勅令第112号）
- 関東都督府警察賞与ニ関スル件（勅令第113号）
- 明治三十九年勅令第二百三十五号（公債事務処理ノタメ大蔵省及臨時国債整理局高等官ノ中一名ヲ欧米ニ駐在セシムルノ件）中追加ノ件（勅令第114号）
- 農商省、水産講習所又ハ水産試験場所属船舶乗組員ニ食卓料及航海日当ヲ支給スルノ件（勅令第115号）[製鉄所所属船舶乗組員ニ食卓料及航海日当ヲ支給スルノ件][製鉄所所属船舶乗組員並水産講習所所属船舶ノ乗組員ニ食卓料及航海日当ヲ支給スルノ件][製鉄所所属船舶乗組漁員業ノ取締及調査ヲ行フ農商務省所属船舶ノ乗組員並ニ水産講習所所属船舶乗組員ニ食卓料及航海日当支給ノ件][製鉄所、農林省、水産講習所又ハ水産試験所所属船舶乗組員ニ食卓料及航海日当ヲ支給スルノ件][農林省、水産講習所又ハ水産試験場所属船舶乗組員ニ食卓料及航海日当ヲ支給スルノ件]
- 臨時特命全権大使又ハ特命全権公使ヲ置クノ件（勅令第116号）
- 台湾総督府鉄道部官制中改正ノ件（勅令第117号）
- 台湾総督府海港検疫所官制中改正ノ件（勅令第118号）
- 台湾総督府警察官及司獄官練習所官制中改正ノ件（勅令第119号）
- 臨時台湾基隆築港局官制中改正ノ件（勅令第120号）
- 臨時台湾糖務局官制中改正ノ件（勅令第121号）
- ヒセン改良事務ニ従事スル職員ニ関スル件（勅令第122号）
- 港務部高等官俸給令第一条改正ノ件（勅令第123号）
- 樺太庁巡査ノ在勤手当、給与品及貸与品ニ関スル件（勅令第124号）
- 臨時陸軍建築部条例（勅令第125号）
- 臨時鉄道国有準備局官制中改正ノ件（勅令第126号）
- 鉄道共済組合令（勅令第127号）[帝国鉄道庁現業員ノ共済組合ニ関スル件][鉄道院現業員ノ共済組合ニ関スル件][鉄道部内現業員ノ共済組合ニ関スル件]
- 明治三十四年勅令第七十二号（行政裁判法ニ依ル組織及事務分配ノ件）中改正ノ件（勅令第128号）
- 明治二十三年勅令第百十一号（行政裁判所評定官ノ員数及職務ノ件）第一条中改正ノ件（勅令第129号）
- 台湾公学校官制中追加ノ件（勅令第130号）
- 臨時横浜港設備委員会官制中改正ノ件（勅令第131号）
- 臨時神戸港設備委員会官制（勅令第132号）
- 法律取調委員会規則（勅令第133号）
- 海軍大学校条例（勅令第134号）
- 海軍砲術学校条例（勅令第135号）
- 海軍水雷学校条例（勅令第136号）
- 海軍工機学校条例（勅令第137号）
- 海軍経理学校条例（勅令第138号）
- 海軍給与令中改正ノ件（勅令第139号）
- 関東州在勤者海軍給与令中追加ノ件（勅令第140号）
- 海軍服制中改正ノ件（勅令第141号）
- 明治三十九年勅令第五十号（遠洋漁業奨励ニ関スル職員設置ノ件）中改正ノ件（勅令第142号）
- 製鉄所官制第二条中改正ノ件（勅令第143号）
- 鉱山監督署官制中改正ノ件（勅令第144号）
- 糖業改良事務局官制中改正ノ件（勅令第145号）
- 花莚検査所官制中改正ノ件（勅令第146号）
- 水産講習所官制中改正ノ件（勅令第147号）
- 統監府通信官署職員官等給与令中改正ノ件（勅令第148号）
- 統監府及所属官署職員宿舎料ノ件（勅令第149号）
- 朝鮮総督府及所属官署職員ノ俸給、手当及宿舎料前金渡ノ件（勅令第150号）[統監府及所属官署職員ノ俸給、手当及宿舎料前金渡ノ件]
- 北海道庁官制中改正ノ件（勅令第151号）
- 帝国図書館官制中改正ノ件（勅令第152号）
- 明治二十六年勅令第九十三号（東京帝国大学講座ノ件）中改正ノ件（勅令第153号）
- 統監府巡査駐在所費渡切ニ関スル件（勅令第154号）
- 明治三十九年勅令第百五十一号（定員外ト為リタル陸軍現役将校同相当官ノ乗馬飼養ノ給与ニ関スル件）中改正追加ノ件（勅令第155号）
- 臘虎膃肭獣猟法ヲ樺太ニ施行スルノ件（勅令第156号）
- 樺太海豹島ニ於ケル臘虎及膃肭獣猟獲禁止ノ件（勅令第157号）
- 大蔵省臨時建築部官制中改正ノ件（勅令第158号）
- 明治三十九年勅令第二百六十六号（関税定率法ニ依ル肥料ノ原料輸入税払戻ニ関スル件）中改正ノ件（勅令第159号）
- 内閣所属職員官制第一条中改正ノ件（勅令第160号）
- 台湾総督府郵便局官制（勅令第161号）
- 台湾総督府通信手俸給ノ件（勅令第162号）
- 台湾総督府通信属及通信手特別任用令（勅令第163号）
- 大蔵省臨時建築課ノ現業ニ従事スル判任官及雇員ニ勤勉手当ヲ給スルノ件（勅令第164号）[大蔵省臨時建築部ノ現業ニ従事スル判任官及雇員ニ勤勉手当ヲ給スルノ件]
- 輸出製造煙草買受代金延納ニ関スル件（勅令第165号）
- 内務省官制中改正ノ件（勅令第166号）
- 台湾総督府官制中改正ノ件（勅令第167号）
- 台湾総督府地方官官制中改正ノ件（勅令第168号）
- 台湾総督府税関官制中改正ノ件（勅令第169号）
- 生糸検査所官制（勅令第170号）
- 工業試験所官制中追加ノ件（勅令第171号）
- 樺太庁ニ鉄道書記ヲ置クノ件（勅令第172号）
- 樺太ニ於テ鉄道ニ従事スル判任官特別任用ノ件（勅令第173号）
- 日本大博覧会書記特別任用ニ関スル件（勅令第174号）
- 台湾総督府鉄道職員服制（勅令第175号）
- 台湾並在外陸海軍雇員傭人死傷手当金給与規則中追加ノ件（勅令第176号）
- 官吏待遇者ノ懲戒ニ関スル件（勅令第177号）
- 明治十九年勅令第六十八号（陸軍及海軍諸学校ニ教官ヲ置クノ件）第二条改正ノ件（勅令第178号）
- 海軍給与令表中改正ノ件（勅令第179号）
- 明治四十年度歳出予算中第一予備金ヲ以テ補充シ得ヘキ費途ノ件（勅令第180号）
- 農商務省官制中改正ノ件（勅令第181号）
- 高等官官等俸給令中加除ノ件（勅令第182号）
- 陸軍所属特別文官俸給令中改正ノ件（勅令第183号）
- 文武判任官等級表中改正ノ件（勅令第184号）
- 鉄道国有法ニ依リ交付スル金額概算渡ニ関スル件（勅令第185号）
- 官役職工人夫扶助令（勅令第186号）
- 明治三十六年勅令第六十八号（京都帝国大学講座ノ件）中改正ノ件（勅令第187号）
- 統監府及関東都督府等在勤官吏ノ恩給及遺族扶助料ニ関スル法律（明四〇法四八）ヲ適用セサル官吏ニ関スル件（勅令第188号）
- 統監府、関東都督府及樺太等在勤巡査、看守及女監取締ノ退隠料及遺族扶助料ニ関スル法律（明四〇法四九）ヲ適用セサル巡査、看守及女監取締ニ関スル件（勅令第189号）
- 巡査、看守退隠料及遺族扶助料法施行令第二条中追加ノ件（勅令第190号）
- 明治三十九年勅令第六十号（沖縄県杣山処分調査ニ関スル臨時職員設置）中改正ノ件（勅令第191号）
- 台湾総督府職員加俸支給規則第二条改正ノ件（勅令第192号）
- 北海道地方費令中改正ノ件（勅令第193号）
- 帝国大学医科大学教授又ハ日本赤十字社本社附属病院ノ院長若ハ副院長ト為リタル陸海軍現役衛生部将校相当官ニ関スル件（勅令第194号）
- 海軍病院条例中改正ノ件（勅令第195号）
- 韓国鉄道ノ収益勘定欠損補充ニ関スル法律（明四〇法一五）ニ依ル補充金概算渡ノ件（勅令第196号）
- 造幣局官制中削除ノ件（勅令第197号）
- 造幣支局ニ属スル物件ノ売払ハ随意契約ニ依ルコトヲ得ルノ件（勅令第198号）
- 金銀地金精製及品位証明規則第十条中追加ノ件（勅令第199号）
- 逓信省官制中改正ノ件（勅令第200号）
- 明治三十六年勅令第二百五十一号（通信官署及郵便為替貯金管理所職員定員ノ件）中改正明治三十九年勅令第二百二十六号（臨時郵便貯金事務ノ為通信官署職員増置ノ件）廃止ノ件（勅令第201号）
- 航路標識管理所官制第七条中改正ノ件（勅令第202号）
- 商船学校官制中改正ノ件（勅令第203号）
- 台湾総督府電気作業所官制（勅令第204号）
- 台湾総督府国語学校官制中改正ノ件（勅令第205号）
- 台湾総督府中学校官制（勅令第206号）
- 高等官官等俸給令中追加ノ件（勅令第207号）
- 台湾総督府職員官等俸給令中追加ノ件（勅令第208号）
- 台湾総督府巡査看守ノ給与ニ関スル件（勅令第209号）
- 台湾総督府巡査補俸給令（勅令第210号）
- 電気事務官及臨時発電水力調査局事務官特別任用令（勅令第211号）[電気事務官特別任用令]
- 海員審判所職員定員及任用令第四条中改正ノ件（勅令第212号）
- 台湾総督府電気作業所事務官特別任用令（勅令第213号）
- 台湾総督府国語学校長、台湾総督府中学校長、台湾総督府高等女学校長及台湾公立中学校長特別任用令（勅令第214号）[台湾総督府国語学校長及台湾総督府中学校長特別任用令][台湾総督府国語学校長、台湾総督府中学校長及台湾総督府高等女学校長特別任用令]
- 臨時文部省及帝国大学ニ技師技手ヲ置クノ件（勅令第215号）
- 明治三十年勅令第二号（市町村立小学校教員俸給ニ関スル件）中改正ノ件（勅令第216号）
- 市町村立小学校教育費ヲ補助セシムル為北海道地方費及府県費支出ノ件（勅令第217号）
- 統計事務官特別任用ニ関スル件（勅令第218号）
- 理事任用ニ関スル件（勅令第219号）
- 美術審査委員会官制（勅令第220号）
- 煙草専売局官制中改正ノ件（勅令第221号）
- 台湾総督府医学校官制中改正ノ件（勅令第222号）
- 台湾総督府医院官制中加除ノ件（勅令第223号）
- 台湾総督府職員官等俸給令中改正ノ件（勅令第224号）
- 台湾総督府医学校長特別任用ノ件（勅令第225号）
- 内国旅費規則中改正ノ件（勅令第226号）
- 種馬牧場、種馬育成所、種馬所又ハ種畜牧場ノ燕麦又ハ乾草購入ニ関スル随意契約ノ件（勅令第227号）[種馬牧場、種馬育成所又ハ種馬所ノ燕麦購入ニ関スル随意契約ノ件]
- 外国船舶検査規則第一条中改正ノ件（勅令第228号）
- 鉱山監督署ニ於テ行フ分析、検定及鑑定ニ関スル手数料ノ件（勅令第229号）
- 東京帝国大学官制中改正ノ件（勅令第230号）
- 京都帝国大学官制中改正ノ件（勅令第231号）
- 帝国大学高等官官等俸給令中改正ノ件（勅令第232号）
- 鉱業法ノ一部ヲ樺太ニ施行スルノ件（勅令第233号）
- 樺太鉱業令（勅令第234号）
- 砂鉱採取法ノ一部ヲ樺太ニ施行スルノ件（勅令第235号）
- 東北帝国大学ニ関スル件（勅令第236号）
- 東北帝国大学農科大学官制（勅令第237号）
- 東北帝国大学農科大学大学予科、土木工学科、林学科及水産学科教授ノ官等俸給ニ関スル件（勅令第238号）
- 文武判任官等級表中改正ノ件（勅令第239号）
- 東北帝国大学農科大学ノ講座ニ関スル件（勅令第240号）
- 関東都督府文官服制中改正ノ件（勅令第241号）
- 明治三十九年勅令第百六十七号（韓国ニ於ケル内国官憲ノ管掌事項ヲ統監ノ職権ニ属セシムル件）中改正ノ件（勅令第242号）
- 港湾調査会官制（勅令第243号）
- 月俸三十円未満ノ判任官待遇者ノ俸給ニ関スル件（勅令第244号）
- 国庫出納上一銭未満ノ端数計算ニ関スル法律（明四〇法三一）第七条ニ依リ公共団体ヲ指定スルノ件（勅令第245号）
- 文部省直轄諸学校官制中改正ノ件（勅令第246号）
- 文部省直轄諸学校職員定員令中改正ノ件（勅令第247号）
- 文部省直轄諸学校高等官官等俸給令中改正ノ件（勅令第248号）
- 府県立師範学校長任命及俸給令中改正ノ件（勅令第249号）
- 海軍監獄官特別任用令第一条中改正ノ件（勅令第250号）
- 台湾総督府警部、警部補特別任用令（勅令第251号）
- 帝国大学、文部省直轄諸学校又ハ商船学校高等官ノ官等ニ関スル件（勅令第252号）
- 満洲韓国樺太駐箚陸軍部隊給与令第九条中追加ノ件（勅令第253号）
- 徴兵事務条例中改正加除徴兵事務条例補則廃止ノ件（勅令第254号）
- 明治二十八年勅令第百二十六号（北海道中徴兵令ヲ施行スヘキ国指定ノ件）明治三十年勅令第二百五十八号（沖縄県及東京府下小笠原島ニ徴兵令施行ノ件）中削除ノ件（勅令第255号）
- 帝国大学資金所属森林原野並産物特別処分規則中改正ノ件（勅令第256号）
- 陸軍刑法、海軍刑法等ヲ樺太ニ施行スルノ件（勅令第257号）
- 明治三十九年勅令第二百二十九号（関東都督府ニ於ケル郵便電信及電話ノ業務ニ関シ規定準用ノ件）中改正ノ件（勅令第258号）
- 東京衛生試験所臨時建築事務掌理ニ関スル件（勅令第259号）
- 軍隊、官衙、学校附衛生部員及獣医ノ補充ニ関スル件（勅令第260号）
- 関東都督府通信官署及警察官署経費渡切ニ関スル件（勅令第261号）
- 癩患者ノ救護ニ要スル費用ノ支弁追徴及負担ニ関スル件（勅令第262号）
- 明治三十四年法律第十号施行規則第七条中改正ノ件（勅令第263号）
- 海軍高等武官補充条例中改正ノ件（勅令第264号）
- 海軍軍医学校条例中追加ノ件（勅令第265号）
- 地方官官制中改正ノ件（勅令第266号）
- 林区署官制中改正ノ件（勅令第267号）
- 明治三十九年勅令第五十八号（山林事務ニ従事セシムルタメ農商務省及林区署ニ臨時職員ヲ置クノ件）中改正ノ件（勅令第268号）
- 明治三十九年勅令第五十九号（足尾国有林復旧ニ関スル事業ノタメ林区署ニ臨時職員ヲ置クノ件）中改正ノ件（勅令第269号）
- 高等官官等俸給令中改正ノ件（勅令第270号）
- 地方高等官官等俸給令第一条中追加ノ件（勅令第271号）
- 道庁府県事務官ノ補職及官等ニ関スル件（勅令第272号）
- 道庁府県事務官特別任用ノ件（勅令第273号）
- 府県理事官特別任用ノ件（勅令第274号）[府県事務官補特別任用ノ件][北海道庁及府県事務官補特別任用ニ関スル件]
- 山林事務官補特別任用ノ件（勅令第275号）[山林事務官補特別任用ノ件][林務官補特別任用ノ件]
- 統監府鉄道管理局職員特別任用令中改正ノ件（勅令第276号）
- 台湾総督府地方職員特別任用令第四条追加ノ件（勅令第277号）
- 帝国鉄道庁官制中改正ノ件（勅令第278号）
- 帝国大学学生監特別任用ノ件（勅令第279号）
- 中学校令中改正ノ件（勅令第280号）
- 高等女学校令中改正ノ件（勅令第281号）
- 教員検定委員会官制中改正ノ件（勅令第282号）
- 農商務省官制第十四条中改正ノ件（勅令第283号）
- 明治四十年法律第十一号（癩予防ニ関スル件）施行期日ノ件（勅令第284号）
- 癩予防ニ関スル法律第八条ニ依リ国庫補助ノ件（勅令第285号）
- 在外公館費用条例中改正ノ件（勅令第286号）
- 外国在勤警部巡査任用及支給規則第十一条中改正ノ件（勅令第287号）
- 陸軍監獄官特別任用令中改正ノ件（勅令第288号）
- 監獄官制中改正ノ件（勅令第289号）
- 陸軍倉庫令（勅令第290号）[陸軍倉庫条例]
- 鉄道株式会社ノ株券ヲ国債証券ニ代用スルノ件（勅令第291号）
- 裁判所、台湾総督府法院、統監府法務院又ハ理事庁及関東都督府法院共助ニ関スル費用及囚人刑事被告人押送ニ関スル件（勅令第292号）
- 台湾総督府統監府及理事庁並関東都督府ノ巡査及判任待遇監獄職員等ノ懲戒ニ関スル件（勅令第293号）
- 海外諸港又ハ台湾ヨリ来ル癩患者ノ取扱ニ関スル件（勅令第294号）
- 統監府及理事庁官制中改正ノ件（勅令第295号）
- 理事庁職員定員令中改正ノ件（勅令第296号）
- 統監府及理事庁高等官官等令中改正ノ件（勅令第297号）
- 統監府及理事庁職員給与令中改正ノ件（勅令第298号）
- 統監府財政監査庁官制及統監府財政監査庁職員官等給与令廃止ノ件（勅令第299号）
- 統監府及理事庁職員特別任用令中改正ノ件（勅令第300号）*明治四十年勅令第十八号（統監府外務総長ノ任用ニ関スル件）並ニ統監府及理事庁警察官特別任用令廃止ノ件（勅令第301号）
- 明治三十九年勅令第百二十八号（統監府及理事庁巡査ノ任用及給与ニ関スル件）同年勅令第百二十九号（統監府及理事庁警部巡査ノ旅費ニ関スル件）及同四十年勅令第百五十四号（統監府巡査駐在所費渡切ニ関スル件）廃止ノ件（勅令第302号）
- 海軍教育本部条例中改正ノ件（勅令第303号）
- 専売局官制（勅令第304号）
- 高等官官等俸給令中改正ノ件（勅令第305号）
- 明治三十一年勅令第三百十五号（税務属、煙草専売局書記、樟脳事務局属及塩務局属ノ俸給ニ関スル件）中改正ノ件（勅令第306号）
- 明治三十七年勅令第百五十五号（煙草専売局煙草製造所職員ノ手当及年功加俸ニ関スル件）中改正ノ件（勅令第307号）
- 専売局判任職員特別任用令（勅令第308号）
- 専売局見習員ニ関スル件（勅令第309号）
- 明治二十六年勅令第百九十六号（警視庁、北海道庁、府県税務監督局、税務署、煙草専売局樟脳事務局塩務局判任官中月俸十五円未満ノ者特別任用ノ件）中改正ノ件（勅令第310号）
- 煙草専売法、塩専売法、粗製樟脳、樟脳油専売法違反事件ニ関スル件（勅令第311号）
- 海軍服制中改正ノ件（勅令第312号）
- 海軍給与令中改正ノ件（勅令第313号）
- 陸軍召集条例中改正明治三十七年勅令第八十三号（戦時又ハ事変ノ際ニ於ケル臨時召集ニ関スル件）廃止ノ件（勅令第314号）
- 明治三十七年勅令第二百三十三号（国民兵役ニ在リテ召集セラレタル者及国民軍編入志願者ニ関スル件）中改正ノ件（勅令第315号）
- 明治三十八年勅令第百五十三号（国民兵役ニ在ル者ノ服役及召集ニ関スル件）中改正ノ件（勅令第316号）
- 法人ニ於テ租税及葉煙草専売ニ関シ事犯アリタル場合ニ関スル件（明三三法五二）ヲ台湾ニ施行スルノ件（勅令第317号）
- 行旅病人及行旅死亡人取扱法ヲ樺太ニ施行スルノ件（勅令第318号）
- 明治三十二年勅令第二百七十七号（行旅病人及行旅死亡人等ノ引取及費用弁償ニ関スル件）中改正ノ件（勅令第319号）
- 統監府通信官署官制中改正ノ件（勅令第320号）
- 明治三十三年勅令第百二十三号（市町村行政ニ関シ主務大臣許可ノ職権ヲ府県知事ニ委任ノ件）中追加ノ件（勅令第321号）
- 憲兵条例中改正ノ件（勅令第322号）
- 韓国ニ駐箚スル憲兵ニ関スル件（勅令第323号）
- 帝国鉄道及同用品資金会計規則中改正ノ件（勅令第324号）
- 税務署官制中改正ノ件（勅令第325号）
- 理事庁看守長特別任用令（勅令第326号）
- 満洲韓国樺太駐箚陸軍部隊給与令中改正ノ件（勅令第327号）
- 台湾島及澎湖島駐箚陸軍部隊給与規則中改正ノ件（勅令第328号）
- 水産講習所在外研究生規程（勅令第329号）
- 明治三十二年勅令第三百四十二号（開港及開港ニ於テ輸出スヘキ貨物ノ指定ニ関スル件）改正ノ件（勅令第330号）
- 明治三十二年勅令第百六十九号（税関支署名称位置及管轄区域）中改正ノ件（勅令第331号）
- 陸軍現役歩兵科兵卒ノ帰休ニ関スル件（勅令第332号）
- 開港港則中改正ノ件（勅令第333号）
- 海軍高等武官准士官服役令中改正ノ件（勅令第334号）
- 海軍工廠条例中改正ノ件（勅令第335号）
- 旅順海軍工作部条例中改正ノ件（勅令第336号）
- 明治二十六年勅令第二百六十一号（政府ノ債務ニ対シ差押命令ヲ受クル場合ニ於ケル会計上ノ規程）中改正ノ件（勅令第337号）
- 海軍給与令中改正ノ件（勅令第338号）
- 明治三十七年勅令第七十九号（海軍特設船舶乗員ノ航海加俸ニ関スル件）中改正ノ件（勅令第339号）
- 明治三十二年勅令第三百四十二号（開港及開港ニ於テ輸出スヘキ貨物ノ指定ニ関スル件）中改正ノ件（勅令第340号）
- 国有林野産物ノ加工製作ニ関スル随意契約ノ件（勅令第341号）
- 関東都督府ニ於ケル収入印紙ニ関スル件（勅令第342号）
- 陸軍給与令中改正ノ件（勅令第343号）
- 海軍服制中改正ノ件（勅令第344号）
- 明治三十九年勅令第二百三十一号（関東都督府巡査看守ノ任用及給与ニ関スル件）中改正ノ件（勅令第345号）
- 森林法施行期日ノ件（勅令第346号）
- 地方森林会規則（勅令第347号）
- 森林組合令（勅令第348号）
- 北海道保安林ニ関スル特例ノ件（勅令第349号）
- 沖縄県ノ保安林ニ関スル特例ノ件（勅令第350号）

## 明治41年
- 明治四十年勅令第二百五十二号（帝国大学、文部省直轄諸学校又ハ商船学校高等官ノ官等ニ関スル件）中改正ノ件（勅令第1号）
- 関東都督府官制中改正ノ件（勅令第2号）
- 関東都督府職員官等給与令中改正ノ件（勅令第3号）
- 関東都督府職員特別任用令中改正ノ件（勅令第4号）
- 在南満洲帝国領事館附警察官ニ関スル件（勅令第5号）
- 予備役後備役憲兵科下士上等兵補充ノ件（勅令第6号）
- 警察官及消防官服制（勅令第7号）
- 巡査服制（勅令第8号）
- 陸軍六週間現役兵条例（勅令第9号）
- 海軍予備員条例中改正ノ件（勅令第10号）
- 暴風雨標条例（勅令第11号）
- 海軍工廠条例中改正ノ件（勅令第12号）
- 明治三十二年勅令第二百一号（公立学校職員退隠料等ノ施行ニ関スル件）中改正ノ件（勅令第13号）
- 明治四十一年法律第四号（関税定率法輸入税表中改正）施行期日ノ件（勅令第14号）
- 外交官及領事官大礼服代用服制（勅令第15号）
- 関東都督府警察官服制中改正ノ件（勅令第16号）
- 軍馬補充部令（勅令第17号）[軍馬補充部条例]
- 陸軍兵器廠条例中改正ノ件（勅令第18号）
- 砲兵工廠条例中改正ノ件（勅令第19号）
- 陸軍運輸部条例（勅令第20号）
- 陸軍会計監督部条例中改正ノ件（勅令第21号）
- 陸軍衛生材料廠条例中改正ノ件（勅令第22号）
- 陸軍被服廠条例（勅令第23号）
- 陸軍糧秣廠条例（勅令第24号）
- 衛戍病院条例（勅令第25号）
- 陸軍経理部令（勅令第26号）[陸軍経理部条例]
- 陸軍軍医部令（勅令第27号）[陸軍軍医部条例]
- 陸軍獣医部条例（勅令第28号）
- 陸軍法官部条例（勅令第29号）
- 陸軍経理学校条例（勅令第30号）
- 陸軍軍医学校条例（勅令第31号）
- 陸軍獣医学校条例（勅令第32号）
- 帝国大学経理委員会規則中改正ノ件（勅令第33号）
- 明治三十二年勅令第三百四十二号（開港及開港ニ於テ輸出スヘキ貨物ノ指定ニ関スル件）中改正ノ件（勅令第34号）
- 明治三十二年勅令第百六十九号（税関支署名称位置及管轄区域）中改正ノ件（勅令第35号）
- 関東州防禦営造物地帯令（勅令第36号）
- 海軍大学校条例中改正ノ件（勅令第37号）
- 酒造税施行規則中改正ノ件（勅令第38号）
- 酒精及酒精含有飲料税法施行規則中改正ノ件（勅令第39号）
- 麦酒税法施行規則中改正ノ件（勅令第40号）
- 石油消費税法施行規則（勅令第41号）
- 間接国税犯則者処分法施行規則中改正ノ件（勅令第42号）
- 沖縄県区制(明治41年勅令第43号)
- 台湾総督府官制中改正ノ件（勅令第44号）
- 樺太ニ於ケル小学校ニ関スル件（勅令第45号）
- 陸軍服制中改正ノ件（勅令第46号）
- 陸軍軍服服制中改正ノ件（勅令第47号）
- 税関官制中改正ノ件（勅令第48号）
- 煉乳原料砂糖戻税法施行規則（勅令第49号）
- 海軍造兵廠条例中改正ノ件（勅令第50号）
- 監獄官制中改正ノ件（勅令第51号）
- 明治三十七年勅令第二十一号（外交官領事官等臨時増員ノ件）廃止ノ件（勅令第52号）
- 臨時台湾戸口調査部官制廃止ノ件（勅令第53号）
- 専売局作業会計規則中改正ノ件（勅令第54号）
- 明治三十九年勅令第六十号（沖縄県杣山処分調査ニ関スル臨時職員設置）廃止ノ件（勅令第55号）
- 統監府観測所官制廃止ノ件（勅令第56号）
- 統監府鉄道管理局官制中改正ノ件（勅令第57号）
- 統監府鉄道管理局雇員使用ノ件（勅令第58号）
- 専売局官制中改正ノ件（勅令第59号）
- 明治三十三年勅令第四十七号（国税徴収法ニ依ル公共団体指定ノ件）中改正ノ件（勅令第60号）
- 陸海軍召集諸費支弁方ニ関スル件（勅令第61号）
- 陸軍給与令中改正ノ件（勅令第62号）
- 台湾島及澎湖島駐箚陸軍部隊給与規則中改正ノ件（勅令第63号）
- 清国駐箚陸軍部隊給与令中改正ノ件（勅令第64号）
- 海軍給与令中改正ノ件（勅令第65号）
- 関東州在勤者海軍給与令中改正ノ件（勅令第66号）
- 文部省官制中改正ノ件（勅令第67号）
- 文部省直轄諸学校官制中改正ノ件（勅令第68号）
- 文部省直轄諸学校職員定員令中改正ノ件（勅令第69号）
- 帝国鉄道庁官制中改正ノ件（勅令第70号）
- 樺太庁立小学校教員退隠料及遺族扶助料支給ニ関スル件（勅令第71号）
- 大蔵省官制中改正ノ件（勅令第72号）
- 海軍省官制中改正ノ件（勅令第73号）
- 統監府及所属官署職員服制中改正ノ件（勅令第74号）
- 開港港則中改正ノ件（勅令第75号）
- 衛生試験所官制中改正ノ件（勅令第76号）
- 種畜牧場官制（勅令第77号）
- 統監府通信官署官制中改正ノ件（勅令第78号）
- 明治四十年勅令第五十八号（樺太庁ニ於ケル技師属技手増置並嘱託員雇員使用ノ件）中改正ノ件（勅令第79号）
- 東北帝国大学農科大学官制中改正ノ件（勅令第80号）
- 文部省外国留学生規程中改正ノ件（勅令第81号）
- 逓信省官制中改正ノ件（勅令第82号）
- 明治三十六年勅令第二百五十一号（通信官署及郵便為替貯金管理所職員定員）中改正ノ件（勅令第83号）
- 航路標識管理所官制中改正ノ件（勅令第84号）
- 海事局官制中改正ノ件（勅令第85号）
- 統監府臨時間島派出所官制（勅令第86号）
- 統監府臨時間島派出所職員官等給与令（勅令第87号）
- 統監府臨時間島派出所職員特別任用令（勅令第88号）
- 統監府臨時間島派出所事務官官等ノ初叙ニ関スル件（勅令第89号）
- 統監府臨時間島派出所長ニ統監府営林廠高等官ノ官等ニ関スル件（明四〇勅七五）及陸軍現役将校同相当官ニシテ統監府営林廠職員ニ任セラレタル者ニ関スル件（明四〇勅七六）準用スルノ件（勅令第90号）
- 統監府臨時間島派出所職員ニ特別手当ヲ給与スルノ件（勅令第91号）
- 明治三十四年勅令第六十四号（東京府下及沖縄県下ノ島嶼ニ在勤スル地方官庁ノ奏任官判任官及巡査雇員ニ手当給与ノ件）中改正ノ件（勅令第92号）
- 人口二十万以上ノ市ニ於ケル兵事事務ニ関スル件（勅令第93号）
- 外務省官制中改正ノ件（勅令第94号）
- 明治二十七年勅令第百四十一号（公立学校職員休職ノ件）中改正ノ件（勅令第95号）
- 海軍高等武官進級条例中改正ノ件（勅令第96号）
- 海軍高等武官補充条例中改正ノ件（勅令第97号）
- 税務監督局官制中改正ノ件（勅令第98号）
- 税務署官制中改正ノ件（勅令第99号）
- 高等官官等俸給令中改正ノ件（勅令第100号）
- 文武判任官等級表中改正ノ件（勅令第101号）
- 税務監督局及税務署職員特別任用令（勅令第102号）
- 明治三十一年勅令第三百十五号（税務属及専売局書記ノ俸給ニ関スル件）中改正ノ件（勅令第103号）
- 台湾総督府法院職員官等俸給及定員令中改正ノ件（勅令第104号）
- 台湾総督府覆審法院書記長特別任用ノ件（勅令第105号）
- 関東都督府通信官署ニ於テ現業ニ従事スル者ニ勤勉手当ヲ給スル件（勅令第106号）
- 千住製絨所官制（勅令第107号）
- 高等官官等俸給令中改正ノ件（勅令第108号）
- 陸軍所属特別文官俸給令中改正ノ件（勅令第109号）
- 陸軍所属技師ノ官等ニ関スル件（勅令第110号）
- 陸軍士官ニ外国語研究奨励金ヲ給与スルノ件（勅令第111号）
- 明治三十六年勅令第十九号（清国駐在製鉄所官吏給与ニ関スル件）中改正ノ件（勅令第112号）
- 在外公館費用条例中改正ノ件（勅令第113号）
- 内閣所属庁舎及倉庫新営事務掌理ニ関スル件（勅令第114号）
- 明治四十一年度歳出予算中第一予備金ヲ以テ補充シ得ヘキ費途ノ件（勅令第115号）
- 明治二十六年勅令第九十三号（東京帝国大学各分科大学ニ於ケル講座ノ種類及其数ヲ定ムルノ件）中改正ノ件（勅令第116号）
- 明治三十六年勅令第六十八号（京都帝国大学法科大学医科大学文科大学及理工科大学ニ於ケル講座ノ件）中改正ノ件（勅令第117号）
- 明治四十年勅令第二百四十号（東北帝国大学農科大学ノ講座ノ件）中改正ノ件（勅令第118号）
- 河川法ニ依ル河川ニ関スル工事ノ為不用ニ帰スル土地ノ処分ニ関スル件（勅令第119号）
- 交通至難ノ島嶼ニ設置シタル税務署ニ在勤スル税務属、技手、雇員ニ手当給与ノ件（勅令第120号）
- 製鉄所官制中改正ノ件（勅令第121号）
- 台湾ノ官租調査ノ為臨時職員設置ノ件（勅令第122号）
- 台湾総督府郵便局官制中改正ノ件（勅令第123号）
- 台湾総督府国語学校官制中改正ノ件（勅令第124号）
- 台湾総督府中学校官制中改正ノ件（勅令第125号）
- 朝鮮総督府、台湾総督府又ハ樺太庁ニ於テ鉄道事業ニ必要ナル物件ノ購入ニ関スル随意契約ノ件（勅令第126号）[台湾総督府ニ於テ鉄道事業ニ必要ナル物件ノ購入ニ関スル随意契約ノ件][朝鮮総督府又ハ台湾総督府ニ於テ鉄道事業ニ必要ナル物件ノ購入ニ関スル随意契約ノ件]
- 北海道庁官制中改正ノ件（勅令第127号）
- 地方官官制中改正ノ件（勅令第128号）
- 明治三十七年勅令第二十八号（臨時取締ノタメ長崎県ニ警視及警部設置）廃止ノ件（勅令第129号）
- 明治三十八年勅令第百二十九号（臨時取締ノタメ庁府県ニ警部設置）廃止ノ件（勅令第130号）
- 石油消費税法ヲ台湾ニ施行スルノ件（勅令第131号）
- 判事検事官等俸給令中改正ノ件（勅令第132号）
- 裁判所書記長書記定員及俸給令中改正ノ件（勅令第133号）
- 明治三十九年勅令第百四十二号（南満洲鉄道株式会社ニ関スル件）中改正ノ件（勅令第134号）
- 巡査給与品及貸与品規則中改正ノ件（勅令第135号）
- 臨時仮名遣調査委員会官制（勅令第136号）
- 在外指定学校職員退隠料及遺族扶助料法並在外指定学校職員令（明三八勅二三〇）中主務大臣及領事官ノ管掌ニ属スル事項ニ関スル件（勅令第137号）[在外指定学校職員退隠料及遺族扶助料法中主務大臣及領事官ノ管掌ニ属スル事項ニ関スル件]
- 郵便電信電話官署ノ現金受払ニ関スル件（明三六勅二三）ヲ関東都督府通信官署ニ準用ノ件（勅令第138号）
- 臨時脚気病調査会官制（勅令第139号）
- 韓国森林特別会計規則中改正ノ件（勅令第140号）
- 明治三十九年勅令第十九号（海軍省臨時職員増置ノ件）廃止ノ件（勅令第141号）
- 東京帝国大学官制中改正ノ件（勅令第142号）
- 京都帝国大学官制中改正ノ件（勅令第143号）
- 帝国大学高等官官等俸給令中改正ノ件（勅令第144号）
- 文武判任官等級表中改正ノ件（勅令第145号）
- 工業試験所官制中改正ノ件（勅令第146号）
- 蚕業講習所官制中改正ノ件（勅令第147号）
- 明治二十三年勅令第三十二号（在外公館経費中前金払ノ件）中改正ノ件（勅令第148号）
- 北海道国有未開地処分法施行期日ノ件（勅令第149号）
- 北海道国有未開地処分法施行規則（勅令第150号）
- 台湾総督府地方官官制中改正ノ件（勅令第151号）
- 専売塩特別定価売渡及交付金下付規則中改正ノ件（勅令第152号）
- 執達吏懲戒令（勅令第153号）
- 帝国大学事務官、官立大学事務官、帝国大学司書官及帝国大学司書特別任用令（勅令第154号）[帝国大学事務官、帝国大学司書官及帝国大学司書特別任用令]
- 在外公館費用条例中改正ノ件（勅令第155号）
- 在外公館職員定員令中改正ノ件（勅令第156号）
- 専売局現業員ノ共済組合ニ関スル件（勅令第157号）
- 大学並学校及図書館資金所属不動産売渡ニ関スル随意契約ノ件（勅令第158号）[帝国大学並学校及図書館資金所属不動産売渡ニ関スル随意契約ノ件]
- 台湾総督府農事試験場官制（勅令第159号）
- 明治二十四年勅令第三号（民事訴訟法第十四条ニ依リ国ヲ代表スルノ件）中改正ノ件（勅令第160号）
- 外国在勤警部巡査任用及支給規則中改正ノ件（勅令第161号）
- 外国駐在陸軍武官給与令中改正ノ件（勅令第162号）
- 刑法施行期日ノ件（勅令第163号）
- 陸軍刑法施行期日ノ件（勅令第164号）
- 海軍刑法施行期日ノ件（勅令第165号）
- 肥料取締法施行期日ノ件（勅令第166号）
- 林区署官制中改正ノ件（勅令第167号）
- 明治三十九年勅令第五十八号（山林事務ニ関スル臨時職員ノ件）中改正ノ件（勅令第168号）
- 明治三十九年勅令第五十九号（足尾国有林復旧事業ニ関スル臨時職員設置）中改正ノ件（勅令第169号）
- 海軍軍属文官従軍服制中改正ノ件（勅令第170号）
- 海軍監獄長海軍監獄看守長及海軍監獄看守服制（勅令第171号）
- 陸軍補充条例中改正ノ件（勅令第172号）
- 陸軍士官候補者及陸軍諸生徒死傷手当金給与ノ件（勅令第173号）
- 台湾総督府税関官制中改正ノ件（勅令第174号）
- 帝国大学経理委員会規則中改正ノ件（勅令第175号）
- 明治四十一年法律第二十三号（神社財産ニ関スル件）施行期日ノ件（勅令第176号）
- 神社財産ノ登録ニ関スル件（勅令第177号）
- 海軍服制中改正ノ件（勅令第178号）
- 南満洲鉄道株式会社ニ関スル事務主管ノ件（勅令第179号）
- 海軍現役軍人結婚条例（勅令第180号）
- 陸軍録事、陸軍監獄看守長、陸軍監獄看守及陸軍警守服制（勅令第181号）
- 宮内高等官ヨリ高等文官ニ任用セラルル者ニ関スル件（勅令第182号）
- 海軍卒ニシテ陸軍懲治隊ニ収容シタル者ノ懲罰ニ関スル件（勅令第183号）
- 海軍下士卒服役条例中改正ノ件（勅令第184号）
- 海軍給与令中改正ノ件（勅令第185号）
- 徴集ノ期ニ後レタル陸海軍現役兵決定者処罰ノ件（勅令第186号）
- 臨時台湾工事部官制（勅令第187号）
- 台湾総督府職員官等俸給令中改正ノ件（勅令第188号）
- 臨時台湾工事部事務官特別任用ノ件（勅令第189号）
- 水利組合法施行期日ノ件（勅令第190号）
- 水害予防組合職員賠償責任及身元保証令（勅令第191号）- 水害予防組合職員賠償責任及身元保証令 - e-Gov法令検索
- 刑法、刑法施行法及監獄法ヲ樺太ニ施行スルノ件（勅令第192号）
- 明治四十一年法律第四十一号（関税定率法輸入税表中改正）施行期日ノ件（勅令第193号）
- 明治三十九年勅令第八十七号（関税率調査ニ関スル職員設置）中改正ノ件（勅令第194号）
- 海軍候補生及海軍諸生徒死傷手当金給与ノ件（勅令第195号）
- 韓国特許令（勅令第196号）
- 韓国意匠令（勅令第197号）
- 韓国商標令（勅令第198号）
- 韓国商号令（勅令第199号）
- 韓国著作権令（勅令第200号）
- 関東州及帝国カ治外法権ヲ行使スルコトヲ得ル外国ニ於ケル特許権、意匠権、商標権、実用新案権及著作権ノ保護ニ関スル件（勅令第201号）[関東州及帝国カ治外法権ヲ行使スルコトヲ得ル外国ニ於ケル特許権、意匠権、商標権及著作権ノ保護ニ関スル件]
- 統監府特許可官制（勅令第202号）
- 統監府特許局職員官等俸給令（勅令第203号）
- 陸軍給与令中改正ノ件（勅令第204号）
- 陸軍給与令中改正ノ件（勅令第205号）
- 台湾総督府警察官服制（勅令第206号）
- 明治四十年勅令第百二号（日本大博覧会東京府下ニ開設ノ件）中改正ノ件（勅令第207号）
- 教科用図書調査委員会官制（勅令第208号）
- 海軍給与令中改正ノ件（勅令第209号）
- 東洋拓殖株式会社設立委員長及委員ノ旅費支給ニ関スル件（勅令第210号）
- 明治四十一年法律第五十二号（満洲ニ於ケル領事裁判ニ関スル件）施行期日ノ件（勅令第211号）
- 関東州裁判令（勅令第212号）
- 関東州裁判事務取扱令（勅令第213号）
- 関東州弁護士令（勅令第214号）
- 特赦及減刑ニ関スル件（勅令第215号）
- 軍法会議ニ於テ刑ノ言渡ヲ受ケタル者ノ特赦及減刑ニ関スル件（勅令第216号）
- 刑法施行前ニ公布シタル命令ニ関スル件（勅令第217号）- 刑法施行前ニ公布シタル命令ニ関スル件 - e-Gov法令検索
- 陸軍刑法施行前ニ公布シタル命令ニ関スル件（勅令第218号）
- 海軍刑法施行前ニ公布シタル命令ニ関スル件（勅令第219号）
- 陸軍刑法、陸軍刑法施行法、海軍刑法及海軍刑法施行法ヲ台湾ニ施行スルノ件（勅令第220号）
- 陸軍刑法、陸軍刑法施行法、海軍刑法及海軍刑法施行法ヲ樺太ニ施行スルノ件（勅令第221号）
- 海軍刑法ヲ適用セサル海軍所属ノ学生、生徒ニ関スル件(明治41年勅令第222号)
- 海軍造船生徒及造兵生徒条例中改正ノ件（勅令第223号）
- 各省官制通則中改正ノ件（勅令第224号）
- 農商務省官制中改正ノ件（勅令第225号）
- 鉱山監督署官制中改正ノ件（勅令第226号）
- 農事試験場官制中改正ノ件（勅令第227号）
- 農商務省臨時職員設置ノ件（勅令第228号）
- 高等官官等俸給令中改正ノ件（勅令第229号）
- 特赦及減刑ニ関スル件（明四一勅二一五）ヲ朝鮮、台湾、関東州及帝国カ治外法権ヲ行使スル地域ニ於ケル特赦及減刑ニ準用スルノ件（勅令第230号）[特赦及減刑ニ関スル件（明四一勅二一五）ヲ韓国、台湾、関東州及帝国カ治外法権ヲ行使スル地域ニ於ケル特赦及減刑ニ準用スルノ件]
- 明治二十九年勅令第二百七十八号（台湾総督府所属税関監吏、巡査、看守、灯台所看守及其特ニ定メタル者銃器携帯ノ件）中改正ノ件（勅令第231号）
- 統監府法務院職員官等給与令中改正ノ件（勅令第232号）
- 明治三十九年勅令第二百九号（南満洲鉄道株式会社ノ職員ト為リタル官吏ニ関スル件）中改正ノ件（勅令第233号）
- 陸軍監獄令（勅令第234号）
- 海軍監獄令（勅令第235号）
- 関東州罰金及笞刑処分令（勅令第236号）
- 陸軍監獄官制（勅令第237号）
- 陸軍所属特別文官俸給令中改正ノ件（勅令第238号）
- 海軍懲罰令（勅令第239号）
- 海軍監獄官制中改正ノ件（勅令第240号）
- 明治三十七年勅令第三十一号（海軍監獄ニ関スル件）中改正ノ件（勅令第241号）
- 旅順海軍監獄官制中改正ノ件（勅令第242号）
- 海軍監獄官特別任用令中改正ノ件（勅令第243号）
- 文武判任官等級表中改正ノ件（勅令第244号）
- 明治二十三年勅令第二百八号（省令庁令府県令及警察令ニ関スル罰則ノ件）中改正ノ件（勅令第245号）
- 臨時鉄道国有準備局官制中改正ノ件（勅令第246号）
- 海軍採炭所官制中改正ノ件（勅令第247号）
- 製鉄所ニ於テ販売スル鋼鉄ノ加工請負ニ関スル随意契約ノ件（勅令第248号）
- 明治二十九年勅令第百四十八号（庁府県巡査定員ノ件）中改正ノ件（勅令第249号）
- 条約改正準備委員会官制（勅令第250号）
- 漁業法ノ一部ヲ樺太ニ施行スルノ件（勅令第251号）
- 樺太漁業令中改正ノ件（勅令第252号）
- 訴願法ノ一部ヲ樺太ニ施行スルノ件（勅令第253号）
- 行政裁判法ヲ樺太ニ施行スルノ件（勅令第254号）
- 陸軍刑法ヲ適用セサル陸軍所属ノ学生、生徒ニ関スル件（勅令第255号）
- 明治三十二年勅令第三百六十三号（国有林野産物ノ随意契約ニ依ル売払ニ関スル件）中改正ノ件（勅令第256号）
- 関東州ニ於ケル刑事ニ関スル件（勅令第257号）
- 陸軍監獄官特別任用令中改正ノ件（勅令第258号）
- 録事任用令中改正ノ件（勅令第259号）
- 海軍録事特別任用令（勅令第260号）
- 交通至難ノ島嶼ニ在勤スル林区署職員及雇員ニ手当給与ノ件（勅令第261号）
- 農商務省官制中改正ノ件（勅令第262号）
- 外交官及領事官官制中改正ノ件（勅令第263号）
- 陸軍一年志願兵条例中改正ノ件（勅令第264号）
- 逓信省官制中改正ノ件（勅令第265号）
- 二省以上交渉ノ事項ニ関スル件（勅令第266号）
- 明治二十六年勅令第七十四号（取引所ノ資本金営業保証金株式手数料積立金及売買取引ノ方法ニ関スル規程並ニ仲買人免許料金額）中改正ノ件（勅令第267号）
- 台湾総督府職員官等俸給令中改正ノ件（勅令第268号）
- 砲兵工廠製品代金延納ニ関スル件（勅令第269号）
- 関東都督府官制中改正ノ件（勅令第270号）
- 関東医院官制（勅令第271号）[関東都督府医院官制][関東庁医院官制]
- 関東海務局官制（勅令第272号）[関東都督府海務局官制][関東庁海務局官制]
- 関東観測所官制（勅令第273号）[関東都督府観測所官制][関東庁観測所官制]
- 関東監獄官制（勅令第274号）[関東都督府監獄署官制][関東庁監獄官制]
- 関東庁通信官署官制（勅令第275号）[関東都督府通信官署官制]
- 関東都督府職員特別任用令中改正ノ件（勅令第276号）
- 関東都督府医院職員ニ統監府営林廠高等官ノ官等ニ関スル件（明四〇法七五）及陸軍現役将校同相当官ニシテ統監府営林廠職員ニ任セラレタル者ニ関スル件（明四〇法七六）準用ノ件（勅令第277号）
- 関東都督府職員官等給与令中改正ノ件（勅令第278号）
- 関東都督府郵便所長手当、退官賜金及死亡賜金給与令（勅令第279号）
- 関税法ニ依ル通路ノ件（勅令第280号）
- 陸軍監獄又ハ海軍監獄在獄中一時解放シタル者ノ処罰ニ関スル件（勅令第281号）
- 明治四十年四十一年韓国暴徒鎮圧事件ニ従事シ功労アル者ニ戦役若クハ事変ニ際シ功労アル者ニ一時限リ金円ヲ賜与スルノ件（明二八勅一一五）準用ノ件（勅令第282号）
- 臨時司法省ニ技師技手ヲ置クノ件（勅令第283号）
- 林区署官制中改正ノ件（勅令第284号）
- 水産講習所官制中改正ノ件（勅令第285号）
- 北海道国有林野及産物処分令（勅令第286号）
- 政府ニ納ムヘキ保証金其ノ他ノ担保ニ充用スル国債ノ価格ニ関スル件（勅令第287号）- 政府ニ納ムヘキ保証金其ノ他ノ担保ニ充用スル国債ノ価格ニ関スル件 - e-Gov法令検索
- 海軍艦政本部条例中改正ノ件（勅令第288号）
- 監獄官吏ヲシテ銃ヲ携帯セシムルノ件（勅令第289号）[監獄官吏ヲシテ拳銃ヲ携帯セシムルノ件]
- 明治三十年勅令第三百九十五号（北海道庁支庁名称位置及管轄区域）中改正ノ件（勅令第290号）
- 勲章褫奪令（勅令第291号）- 勲章褫奪令 - e-Gov法令検索
- 勲章記章褒章ノ佩用取締ニ関スル件（勅令第292号）
- 領事官職務規則中改正ノ件（勅令第293号）
- 在外公館費用条例中改正ノ件（勅令第294号）
- 海軍軍医学生、薬剤学生、造船学生、造兵学生、主計学生条例中改正ノ件（勅令第295号）
- 鉄道院官制（勅令第296号）
- 鉄道院職員定員ノ件（勅令第297号）
- 逓信省官制中改正ノ件（勅令第298号）
- 高等官官等俸給令中改正ノ件（勅令第299号）
- 明治四十年勅令第二十八号（帝国鉄道庁技監俸給ノ件）中改正ノ件（勅令第300号）
- 日哥両国修好通商航海条約（条約第7号）
- 日本逓信省大不列顛及愛蘭聯合王国郵政庁間郵便為替業務約定（条約第8号）
- 勲章褫奪令（勅令第291号）
- 勲章記章褒章ノ佩用取締ニ関スル件（勅令第292号）
- 領事官職務規則中改正ノ件（勅令第293号）
- 在外公館費用条例中改正ノ件（勅令第294号）
- 海軍軍医学生、薬剤学生、造船学生、造兵学生、主計学生条例中改正ノ件（勅令第295号）
- 鉄道院官制（勅令第296号）
- 鉄道院職員定員ノ件（勅令第297号）
- 逓信省官制中改正ノ件（勅令第298号）
- 高等官官等俸給令中改正ノ件（勅令第299号）
- 明治四十年勅令第二十八号（帝国鉄道庁技監俸給ノ件）中改正ノ件（勅令第300号）
- 帝国鉄道庁職員特別任用令中改正ノ件（勅令第301号）
- 鉄道院総裁秘書ノ任用及官等ニ関スル件（勅令第302号）
- 明治二十四年勅令第三号（民事訟訴法ニ依リ国ヲ代表スルニ付キテノ規定）中改正ノ件（勅令第303号）
- 明治三十三年勅令第三百六十六号（外国ニ於テ鉄道ヲ敷設スル帝国会社ニ関スル件）中改正ノ件（勅令第304号）
- 明治四十年勅令第百二十七号（帝国鉄道庁現業員ノ共済組合ニ関スル件）中改正ノ件（勅令第305号）
- 明治四十一年勅令第百七十九号（南満洲鉄道株式会社ニ関スル事務主管ノ件）中改正ノ件（勅令第306号）
- 明治四十一年勅令第二百六十六号（二省以上交渉ノ事項ニ関スル件）中改正ノ件（勅令第307号）
- 鉄道会議規則中改正ノ件（勅令第308号）
- 鉄道軍事供用令中改正ノ件（勅令第309号）
- 鉄道連隊所属ノ将校以下ヲシテ鉄道院所管ノ鉄道業務ニ従事セシムルノ件（勅令第310号）
- 国有製材所貸付ニ関スル随意契約ノ件（勅令第311号）
- 臨時仮名遣調査委員会官制廃止ノ件（勅令第312号）
- 海軍給与令中改正ノ件（勅令第313号）
- 陸軍省官制（勅令第314号）
- 陸軍軍属ノ懲戒ニ関スル件（勅令第315号）
- 明治三十九年勅令第二百九号（南満洲鉄道株式会社ノ職員ト為リタル官吏ニ関スル件）中改正ノ件（勅令第316号）
- 海軍艦型試験所条例（勅令第317号）
- 樺太漁業令中改正ノ件（勅令第318号）
- 待従武官府官制（勅令第319号）

## 明治42年
- 明治四十年勅令第二百二十七号（種馬牧場、種馬育成所又ハ種馬所ノ燕麦購入ニ関スル随意契約ノ件）中改正ノ件（勅令第1号）
- 陸軍武官官等表中改正ノ件（勅令第2号）
- 陸軍給与令中改正ノ件（勅令第3号）
- 海軍所属技師ノ官等ニ関スル件（勅令第4号）
- 文官懲戒令中改正ノ件（勅令第5号）
- 侍従武官長徽章ノ制式及装著ニ関スル件（勅令第6号）
- 臨時横浜港設備委員会官制中改正ノ件（勅令第7号）
- 臨時神戸港設備委員会官制中改正ノ件（勅令第8号）
- 明治三十七年勅令第十七号（広島鉱山ニ属スル物件随意契約ヲ以テ売払フコトヲ得ル件）中改正ノ件（勅令第9号）
- 陸軍武官進級令中改正ノ件（勅令第10号）
- 海軍経理学校条例中改正ノ件（勅令第11号）
- 市町村立小学校教員加俸令中改正ノ件（勅令第12号）
- 陸軍服制中改正ノ件（勅令第13号）
- 陸軍軍服服制中改正ノ件（勅令第14号）
- 海軍兵備品会計規則中改正ノ件（勅令第15号）
- 海軍経理部条例中改正ノ件（勅令第16号）
- 旅順海軍経理部条例中改正ノ件（勅令第17号）
- 明治四十一年勅令第百十一号（陸軍士官ニ外国語研究奨励金ヲ給与スル件）中改正ノ件（勅令第18号）
- 感化法第十一条ノ二ニ依ル国庫補助ノ件（勅令第19号）
- 沖縄県ニ関スル府県制特例ノ件（勅令第20号）
- 港務部職員服制（勅令第21号）
- 印刷局現業員ノ共済組合ニ関スル件（勅令第22号）
- 関税法、関税定率法及噸税法ヲ樺太ニ施行スルノ件（勅令第23号）
- 明治三十二年勅令第三百四十二号（開港及開港ニ於テ輸出スヘキ貨物ノ指定ニ関スル件）中改正ノ件（勅令第24号）
- 明治二十三年勅令第二百四号（税関管轄区域）中改正ノ件（勅令第25号）
- 明治三十二年勅令第百六十九号（税関支署名称位置及管轄区域）中改正ノ件（勅令第26号）
- 開港港則中改正ノ件（勅令第27号）
- 専売局官制中改正ノ件（勅令第28号）
- 陸軍営繕費補充資金特別会計法施行期日ノ件（勅令第29号）
- 陸軍営繕費補充資金ノ収入支出ニ関スル件（勅令第30号）
- 勅令中沖縄県ニ付設ケタル特例ニ関スル件（勅令第31号）
- 沖縄県地方費ヲ以テ経営シタル国有林ニ関スル件（勅令第32号）
- 税務監督局官制中改正ノ件（勅令第33号）
- 税務署官制中改正ノ件（勅令第34号）
- 統監府通信官署官制中改正ノ件（勅令第35号）
- 関東中学校官制（勅令第36号）[関東都督府中学校官制][関東庁中学校官制]
- 関東都督府中学校職員官等俸給令（勅令第37号）
- 関東都督府中学校長特別任用令（勅令第38号）
- 鉄道院職員特別任用令中改正ノ件（勅令第39号）
- 明治四十年勅令第三百十一号（煙草専売法、塩専売法、粗製樟脳、樟脳油専売法違反事件ニ関スル件）中改正ノ件（勅令第40号）
- 収入印紙売捌ニ関スル件（勅令第41号）
- 皇太子渡韓記念章制定ノ件（勅令第42号）
- 台湾総督府研究所官制（勅令第43号）
- 台湾総督府専売局官制中改正ノ件（勅令第44号）
- 台湾総督府医学校官制中改正ノ件（勅令第45号）
- 台湾総督府中学校官制中改正ノ件（勅令第46号）
- 台湾総督府高等女学校官制（勅令第47号）
- 台湾総督府職員官等俸給令中改正ノ件（勅令第48号）
- 台湾総監府鉄道現業員ノ共済組合ニ関スル件（勅令第49号）
- 陸軍一年志願兵条例中改正ノ件（勅令第50号）
- 明治三十八年勅令第百九十二号（臨時恩給事務ニ関スル職員ノ件）廃止ノ件（勅令第51号）
- 満韓在勤文官加俸令中改正ノ件（勅令第52号）
- 地方官官制中改正ノ件（勅令第53号）
- 島庁ヲ置ク島地指定ノ件（勅令第54号）
- 帝国鉄道会計規則（勅令第55号）
- 関税法ヲ台湾ニ施行スルノ件（勅令第56号）
- 明治三十二年勅令第四百五十五号（台湾ニ於ケル関税及専売規則等違反申告者賞与ニ関スル件）中改正ノ件（勅令第57号）
- 特許局官制中改正ノ件（勅令第58号）
- 明治三十七年勅令第六十二号（特許局ニ臨時職員増置）廃止ノ件（勅令第59号）
- 北海道庁官制中改正ノ件（勅令第60号）
- 台湾総督府通信官署、警察官署、測候所、灯台、税関監視署及登記所経費渡切ニ関スル件（勅令第61号）[台湾総督府通信官署税関支署及登記所経費渡切ニ関スル件][台湾総督府通信官署、測候所、灯台、税関監視署及登記所経費渡切ニ関スル件]
- 税関官制中改正ノ件（勅令第62号）
- 輸出菓子糖果原料砂糖戻税法施行期日ノ件（勅令第63号）
- 輸出菓子糖果原料砂糖戻税法施行規則（勅令第64号）
- 明治三十三年勅令第四百八号（官設鉄道郵便電信電話官署出納員現金出納ニ関スル件）中改正ノ件（勅令第65号）
- 陸軍給与令中改正ノ件（勅令第66号）
- 台湾島及澎湖島駐箚陸軍部隊給与規則中改正ノ件（勅令第67号）
- 満洲韓国樺太駐箚陸軍部隊給与令中改正ノ件（勅令第68号）
- 清国駐箚陸軍部隊給与令中改正ノ件（勅令第69号）
- 陸軍営繕費補充資金特別会計ノタメニスル陸軍ニ於ケル土地ノ貸付ニ関スル件（勅令第70号）
- 農商務省官制中改正ノ件（勅令第71号）
- 林区署官制中改正ノ件（勅令第72号）
- 明治三十九年勅令第五十九号（足尾国有林復旧事業ニ関スル臨時職員設置）中改正ノ件（勅令第73号）
- 鉱山監督署官制中改正ノ件（勅令第74号）
- 農事試験場官制中改正ノ件（勅令第75号）
- 蚕業講習所官制中改正ノ件（勅令第76号）
- 水産講習所官制中改正ノ件（勅令第77号）
- 沖縄県罹災救助基金法施行期日ノ件（勅令第78号）
- 統監府臨時間島派出所官制中改正ノ件（勅令第79号）
- 統監府臨時間島派出所職員官等給与令中改正ノ件（勅令第80号）
- 大蔵省官制中改正ノ件（勅令第81号）
- 日英博覧会事務局官制（勅令第82号）
- 東京帝国大学官制中改正ノ件（勅令第83号）
- 京都帝国大学官制中改正ノ件（勅令第84号）
- 東北帝国大学農科大学官制中改正ノ件（勅令第85号）
- 文部省直轄諸学校官制中改正ノ件（勅令第86号）
- 文部省直轄諸学校高等官官等俸給令中改正ノ件（勅令第87号）
- 文部省直轄諸学校職員定員令中改正ノ件（勅令第88号）
- 文武判任官等級表中改正ノ件（勅令第89号）
- 判事検事官等俸給令中改正ノ件（勅令第90号）
- 裁判所書記長書記定員及俸給令中改正ノ件（勅令第91号）
- 貴族院令中改正ノ件（勅令第92号）
- 工業試験所官制中改正ノ件（勅令第93号）
- 度量衡器又ハ計量器ノ比較検査ニ関スル手数料徴収ノ件（勅令第94号）
- 明治三十六年勅令第百十四号（工業試験所ニ於テ行フ分析、試験及鑑定ニ関スル手数料徴収ノ件）中改正ノ件（勅令第95号）
- 日英博覧会ニ関スル物件ノ売買貸借及工事請負ハ随意契約ニ依ルコトヲ得ルノ件（勅令第96号）
- 台湾ノ移民事務ニ従事スル職員設置ノ件（勅令第97号）
- 臨時台湾工事部官制中改正ノ件（勅令第98号）
- 台湾総督府国語学校官制中改正ノ件（勅令第99号）
- 台湾総督府郵便局官制中改正ノ件（勅令第100号）
- 陸軍補充条例中改正ノ件（勅令第101号）
- 陸軍運輸部条例（勅令第102号）
- 軍馬補充部条例中改正ノ件（勅令第103号）
- 海軍給与令中改正ノ件（勅令第104号）
- 臨時台湾旧慣調査会規則中改正ノ件（勅令第105号）
- 明治三十二年勅令第三百十五号（府県行政及郡行政ニ関シ主務大臣ノ許可ヲ要セサル事項ニ関スル件）中改正ノ件（勅令第106号）
- 明治三十七八年戦役ノ為損害ヲ被リタル者ノ救恤ニ関スル法律（明四二法三八）ニ依ル救恤金ノ下付ニ関スル件（勅令第107号）
- 海軍経理学校条例中改正ノ件（勅令第108号）
- 海軍高等武官補充条例中改正ノ件（勅令第109号）
- 海軍服制中改正ノ件（勅令第110号）
- 中央気象台官制中改正ノ件（勅令第111号）
- 明治四十一年勅令第二百二十八号（農商務省ニ臨時職員設置）中改正ノ件（勅令第112号）
- 日本興業銀行法ニ於ケル公益事業ノ種類ニ関スル件（勅令第113号）
- 陸軍服役条例中改正ノ件（勅令第114号）
- 関東州裁判事務取扱令中改正ノ件（勅令第115号）
- 印紙犯罪処罰法ヲ樺太ニ施行スルノ件（勅令第116号）
- 海軍造兵廠条例中改正ノ件（勅令第117号）
- 海軍工廠条例中改正ノ件（勅令第118号）
- 海軍測器庫条例中改正ノ件（勅令第119号）
- 刑法施行後施行ノ命令ニ掲ケタル刑法ノ刑名ニ関スル件（勅令第120号）- 刑法施行後施行ノ命令ニ掲ケタル刑法ノ刑名ニ関スル件 - e-Gov法令検索
- 煙草専売法ヲ樺太ニ施行スルノ件（勅令第121号）
- 台湾ニ於ケル税関執務時間ニ関スル件（勅令第122号）
- 電信電話施設ノ費用ニ充ツル目的ヲ以テスル金銭ノ寄附ニ関スル件（勅令第123号）
- 内務省官制中改正ノ件（勅令第124号）
- 内務省臨時職員設置ノ件（勅令第125号）
- 高等官官等俸給令中改正ノ件（勅令第126号）
- 台湾総督府官制中改正台湾総督府図書編修職員官制廃止ノ件（勅令第127号）
- 台湾総督府鉄道部官制中改正ノ件（勅令第128号）
- 台湾総督府地方官官制中改正ノ件（勅令第129号）
- 台湾総督府職員官等俸給令中改正ノ件（勅令第130号）
- 台湾総督府視学官特別任用令（勅令第131号）
- 新聞紙法ヲ樺太ニ施行スルノ件（勅令第132号）
- 旅順工科学堂官制（勅令第133号）
- 旅順工科学堂高等官官等俸給令（勅令第134号）
- 旅順工科学堂学長特別任用令（勅令第135号）
- 台湾総督府税関官制中改正ノ件（勅令第136号）
- 地方森林会規則中改正ノ件（勅令第137号）
- 明治四十二年度歳出予算中第一予備金ヲ以テ補充シ得ヘキ費途ノ件（勅令第138号）
- 煙草製造専売ニ要スル諸物件ノ購入売却等ニ関スル随意契約ノ件（勅令第139号）
- 陸軍軍服服制中改正ノ件（勅令第140号）
- 明治二十六年勅令第九十三号（東京帝国大学各分科大学講座ノ種類及其数）中改正ノ件（勅令第141号）
- 明治三十六年勅令第六十八号（京都帝国大学法科大学医科大学文科大学及理工科大学講座ノ件）中改正ノ件（勅令第142号）
- 明治四十年勅令第二百四十号（東北帝国大学農科大学ノ講座ニ関スル件）中改正ノ件（勅令第143号）
- 条約改正準備委員会官制中改正ノ件（勅令第144号）
- 樺太庁官制中改正ノ件（勅令第145号）
- 樺太庁職員官等給与令中改正ノ件（勅令第146号）
- 警察官及消防官服制中改正ノ件（勅令第147号）
- 樺太庁郵便局官制（勅令第148号）
- 通信手、鉄道書記補、航路標識看守俸給及三等郵便及電信局長手当ノ件（明三一勅三一七）ヲ樺太庁特定郵便局長ニ準用ノ件（勅令第149号）
- 樺太庁職員特別任用令中改正ノ件（勅令第150号）
- 逓信部内現業員共済組合ニ関スル件（勅令第151号）[通信官署現業員共済組合ニ関スル件][郵便貯金局、通信官署現業員共済組合ニ関スル件][郵便貯金局、逓信管理局、通信官署現業員共済組合ニ関スル件][為替貯金局、地方逓信官署現業員共済組合ニ関スル件]
- 砂糖消費税法及非常特別税法中織物消費税ニ関スル規定ヲ樺太ニ施行スルノ件（勅令第152号）
- 陸軍給与令中改正ノ件（勅令第153号）
- 海軍給与令中改正ノ件（勅令第154号）
- 文官試験規則中改正ノ件（勅令第155号）
- 司法省官制中改正ノ件（勅令第156号）
- 古社寺保存会規則中改正ノ件（勅令第157号）
- 海軍大学校条例中改正ノ件（勅令第158号）
- 明治三十二年勅令第四百五十五号（台湾ニ於ケル関税及専売規則等違反申告者賞与ニ関スル件）中改正ノ件（勅令第159号）
- 統監府鉄道庁官制（勅令第160号）
- 統監府鉄道庁職員官等給与令（勅令第161号）
- 統監府鉄道庁職員特別任用令（勅令第162号）
- 鉱業登録令中改正ノ件（勅令第163号）
- 砂鉱業ノ登録ニ関スル件（勅令第164号）
- 明治三十八年勅令第百八十四号（鉱業及砂鉱採取業ニ関スル手数料ノ件）中改正ノ件（勅令第165号）
- 明治二十四年勅令第三号（民事訴訟法第十四条ニ依リ国ヲ代表スルニ付キテノ規定）中改正ノ件（勅令第166号）
- 外国駐在陸軍武官給与令中改正ノ件（勅令第167号）
- 度量衡法施行期日ノ件（勅令第168号）
- 度量衡法施行令（勅令第169号）
- 典獄典獄補看守長略服ノ件（勅令第170号）
- 看守服制（勅令第171号）
- 看守給与品及貸与品規則中改正ノ件（勅令第172号）
- 遠洋漁業ニ依リ奨励金ヲ下付スルコトヲ得ヘキ漁猟業ノ種類船舶ノ噸数及漁猟場所ニ関スル制限並ニ漁猟職員ノ資格及定員ニ関スル件（勅令第173号）
- 公証人手数料規則（勅令第174号）
- 公証人懲戒委員会規則（勅令第175号）
- 逓信省官制中改正ノ件（勅令第176号）
- 明治三十六年勅令第二百五十一号（通信官署及郵便為替貯金管理所職員定員）中改正ノ件（勅令第177号）
- 砂鉱法ヲ樺太ニ施行スルノ件（勅令第178号）
- 度量衡器又ハ計量器ノ営業免許及検定ニ関スル手数料徴収ノ件（勅令第179号）
- 明治四十一年勅令第二百九十七号（鉄道院職員定員）中改正ノ件（勅令第180号）
- 種牡緬羊及種牡山羊種付料ニ関スル件（勅令第181号）
- 官国幣社及神部署神職任用令中改正ノ件（勅令第182号）
- 馬政局職員特別任用令中改正ノ件（勅令第183号）
- 枢密院官制中改正ノ件（勅令第184号）
- 高等官官等俸給令中改正ノ件（勅令第185号）
- 明治二十四年勅令第九十六号（枢密院議長副議長顧問官並ニ書記官長書記官年俸）中改正ノ件（勅令第186号）
- 明治三十年勅令第百九十六号（各大臣秘書官官等ノ初叙及陞叙ニ関スル件）中改正ノ件（勅令第187号）
- 明治二十八年勅令第百二十四号（内閣総理大臣秘書官、各省大臣秘書官及台湾総督秘書官任用ノ件）中改正ノ件（勅令第188号）
- 公証人法施行期日ノ件（勅令第189号）
- 公証人法ヲ樺太ニ施行スルノ件（勅令第190号）
- 明治四十二年法律第二十八号（軌道ノ抵当ニ関スル件）施行期日ノ件（勅令第191号）
- 臨時鉄道国有準備局官制廃止ノ件（勅令第192号）
- 高等官官等俸給令中改正ノ件（勅令第193号）
- 逓信省官制中改正ノ件（勅令第194号）
- 郵便貯金局官制（勅令第195号）
- 通信官署官制中改正ノ件（勅令第196号）
- 郵便貯金局及通信官署定員（勅令第197号）
- 高等官官等俸給令中改正ノ件（勅令第198号）
- 明治三十六年勅令第四十八号（通信現業員勤勉手当ノ件）中改正ノ件（勅令第199号）
- 明治四十二年勅令第百五十一号（通信官署現業員共済組合ニ関スル件）中改正ノ件（勅令第200号）
- 明治三十二年勅令第百二十八号（奏任ト為スコトヲ得ル諸官ニ関スル件）中改正ノ件（勅令第201号）
- 農商務省官制中改正ノ件（勅令第202号）
- 高等官官等俸給令中改正ノ件（勅令第203号）
- 明治四十年勅令第百六十五号（輸出製造煙草買受代金延納ニ関スル件）中改正ノ件（勅令第204号）
- 朝鮮総督府営林廠森林産物及製品売払代金延納ニ関スル件（勅令第205号）[統監府営林廠木材及製品売払代金延納ニ関スル件][朝鮮総督府営林廠木材及製品売払代金延納ニ関スル件]
- 大蔵省理財局ニ臨時職員増置ノ件（勅令第206号）[臨時国債整理局ニ臨時職員増置ノ件][大蔵省国債局ニ臨時職員増置ノ件]
- 臨時軍用気球研究会官制（勅令第207号）
- 外交官及領事官官制中改正ノ件（勅令第208号）
- 監獄官制中改正ノ件（勅令第209号）
- 神宮遷宮ニ際シ臨時職員設置ノ件（勅令第210号）
- 明治四十二年法律第二十七号（産業組合法中改正）施行期日ノ件（勅令第211号）
- 明治四十二年法律第三十一号（登録税法中改正）中一部ニ関スル施行期日ノ件（勅令第212号）
- 産業組合中央会ノ設立及事業ニ関スル件（勅令第213号）
- 鉱業法ノ一部ヲ樺太ニ施行スルノ件（勅令第214号）
- 船舶内ニ設置シタル郵便電信及電話官署ニ在勤スル職員ニ手当給与ノ件（勅令第215号）[船舶内ニ設置シタル通信官署ニ在勤スル職員ニ手当給与ノ件]
- 交通至難ノ場所ニ設置シタル郵便、電信及電話官署ニ在勤スル職員ニ手当給与ノ件（勅令第216号）[交通至難ノ場所ニ設置シタル通信官署ニ在勤スル職員ニ手当給与ノ件]
- 台湾街庄社ニ区長及区書記ヲ置クノ件（勅令第217号）
- 北海道国有林野及未開地並ニ其産物売払代金延納ノ件（勅令第218号）
- 明治三十八年勅令第二百一号（政府ニ於テ産業組合ヨリ物品ノ買入ヲ為ストキ随意契約ニ依ルコトヲ得ル件）中追加ノ件（勅令第219号）
- 特許局官制中改正ノ件（勅令第220号）
- 神宮司庁官制中改正ノ件（勅令第221号）
- 高等教育会議規則中改正ノ件（勅令第222号）
- 在外公館費用条例中改正ノ件（勅令第223号）
- 明治三十九年勅令第二百六十五号（関税定率法ニ依ル製造品ノ原料輸入税払戻ニ関スル件）中改正ノ件（勅令第224号）
- 専売塩特別定価売渡及交付金下付規則中改正ノ件（勅令第225号）
- 政府ノ所有ニ帰シタル国債売渡ニ関スル随意契約ノ件（勅令第226号）
- 在外公館職員定員令中改正ノ件（勅令第227号）
- 逓信省外国留学生規程中改正ノ件（勅令第228号）
- 鉄道省外国留学生ニ関スル件（勅令第229号）[鉄道院外国留学生ニ関スル件]
- 耕地整理法施行期日ノ件（勅令第230号）
- 耕地整理事業ノ引継及耕地整理組合ノ変更ニ関スル件（勅令第231号）
- 耕地整理法第四十三条第三号ノ規定ニ依ル公共団体指定ノ件（勅令第232号）
- 耕地整理登記令（勅令第233号）
- 営業税法施行規則中改正ノ件（勅令第234号）
- 明治三十九年法律第五十六号（韓国ニ於ケル裁判事務ニ関スル件）廃止ノ件（勅令第235号）
- 朝鮮総督府裁判所令（勅令第236号）
- 統監府裁判所司法事務取扱令（勅令第237号）
- 韓国人ニ係ル司法ニ関スル件（勅令第238号）
- 統監府監獄事務取扱ニ関スル件（勅令第239号）
- 韓国ニ於ケル犯罪即決令（勅令第240号）
- 統監府及理事庁官制中改正ノ件（勅令第241号）
- 統監府司法庁官制（勅令第242号）
- 朝鮮総督府監獄官制（勅令第243号）[統監府監獄官制]
- 統監府司法警察官官制（勅令第244号）
- 理事庁職員定員令中改正ノ件（勅令第245号）
- 統監府司法庁職員官等給与令（勅令第246号）
- 朝鮮総督府判事及朝鮮総督府検事等給与令（勅令第247号）[統監府判事及統監府検事官等給与令]
- 統監府裁判所書記長、統監府裁判所通訳官、統監府裁判所書記、統監府裁判所通訳生及統監府監獄職員等給与令（勅令第248号）
- 統監府警視警部官等給与令（勅令第249号）
- 統監府司法庁、統監府裁判所及統監府監獄ノ職員手当ニ関スル件（勅令第250号）
- 奏任及判任待遇朝鮮総督府監獄職員給与令（勅令第251号）[奏任及判任待遇統監府監獄職員給与令]
- 統監府裁判所判事検事ニ高等官官等俸給令第七条ノ規定ヲ適用サセルノ件（勅令第252号）
- 統監府及理事庁職員特別任用令中改正ノ件（勅令第253号）
- 統監府司法庁職員特別任用令（勅令第254号）
- 統監府判事及検事ノ任用ニ関スル件（勅令第255号）
- 統監府典獄及統監府看守長特別任用令（勅令第256号）
- 統監府裁判所書記長及統監府裁判所書記特別任用令（勅令第257号）
- 統監府警視警部ノ任用及分限ニ関スル件（勅令第258号）
- 統監府裁判所及統監府監獄ノ職員タル韓国人ノ任用分限及給与ニ関スル件（勅令第259号）
- 明治四十年勅令第二百九十三号（台湾総督府、統監府及理事庁並ニ関東都督府ノ巡査及判任待遇監獄職員等ノ懲戒ニ関スル件）中改正ノ件（勅令第260号）
- 大蔵省官制中改正臨時国債整理局官制廃止ノ件（勅令第261号）
- 税関官制中改正ノ件（勅令第262号）
- 明治二十三年勅令第二百四号（税関管轄区域）中改正ノ件（勅令第263号）
- 明治三十二年勅令第百六十九号（税関支署ノ名称位置及管轄区域）中改正ノ件（勅令第264号）
- 税務監督局官制中改正ノ件（勅令第265号）
- 税務署官制中改正ノ件（勅令第266号）
- 明治四十二年勅令第二百六号（臨時国債整理局ニ臨時職員増置ノ件）中改正ノ件（勅令第267号）
- 明治三十九年勅令第二百三十五号（公債事務処理ノタメ大蔵省及臨時国債整理局高等官ノ中一名ヲ欧米ニ駐在セシムル件）中改正ノ件（勅令第268号）
- 高等官官等俸給令中改正ノ件（勅令第269号）
- 台湾総督府官制中改正ノ件（勅令第270号）
- 台湾統督府土木部官制（勅令第271号）
- 台湾総督府鉄道部官制中改正ノ件（勅令第272号）
- 台湾総督府専売局官制中改正ノ件（勅令第273号）
- 台湾総督府税関官制中改正ノ件（勅令第274号）
- 台湾総督府国語学校官制中改正ノ件（勅令第275号）
- 台湾総督府中学校官制中改正ノ件（勅令第276号）
- 台湾総督府医学校官制中改正ノ件（勅令第277号）
- 台湾総督府警察官及司獄官練習所官制中改正ノ件（勅令第278号）
- 台湾総督府郵便局官制中改正ノ件（勅令第279号）
- 台湾総督府監獄官制中改正ノ件（勅令第280号）
- 台湾総督府農事試験場官制中改正ノ件（勅令第281号）
- 台湾総督府地方官官制中改正ノ件（勅令第282号）
- 台湾総督府職員官等俸給令中改正ノ件（勅令第283号）
- 台湾総督府法院職員官等俸給及定員令中改正ノ件（勅令第284号）
- 台湾総督府土木部事務官特別任用令（勅令第285号）
- 蕃務ニ従事スル台湾総督府警視特別任用令（勅令第286号）
- 台湾総督府庁事務官及庁警視特別任用令（勅令第287号）
- 台湾総督府専売局事務官特別任用令廃止ノ件（勅令第288号）
- 台湾総督府警察官服制中改正ノ件（勅令第289号）
- 明治三十六年勅令第百四十五号（臨時台湾総督府ノ防疫事務ニ従事スル職員ノ件）中改正ノ件（勅令第290号）
- 台湾総督府地方庁ニ税務吏ヲ置クノ件（勅令第291号）
- 韓国軍人軍属ノ犯罪審判ニ関スル件（勅令第292号）
- 特許法、意匠法、商標法及実用新案法施行期日ノ件（勅令第293号）
- 特許登録令（勅令第294号）
- 意匠ノ登録ニ関スル件（勅令第295号）
- 商標ノ登録ニ関スル件（勅令第296号）
- 実用新案ノ登録ニ関スル件（勅令第297号）
- 特許権ノ存続期間延長ニ関スル件（勅令第298号）
- 軍事上秘密ヲ要スル発明ノ特許ニ関スル件（勅令第299号）
- 特許弁理士令（勅令第300号）
- 特許、意匠、商標及実用新案ニ関スル審判、抗告審判及出訴ニ関スル費用ノ件（勅令第301号）
- 明治四十二年法律第三十一号（登録税法中改正）中一部ニ関スル施行期日ノ件（勅令第302号）
- 特許、意匠、商標及実用新案ニ関スル手数料ノ件（勅令第303号）
- 韓国特許令（勅令第304号）
- 韓国意匠令（勅令第305号）
- 韓国商標令（勅令第306号）
- 韓国実用新案令（勅令第307号）
- 韓国特許弁理士令（勅令第308号）
- 韓国ニ於ケル特許、意匠、商標及実用新案ニ関スル審判、抗告審判及出訴ニ関スル費用ノ件（勅令第309号）
- 統監府特許局官制中改正ノ件（勅令第310号）
- 明治四十一年勅令第二百一号（関東州及帝国カ治外法権ヲ行使スルコトヲ得ル外国ニ於ケル特許権、意匠権、商標権及著作権ノ保護ニ関スル件）中改正ノ件（勅令第311号）
- 海軍工機学校条例中改正ノ件（勅令第312号）
- 条約改正準備委員会官制中改正ノ件（勅令第313号）
- 故枢密院議長従一位大勲位公爵伊藤博文国葬ノ件（勅令第314号）
- 統監府臨時間島派出所官制廃止ノ件（勅令第315号）
- 台湾総督府灯台看守ノ手当ニ関スル件（勅令第316号）
- 造船造兵監督官条例中改正ノ件（勅令第317号）
- 国有林野産物及製品売払代金延納ノ件（勅令第318号）
- 明治三十三年勅令第三百二十九号（救恤寄附金ノ保管出納ニ関スル件）中改正ノ件（勅令第319号）
- 臨時国債整理委員会規則中改正ノ件（勅令第320号）
- 明治三十九年勅令第八十七号（関税率調査ニ関スル件）中改正ノ件（勅令第321号）
- 明治三十八年勅令第七十三号（株式会社第一銀行ノ韓国ニ於ケル業務ニ関スル件）廃止ノ件（勅令第322号）
- 馬政委員会官制中改正ノ件（勅令第323号）
- 明治三十四年法律第十号（酒精、酒類其他酒精ヲ含有スル飲料輸出下戻金ニ関スル件）施行規則中改正ノ件（勅令第324号）
- 海軍人事部条例（勅令第325号）
- 海軍砲術学校条例中改正ノ件（勅令第326号）
- 海軍水雷学校条例中改正ノ件（勅令第327号）
- 海軍工機学校条例中改正ノ件（勅令第328号）
- 海軍経理学校条例中改正ノ件（勅令第329号）
- 明治四十二年法律第三十二号（日本勧業銀行法中改正）、同第三十三号（農工銀行法中改正）及同第三十四号（北海道拓殖銀行法中改正）施行期日ノ件（勅令第330号）
- 海軍工廠条例中改正ノ件（勅令第331号）
- 師範学校官制中改正ノ件（勅令第332号）
- 公立学校職員俸給令中改正ノ件（勅令第333号）
- 明治二十五年勅令第三十九号（公立学校職員等級配当ノ件）中改正ノ件（勅令第334号）
- 市町村立幼稚園長及保母ノ待遇ニ関スル件（勅令第335号）
- 鉄道院官制中改正統監府鉄道庁官制廃止ノ件（勅令第336号）
- 鉄道院職員定員ノ件（勅令第337号）
- 鉄道院職員特別任用令中改正ノ件（勅令第338号）
- 高等官官等俸給令中改正ノ件（勅令第339号）
- 韓国ニ於テ帝国ノ経営スル鉄道ニ対スル統監及韓国駐箚軍司令官ノ権限ニ関スル件（勅令第340号）
- 明治三十九年勅令第百六十七号（韓国ニ於ケル内国官憲ノ管掌事項ヲ統監ノ職権ニ属セシムル件）中改正ノ件（勅令第341号）
- 統監府鉄道庁職員ニシテ鉄道職員ト為リタル者ノ制服ニ関スル件（勅令第342号）
- 鉄道院現業員ノ共済組合ニ関スル件（明四〇勅一二七）ヲ鉄道院韓国鉄道管理局所属ノ者ニ適用セサル件（勅令第343号）
- 統監府及理事庁職員特別任用令中改正ノ件（勅令第344号）
- 台湾工業用酒精戻税規則ニ依ル酒精使用証明書下附ニ関スル件（勅令第345号）
- 鉄道院職員服制（勅令第346号）
- 台湾島及膨湖島駐箚陸軍部隊給与規則中改正ノ件（勅令第347号）
- 満洲韓国樺太駐箚陸軍部隊給与令中改正ノ件（勅令第348号）
- 清国駐箚陸軍部隊給与令中改正ノ件（勅令第349号）
- 明治二十八年勅令第百十五号（戦役若クハ事変ニ際シ功労アル者ニ一時限金円賜与ノ件）中改正ノ件（勅令第350号）

## 明治43年
- 明治四十一年勅令第二百三十号（明治四十一年勅令第二百十五号ヲ韓国、台湾、関東州及帝国カ治外法権ヲ行使スル地域ニ於ケル特赦及減刑ニ準用スルノ件）中改正ノ件（勅令第1号）
- 海軍採炭所官判中改正ノ件（勅令第2号）
- 税関仮置場法施行規則中改正ノ件（勅令第3号）
- 明治三十九年勅令第百四十二号（南満洲鉄道株式会社ニ関スル件）中改正ノ件（勅令第4号）
- 明治三十八年勅令第百六十六号（郵便貯金利子割合ノ件）中改正ノ件（勅令第5号）
- 明治三十年勅令第三百九十五号（北海道庁支庁ノ名称位置及管轄区域）中改正ノ件（勅令第6号）
- 明治三十二年勅令第三百七十四号（砂防法第十一条ノ地租其他ノ公課減免ニ関スル件）中改正ノ件（勅令第7号）
- 砂糖消費税法施行規則中改正ノ件（勅令第8号）
- 明治二十四年勅令第三号（民事訴訟法第十四条ニ依リ国ヲ代表スルニ付キテノ規定）中改正ノ件（勅令第9号）
- 台湾総督府警察官及司獄官練習所官制中改正ノ件（勅令第10号）
- 樟脳樟脳油ノ売渡代金延納ニ関スル件（勅令第11号）
- 警視庁官制中改正ノ件（勅令第12号）
- 北海道庁官制中改正ノ件（勅令第13号）
- 地方官官制中改正ノ件（勅令第14号）
- 文武判任官等級表中改正ノ件（勅令第15号）
- 警部補、消防士補及消防機関士補ニ関スル諸費支弁ニ関スル件（勅令第16号）[警部補ニ関スル諸費支弁ニ関スル件]
- 警部補ノ俸給及給与ニ関スル件（勅令第17号）
- 明治三十一年勅令第三百五十八号（千島諸島ニ在勤スル北海道庁ノ支庁長、属、技手、警部、巡査、森林監守、事業手及戸長、筆生、雇員ニ手当給与ノ件）中改正ノ件（勅令第18号）
- 明治三十年勅令第二百四十六号（北海道庁巡査看守及北海道集治監看守ニ手当支給ノ件）中改正ノ件（勅令第19号）
- 警察賞与規則中改正ノ件（勅令第20号）
- 巡査給与品及貸与品規則ヲ警部補、消防士補及消防機関士補ニ準用スルノ件（勅令第21号）[巡査給与品及貸与品規則ヲ警部補ニ準用スルノ件]
- 明治二十九年勅令第百四十八号（庁府県巡査定員ノ件）中改正ノ件（勅令第22号）
- 警察官及消防官服制中改正ノ件（勅令第23号）
- 郵便貯金局官制中改正ノ件（勅令第24号）
- 郵便官署ヲシテ年金、恩給ノ支給等事務ヲ取扱ハシムルノ件（勅令第25号）
- 衛戍令（勅令第26号）[衛戍条例]
- 古物商取締法遺失物法水難救護法伝染病予防法種痘法及飲食物其ノ他ノ物品取締ニ関スル件（明三三法一五）ヲ樺太ニ施行スルノ件（勅令第27号）
- 生産調査会官制（勅令第28号）
- 通行税法施行規則（勅令第29号）
- 内閣所属職員官制中改正ノ件（勅令第30号）
- 賞勲局官制中改正ノ件（勅令第31号）
- 法制局官制中改正ノ件（勅令第32号）
- 印刷局官制中改正明治三十七年勅令第二百八号（印刷局臨時職員増置ノ件）廃止ノ件（勅令第33号）
- 馬政局官制中改正ノ件（勅令第34号）
- 鉄道院官制中改正ノ件（勅令第35号）
- 明治四十二年勅令第三百三十七号（鉄道院職員定員ノ件）中改正ノ件（勅令第36号）
- 内務省官制中改正ノ件（勅令第37号）
- 衛生試験所官制中改正ノ件（勅令第38号）
- 伝染病研究所官制中改正ノ件（勅令第39号）
- 造幣局官制（勅令第40号）
- 専売局官制中改正ノ件（勅令第41号）
- 税関官制中改正ノ件（勅令第42号）
- 税務署官制中改正ノ件（勅令第43号）
- 醸造試験所官制中改正ノ件（勅令第44号）
- 大蔵省臨時建築部官制中改正ノ件（勅令第45号）
- 明治四十一年勅令第百十四号（内閣所属庁舎及倉庫新営事務掌理ニ関スル件）改正ノ件（勅令第46号）
- 明治三十年勅令第十三号（横浜港湾維持ニ関スル職員ノ件）中改正ノ件（勅令第47号）
- 陸軍省官制中改正ノ件（勅令第48号）
- 海軍省官制中改正ノ件（勅令第49号）
- 台湾総督府海軍幕僚条例中改正ノ件（勅令第50号）
- 明治三十三年勅令第百五号（常設海軍軍法会議ニ於ケル主理録事定員ノ件）中改正ノ件（勅令第51号）
- 海軍監獄官制中改正ノ件（勅令第52号）
- 旅順海軍監獄官制中改正ノ件（勅令第53号）
- 明治三十二年勅令第百四十五号（常設海軍軍法会議ニ海軍警査設置ノ件）中改正ノ件（勅令第54号）
- 臨時海軍建築部官制（勅令第55号）
- 明治十九年勅令第六十八号（陸軍及海軍教官設置ノ件）中改正ノ件（勅令第56号）
- 司法省官制中改正ノ件（勅令第57号）
- 裁判所書記長書記定員ノ件（勅令第58号）
- 監獄官制中改正ノ件（勅令第59号）
- 文部省官制中改正ノ件（勅令第60号）
- 東京帝国大学官制中改正ノ件（勅令第61号）
- 京都帝国大学官制中改正ノ件（勅令第62号）
- 東北帝国大学農科大学官制中改正ノ件（勅令第63号）
- 中央気象台官制中改正ノ件（勅令第64号）
- 帝国図書館官制中改正ノ件（勅令第65号）
- 文部省直轄諸学校官制中改正ノ件（勅令第66号）
- 文部省直轄諸学校職員定員令中改正ノ件（勅令第67号）
- 明治四十年勅令第二百四十号（東北帝国大学農科大学ノ講座ニ関スル件）中改正ノ件（勅令第68号）
- 明治三十八年勅令第九十五号（史料編纂ニ関スル職員ノ件）中改正ノ件（勅令第69号）
- 農商務省官制中改正ノ件（勅令第70号）
- 明治四十一年勅令第二百二十八号（農商務省ニ臨時職員設置ノ件）中改正ノ件（勅令第71号）
- 特許局官制中改正ノ件（勅令第72号）
- 林区署官制中改正ノ件（勅令第73号）
- 明治三十九年勅令第五十八号（山林事務ニ関スル臨時職員ノ件）中改正ノ件（勅令第74号）
- 明治三十九年勅令第五十九号（足尾国有林復旧事業ニ関スル職員設置ノ件）中改正ノ件（勅令第75号）
- 鉱山監督署官制中改正ノ件（勅令第76号）
- 臨時鉱物調査ニ関スル職員ノ件（勅令第77号）
- 農事試験場官制中改正ノ件（勅令第78号）
- 工業試験所官制中改正ノ件（勅令第79号）
- 花莚検査所官制中改正ノ件（勅令第80号）
- 生糸検査所官制中改正ノ件（勅令第81号）
- 種畜牧場及種牛所官制（勅令第82号）
- 蚕業講習所官制中改正ノ件（勅令第83号）
- 水産講習所官制中改正ノ件（勅令第84号）
- 明治三十九年勅令第五十号（遠洋漁業奨励ニ関スル職員設置ノ件）中改正ノ件（勅令第85号）
- 明治三十八年勅令第七十六号（臨時専用漁業免許処分調査ニ関スル職員ノ件）中改正ノ件（勅令第86号）
- 糖業改良事務局官制中改正ノ件（勅令第87号）
- 逓信省官制中改正ノ件（勅令第88号）
- 郵便貯金局官制中改正ノ件（勅令第89号）
- 逓信管理局官制（勅令第90号）
- 通信官署官制（勅令第91号）
- 航路標識管理所官制中改正ノ件（勅令第92号）
- 商船学校官制中改正ノ件（勅令第93号）
- 地方海員審判所ノ名称、位置及管轄区域ニ関スル件（勅令第94号）
- 明治三十一年勅令第二百六号（海事局職員ニ在清国領事館附ヲ命スル件）中改正ノ件（勅令第95号）
- 統監府通信官署官制中改正ノ件（勅令第96号）
- 統監府営林廠官制中改正ノ件（勅令第97号）
- 統監府特許局官制中改正ノ件（勅令第98号）
- 朝鮮総督府中学校官制（勅令第99号）[統監府中学校官制]
- 台湾総督府国語学校官制中改正ノ件（勅令第100号）
- 台湾総督府中学校官制中改正ノ件（勅令第101号）
- 台湾総督府高等女学校官制中改正ノ件（勅令第102号）
- 臨時台湾糖務局官制中改正ノ件（勅令第103号）
- 関東都督府観測所官制中改正ノ件（勅令第104号）
- 関東都督府監獄署官制中改正ノ件（勅令第105号）
- 関東都督府通信官署官制中改正ノ件（勅令第106号）
- 関東都督府中学校官制中改正ノ件（勅令第107号）
- 関東高等女学校官制（勅令第108号）[関東都督府高等女学校官制][関東庁高等女学校官制]
- 旅順工科学堂官制中改正ノ件（勅令第109号）
- 関東都督府ニ警部補設置（勅令第110号）
- 関東州裁判令中改正ノ件（勅令第111号）
- 明治四十三年法律第三十一号（会計検査院法中改正）施行期日ノ件（勅令第112号）
- 会計検査院勅任検査官及書記ノ定員ニ関スル件（勅令第113号）[会計検査院勅任検査官、書記及技手ノ定員ニ関スル勅令]
- 会計検査院事務章程中改正ノ件（勅令第114号）
- 明治二十三年勅令第百十一号（行政裁判所評定官並書記ノ員数及職務ノ件）中改正ノ件（勅令第115号）
- 行政裁判所ニ臨時職員ヲ増置スルノ件（勅令第116号）
- 警視庁官制中改正ノ件（勅令第117号）
- 北海道庁官制中改正ノ件（勅令第118号）
- 明治四十年勅令第五十八号（樺太庁ニ於ケル技師及技手増置並ニ嘱託員雇員使用ノ件）中改正ノ件（勅令第119号）
- 明治四十年勅令第百七十二号（樺太庁ニ鉄道書記設置ノ件）中改正ノ件（勅令第120号）
- 樺太庁ニ警部補設置ノ件（勅令第121号）
- 地方官官制中改正ノ件（勅令第122号）
- 明治四十年勅令第九十九号（港務部設置ノ件）中改正ノ件（勅令第123号）
- 明治四十三年法律第三十号（警部補退隠料及遺族扶助料等ニ関スル件）施行期日ノ件（勅令第124号）
- 明治四十三年勅令第十二号（警視庁官制中改正）、同第十三号（北海道庁官制中改正）及同第十四号（地方官官制中改正）施行期日ノ件（勅令第125号）
- 巡査看守療治料、給助料及弔祭料給与令ヲ警部補、消防士補及消防機関士補ニ準用スルノ件（勅令第126号）[巡査看守療治料、給助料及弔祭料給与令ヲ警部補ニ準用スルノ件]
- 巡査看守退隠料及遺族扶助料法施行令準用ノ件（勅令第127号）
- 大阪市消防規程（勅令第128号）
- 警察官及消防官服制中改正ノ件（勅令第129号）
- 港務部職員服制中改正ノ件（勅令第130号）
- 台湾総督府海港検疫所職員服制ノ件（勅令第131号）
- 貴族院事務局官制中改正ノ件（勅令第132号）
- 衆議院事務局官制中改正ノ件（勅令第133号）
- 高等官官等俸給令（勅令第134号）
- 判任官俸給令（勅令第135号）
- 明治四十年勅令第二百四十四号（月俸三十円未満ノ判任官待遇者ノ俸給ニ関スル件）中改正ノ件（勅令第136号）
- 朝鮮台湾樺太関東州満洲及南洋群島在勤文官加俸令（勅令第137号）[台湾満韓及樺太在勤文官加俸令][朝鮮台湾満洲及樺太在勤文官加俸令][朝鮮台湾満洲樺太及南洋群島在勤文官加俸令]
- 在外公館費用条例中改正ノ件（勅令第138号）
- 外国在勤警部巡査任用及支給規則中改正ノ件（勅令第139号）
- 神宮司庁職員官等俸給ノ件（勅令第140号）
- 神宮皇学館職員官等俸給令（勅令第141号）
- 陸軍給与令中改正ノ件（勅令第142号）
- 台湾島及澎湖島駐箚陸軍部隊給与規則中改正ノ件（勅令第143号）
- 満洲韓国樺太駐箚陸軍部隊給与令中改正ノ件（勅令第144号）
- 清国駐箚陸軍部隊給与令中改正ノ件（勅令第145号）
- 陸軍戦時給与規則中改正ノ件（勅令第146号）
- 在外国大使館附及公使館附陸軍武官俸給令中改正ノ件（勅令第147号）
- 外国駐在陸軍武官給与令中改正ノ件（勅令第148号）
- 明治三十六年勅令第二百三号（外国駐箚陸軍武官ノ在勤俸ニ関スル件）中改正ノ件（勅令第149号）
- 陸海軍所属待遇官吏俸給令（勅令第150号）
- 海軍給与令中改正ノ件（勅令第151号）
- 判事検事官等俸給令中改正ノ件（勅令第152号）
- 帝国大学高等官官等俸給令中改正ノ件（勅令第153号）
- 文部省直轄諸学校教官俸給ノ支給ニ関スル件（勅令第154号）
- 在外国郵便及電信局官吏手当給与規則中改正ノ件（勅令第155号）
- 明治三十五年勅令第百二十六号（在清国帝国領事館附海事局職員ニ手当給与ノ件）中改正ノ件（勅令第156号）
- 明治四十二年勅令第二百十五号（船舶内ニ設置シタル通信官署ニ在勤スル職員ニ手当給与ノ件）中改正ノ件（勅令第157号）
- 明治四十二年勅令第二百十六号（交通至難ノ場所ニ設置シタル通信官署ニ在勤スル職員ニ手当給与ノ件）中改正ノ件（勅令第158号）
- 明治三十六年勅令第四十八号（通信現業員勤勉手当ノ件）中改正ノ件（勅令第159号）
- 明治四十二年勅令第百五十一号（通信官署現業員共済組合ニ関スル件）中改正ノ件（勅令第160号）
- 明治三十一年勅令第三百十七号（通信手鉄道書記補航路標識看守俸給並三等郵便局長手当ノ件）中改正ノ件（勅令第161号）
- 統監府及所属官署職員特別給与令（勅令第162号）
- 統監府判事及統監府検事官等給与令中改正ノ件（勅令第163号）
- 明治四十二年勅令第二百五十九号（統監府裁判所及統監府監獄ノ職員タル韓国人ノ任用分限及給与ニ関スル件）中改正ノ件（勅令第164号）
- 朝鮮総督府官立諸学校ノ教官又ハ嘱託講師ノ俸給支給等ニ関スル件（勅令第165号）[統監府中学校ノ教諭又ハ講師ノ俸給支給等ニ関スル件][朝鮮総督府中学校ノ教諭又ハ講師ノ俸給支給等ニ関スル件]
- 朝鮮総督府郵便所長ノ給与ニ関スル件（勅令第166号）[統監府郵便所長ノ給与ニ関スル件]
- 台湾総督府法院職員官等俸給及定員令（勅令第167号）
- 府県高等官ノ加俸ニ関スル件（勅令第168号）
- 明治四十年勅令第二百七十五号（山林事務官補特別任用ノ件）中改正ノ件（勅令第169号）
- 郵便貯金局、逓信管理局及通信官署職員ノ特別任用ニ関スル件（勅令第170号）
- 海員審判所職員定員及任用令中改正ノ件（勅令第171号）
- 警部補特別任用令（勅令第172号）
- 警部消防士特別任用令中改正ノ件（勅令第173号）
- 港務部長タル府県事務官ノ特別任用ニ関スル件（勅令第174号）
- 明治三十二年勅令第三号（警視ノ特別任用ニ関スル件）中改正ノ件（勅令第175号）
- 明治四十年勅令第二百七十四号（府県事務官補ノ特別任用ニ関スル件）中改正ノ件（勅令第176号）
- 明治四十二年勅令第二百五十五号（統監府判事及検事ノ任用ニ関スル件）中改正ノ件（勅令第177号）
- 明治四十二年勅令第二百五十九号（統監府裁判所及統監府監獄ノ職員タル韓国人ノ任用分限及給与ニ関スル件）中改正ノ件（勅令第178号）
- 朝鮮総督府中学校長ノ任用ニ関スル件（勅令第179号）[統督府中学校長ノ任用ニ関スル件]
- 関東都督府中学校長関東都督府高等女学校長及旅順師範学堂長特別任用ニ関スル件（勅令第180号）[関東都督府中学校長及関東都督府高等女学校長特別任用ニ関スル件]
- 関東都督府警部警部補特別任用令（勅令第181号）
- 陸軍将校分限令中改正ノ件（勅令第182号）
- 待命陸軍将校同相当官准士官ノ服役及召集ニ関スル件（勅令第183号）
- 酒精造石税徴収猶予及免除ニ関スル法律（明四三法六）施行ニ関スル件（勅令第184号）
- 織物消費税法施行規則（勅令第185号）
- 所得税法及非常特別税法ノ一部ヲ台湾ニ施行スル件（勅令第186号）
- 織物消費税法ヲ台湾ニ施行スル件（勅令第187号）
- 明治三十五年勅令第百六十五号（東京市区改正条例第三条ニ依リ特別税指定ノ件）中改正ノ件（勅令第188号）
- 明治三十八年勅令第二百三十号（在外指定学校職員ノ名称待遇及任用解職ニ関スル件）中改正ノ件（勅令第189号）
- 関東都督府官制中改正ノ件（勅令第190号）
- 典獄及看守長特別任用令中改正ノ件（勅令第191号）
- 靖国神社附属遊就館ニ関スル件（勅令第192号）
- 花莚検査規則中改正ノ件（勅令第193号）
- 海軍機関学校条例中改正ノ件（勅令第194号）
- 統監府看守及統監府女監取締ノ療治料、給助料及弔祭料給与ニ関スル件（勅令第195号）
- 韓国人ニ日本法規ヲ適用スル場合ニ関スル件（勅令第196号）
- 明治四十年勅令第二百九十二号（裁判所、台湾総督府法院、統監府法務院又ハ理事庁及関東都督府法院共助ニ関スル費用及囚人刑事被告人押送ニ関スル件）中改正ノ件（勅令第197号）
- 砲兵工廠職工扶助令中改正ノ件（勅令第198号）
- 台湾総督府医院官制中改正ノ件（勅令第199号）
- 台湾総督府研究所官制中改正ノ件（勅令第200号）
- 明治四十一年勅令第百二十二号（台湾ノ官租調査ノタメ臨時職員設置ノ件）廃止ノ件（勅令第201号）
- 明治四十二年勅令第六十一号（台湾総督府通信官署税関支署及登記所経費渡切ニ関スル件）中改正ノ件（勅令第202号）
- 宅地地価修正法施行規則（勅令第203号）
- 樺太庁ニ於ケル生産物売払代金延納ノ件（勅令第204号）
- 織物消費税法ヲ樺太ニ施行スル件（勅令第205号）
- 台湾総督府阿里山作業所官制（勅令第206号）
- 臨時発電水力調査局官制（勅令第207号）
- 高等官官等俸給令中改正ノ件（勅令第208号）
- 明治四十年勅令第三百三十二号（陸軍現役歩兵科兵卒ノ帰休ニ関スル件）中改正ノ件（勅令第209号）
- 貴族院衆議院守衛定員及給与令中改正ノ件（勅令第210号）
- 衛生試験所現業従事判任官及雇員ノ勤勉手当ニ関スル件（勅令第211号）
- 明治四十一年勅令第二百八十三号（臨時司法省ニ技師技手設置ノ件）中改正ノ件（勅令第212号）
- 東宮武官官制中改正ノ件（勅令第213号）
- 台湾総督府阿里山作業所職員特別任用ノ件（勅令第214号）
- 台湾総督府国語学校長及台湾総督府中学校長特別任用令中改正ノ件（勅令第215号）
- 電気事務官特別任用令中改正ノ件（勅令第216号）
- 警視庁、北海道庁、府県、監獄、税務監督局、税務署及専売局判任官中月俸二十円未満ノ者ノ特別任用ニ関スル件（勅令第217号）
- 産婆規則中改正ノ件（勅令第218号）
- 都道府県手数料令（勅令第219号）[売薬部外品ノ免許手数料等ニ関スル件][道府県手数料令]
- 第六号潜水艇遭難ノ際死没シタル者ノ遺族ニ金円ヲ賜与スルノ件（勅令第220号）
- 明治四十二年法律第二十二号（立木ニ関スル件）施行期日ノ件（勅令第221号）
- 明治四十三年法律第五十六号（立木ノ先取特権ニ関スル件）施行期日ノ件（勅令第222号）
- 海軍警査服制中改正ノ件（勅令第223号）
- 砂糖消費税法施行規則中改正ノ件（勅令第224号）
- 明治四十三年度歳出予算中第一予備金ヲ以テ補充シ得ヘキ費途ノ件（勅令第225号）
- 明治三十年勅令第百三十三号（北海道庁ノ事業ニ要スル経費予算内ニ於テ事業手設置ノ件）中改正ノ件（勅令第226号）
- 旅順工科学堂関東都督府中学校関東都督府高等女学校又ハ旅順師範学堂ノ教授助教授教諭又ハ講師ノ俸給支給等ニ関スル件（勅令第227号）[旅順工科学堂関東都督府中学校又ハ関東都督府高等女学校ノ教授助教授教諭又ハ講師ノ俸給支給等ニ関スル件]
- 日本赤十字社令（勅令第228号）[日本赤十字社条例]
- 道庁府県警察医及警察医員ニ関スル件（勅令第229号）
- 台湾ノ移民事務ニ従事スル職員設置ノ件（勅令第230号）
- 台湾ノ林野整理事務ニ従事スル職員設置ノ件（勅令第231号）
- 明治四十三年法律第三十五号（日本勧業銀行法中改正）、同年法律第三十六号（農工銀行法中改正）及同年法律第三十七号（北海道拓殖銀行法中改正）施行期日ノ件（勅令第232号）
- 国勢調査準備委員会官制（勅令第233号）
- 議院建築準備委員会官制（勅令第234号）
- 北海道土功組合法施行令中改正ノ件（勅令第235号）
- 海外ニ於ケル財務処理ノタメ大蔵省ニ臨時職員増置ノ件（勅令第236号）
- 高等官官等俸給令中改正ノ件（勅令第237号）
- 海外駐箚財務官ノ経費ニ関スル件（勅令第238号）
- 海軍特修兵条例（勅令第239号）
- 海軍志願兵条例中改正ノ件（勅令第240号）
- 海軍武官官階中改正ノ件（勅令第241号）
- 海軍卒職名等級表中改正ノ件（勅令第242号）
- 海軍砲術学校条例（勅令第243号）
- 海軍水雷学校条例（勅令第244号）
- 海軍工機学校条例（勅令第245号）
- 海軍経理学校条例（勅令第246号）
- 海軍病院条例中改正ノ件（勅令第247号）
- 海軍服制中改正ノ件（勅令第248号）
- 海軍給与令中改正ノ件（勅令第249号）
- 海軍下士官兵服役令（勅令第250号）[海軍下士卒服役条例]
- 関東局警察官吏及消防官吏服制（勅令第251号）[関東都督府警察官服制][関東庁警察官服制][関東局警察官服制]
- 明治三十二年勅令第三百四十二号（開港及開港ニ於テ輸出スヘキ貨物ノ指定ニ関スル件）中改正ノ件（勅令第252号）
- 明治三十二年勅令第百六十九号（税関支署名称及管轄区域）中改正ノ件（勅令第253号）
- 開港港則中改正ノ件（勅令第254号）
- 明治三十九年勅令第百四号（種牡牛馬種付料ニ関スル件）中改正ノ件（勅令第255号）
- 美術審査委員会官制中改正ノ件（勅令第256号）
- 文部省直轄医学専門学校附属医院職員ニ手当給与ノ件（勅令第257号）
- 在外公館職員定員令中改正ノ件（勅令第258号）
- 在外公館費用条例中改正ノ件（勅令第259号）
- 台湾総督府典獄、監獄吏略服及看守服制（勅令第260号）
- 明治四十年勅令第二百九十三号（台湾総督府、統監府及理事庁並ニ関東都督府ノ巡査及判任待遇監獄職員等ノ懲戒ニ関スル件）中改正ノ件（勅令第261号）
- 海軍現役将校同相当官ニシテ逓信省所管商船学校職員ニ任セラレタル者ニ関スル件（勅令第262号）
- 海軍高等武官補充条例中改正ノ件（勅令第263号）
- 海軍准士官下士任用進級条例中改正ノ件（勅令第264号）
- 海軍筆記任用令廃止ノ件（勅令第265号）
- 憲兵料佐官補充ノ件（勅令第266号）
- 文武判任官等級令（勅令第267号）
- 陸海軍所属ノ判任文官及同待遇者ニ関スル件（勅令第268号）
- 明治三十九年勅令第百七十一号（屠畜取締ニ関スル職員ノ件）中改正ノ件（勅令第269号）
- 明治二十五年勅令第三十九号（奏任及判任文官ト同一ノ待遇ヲ受クル公立学校職員等級配当表）中改正ノ件（勅令第270号）
- 明治三十三年勅令第二百六十八号（地方測候所職員ニ関スル件）中改正ノ件（勅令第271号）
- 明治三十九年勅令第二百六十七号（地方産業ニ関スル技師技手並試験場講習所及種畜場職員ノ名称、待遇、任免及官等等級配当ノ件）中改正ノ件（勅令第272号）
- 道庁府県警察医及警察医員ノ官等等級配当ニ関スル件（勅令第273号）
- 内国旅費規則（勅令第274号）
- 文官試補及見習ニ関スル件（勅令第275号）
- 明治四十三年法律第六十四号中一部ニ関スル施行期日ノ件（勅令第276号）
- 海軍服制中改正ノ件（勅令第277号）
- 図書館令中改正ノ件（勅令第278号）
- 拓殖局官制（勅令第279号）
- 内務省官制中改正ノ件（勅令第280号）
- 台湾総督府官制中改正ノ件（勅令第281号）
- 関東都督府官制中改正ノ件（勅令第282号）
- 樺太庁官制中改正ノ件（勅令第283号）
- 臨時台湾旧慣調査会規則中改正ノ件（勅令第284号）
- 明治四十三年勅令第百二十一号（樺太庁ニ警部補設置ノ件）中改正ノ件（勅令第285号）
- 明治三十九年勅令第二百四十二号（台湾総督府及関東都督府ニ顧問設置ノ件）廃止ノ件（勅令第286号）
- 高等官官等俸給令中改正ノ件（勅令第287号）
- 秘書官ノ任用及官等ニ関スル件（勅令第288号）
- 鉄道院総裁秘書ノ任用分限及官等ニ関スル件（勅令第289号）
- 馬政局官制（勅令第290号）
- 高等官官等俸給令中改正ノ件（勅令第291号）
- 馬政委員会官制中改正ノ件（勅令第292号）
- 明治四十年勅令第百九十四号（帝国大学医科大学教授又ハ日本赤十字社本社附属病院ノ院長若クハ副院長ト為リタル陸海軍現役衛生部将校相当官ニ関スル件）中改正明治三十九年勅令第百二十六号（陸軍現役将校同相当官ニシテ馬政局職員ニ任セラレタル者ニ関スル件）廃止ノ件（勅令第293号）
- 関東州ニ支店又ハ代理店ヲ設ケテ保険事業ヲ営ム者ニ関スル件（勅令第294号）
- 北海道会議員選挙令中改正ノ件（勅令第295号）
- 朝鮮総督府警察官署官制（勅令第296号）[統監府警察官署官制]
- 統監府警務総長及警務部長ノ発スル命令ニ関スル件（勅令第297号）
- 高等官官等俸給令中改正ノ件（勅令第298号）
- 統監府警察官署職員ノ俸給等ノ支給ニ関スル件（勅令第299号）
- 朝鮮総督府警察官署職員ノ官等等級ニ関スル件（勅令第300号）[統監府警察官署職員ノ官等等級ニ関スル件]
- 明治四十年勅令第三百二十三号（韓国ニ駐箚スル憲兵ニ関スル件）中改正ノ件（勅令第301号）
- 朝鮮総督府道警視、朝鮮総督府道警部、朝鮮総督府道警部補ノ任用及分限ニ関スル件（勅令第302号）[統監府警務総長、警務部長、警視、警部ノ任用及分限ニ関スル件][朝鮮総督府警務総長、警務部長、警視、警部ノ任用及分限ニ関スル件]
- 統監府警察官署ノ職員タル韓国人ノ任用分限及給与ニ関スル件（勅令第303号）
- 旅順港ニ関スル件（勅令第304号）
- 商務官官制（勅令第305号）
- 高等官官等俸給令中改正ノ件（勅令第306号）
- 商務官ノ給与及経費等ニ関スル件（勅令第307号）
- 勅任官又ハ奏任官ノ待遇ヲ受クル商務官ノ待遇給与及経費等ニ関スル件（勅令第308号）
- 商務官特別任用令（勅令第309号）
- 風俗上取締ヲ要スル稼業ヲ為ス者及行政執行法第三条ノ患者ノ治療設備ニ関スル件（勅令第310号）
- 明治三十九年勅令第二百六十三号（旅順港規則制定及該規則違反者罰則ノ件）中改正ノ件（勅令第311号）
- 海軍召集条例中改正ノ件（勅令第312号）
- 関税定率法施行期日ノ件（勅令第313号）
- 軽便鉄道法施行期日ノ件（勅令第314号）
- 明治四十三年法律第六十四号（登録税法中改正）中一部ニ関スル施行期日ノ件（勅令第315号）
- 台湾小学校官制中改正ノ件（勅令第316号）
- 鉄道連隊所属将校以下ヲシテ公共団体ノ経営スル軽便鉄道業務ニ従事セシムル場合ニ関スル件（勅令第317号）
- 韓国ノ国号ヲ改メ朝鮮ト称スルノ件（勅令第318号）
- 朝鮮総督府設置ニ関スル件（勅令第319号）
- 税関官制中改正ノ件（勅令第320号）
- 統監府特許局官制廃止ノ件（勅令第321号）
- 旧韓国在外指定学校職員ノ名称待遇及任用解職ニ関スル件（勅令第322号）
- 旧韓国軍人ニ関スル件（勅令第323号）
- 朝鮮ニ施行スヘキ法令ニ関スル件（勅令第324号）
- 朝鮮ヲ統治スルノ始ニ方リ恵沢ヲ施サムカ為ニ特ニ大赦ヲ行ハシムルノ件（勅令第325号）
- 財政上必要処分ノ件（勅令第326号）
- 財政上必要処分ノ件（勅令第327号）
- 財政上必要処分ノ件（勅令第328号）
- 朝鮮ニ於ケル臨時恩賜ニ関スル件（勅令第329号）
- 旧韓国政府ニ属シタル歳入歳出ノ予算ニ関スル会計ノ経理及旧韓国政府ニ属シタル財産ノ管理ニ関スル件（勅令第330号）
- 朝鮮ヨリ移入スル貨物ノ移入税等ニ関スル件（勅令第331号）
- 内地、台湾及樺太ト朝鮮間ニ通航スル船舶ニ関スル件（勅令第332号）
- 内地、台湾及樺太ト朝鮮トノ間ニ出入スル船舶及物件ノ検疫及取締ニ関スル件（勅令第333号）
- 旧韓国勲章及記章ノ佩用ニ関スル件（勅令第334号）
- 特許法等ヲ朝鮮ニ施行スルノ件（勅令第335号）
- 特許法、意匠法及実用新案法ヲ朝鮮ニ施行スルコトニ関スル件（勅令第336号）
- 商標法ヲ朝鮮ニ施行スルコトニ関スル件（勅令第337号）
- 著作権法ヲ朝鮮ニ施行スルコトニ関スル件（勅令第338号）
- 朝鮮ニ於ケル特許弁理士ニ関スル件（勅令第339号）
- 入札又ハ契約ノ保証金ニ関スル件（勅令第340号）
- 鉄道院所管高架鉄道ノ拱内又ハ橋下ヲ貸渡ス場合ニ於テ随意契約ニ依ルコトヲ得ルノ件（勅令第341号）
- 専売塩特別定価売渡及交付金下付規則中改正ノ件（勅令第342号）
- 朝鮮駐箚憲兵条例（勅令第343号）
- 海軍病院条例（勅令第344号）
- 出版法及新聞紙法中内務大臣ノ職権ヲ樺太庁長官ヲシテ行ハシムルノ件（勅令第345号）
- 癩療養所職員ノ名称待遇及任免ニ関スル件（勅令第346号）
- 癩療養所職員ノ官等等級配当ニ関スル件（勅令第347号）
- 道庁府県警察医及警視庁警察医員並癩療養所職員ノ休職ニ関スル件（勅令第348号）
- 明治二十七年勅令第二十二号（府社県社以下神社ノ神職ニ関スル件）中改正ノ件（勅令第349号）
- 関東州裁判事務取扱令中改正ノ件（勅令第350号）
- 水産講習所官制中改正ノ件（勅令第351号）
- 農会令中改正ノ件（勅令第352号）
- 明治四十二年勅令第三百三十七号（鉄道院職員定員）中改正ノ件（勅令第353号）
- 朝鮮総督府官制（勅令第354号）
- 朝鮮総督府中枢院官制（勅令第355号）
- 朝鮮総督府取調局官制（勅令第356号）
- 朝鮮総督府地方官官制（勅令第357号）
- 統監府警察官署官制中改正ノ件（勅令第358号）
- 朝鮮総督府鉄道局官制（勅令第359号）
- 朝鮮総督府通信官署官制（勅令第360号）
- 朝鮮総督府臨時土地調査局官制（勅令第361号）
- 朝鮮総督府税関官制（勅令第362号）
- 朝鮮総督府専売局官制（勅令第363号）
- 朝鮮総督府印刷局官制（勅令第364号）
- 朝鮮総督府裁判所職員定員令（勅令第365号）
- 統監府監獄官制中改正ノ件（勅令第366号）
- 朝鮮総督府営林廠官制（勅令第367号）
- 朝鮮総督府医院官制（勅令第368号）
- 朝鮮総督府平壌鉱業所官制（勅令第369号）
- 朝鮮総督府観業模範場官制（勅令第370号）
- 朝鮮総督府工業伝習所官制（勅令第371号）
- 統監府中学校官制中改正ノ件（勅令第372号）
- 建築及土木事務ヲ掌理セシムル為朝鮮総督府ニ臨時職員ヲ置クノ件（勅令第373号）
- 朝鮮人タル奏任官及判任官ノ増置ニ関スル件（勅令第374号）
- 朝鮮総督府土木会議官制（勅令第375号）
- 朝鮮総督府警務総長等ノ発スル命令ノ罰則ニ関スル件（勅令第376号）
- 高等官官等俸給令中改正ノ件（勅令第377号）
- 判任官俸給令中改正ノ件（勅令第378号）
- 文武判任官等級令中改正ノ件（勅令第379号）
- 朝鮮総督府設置ニ関スル件（明四三勅三一九）第五項ノ職員ヲ任用スル場合ニ於ケル官等ニ関スル件（勅令第380号）
- 朝鮮総督府所属官署職員ニ任セラレタル陸海軍現役将校同相当官ニ関スル件（勅令第381号）
- 統監府判事及統監府検事官等給与令中改正ノ件（勅令第382号）
- 朝鮮人タル朝鮮総督府道知事参与官及郡守ノ任用及官等ニ関スル件（勅令第383号）
- 台湾満韓及樺太在勤文官加俸令中改正ノ件（勅令第384号）
- 朝鮮総督府職員ノ交際手当ニ関スル件（勅令第385号）
- 朝鮮総督府武官及副官ノ給与ニ関スル件（勅令第386号）
- 朝鮮総督府及其ノ所属官署ノ職員ニシテ通訳ノ事ヲ兼掌スル者ノ特別手当ニ関スル件（勅令第387号）
- 交通至難ノ場所ニ在勤スル朝鮮総督府逓信官署職員ノ手当ニ関スル件（勅令第388号）[交通至難ノ場所ニ在勤スル朝鮮総督府通信官署職員ノ手当ニ関スル件]
- 明治四十三年勅令第百六十六号（統監府郵便所長ノ給与ニ関スル件）中改正ノ件（勅令第389号）
- 奏任及判任待遇統監府監獄職員給与令中改正ノ件（勅令第390号）
- 内国旅費規則中改正ノ件（勅令第391号）
- 朝鮮総督府及所属官署職員ノ宿舎料ニ関スル件（勅令第392号）
- 朝鮮総督府所属光済号乗組員ニ給スル食卓料ニ関スル件（勅令第393号）
- 朝鮮総督府及所属官署職員特別任用令（勅令第394号）
- 朝鮮総督府鉄道局職員特別任用令（勅令第395号）
- 朝鮮人タル官吏ノ特別任用ニ関スル件（勅令第396号）
- 朝鮮総督府逓信官署職員特別任用令（勅令第397号）[朝鮮総督府通信官署職員特別任用令]
- 朝鮮総督府税関監吏ノ任用ニ関スル件（勅令第398号）
- 朝鮮総督府裁判所書記長及裁判所書記特別任用令（勅令第399号）
- 朝鮮総督府典獄及看守長特別任用令（勅令第400号）
- 朝鮮総督府平壌鉱業所職員特別任用ニ関スル件（勅令第401号）
- 明治四十三年勅令第百七十九号（統監府中学校長ノ任用ニ関スル件）、同勅令第三百号（統監府警察官署職員ノ官等等級ニ関スル件）、同勅令第三百二号（統監府警務総長、警務部長、警視、警部ノ任用及分限ニ関スル件）中改正ノ件（勅令第402号）
- 朝鮮人タル文官ノ分限及給与ニ関スル件（勅令第403号）
- 文官懲戒令中改正ノ件（勅令第404号）
- 朝鮮総督府及所属官署職員ノ服制ニ関スル件（勅令第405号）
- 朝鮮総督府特別会計ニ関スル件（勅令第406号）
- 朝鮮総督府特別会計規則（勅令第407号）
- 朝鮮総督府逓信官署ノ取扱ニ係ル歳入金歳出金及歳入歳出外現金ノ交互振替及繰替ニ関スル件（勅令第408号）[朝鮮総督府通信官署ノ取扱ニ係ル歳入金歳出金及歳入歳出外現金ノ交互振替及繰替ニ関スル件]
- 朝鮮総督ノ指定スル官署ノ経費渡切ニ関スル件（勅令第409号）
- 明治三十二年勅令第三百二十三号（台湾総督府鉄道事業ニ要スル鉄道用品ノ売買貸借随意契約ノ件）、同四十一年勅令第百二十六号（台湾総督府ニ於テ鉄道事業ニ必要ナル物件ノ購入ニ関スル随意契約ノ件）中改正ノ件（勅令第410号）
- 明治三十四年勅令第百二十号（台湾ニ於ケル政府ノ工事及物件ノ買入借入ニ関スル随意契約ノ件）中改正ノ件（勅令第411号）
- 朝鮮ニ施行スル法律ニ関スル件（勅令第412号）
- 明治三十九年勅令第百八十四号（統監府及所属官署ノ民事訴訟ニ関シ国ヲ代表スル件）、同四十年勅令第百五十号（統監府及所属官署職員ノ俸給、手当及宿舎料前金渡ノ件）、同四十一年勅令第二百三十号（明治四十一年勅令第二百十五号ヲ韓国、台湾、関東州及帝国カ治外法権ヲ行使スル地域ニ於ケル特赦及減刑ニ準用スル件）、同四十二年勅令第二百五号（統監府営林廠木材及製品売払代金延納ニ関スル件）、同四十三年勅令第百六十五号（統監府中学校ノ教諭又ハ講師ノ俸給支給等ニ関スル件）中改正ノ件（勅令第413号）
- 朝鮮総督府鉄道局現業員ノ共済組合ニ関スル件（勅令第414号）
- 官設鉄道、郵便、電信、郵便為替及郵便貯金ニ属スル現金出納ニ関スル法律（明三三法五〇）ヲ朝鮮ニ施行スルノ件（勅令第415号）
- 明治三十三年勅令第四百八号（官設鉄道郵便電信電話官署出納員現金出納ニ関スル件）中改正ノ件（勅令第416号）
- 明治四十二年勅令第百七十三号（遠洋漁業奨励法ニ依リ奨励金ヲ下付スルコトヲ得ヘキ漁猟業ノ種類、船舶ノ噸数及漁猟場所ニ関スル制限並ニ漁猟職員ノ資格及定員ニ関スル件）中改正ノ件（勅令第417号）
- 台湾総督府国語学校同附属学校及台湾総督府医学校生徒学資及旅費支給ノ件（勅令第418号）
- 明治三十九年勅令第二百四十七号（横浜正金銀行ノ関東州及清国ニ於ケル銀行券ノ発行ニ関スル件）中改正ノ件（勅令第419号）
- 明治三十年勅令第四百四十六号（古社寺保存法施行ニ関スル件）中改正ノ件（勅令第420号）
- 造神宮使庁官制中改正ノ件（勅令第421号）
- 高等官官等俸給令中改正ノ件（勅令第422号）
- 臨時治水調査会官制（勅令第423号）
- 高等女学校令中改正ノ件（勅令第424号）
- 農商務省官制中改正ノ件（勅令第425号）
- 台湾樺太並在外陸海軍雇員傭人死傷手当金給与規則中改正ノ件（勅令第426号）
- 警察官吏職務応援ニ関スル件（勅令第427号）
- 漁業法施行期日ノ件（勅令第428号）
- 漁業組合令（勅令第429号）
- 漁業登録令（勅令第430号）
- 漁業手数料令（勅令第431号）[漁業ニ関スル手数料ノ件]
- 在外公館費用条例中改正ノ件（勅令第432号）
- 外国在勤警部巡査任用及支給規則中改正ノ件（勅令第433号）
- 明治四十三年法律第六十四号中一部ニ関スル施行期日ノ件（勅令第434号）
- 陸軍軍医学校条例中改正ノ件（勅令第435号）
- 陸軍給与令中改正ノ件（勅令第436号）
- 台湾官有森林原野及産物特別処分令中改正ノ件（勅令第437号）
- 警察官吏及消防官吏ノ功労記章ニ関スル件（勅令第438号）
- 明治三十九年勅令第二百六十五号（関税定率法ニ依ル製造品ノ原料輸入税払戻ニ関スル件）中改正ノ件（勅令第439号）
- 台湾総督府税関官制中改正ノ件（勅令第440号）
- 警視庁官制中改正ノ件（勅令第441号）
- 高等官官等俸給令中改正ノ件（勅令第442号）
- 警察官及消防官服制中改正ノ件（勅令第443号）
- 地租条例施行規則（勅令第444号）
- 売薬税法施行規則中改正ノ件（勅令第445号）
- 家畜市場法施行期日ノ件（勅令第446号）
- 東北帝国大学官制（勅令第447号）
- 九州帝国大学ニ関スル件（勅令第448号）
- 九州帝国大学工科大学官制（勅令第449号）
- 内地、台湾及樺太ト朝鮮トノ間ニ通航スル船舶ニ関スル件（勅令第450号）
- 営業税法施行規則中改正ノ件（勅令第451号）
- 明治三十六年勅令第五号（海軍区ノ件）中改正ノ件（勅令第452号）
- 鎮海軍港境域ノ件（勅令第453号）
- 朝鮮咸鏡南道永興ヲ要港ト為シ其ノ境域ヲ定ムルノ件（勅令第454号）
- 軍港要港ニ関スル件（明二三法二）及軍港要港規則違犯者処分ノ件（明二三法八三）ヲ朝鮮ニ施行スルノ件（勅令第455号）
- 臨時海軍建築部官制中改正ノ件（勅令第456号）
- 明治三十二年勅令第二百一号（明治二十九年法律第十三号（公立学校職員退隠料等ニ関スル件）ノ施行ニ関スル件）中改正ノ件（勅令第457号）

## 明治44年
- 奏任及判任待遇監獄職員給与令中改正ノ件（勅令第1号）
- 海軍高等武官進級条例中改正ノ件（勅令第2号）
- 佐世保軍港境域ノ件（勅令第3号）
- 漁業法ノ一部ヲ樺太ニ施行スル件（勅令第4号）
- 明治三十二年勅令第三百二十三号（朝鮮総督府又ハ台湾総督府ニ於テ鉄道事業ニ要スル鉄道用品ノ売買貸借ニ関スル随意契約ノ件）及同四十一年勅令第百二十六号（朝鮮総督府又ハ台湾総督府ニ於テ鉄道事業ニ必要ナル物件ノ購入ニ関スル随意契約ノ件）中改正ノ件（勅令第5号）
- 沖縄県ニ森林法施行ノ件（勅令第6号）
- 明治三十年勅令第三百九十五号（北海道庁支庁ノ名称位置及管轄区域表）中改正ノ件（勅令第7号）
- 海軍給与令中改正ノ件（勅令第8号）
- 関東都督府臨時防疫部官制（勅令第9号）
- 関東都督府ニ臨時職員ヲ増置スルノ件（勅令第10号）
- 樺太漁業令中改正ノ件（勅令第11号）
- 朝鮮総督府臨時土地調査局職員特別任用令（勅令第12号）
- 明治四十三年勅令第二百二十五号（明治四十三年度歳出予算中第一予備金ヲ以テ補充シ得ヘキ費途）中改正ノ件（勅令第13号）
- 関東都督府臨時防疫部官制中改正ノ件（勅令第14号）
- 銃砲火薬類取締法施行期日ノ件（勅令第15号）
- 銃砲火薬類取締法施行規則（勅令第16号）
- 海軍高等武官准士官服役令中改正ノ件（勅令第17号）
- 教科用図書調査委員会官制中改正ノ件（勅令第18号）
- 高等官官等俸給令中改正ノ件（勅令第19号）
- 専売塩特別定価売渡及交付金下付規則中改正ノ件（勅令第20号）
- 官吏遺族扶助法納金収入規則中改正ノ件（勅令第21号）
- 明治四十三年勅令第百十三号（会計検査院勅任検査官、書記及技手ノ定員ニ関スル件）中改正ノ件（勅令第22号）
- 朝鮮ニ於テ警察上特ニ功労アリト認ムル者ニ対シ賞与ヲ為ス件（勅令第23号）
- 町村行政ニ関シ主務大臣許可ノ職権ヲ県知事ニ委任スルノ件（勅令第24号）
- 明治三十三年勅令第二百五十五号（北海道ニ於テ農業者ノ設立スル産業組合ニ関スル件）中改正ノ件（勅令第25号）
- 専売局官制中改正ノ件（勅令第26号）
- 漁業監督吏員ニ関スル件（勅令第27号）
- 明治三十八年勅令第七十六号（臨時専用漁業免許処分調査ニ関スル職員ノ件）中改正ノ件（勅令第28号）
- 明治三十九年勅令第五十号（遠洋漁業奨励ニ関スル職員設置ノ件）中改正ノ件（勅令第29号）
- 明治四十三年勅令第三百二十四号（朝鮮ニ施行スヘキ法令ニ関スル件）ノ効力ヲ将来ニ失ハシムル件（勅令第30号）
- 明治四十四年法律第三十三号（裁判所名称変更ニ関スル件）施行期日ノ件（勅令第31号）
- 明治四十二年法律第二十九号（担保附社債信託法中改正）施行期日ノ件（勅令第32号）
- 樺太ニ於ケル漁業組合ニ関スル件（勅令第33号）
- 樺太ニ於ケル漁業登録ニ関スル件（勅令第34号）
- 日英博覧会事務局官制廃止ノ件（勅令第35号）
- 朝鮮軍人ニ関スル件（勅令第36号）
- 議院建築準備委員会官制廃止ノ件（勅令第37号）
- 臨時海軍建築部官制中改正ノ件（勅令第38号）
- 海軍給与令中改正ノ件（勅令第39号）
- 東京帝国大学官制中改正ノ件（勅令第40号）
- 京都帝国大学官制中改正ノ件（勅令第41号）
- 東北帝国大学官制中改正ノ件（勅令第42号）
- 九州帝国大学官制（勅令第43号）
- 明治三十年勅令第二百九号（京都帝国大学ニ関スル件）中改正ノ件（勅令第44号）
- 明治四十三年勅令第四百四十八号（九州帝国大学ニ関スル件）中改正ノ件（勅令第45号）
- 明治四十年勅令第二百三十六号（東北帝国大学ニ関スル件）中改正ノ件（勅令第46号）
- 東北帝国大学理科大学ノ講座ニ関スル件（勅令第47号）
- 九州帝国大学工科大学ノ講座ニ関スル件（勅令第48号）
- 市町村立小学校教員加俸令中改正ノ件（勅令第49号）
- 朝鮮総督府中学校官制中改正ノ件（勅令第50号）
- 朝鮮総督府中学校附属臨時小学校教員養成所生徒学資金支給ノ件（勅令第51号）
- 台湾総督府郵便局官制中改正ノ件（勅令第52号）
- 関東都督府作業所官制（勅令第53号）
- 関東都督府医院官制中改正ノ件（勅令第54号）
- 関東都督府通信官署官制中改正ノ件（勅令第55号）
- 関東都督府海務局官制中改正ノ件（勅令第56号）
- 旅順工科学堂官制中改正ノ件（勅令第57号）
- 関東都督府中学校官制中改正ノ件（勅令第58号）
- 関東都督府高等女学校官制中改正ノ件（勅令第59号）
- 高等官官等俸給令中改正ノ件（勅令第60号）
- 朝鮮総督府鉄道官署ニ於ケル現金ノ交互振替及繰替受払ニ関スル件（勅令第61号）
- 朝鮮総督府、台湾総督府又ハ樺太庁ニ於ケル鉄道事業用諸物件ノ売買貸借ニ関スル随意契約ノ件（勅令第62号）
- 保管金規則ヲ朝鮮ニ施行スル件（勅令第63号）
- 貨幣法ヲ台湾ニ施行スル件（勅令第64号）
- 貨幣法、銀行条例等ヲ樺太ニ施行スルノ件（勅令第65号）
- 明治三十三年勅令第四百八号（官設鉄道郵便電信電話官署出納員現金出納ニ関スル件）中改正ノ件（勅令第66号）
- 朝鮮鉄道用品資金会計規則（勅令第67号）
- 朝鮮森林特別会計規則（勅令第68号）
- 帝国学士院学術奨励金特別会計規則（勅令第69号）
- 軍人恩給法中改正法律（明四四法五九）附則第六項ノ規定ニ依ル恩給等ニ関スル件（勅令第70号）
- 樺太庁医院官制中改正ノ件（勅令第71号）
- 明治四十年勅令第百七十二号（樺太庁ニ鉄道書記設置ノ件）中改正ノ件（勅令第72号）
- 文部省直轄諸学校職員定員令中改正ノ件（勅令第73号）
- 帝国図書館官制中改正ノ件（勅令第74号）
- 高等官官等俸給令中改正ノ件（勅令第75号）
- 巡査給与令中改正ノ件（勅令第76号）
- 明治四十三年台湾蕃匪討伐ニ従事シ功労アル者ニ戦役若クハ事変ニ際シ功労アル者ニ一時限リ金円ヲ賜与シ又ハ錦地ヲ賜与スルノ件（明二八勅一一五）ヲ準用スルノ件（勅令第77号）
- 朝鮮総督府警察官署官制中改正ノ件（勅令第78号）
- 朝鮮総督府鉄道局官制中改正ノ件（勅令第79号）
- 朝鮮総督府通信官署官制中改正ノ件（勅令第80号）
- 朝鮮総督府専売局官制中改正ノ件（勅令第81号）
- 鉱床、林野及国有未墾地調査ノ事務ニ従事セシムルタメ朝鮮総督府ニ臨時職員設置ノ件（勅令第82号）
- 台湾総督府国語学校官制中改正ノ件（勅令第83号）
- 台湾総督府中学校官制中改正ノ件（勅令第84号）
- 台湾総督府高等女学校官制中改正ノ件（勅令第85号）
- 広軌鉄道改築準備委員会官制（勅令第86号）
- 朝鮮総督府税関官制中改正ノ件（勅令第87号）
- 朝鮮総督府勧業模範場官制中改正ノ件（勅令第88号）
- 朝鮮総督府地方官官制中改正ノ件（勅令第89号）
- 明治四十三年勅令第三百七十三号（建築及土木ノ事務ヲ掌理セシムルタメ朝鮮総督府ニ職員臨時設置）中改正ノ件（勅令第90号）
- 南満洲ニ於ケル鉄道路線ノ保護及取締ノタメ臨時警察官ヲ置クヲ得ル件（勅令第91号）
- 地租条例第十二条第二項ノ規定ニ依ル地租ノ特別納期ニ関スル件（勅令第92号）
- 内務省官制中改正ノ件（勅令第93号）
- 警視庁官制中改正ノ件（勅令第94号）
- 北海道庁官制中改正ノ件（勅令第95号）
- 地方官官制中改正ノ件（勅令第96号）
- 治水港湾道路ノ調査監督及其ノ工事並ニ事務ニ従事スル職員設置ニ関スル件（勅令第97号）
- 警察官及消防官服制中改正ノ件（勅令第98号）
- 明治四十一年勅令第二百二十八号（農商務省ニ臨時職員設置）中改正ノ件（勅令第99号）
- 農商務省ニ臨時職員設置（勅令第100号）
- 農事試験場官制中改正ノ件（勅令第101号）
- 種畜牧場及種牛所官制中改正ノ件（勅令第102号）
- 牛疫血清製造所官制（勅令第103号）
- 高等官官等俸給令中改正ノ件（勅令第104号）
- 司法省官制中改正ノ件（勅令第105号）
- 高等官官等俸給令中改正ノ件（勅令第106号）
- 明治四十四年法律第五十四号（執達吏手数料規則中改正）施行期日ノ件（勅令第107号）
- 判事検事官等俸給令中改正ノ件（勅令第108号）
- 明治四十三年勅令第五十八号（裁判所書記長書記定員）中改正ノ件（勅令第109号）
- 台湾総督府鉄道部官制中改正ノ件（勅令第110号）
- 台湾総督府監獄官制中改正ノ件（勅令第111号）
- 台湾総督府農事試験場官制中改正ノ件（勅令第112号）
- 台湾総督府研究所官制中改正ノ件（勅令第113号）
- 台湾総督府阿里山作業所官制中改正ノ件（勅令第114号）
- 台湾ノ林業試験事務ニ従事スル職員設置ノ件（勅令第115号）
- 明治四十三年勅令第二百三十号（移民ニ関スル事務ヲ掌理セシムルタメ台湾総督府ニ臨時職員設置）中改正ノ件（勅令第116号）
- 明治四十年勅令第二百九号（台湾総督府巡査看守ノ給与ニ関スル件）中改正ノ件（勅令第117号）
- 警察賞与規則中改正ノ件（勅令第118号）
- 明治四十三年勅令第四百三十八号（警察官吏及消防官吏ノ功労記章ニ関スル件）中改正ノ件（勅令第119号）
- 租税外諸収入金整理ニ関スル法律（明四四法五八）ヲ朝鮮、台湾及樺太ニ施行スルノ件（勅令第120号）
- 租税外諸収入金整理ニ関スル法律（明四四法五八）施行規則（勅令第121号）
- 海軍軍医学校条例（勅令第122号）
- 明治四十二年勅令第三百三十七号（鉄道院職員定員）中改正ノ件（勅令第123号）
- 朝鮮総督府典獄及看守長特別任用令中改正ノ件（勅令第124号）
- 明治四十三年勅令第百六十五号（朝鮮総督府中学校ノ教諭又ハ講師ノ俸給支給等ニ関スル件）中改正ノ件（勅令第125号）
- 関東都督府官制中改正明治四十三年勅令第百十号（関東都督府ニ警部補設置）廃止ノ件（勅令第126号）
- 関東庁在外研究員規程（勅令第127号）[関東都督府外国留学生規程]
- 明治四十四年法律第二十六号（日本勧業銀行法中改正）及同年法律第二十七号（農工銀行法中改正）施行期日ノ件（勅令第128号）
- 税関官制中改正ノ件（勅令第129号）
- 官国幣社以下神社幣帛供進使及随員服制（勅令第130号）[官国幣社以下神社幣帛供進使服制]
- 明治三十八年勅令第百三十四号（塩専売法ヲ施行セサル地方ニ関スル件）中改正ノ件（勅令第131号）
- 日本興業銀行法等ニ依ル市街地及地方ノ指定ニ関スル件（勅令第132号）
- 明治二十六年勅令第九十三号（東京帝国大学各分科大学ニ於ケル講座ノ種類及其数ヲ定ムル件）中改正ノ件（勅令第133号）
- 明治四十年勅令第二百四十号（東北帝国大学農科大学ノ講座ニ関スル件）中改正ノ件（勅令第134号）
- 明治三十三年法律第七十三号衆議院議員選挙法施行令中改正ノ件（勅令第135号）
- 朝鮮総督府官制中改正ノ件（勅令第136号）
- 高等官官等俸給令中改正ノ件（勅令第137号）
- 朝鮮総督府視学官特別任用令（勅令第138号）
- 朝鮮総督府及所属官署判任官特別任用令（勅令第139号）
- 朝鮮総督府平壌鉱業所職員ノ特別任用ニ関スル件（勅令第140号）
- 関東都督府作業所書記特別任用ニ関スル件（勅令第141号）
- 樺太庁官制中改正ノ件（勅令第142号）
- 台湾総督府文官服制中改正ノ件（勅令第143号）
- 文部省官制中改正ノ件（勅令第144号）
- 維新史料編纂会官制（勅令第145号）
- 高等官官等俸給令中改正ノ件（勅令第146号）
- 関東都督府職員特別任用令中改正ノ件（勅令第147号）
- 薬品営業並薬品取扱規則ヲ樺太ニ施行ノ件（勅令第148号）
- 明治四十四年度歳出予算中第一予備金ヲ以テ補充シ得ヘキ費途ノ件ノ件（勅令第149号）
- 原蚕種製造所官制（勅令第150号）
- 台湾総督府港務所官制（勅令第151号）
- 高等官官等俸給令中改正ノ件（勅令第152号）
- 台湾総督府港務官特別任用令（勅令第153号）
- 台湾総督府港務所職員服制ニ関スル件（勅令第154号）
- 陸軍省官制中改正ノ件（勅令第155号）
- 陸軍ニ於ケル土地建造物ヲ貸渡ストキ随意契約ニ依ルコトヲ得ル件（勅令第156号）
- 明治三十九年勅令第二百六十七号（地方産業ニ関スル技師、技手並試験場、講習所及種畜場職員ノ名称、待遇、任免及官等等級配当ノ件）中改正ノ件（勅令第157号）
- 明治三十九年勅令第二百六十八号（地方産業ニ関スル技師、技手並試検場、講習所及種畜場職員ノ休職ニ関スル件）中改正ノ件（勅令第158号）
- 朝鮮総督府監獄官制中改正ノ件（勅令第159号）
- 台湾ニ於ケル関税法等違犯申告者賞与ニ関スル件（勅令第160号）
- 港湾調査会等ノ会長、委員及臨時委員旅費支給ノ件（勅令第161号）
- 大蔵省官制中改正ノ件（勅令第162号）
- 明治四十二年勅令第百三十九号（煙草製造専売ニ要スル諸物件ノ購入売却等ニ関スル随意契約ノ件）中改正ノ件（勅令第163号）
- 文芸委員会官制（勅令第164号）
- 通俗教育調査委員会官制（勅令第165号）
- 朝鮮総督府臨時土地調査局官制中改正ノ件（勅令第166号）
- 帝国カ治外法権ヲ行使スルコトヲ得ル外国ニ於ケル特許権、意匠権、商標権、実用新案権及著作権ノ保護ニ関スル件（勅令第167号）[関東州及帝国カ治外法権ヲ行使スルコトヲ得ル外国ニ於ケル特許権、意匠権、商標権、実用新案権及著作権ノ保護ニ関スル件]
- 明治三十二年勅令第百六十九号（税関支署ノ名称位置及管轄区域）中改正ノ件（勅令第168号）
- 台湾総督府地方官官制中改正ノ件（勅令第169号）
- 北海道二級町村制中改正ノ件（勅令第170号）
- 台湾ノ林野其ノ他ノ土地整理事務ニ従事スル職員設置ノ件（勅令第171号）
- 内閣所属職員官制中改正ノ件（勅令第172号）
- 海軍志願兵条例中改正ノ件（勅令第173号）
- 官国幣社職制中改正ノ件（勅令第174号）
- 官国幣社及神部署神職任用令中改正ノ件（勅令第175号）
- 朝鮮総督府及所属官署職員服制（勅令第176号）
- 明治四十一年勅令第百七十三号（陸軍士官ノ候補者及陸軍諸生徒死傷手当金給与ノ件）中改正ノ件（勅令第177号）
- 陸軍将校乗馬ニシテ去勢施行ノタメ斃死シ若クハ廃疾ト為リタルトキ又ハ伝染病ニ罹リ部隊ニ於テ撲殺シタルトキ手当支給ノ件（勅令第178号）[陸軍将校乗馬ニシテ去勢施行ノタメ斃死シ又ハ廃疾ト為リタルトキ手当支給ノ件]
- 明治四十四年法律第五十三号〔明治二十三年法律第百三号（沖縄県ニ商法施行延期ノ件）廃止〕施行期日ノ件（勅令第179号）
- 陸軍技術審査部条例中改正ノ件（勅令第180号）
- 明治四十年勅令第百十五号（製鉄所所属船舶乗組員ニ食卓料及航海日当支給ノ件）中改正ノ件（勅令第181号）
- 明治四十四年法律第四十四号（関税法中改正）及同第四十五号（砂糖消費税織物消費税等ノ徴収ニ関スル件）施行期日ノ件（勅令第182号）
- 税関官制中改正ノ件（勅令第183号）
- 関税法施行規則中改正ノ件（勅令第184号）
- 明治四十二年勅令第五十六号（関税法ヲ台湾ニ施行スル件）中改正ノ件（勅令第185号）
- 酒税等ノ徴収ニ関スル勅令（勅令第186号）[砂糖消費税織物消費税等ノ徴収ニ関スル件]
- 明治三十二年勅令第三百四十二号（開港及開港ニ於テ輸出スヘキ貨物ノ指定ニ関スル件）中改正ノ件（勅令第187号）
- 朝鮮ニ於ケル税関特許手数料ニ関スル件（勅令第188号）
- 砂糖消費税織物消費税等ノ徴収ニ関スル件（明四四法四五）ヲ台湾ニ施行スルノ件（勅令第189号）
- 台湾総督府税関官制中改正ノ件（勅令第190号）
- 朝鮮総督府警務費俸給予算定額内ニ於テ嘱託医ヲ置クコトヲ得ルノ件（勅令第191号）
- 内国旅費規則中改正ノ件（勅令第192号）
- 海軍高等武官補充条例中改正ノ件（勅令第193号）
- 海軍軍医学生、薬剤学生、造船学生、造兵学生、主計学生条例中改正ノ件（勅令第194号）
- 蕃務ニ従事スル台湾総督府警視特別任用令（勅令第195号）
- 輸出菓子糖果原料砂糖戻税法ヲ台湾ニ施行スルノ件（勅令第196号）
- 明治三十九年勅令第二百六十五号（関税定率法ニ依ル製造品ノ原料輸入税払戻ニ関スル件）中改正ノ件（勅令第197号）
- 明治三十九年勅令第二百六十六号（関税定率法ニ依ル肥料ノ原料輸入税払戻ニ関スル件）中改正ノ件（勅令第198号）
- 災害土木費国庫補助規程（勅令第199号）
- 朝鮮官有財産管理規則（勅令第200号）
- 巡査看守退隠料及遺族扶助料法施行令中改正ノ件（勅令第201号）
- 朝鮮総督府看守ノ療治料、給助料及弔祭料給与ニ関スル件（勅令第202号）[朝鮮総督府看守及朝鮮総督府女監取締ノ療治料、給助料及弔祭料給与ニ関スル件]
- 朝鮮銀行法施行期日ノ件（勅令第203号）
- 外交官及領事官官制中改正ノ件（勅令第204号）
- 製鉄所官制（勅令第205号）
- 高等官官等俸給令中改正ノ件（勅令第206号）
- 明治三十一年勅令第十八号（製鉄所事務官及同書記任用ノ件）中改正ノ件（勅令第207号）
- 外務省官制中改正ノ件（勅令第208号）
- 在外公館職員定員令中改正ノ件（勅令第209号）
- 日本大博覧会事務局官制中改正ノ件（勅令第210号）
- 高等官官等俸給令中改正ノ件（勅令第211号）
- 日本大博覧会会長ノ待遇ニ関スル件（勅令第212号）
- 関税定率法第六条ニ依ル米及籾ノ輸入税率ニ関スル件（勅令第213号）
- 蚕種検査手数料ニ関スル件（勅令第214号）
- 海軍艦政本部条例中改正ノ件（勅令第215号）
- 小学校令中改正ノ件（勅令第216号）
- 高等中学校令（勅令第217号）
- 私立学校令中改正ノ件（勅令第218号）
- 明治四十四年法律第七十三号（商法中改正）施行期日ノ件（勅令第219号）
- 朝鮮総督府及其ノ所属官署ニ於ケル物件ノ売買貸借ニ関スル随意契約及契約書省略ノ件（勅令第220号）
- 朝鮮総督府及其ノ所属官署ニ於ケル度量衡器等ノ売払代金延納ニ関スル件（勅令第221号）
- 外交官及領事官試験委員官制中改正ノ件（勅令第222号）
- 港湾調査会官制中改正ノ件（勅令第223号）
- 明治三十六年勅令第百四十二号（樟脳、樟脳油ノ輸出又ハ輸送ヲ為スコトヲ得ヘキ港湾指定ノ件）中改正ノ件（勅令第224号）
- 砲兵工廠条例（勅令第225号）
- 拓殖局官制中改正ノ件（勅令第226号）
- 高等官官等俸給令中改正ノ件（勅令第227号）
- 鉄道院官制中改正ノ件（勅令第228号）
- 朝鮮教育令（勅令第229号）
- 南満洲鉄道株式会社ノ設置スル満洲医科大学及満洲医科大学附属薬学専門学校及南満洲工業専門学校ニ関スル件（勅令第230号）[南満洲鉄道株式会社ノ設置スル南満医学堂ニ関スル件][南満洲鉄道株式会社ノ設置スル南満医学堂及南満洲工業専門学校ニ関スル件][南満洲鉄道株式会社ノ設置スル南満医学堂、南満洲工業専門学校及満洲教育専門学校ニ関スル件][南満洲鉄道株式会社ノ設置スル南満洲工業専門学校ニ関スル件]
- 郵便貯金局官制中改正ノ件（勅令第231号）
- 逓信管理局官制中改正ノ件（勅令第232号）
- 通信官署官制中改正ノ件（勅令第233号）
- 商船学校官制中改正ノ件（勅令第234号）
- 電気事業法施行期日ノ件（勅令第235号）
- 官庁ニ於テ電気事業ヲ営ム場合ニ関スル件（勅令第236号）
- 電気事業法第十七条ニ依リ電気事業法ヲ準用スル件（勅令第237号）
- 市制及町村制施行期日（勅令第238号）
- 市制第六条ノ市ノ指定ニ関スル件（勅令第239号）
- 市制第八十二条第三項ノ市ノ区ニ関スル件（勅令第240号）
- 市税及町村税ノ賦課ニ関スル件（勅令第241号）
- 市税及町村税ノ徴収ニ関スル件（勅令第242号）
- 市制町村制ノ施行ニ関スル件（勅令第243号）
- 市制第六条ノ市ノ区ニ関スル件（勅令第244号）
- 市町村吏員ノ賠償責任並身元保証ニ関スル件（勅令第245号）
- 朝鮮総督府看守服制（勅令第246号）
- 東京市区改正委員会組織権限中改正（勅令第247号）
- 市町村、市町村組合及町村組合ノ廃置分合等ノ場合ニ於ケル事務ニ関スル件（勅令第248号）
- 関東州ニ行ハルル勅令ニ於テ法律ニ依ルノ規定アル場合ニ於テ其法律ノ改正アリタルトキノ効力ニ関スル件（勅令第249号）
- 外交官及領事官大禮服代用服制中改正ノ件（勅令第250号）
- 京城専修学校官制（勅令第251号）
- 京城高等普通学校官制（勅令第252号）
- 平壌高等普通学校官制（勅令第253号）
- 京城女子高等普通学校官制（勅令第254号）
- 朝鮮公立実業学校官制（勅令第255号）
- 朝鮮公立普通学校官制（勅令第256号）
- 法学校等廃止ノ件（勅令第257号）
- 高等官官等俸給令中改正ノ件（勅令第258号）
- 京城専修学校長等ノ特別任用ニ関スル件（勅令第259号）
- 台湾総督府官制中改正臨時台湾糖務局官制廃止ノ件（勅令第260号）
- 明治三十六年勅令第百四十五号（臨時台湾総督府ノ防疫事務ニ従事スル職員ノ件）中改正ノ件（勅令第261号）
- 臨時台湾総督府工事部官制（勅令第262号）
- 台湾総督府作業所官制（勅令第263号）
- 高等官官等俸給令中改正ノ件（勅令第264号）
- 臨時台湾総督府工事部事務官ノ特別任用ニ関スル件（勅令第265号）
- 台湾総督府作業所事務官特別任用令（勅令第266号）
- 司法事務共助法施行期日ノ件（勅令第267号）
- 司法事務ノ共助ニ関スル費用並受刑者及刑事被告人ノ護送ニ関スル件（勅令第268号）
- 朝鮮台湾満洲及樺太在勤文官加俸令中改正ノ件（勅令第269号）
- 陸軍補充令（勅令第270号）
- 陸軍一年志願兵条例中改正ノ件（勅令第271号）
- 飲食物其他ノ物品取締ニ関スル件（明三三法一五）及伝染病予防救治ニ従事スル者ノ手当金ニ関スル法律（明三三法三〇）ノ一部ヲ朝鮮ニ施行スルノ件（勅令第272号）
- 市町村立小学校長及教員名称及待遇中改正ノ件（勅令第273号）
- 明治三十三年勅令第八十一号（府県税徴収ニ関スル件）中改正ノ件（勅令第274号）
- 蚕糸業法施行期日ノ件（勅令第275号）
- 種繭審査会規則（勅令第276号）
- 高等官官等俸給令中改正ノ件（勅令第277号）
- 明治三十八年勅令第百五十九号（地租条例第四条第一項第一号及第二号ニ依ル公共団体及期間指定ノ件）中改正ノ件（勅令第278号）
- 糖業改良事務局ニ属スル製糖工場及其附属物件ノ売払ハ随意契約ニ依ルコトヲ得ルノ件（勅令第279号）
- 糖業改良事務局ニ属スル農場及其附属物件無償付与ニ関スル件（勅令第280号）
- 明治三十一年勅令第百七十七号（海外在勤外交官領事官等ニ臨時手当給与ノ件）中改正ノ件（勅令第281号）
- 国税徴収法施行規則中改正ノ件（勅令第282号）
- 臨時制度整理局官制（勅令第283号）
- 衆議院議員選挙法改正調査会官制（勅令第284号）
- 陸軍軍人服役令（勅令第285号）
- 朝鮮、台湾、樺太若ハ関東州又ハ満洲ニ在ル陸軍軍人ノ服役事務ニ関スル件（勅令第286号）
- 臘虎及膃肭獣ノ猟獲禁止ニ関スル件（勅令第287号）
- 明治三十二年勅令第三百七十四号（砂防法第十一条ノ地租其他ノ公課減免ニ関スル件）中改正ノ件（勅令第288号）
- 樺太官有財産管理規則（勅令第289号）
- 樺太国有未開地特別処分令（勅令第290号）
- 軽便鉄道補助法施行期日ノ件（勅令第291号）
- 地方鉄道補助金概算渡ノ件（勅令第292号）[軽便鉄道補助金概算渡ノ件]
- 市制町村制ニ依ル懲戒審査会及鑑定人ノ費用負担ニ関スル件（勅令第293号）
- 明治三十六年勅令第十九号（清国駐在製鉄所官吏給与ニ関スル件）中改正ノ件（勅令第294号）
- 電気測定法第七条及第八条ノ施行期日並附則第三項ノ期間ニ関スル件（勅令第295号）
- 電気計器ノ公差、検定及検定手数料ニ関スル件（勅令第296号）
- 樺太国有森林原野産物特別処分令（勅令第297号）

## 明治45年
- 間接国税ノ検査ニ従事スル官吏ノ服制ニ関スル件（勅令第1号）
- 高等官官等俸給令中改正ノ件（勅令第2号）
- 広軌鉄道改築準備委員会官制廃止ノ件（勅令第3号）
- 臨時治水調査会官制廃止ノ件（勅令第4号）
- 清国事変ニ関シ騒乱地方ニ派遣シタル海軍軍人軍属ニ対スル増給ノ件（勅令第5号）
- 陸軍葬喪令（勅令第6号）
- 台湾官有財産管理規則中改正ノ件（勅令第7号）
- 陸軍武官官等表中改正ノ件（勅令第8号）
- 陸軍獣医学校条例中改正ノ件（勅令第9号）
- 陸軍服制（勅令第10号）
- 陸軍将校馬具制中改正ノ件（勅令第11号）
- 理事理事試補及陸軍監獄長服制中改正ノ件（勅令第12号）
- 陸軍録事、陸軍監獄看守長、陸軍監獄看守及陸軍警守服制中改正ノ件（勅令第13号）
- 臨時軍用気球研究会官制中改正ノ件（勅令第14号）
- 陸軍省臨時職員増置ノ件（勅令第15号）
- 陸軍六週間現役兵条例中改正ノ件（勅令第16号）
- 臨時海軍技術本部海軍造兵廠海軍艦型試験所海軍工廠海軍経理部並臨時海軍建築部及支部ニ技師及技手ヲ置クノ件（勅令第17号）[臨時海軍艦政本部海軍造兵廠海軍艦型試験所海軍工廠海軍経理部並臨時海軍建築部及支部ニ技師及技手ヲ置クノ件]
- 海軍造船造兵事業現業員ノ共済組合ニ関スル件（勅令第18号）
- 日本大博覧会事務局官制廃止ノ件（勅令第19号）
- 明治四十年勅令第百二号（日本大博覧会開設ノ件）廃止ノ件（勅令第20号）
- 法例ヲ朝鮮ニ施行スルノ件（勅令第21号）
- 朝鮮総督府官制中改正ノ件（勅令第22号）
- 建築及土木ニ関スル事務ニ従事セシムルタメ朝鮮総督府ニ臨時職員設置ノ件（勅令第23号）[建築、土木及官有財産調査ノ事務ニ従事セシムルタメ朝鮮総督府ニ臨時職員設置ノ件]
- 鉱区臨検、水産試験及灌漑事業調査ノ事務ニ従事セシムル為朝鮮総督府ニ臨時職員設置ノ件（勅令第24号）
- 明治四十四年勅令第八十二号（鉱床、林野及国有未墾地調査ノ事務ニ従事セシムルタメ朝鮮総督府ニ臨時職員設置）中改正ノ件（勅令第25号）
- 朝鮮総督府取調局官制、朝鮮総督府専売局官制及朝鮮総督府印刷局官制廃止ノ件（勅令第26号）
- 朝鮮総督府中枢院官制中改正ノ件（勅令第27号）
- 朝鮮総督府警察官署官制中改正ノ件（勅令第28号）
- 朝鮮総督府鉄道局官制中改正ノ件（勅令第29号）
- 朝鮮総督府逓信官署官制（勅令第30号）
- 朝鮮総督府臨時土地調査局官制中改正ノ件（勅令第31号）
- 朝鮮総督府税関官制中改正ノ件（勅令第32号）
- 朝鮮総督府監獄官制中改正ノ件（勅令第33号）
- 朝鮮総督府平壌鉱業所官制中改正ノ件（勅令第34号）
- 朝鮮総督府勧業模範場官制中改正ノ件（勅令第35号）
- 朝鮮総督府中央試験所官制（勅令第36号）
- 朝鮮総督府地方官官制中改正ノ件（勅令第37号）
- 朝鮮総督府中学校官制中改正ノ件（勅令第38号）
- 朝鮮公立小学校官制（勅令第39号）
- 朝鮮公立高等女学校官制（勅令第40号）
- 朝鮮公立実業専修学校官制（勅令第41号）
- 官立仁川実業学校廃止ノ件（勅令第42号）
- 朝鮮総督府済生院官制（勅令第43号）
- 朝鮮総督府裁判所職員定員令中改正ノ件（勅令第44号）
- 高等官官等俸給令中改正ノ件（勅令第45号）
- 朝鮮総督府判事及朝鮮総督府検事官等給与令（勅令第46号）
- 判任官俸給令中改正ノ件（勅令第47号）
- 明治四十三年勅令第三百二十二号（旧韓国在外指定学校職員ノ名称待遇及任用解職ニ関スル件）廃止ノ件（勅令第48号）
- 明治四十三年勅令第三百八十八号（交通至難ノ場所ニ在勤スル朝鮮総督府通信官署職員ノ手当ニ関スル件）、同第四百八号（朝鮮総督府通信官署ノ取扱ニ係ル歳入歳出金及歳入歳出外現金ノ交互振替及繰替ニ関スル件）及同第四百九号（朝鮮総督ノ指定スル官署ノ経費渡切ニ関スル件）中改正ノ件（勅令第49号）
- 朝鮮総督府及其ノ所属官署職員ノ特別任用ニ関スル件（勅令第50号）
- 朝鮮総督府通信官署職員特別任用令及明治四十三年勅令第三百八十一号（朝鮮総督府所属官署職員ニ任セラレタル陸海軍現役将校同相当官ニ関スル件）中改正ノ件（勅令第51号）
- 朝鮮総督府臨時土地調査局職員特別任用令中改正ノ件（勅令第52号）
- 朝鮮総督府税関書記及監視特別任用令（勅令第53号）
- 朝鮮公立高等女学校長特別任用ニ関スル件（勅令第54号）
- 明治四十三年勅令第三百九十六号（朝鮮人タル官吏ノ特別任用ニ関スル件）中改正ノ件（勅令第55号）
- 韓国併合記念章制定ノ件（勅令第56号）
- 専売局官制中改正ノ件（勅令第57号）
- 沖縄県ニ衆議院議員選挙法施行ノ件（勅令第58号）
- 沖縄県ニ於ケル衆議院議員選挙人名簿調製ニ関スル件（勅令第59号）
- 明治三十九年勅令第二百六十五号（関税定率法ニ依リ製造品ノ原料輸入税払戻ニ関スル件）中改正ノ件（勅令第60号）
- 明治三十九年勅令第八十七号（関税率調査ニ関スル職員ノ件）中改正ノ件（勅令第61号）
- 海軍造兵廠条例中改正ノ件（勅令第62号）
- 海軍採炭所官制（勅令第63号）
- 海軍煉炭製造所条例（勅令第64号）
- 東北帝国大学官制中改正ノ件（勅令第65号）
- 文部省直轄諸学校官制中改正ノ件（勅令第66号）
- 高等官官等俸給令中改正ノ件（勅令第67号）
- 明治四十三年勅令第百五十四号（文部省直轄諸学校教官俸給ノ支給ニ関スル件）中改正ノ件（勅令第68号）
- 糖業改良事務局官制廃止ノ件（勅令第69号）
- 朝鮮ニ於ケル学校職員ニシテ国庫ヨリ俸給ノ支給ヲ受ケサル文官判任以上ノ者ノ退隠料及遺族扶助料ニ関スル法律（明四五法一一）施行ニ関スル件（勅令第70号）
- 朝鮮ニ於ケル学校職員ニシテ国庫ヨリ俸給ノ支給ヲ受ケサル文官判任以上ノ者ノ国庫納金ノ収入ニ関スル件（勅令第71号）
- 関東都督府臨時防疫部官制及明治四十四年勅令第十号（関東都督府ニ臨時職員増置）廃止ノ件（勅令第72号）
- 明治四十一年勅令第二百二十八号（農務局ノ事務ニ従事セシムルタメ農商務省ニ臨時職員設置）中改正ノ件（勅令第73号）
- 明治四十二年勅令第二百九十一号（台湾総督府地方庁ニ税務吏設置）中改正ノ件（勅令第74号）
- 船舶内ニ設置シタル無線電信局ニ在勤スル関東都督府通信官署職員ニ手当給与ノ件（勅令第75号）
- 交通至難ノ場所ニ設置シタル無線電信局ニ在勤スル関東都督府通信官署職員ニ手当給与ノ件（勅令第76号）
- 明治四十四年勅令第百号（農商務省ニ臨時職員設置）中改正ノ件（勅令第77号）
- 明治四十五年法律第十三号（鉄道又ハ船舶ト露国ノ鉄道又ハ船舶トノ貨物ノ聯絡運送ニ関スル件）施行期日ノ件（勅令第78号）
- 鉄道又ハ船舶ト露国ノ鉄道又ハ船舶トノ貨物ノ連絡運送ニ関スル法律（明四五法一三）ニ依リ運送状及運送状ノ副状ニ記載スヘキ事項等ニ関スル件（勅令第79号）
- 明治四十五年法律第十五号（日本勧業銀行法中改正）、同第十六号（農工銀行法中改正）、同第十七号（北海道拓殖銀行法中改正）施行期日ノ件（勅令第80号）
- 樺太庁中学校官制（勅令第81号）
- 高等官官等俸給令中改正ノ件（勅令第82号）
- 朝鮮医院及済生院特別会計規則（勅令第83号）
- 朝鮮関税訴願審査委員会官制（勅令第84号）
- 神宮神部署官制（勅令第85号）
- 神宮神部署長ノ官等等級配当ニ関スル件（勅令第86号）
- 神宮司庁官制中改正ノ件（勅令第87号）
- 官国幣社及神部署神職任用令中改正ノ件（勅令第88号）
- 明治三十九年勅令第百八十七号（神宮司庁職員ト神部署職員トノ間ノ転任ニ関スル件）中改正ノ件（勅令第89号）
- 明治三十一年勅令第百八十九号（神宮衛士長衛士副長衛士ニ関スル件）中改正ノ件（勅令第90号）
- 神宮司庁官制中改正ノ件（勅令第91号）
- 関東都督府通信官署官制中改正ノ件（勅令第92号）
- 関東都督府中学校官制中改正ノ件（勅令第93号）
- 関東都督府高等女学校官制中改正ノ件（勅令第94号）
- 旅順工科学堂官制中改正ノ件（勅令第95号）
- 蚕業講習所官制中改正ノ件（勅令第96号）
- 原蚕種製造所官制中改正ノ件（勅令第97号）
- 陸軍給与令中改正ノ件（勅令第98号）
- 台湾島及澎湖島駐箚陸軍部隊給与規則中改正ノ件（勅令第99号）
- 満洲韓国樺太駐箚陸軍部隊給与令中改正ノ件（勅令第100号）
- 清国駐箚陸軍部隊給与令中改正ノ件（勅令第101号）
- 防疫職員官制（勅令第102号）
- 高等官官等俸給令中改正ノ件（勅令第103号）
- 臘虎膃肭獣保護ニ関スル臨時職員設置ノ件（勅令第104号）
- 明治四十三年勅令第四百九号（朝鮮総督府ノ指定スル官署ノ経費渡切ニ関スル件）中改正ノ件（勅令第105号）
- 台湾総督府国語学校官制中改正ノ件（勅令第106号）
- 台湾総督府中学校官制中改正ノ件（勅令第107号）
- 台湾総督府高等女学校官制中改正ノ件（勅令第108号）
- 明治四十五年度歳出予算中第一予備金ヲ以テ補充シ得ヘキ費途ノ件（勅令第109号）
- 明治四十一年勅令第二百六十九号（砲兵工廠製品代金延納ニ関スル件）中改正ノ件（勅令第110号）
- 美術審査委員会官制中改正ノ件（勅令第111号）
- 蚕業奨励ニ関スル事務ニ従事セシムル為台湾総督府ニ臨時職員設置ノ件（勅令第112号）
- 明治三十六年勅令第百四十五号（臨時台湾総督府ノ防疫事務ニ従事スル職員ノ件）中改正ノ件（勅令第113号）
- 台湾総督府鉄道部官制中改正ノ件（勅令第114号）
- 台湾総督府郵便局官制中改正ノ件（勅令第115号）
- 明治四十四年勅令第百九十七号（関税定率法ニ依ル製造品ノ原料輸入税払戻ニ関スル件）中改正ノ件（勅令第116号）
- 工場抵当法ヲ樺太ニ施行スルノ件（勅令第117号）
- 禁猟交付金査定委員会官制（勅令第118号）
- 関税定率法第六条ニ依ル米及籾ノ輸入税率ニ関スル件（勅令第119号）
- 東京帝国大学官制中改正ノ件（勅令第120号）
- 京都帝国大学官制中改正ノ件（勅令第121号）
- 東北帝国大学官制中改正ノ件（勅令第122号）
- 九州帝国大学官制中改正ノ件（勅令第123号）
- 明治二十六年勅令第九十三号（東京帝国大学各分科大学講座ノ種類及其数ニ関スル件）中改正ノ件（勅令第124号）
- 明治三十六年勅令第六十八号（京都帝国大学法科大学医科大学文科大学及理工科大学ノ講座ニ関スル件）中改正ノ件（勅令第125号）
- 明治四十年勅令第二百四十号（東北帝国大学農科大学ノ講座ニ関スル件）中改正ノ件（勅令第126号）
- 明治四十四年勅令第四十七号（東北帝国大学理科大学ノ講座ニ関スル件）中改正ノ件（勅令第127号）
- 明治四十四年勅令第四十八号（九州帝国大学工科大学ノ講座ニ関スル件）中改正ノ件（勅令第128号）
- 九州帝国大学医科大学ノ講座ニ関スル件（勅令第129号）
- 文部省直轄諸学校職員定員令中改正ノ件（勅令第130号）
- 台湾総督府法院職員官等俸給及定員令中改正ノ件（勅令第131号）
- 台湾総督府監獄官制中改正ノ件（勅令第132号）
- 明治三十九年勅令第百四十二号（南満洲鉄道株式会社ニ関スル件）中改正ノ件（勅令第133号）
- 明治三十九年勅令第五十八号（山林事務ニ従事セシムルタメ農商務省及林区署ニ臨時職員設置）中改正ノ件（勅令第134号）
- 臘虎膃肭獣猟獲禁止ニ関スル件（明四五法二一）ヲ朝鮮、台湾及樺太ニ施行スルノ件（勅令第135号）
- 明治四十一年勅令第二百八十七号（政府ニ納ムヘキ保証金其他ノ担保ニ充用スル国債ノ価格ニ関スル件）中改正ノ件（勅令第136号）
- 樺太ニ於ケル石炭ノ採掘ニ関スル法律（明四五法二三）ニ依ル石炭採掘ノ許可ニ関スル件（勅令第137号）
- 樺太ニ於ケル鉱業ノ登録ニ関スル件（勅令第138号）
- 樺太ニ於ケル砂鉱業ノ登録ニ関スル件（勅令第139号）
- 樺太ニ於ケル鉱業、砂鉱業又ハ漁業ニ関スル手数料ノ件（勅令第140号）[樺太ニ於ケル鉱業又ハ砂鉱業ニ関スル手数料ノ件]
- 鉱業法ノ一部ヲ樺太ニ施行スルノ件（勅令第141号）
- 明治四十一年勅令第二百十五号（特赦及減刑ニ関スル件）中改正ノ件（勅令第142号）
- 台湾総督府官制中改正ノ件（勅令第143号）
- 台湾総督府地方官官制中改正ノ件（勅令第144号）
- 台湾総督府ノ州又ハ庁ノ警察医ノ給料ニ関スル件（勅令第145号）[台湾総督府庁警察医ノ給与ニ関スル件]
- 海軍高等武官補充条例中改正ノ件（勅令第146号）
- 海軍軍医学生、薬剤学生、造船学生、造兵学生、主計学生条例中改正ノ件（勅令第147号）
- 海軍造船生徒及造兵生徒条例中改正ノ件（勅令第148号）
- 明治四十三年勅令第三百七号（商務官ノ給与及経費等ニ関スル件）中改正ノ件（勅令第149号）
- 衆議院議員選挙法改正調査会官制廃止ノ件（勅令第150号）
- 専売塩特別定価売渡及交付金下付規則中改正ノ件（勅令第151号）
- 明治三十七年勅令第百九号（私設保税倉庫営業ノ特許等ニ関シ特許手数料徴収ノ件）中改正ノ件（勅令第152号）
- 税関官制中改正ノ件（勅令第153号）